# Basilique Sainte-Marie-Glorieuse-des-Frères de Venise
La basilique Sainte-Marie-Glorieuse-des-Frères (en italien : basilica di Santa Maria Gloriosa dei Frari, appelée communément I Frari), est une des principales églises de Venise. Elle est située sur le Campo dei Frari, dans le sestiere de San Polo. Dédiée à l'Assomption, elle a reçu le titre de basilique mineure.
Le sanctuaire renferme de très nombreuses œuvres d'art, notamment du Titien, et de nombreux monuments funéraires de grands hommes vénitiens.

## Histoire
Sous les doges Jacopo Tiepolo (1229-1249) et Reniero Zen (1253-1268), les frères franciscains avaient entrepris d'assainir le lac Badoer, un terrain marécageux dans le quartier de San Stefano Confessor (San Stin), et ils y construisirent la première église Santa Maria Gloriosa ainsi que le monastère voisin.
Mais cette première église devint rapidement trop petite pour tous les fidèles qui accouraient pour entendre la messe. Aussi, à partir du 28 avril 1250, elle fut agrandie sur tout le campo jusqu'au canal qui le bordait.
Après quatre-vingts ans, la situation se répéta et l'on songea à modifier la structure architecturale en abattant la partie voisine du rio et en formant le campo des Frari. On creusa également un puits d'eau douce. Surtout, on fit pivoter l'axe de l'église en l'orientant vers le rio dei Frari, dans la direction du nord-nord-est.
Vers 1330, les travaux commencèrent sous la direction de Jacopo Celega (en), et furent poursuivis en 1396 par son fils Pier Paolo. La nouvelle église, la troisième érigée par les Franciscains, avait trois nefs, un transept et sept absides, mais grâce à la générosité de Giovanni Corner la chapelle Saint-Marc fut érigée en 1420, formant la huitième abside.
Le campanile, le plus élevé de la ville après celui de la place Saint-Marc (80 mètres), fut achevé en 1396.
En 1478, la sacristie fut concédée à la famille Pesaro comme chapelle et lieu de sépulture. La neuvième abside de forme pentagonale fut alors construite.
Dans les années 1432-1434, l'évêque de Vicence, Pietro Miani, fit construire, pour sa sépulture personnelle, la chapelle Saint-Pierre au pied du campanile. La construction de l'église se poursuivit au ralenti de telle sorte que la façade ne fut achevée qu'en 1440 et l'autel en 1516 seulement. L'église fut consacrée le 27 mai 1492 sous le nom de Santa Maria Gloriosa dei Frari.
Sous Napoléon Ier, la communauté religieuse des Frari, c'est-à-dire les Frères Mineurs Conventuels ou Cordeliers, fut dissoute et, comme les autres églises monastiques (San Stin, San Toma', San Polo, San Agostin), elle fut confiée à un prêtre diocésain.
En 1922, le patriarche Pietro La Fontaine accueillit à nouveau les Cordeliers de retour dans leur église que le pape Pie XI éleva au rang de basilique mineure en 1926.

## L'extérieur
L'église est de style gothique italien, elle est construite en brique de couleur claire et fait près de 85 mètres de long sur près de 30 mètres de large. Elle est orientée nord-nord-est/sud-sud-ouest.
- La façade, de style gothique tardif, est composée de trois parties. Quatre ouvertures éclairent cette façade, un oculus sur chacun des bas côtés et, sur la partie centrale, une très large rosace surmontée d'un autre oculus, les cercles de pierre d'Istrie étant comme enchâssés dans la brique claire.
- Au sommet du tympan du portail, un Christ ressuscité d'Alessandro Vittoria (1581) et sur les deux piliers finement travaillés qui l'encadrent, une Vierge à l'Enfant et Saint François de Bartolomeo Bon (vers 1450).

Sur le côté gauche s'ouvrent quatre portes
- La porte médiane : portail gothique par Giovanni Bon, qui donne accès au côté gauche de la nef, à la hauteur du monument du doge Giovanni Pesaro. Le portail est surmonté d'une Vierge à l'enfant entourée de deux anges, de saint François et de saint Antoine (XIVe siècle).
- À la base du campanile, la chapelle Emiliani ou chapelle  Saint-Pierre rajoutée entre 1432 et 1434. On y accède par l’intérieur de l'église ou par un portail gothique surmontée d'une statue de saint Pierre.
- Le portail d'entrée du transept gauche, surmonté d'une statue de François d'Assise.
- Le portail gothique de la chapelle Corner par Giovanni Bon, avec deux monuments funéraires : sur le côté droit la pierre tombale de Pierio Valeriano et sur le côté gauche celle de son oncle Urban Bolzanio humaniste et helléniste du XVIe siècle.
- Sur l'arrière de l'église, depuis l'entrée de la Scuola Grande de San Rocco, on aperçoit les neuf arrondis de la chapelle Saint-Marc, des six absidioles qui encadrent le chœur et de la sacristie.

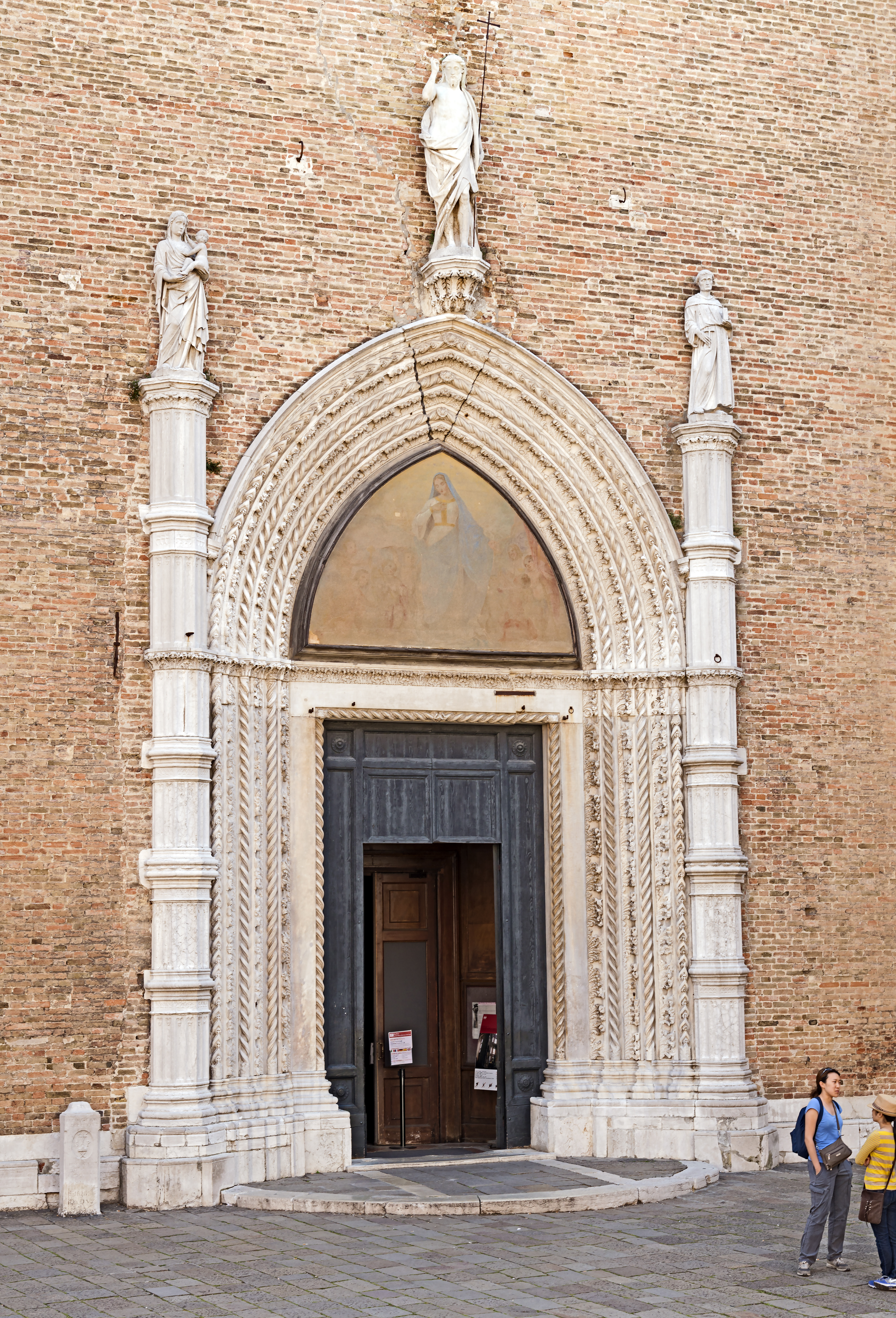
Portail de Bartolomeo Bon.
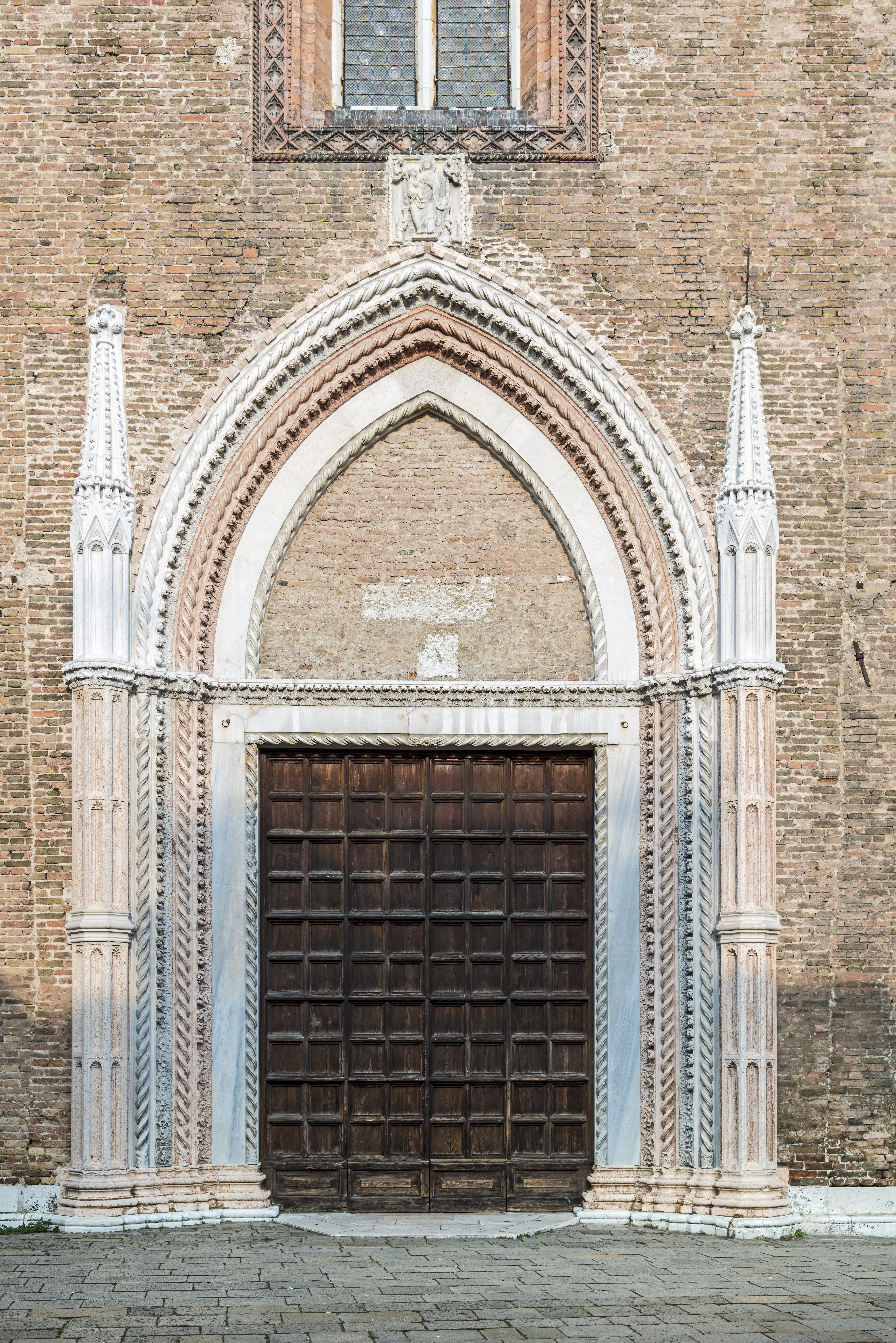
La Porte médiane de Giovanni Bon.
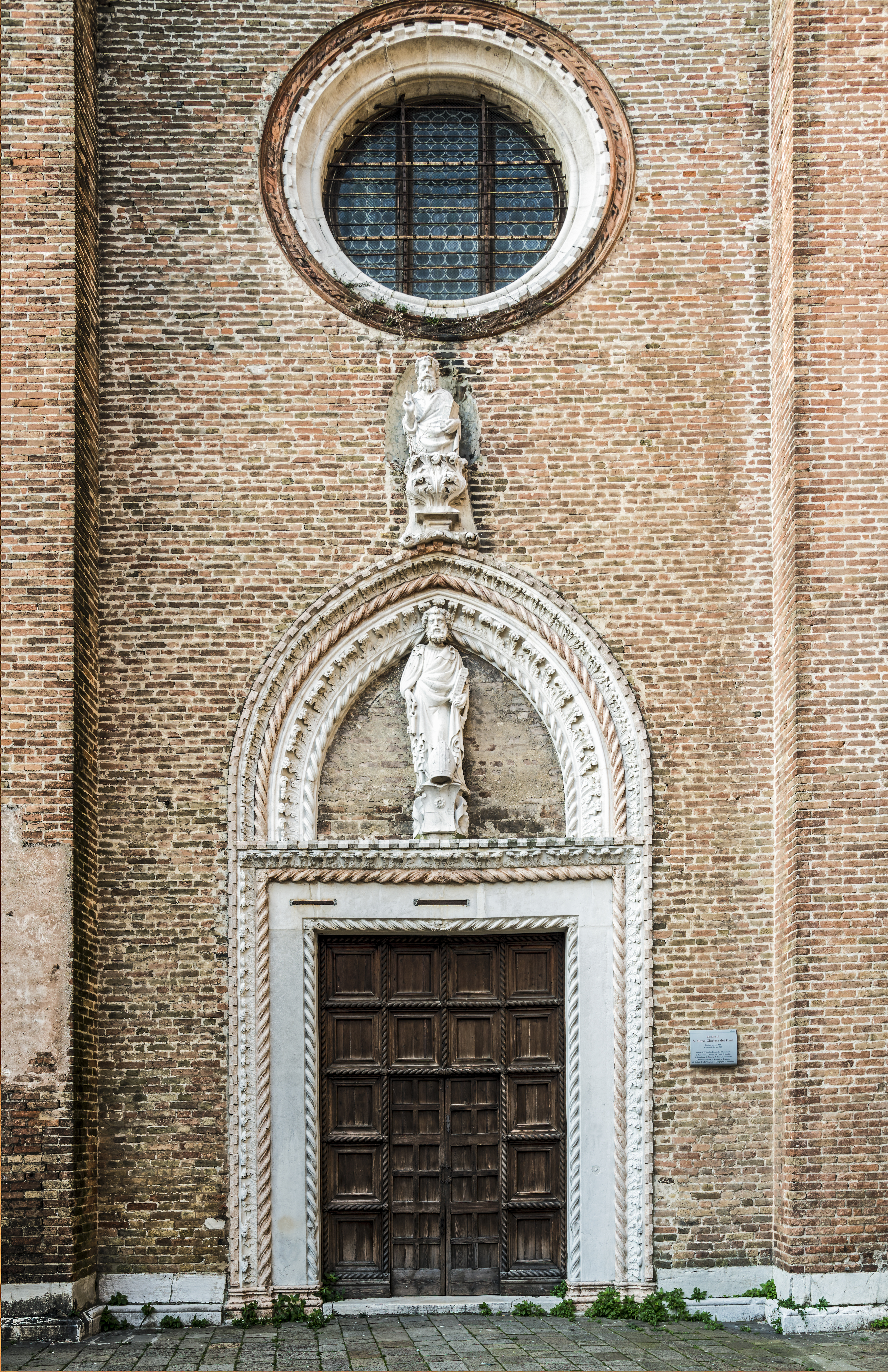
Portail de la chapelle Emiliani.
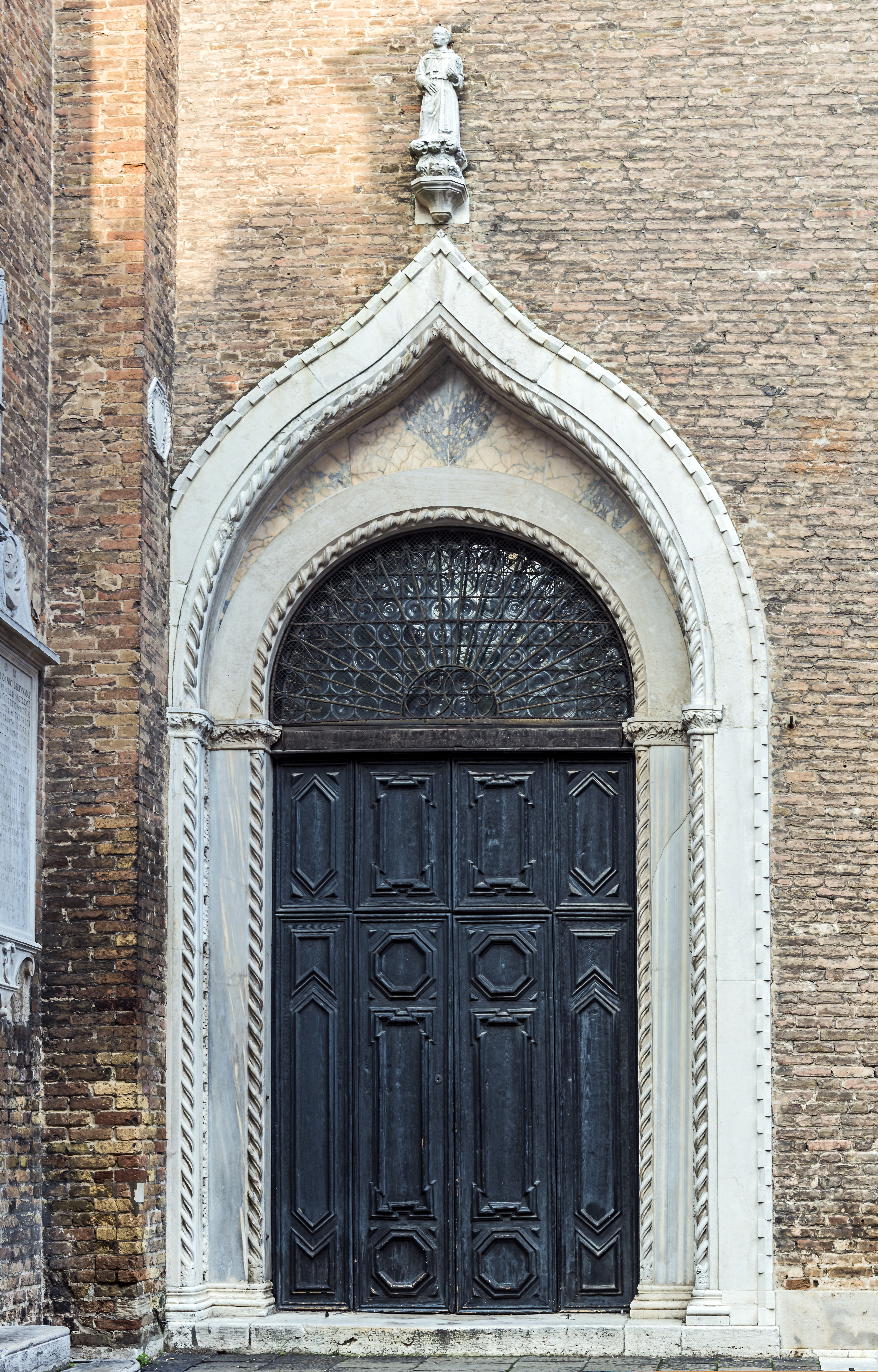
Portail du transept gauche.
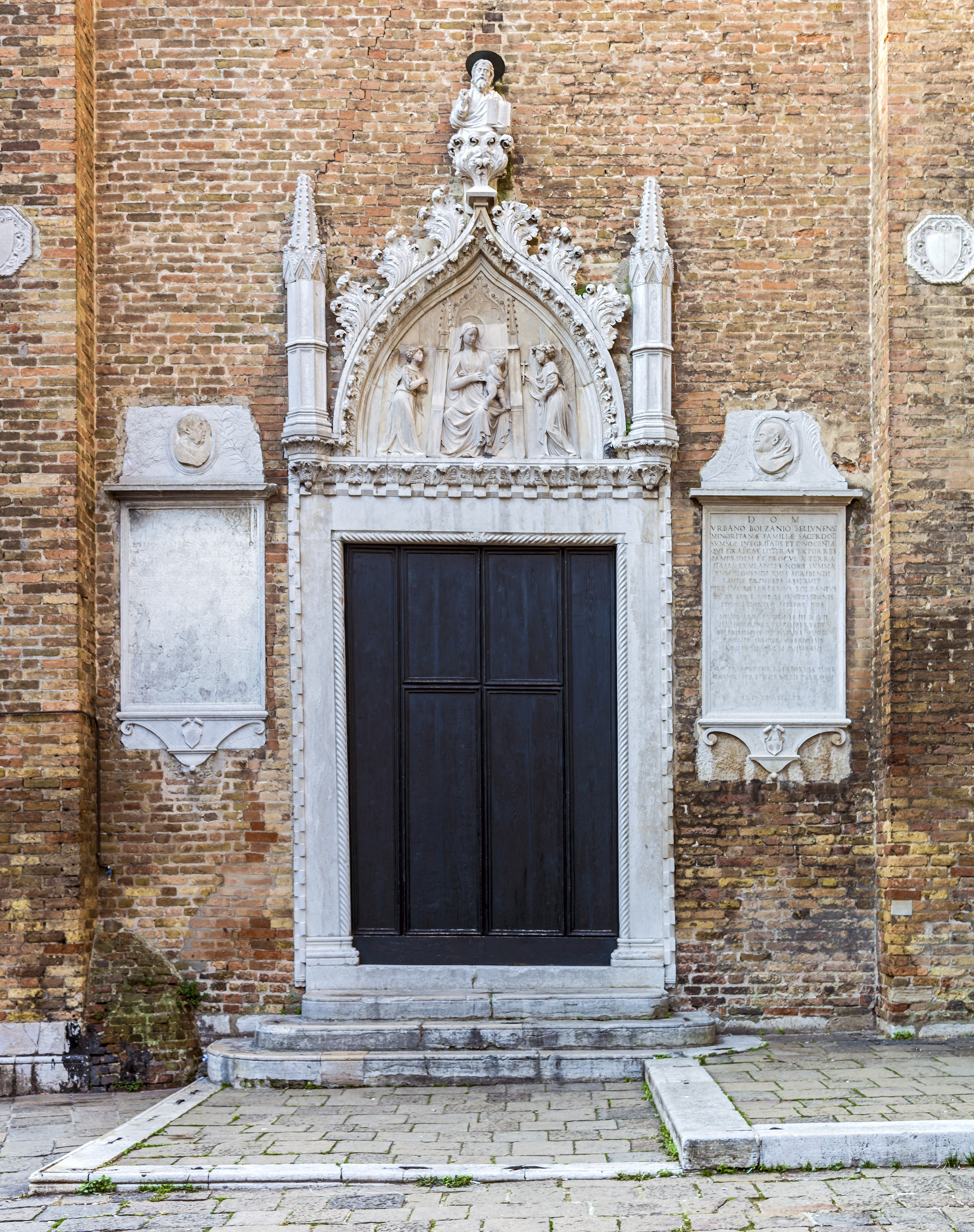
Portail et monument funéraire d'Urban Bolzanio.
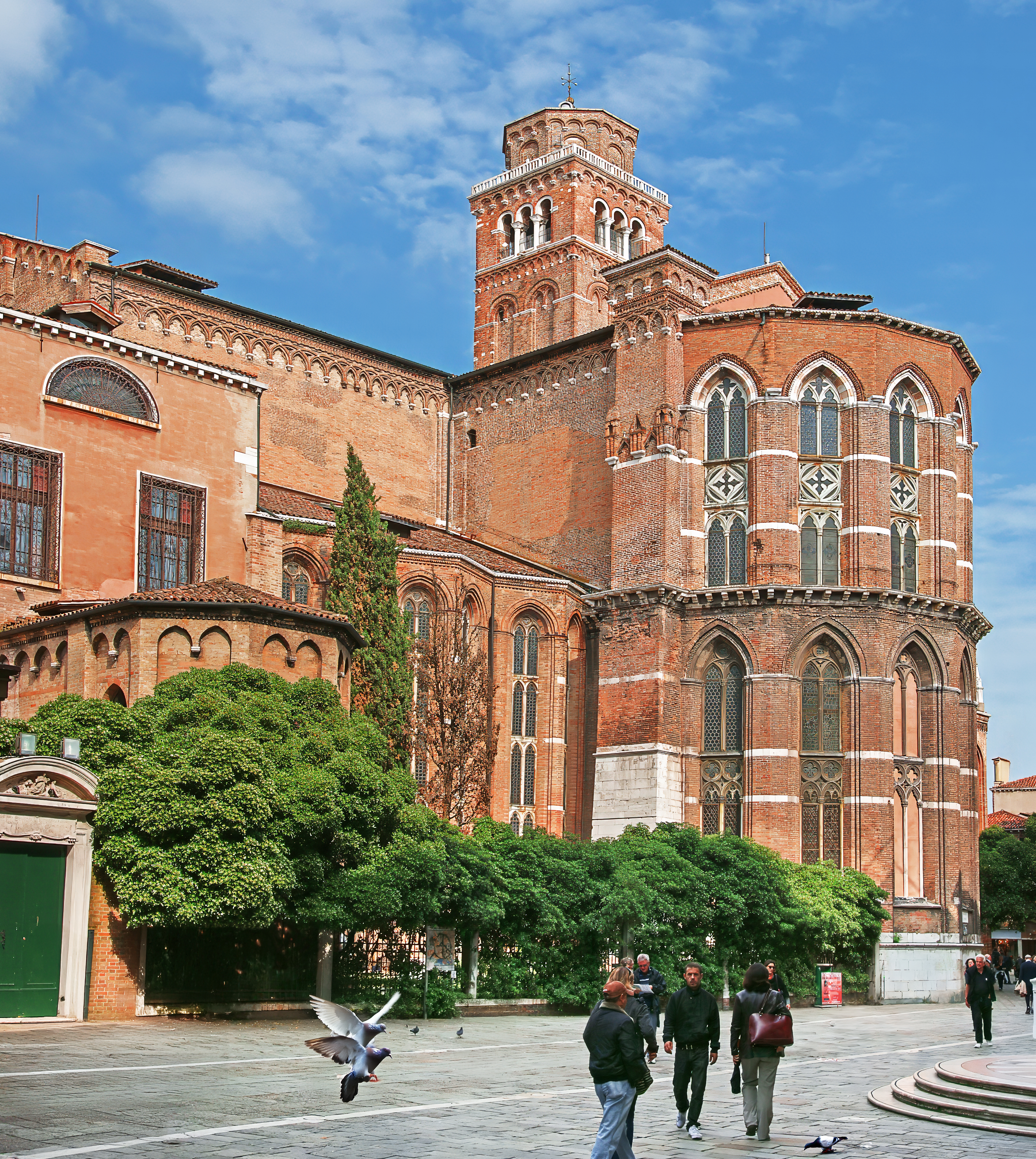
Abside.
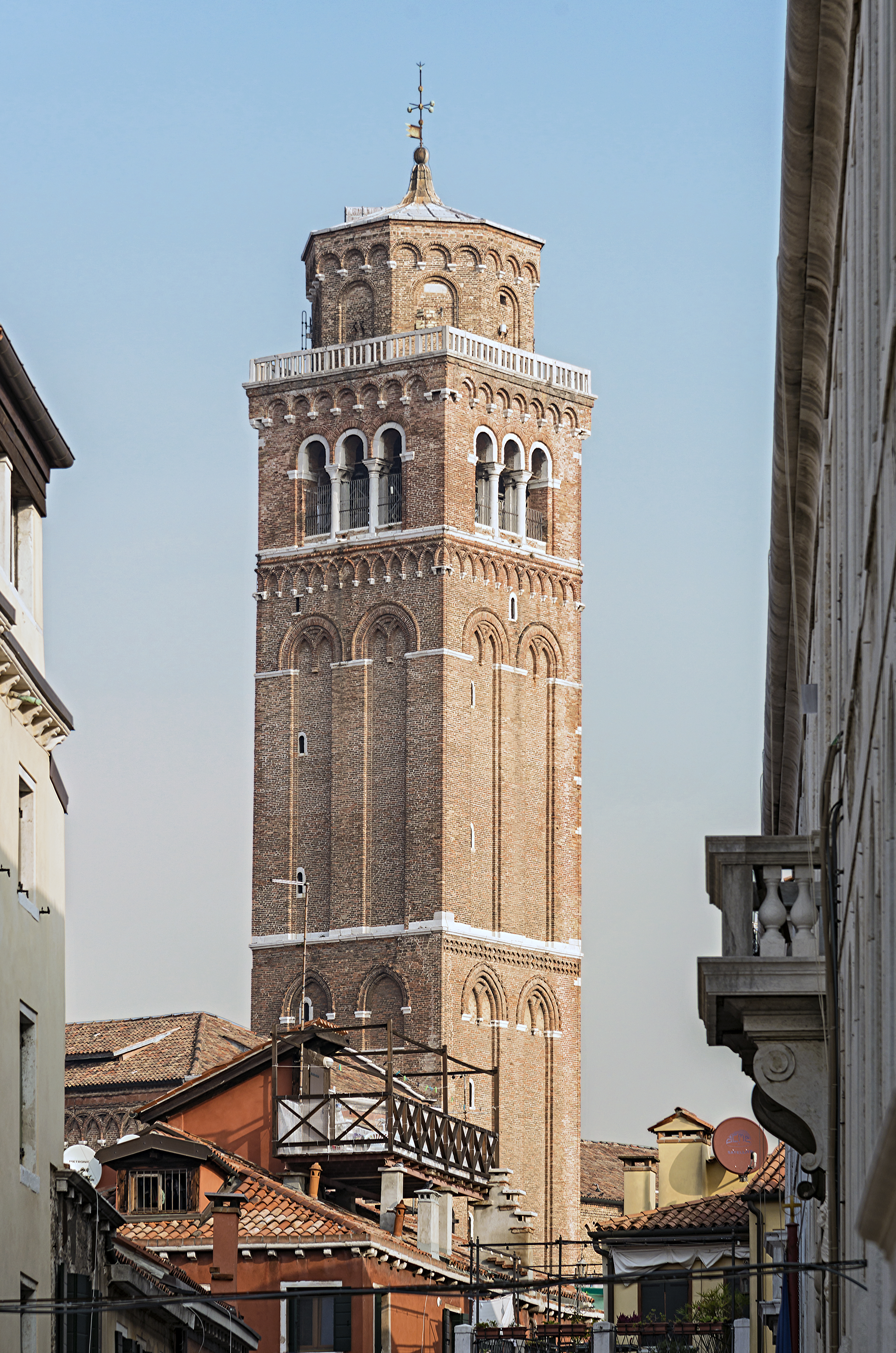
Le campanile.

## L'intérieur

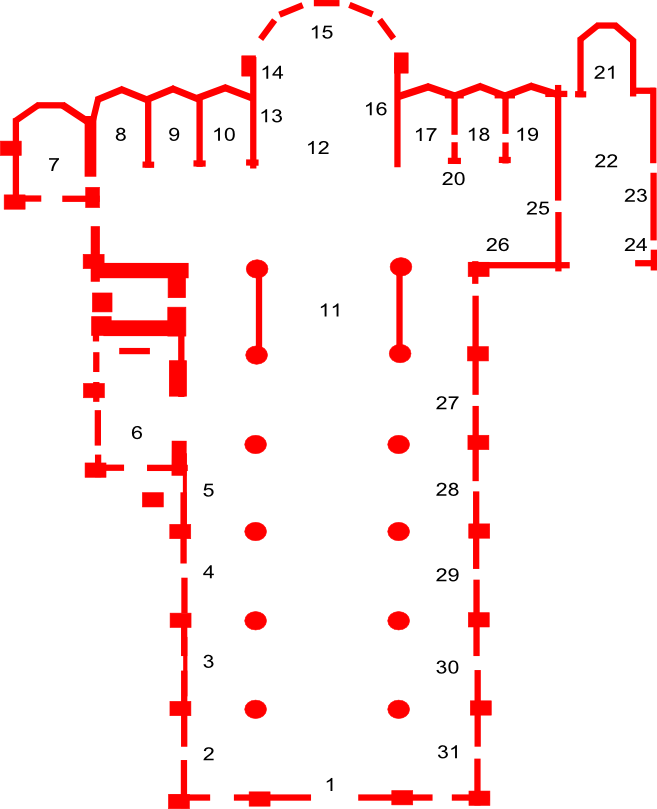
Plan de la Basilique

Le plan est en forme de croix latine et comporte trois nefs séparées entre elles par deux rangées de six grosses colonnes.
La nef principale comporte un chœur (11), situé avant la croisée du transept, délimité par deux orgues du XVIIIe siècle et constitué de cent vingt-quatre stalles de bois du sculpteur Marco Cozzi, datant de 1468. L'église est la seule à Venise à avoir conservé son jubé.
Le transept franchi et dans l'axe, s'ouvre la chapelle Majeure (12) de l'abside centrale, flanquée de trois absidioles de chaque côté. À l'extrémité gauche du transept se trouvent la chapelle Corner (7) ou San Marco et, à l'extrémité droite, la sacristie (22).

### L'envers de la façade (1)
Au sommet se trouve la rosace, au centre le monument funéraire du sénateur, Girolamo Garzoni, au-dessous le porche d'entrée. À la gauche du portail le monument funéraire d'Alvise Pasqualigo ; à la droite du portail le monument funéraire du sénateur Pietro Bernardo. Les huit tableaux datant de 1603 sont du peintre vénitien Flamino Florioani, ils illustrent les miracles de saint Antoine de Padoue. Ils ont été restaurés au début des années 2000. Une neuvième toile, de facture très différente, est de Pietro Muttoni dit Della Vecchia, elle date de 1674. Elle est placée au-dessus du monument d'Alvise Pasqualigo et représente Antoine de Padoue avec sa basilique et les deux religieux commanditaires (Maurizio Graziani et Maurizio Cavaletti).
- Le monument funéraire d'Alvise Pasqualigo

Alvise Pasqualigo, Procurateur de Saint-Marc est mort en 1528. Œuvre en pierre d’Istrie de Gianmaria Mosca (1495 - 1574). Le tombeau est posé sur des séraphins et encadrée de deux putti arborant les armes de Venise. À la partie la plus haute, deux éléments à fresques : l’ange de l’Annonciation et la Vierge annoncée, attribuée au Pordenone.
- Le monument funéraire de Girolamo Garzoni

Le sénateur Girolamo Garzoni est mort durant le siège de Negroponte en 1688, ces frères Marino et Pietro ont obtenu le privilège de faire ériger le monument funéraire de leur frère au-dessus de la porte d'entrée de la basilique. Au centre du monument la statue du sénateur couronné par un ange, au-dessus, ces armoiries à la base d'un obélisque en marbre noir.
- Le monument funéraire de Pietro Bernardo par Tullio Lombardo

C'est une des dernières réalisations de Tullio Lombardo en 1524 érigée du vivant du sénateur Pietro Bernardo qui ne décédera qu'en 1538. La partie basse du monument montre Adam et Ève, un aigle et une tête de méduse. La partie supérieure est postérieur à la mort du sénateur et a été commandité par ces fils Girolamo et Lorenzo, elle date de 1558, et montre le défunt agenouillé devant Jésus et saint Pierre.
- Partie droite de l'envers de la façade

Saint Jean bénissant ces disciples venus le visiter en prison large huile sur toile d'Angelo Venturini peinte en 1731. Au-dessus de ce tableau le monument funéraire du Sénateur Simonetto Dandolo mort en 1360. À noter que son sarcophage initialement dans la chapelle des florentins, a été transféré une première fois dans la nef en 1822. Puis une deuxième fois pour laisser place au monument à Canova en 1827.

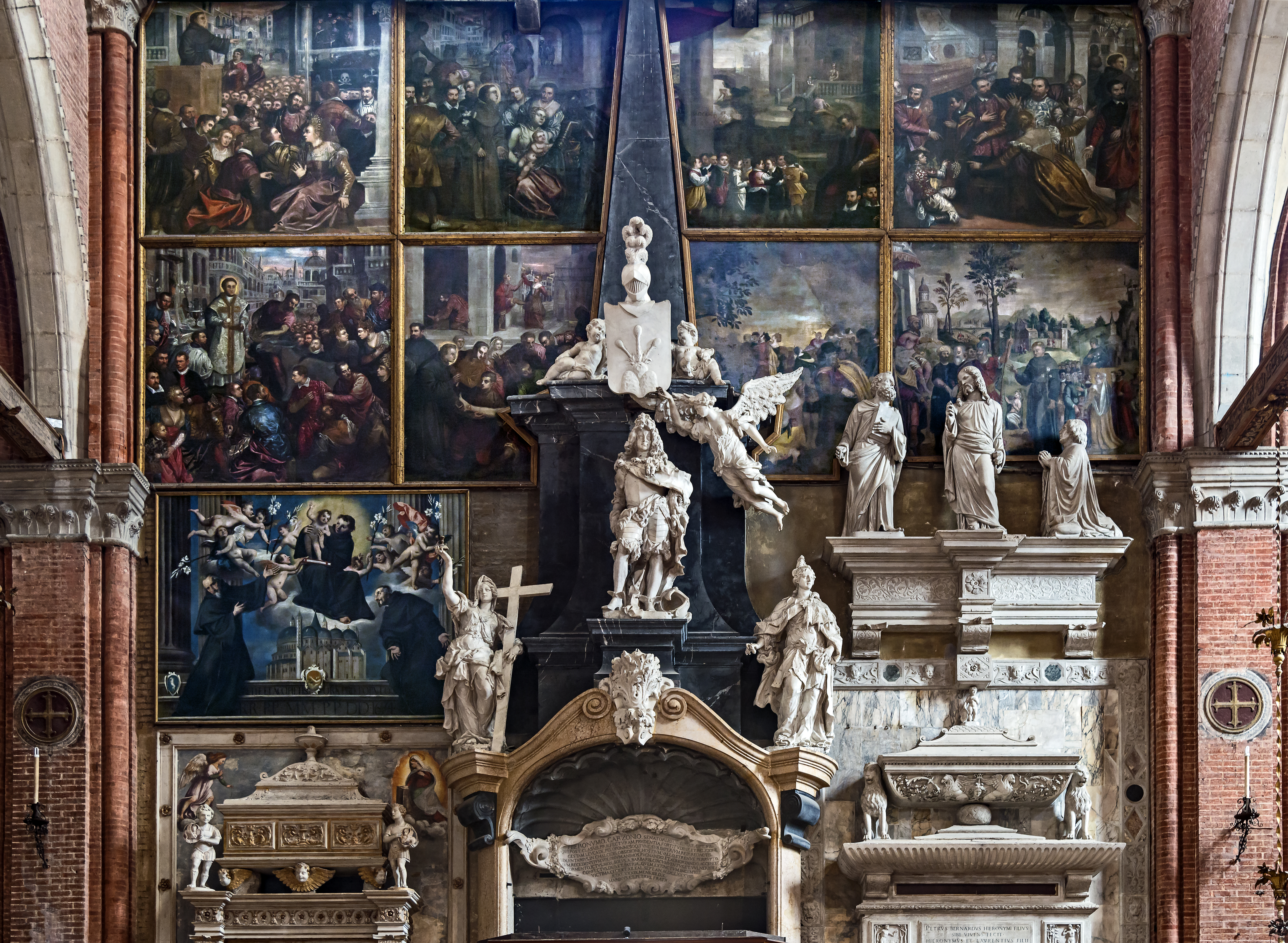
L'envers de la façade.
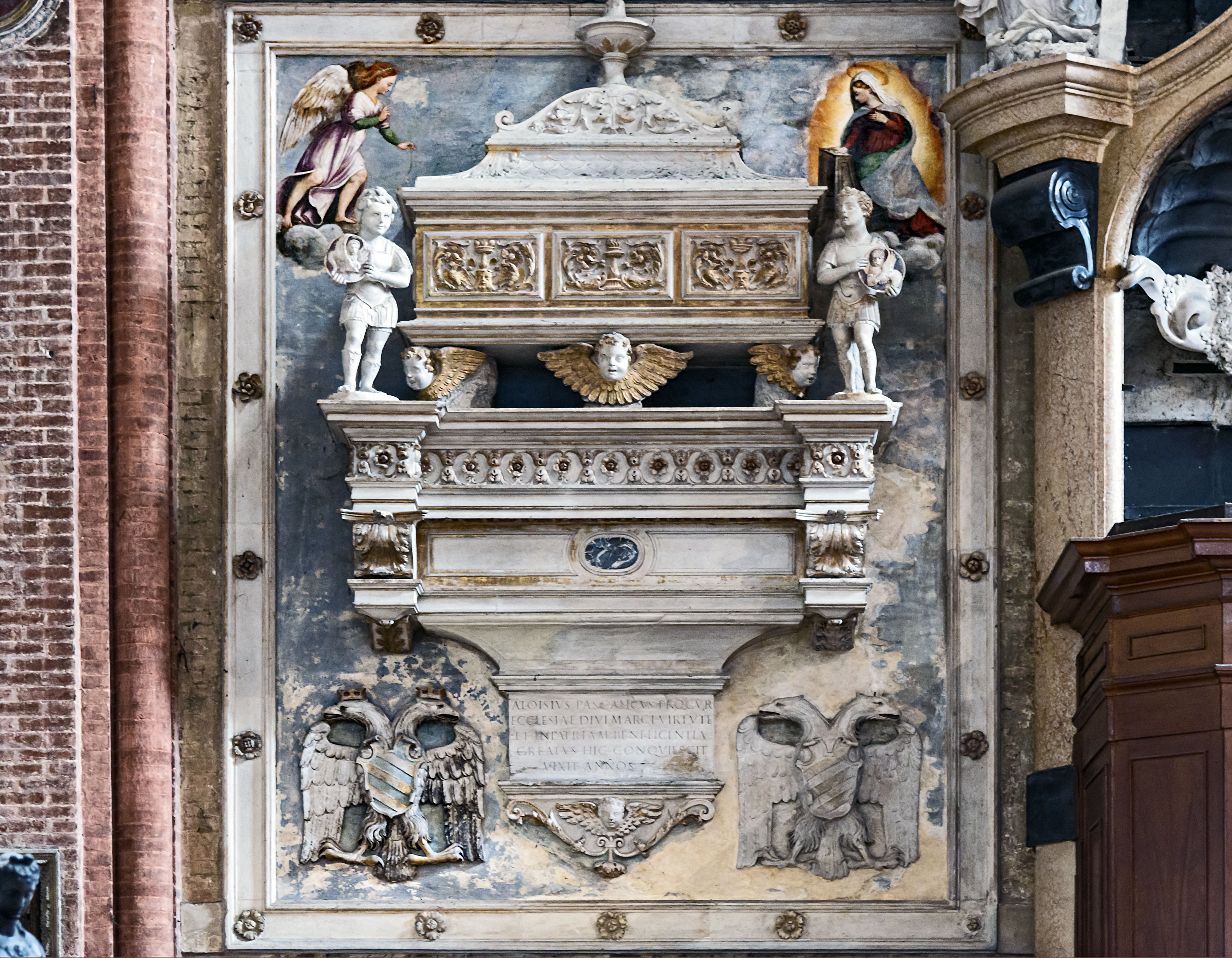
Le monument d'Alvise Pasqualigo.
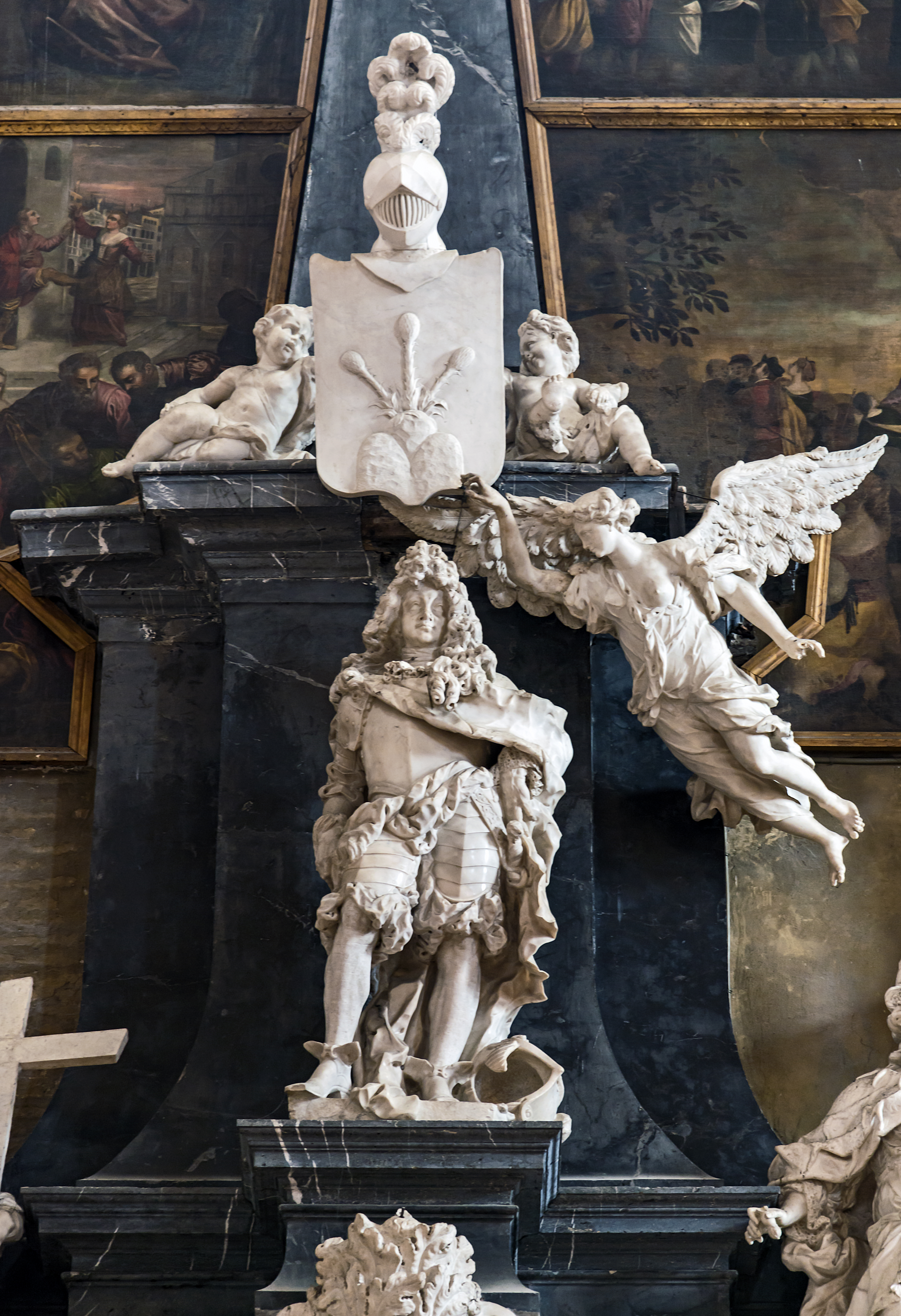
Le monument funéraire de Girolamo Garzoni.
Le monument de Pietro Bernardo.
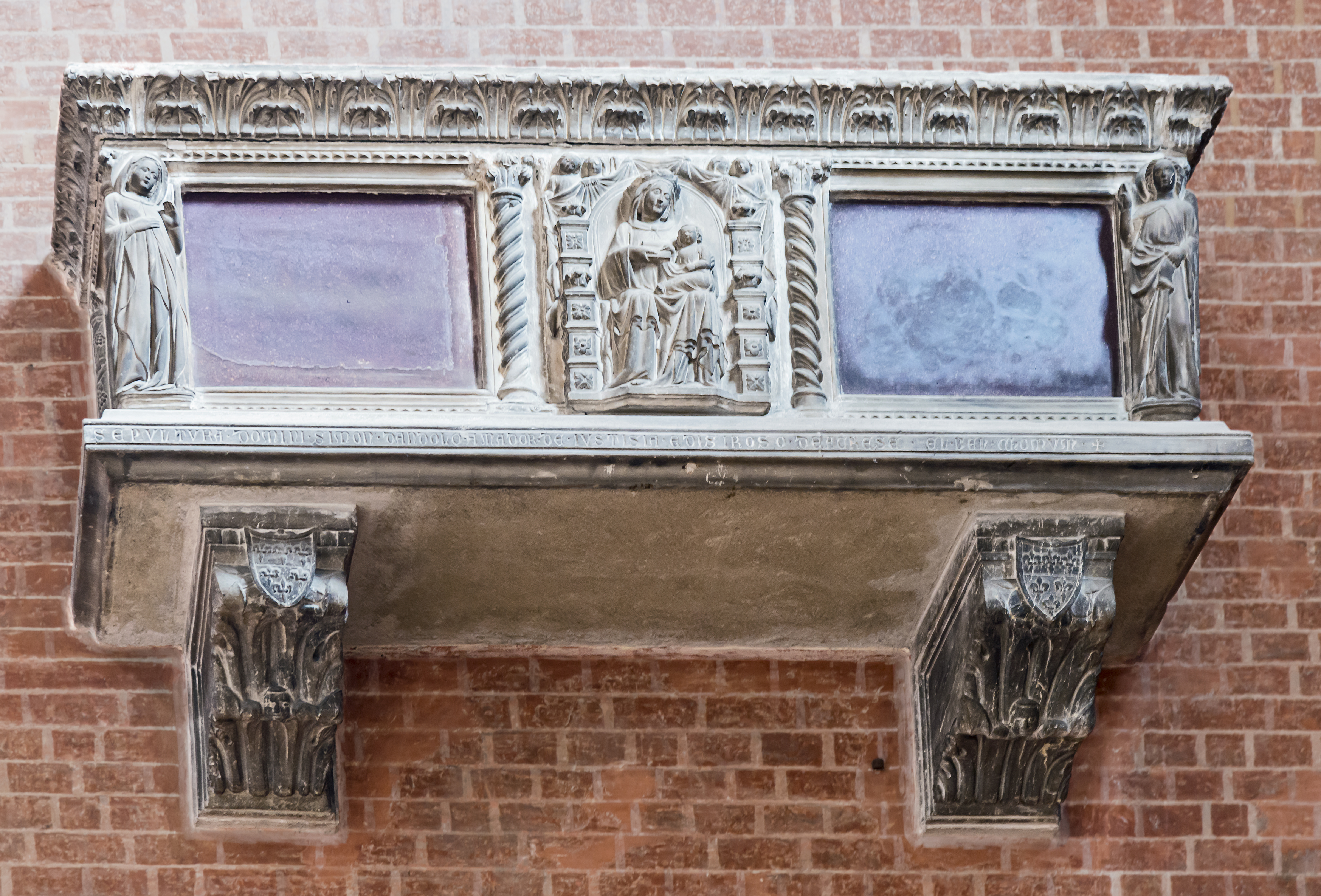
Monument de Simonetto Dandolo.

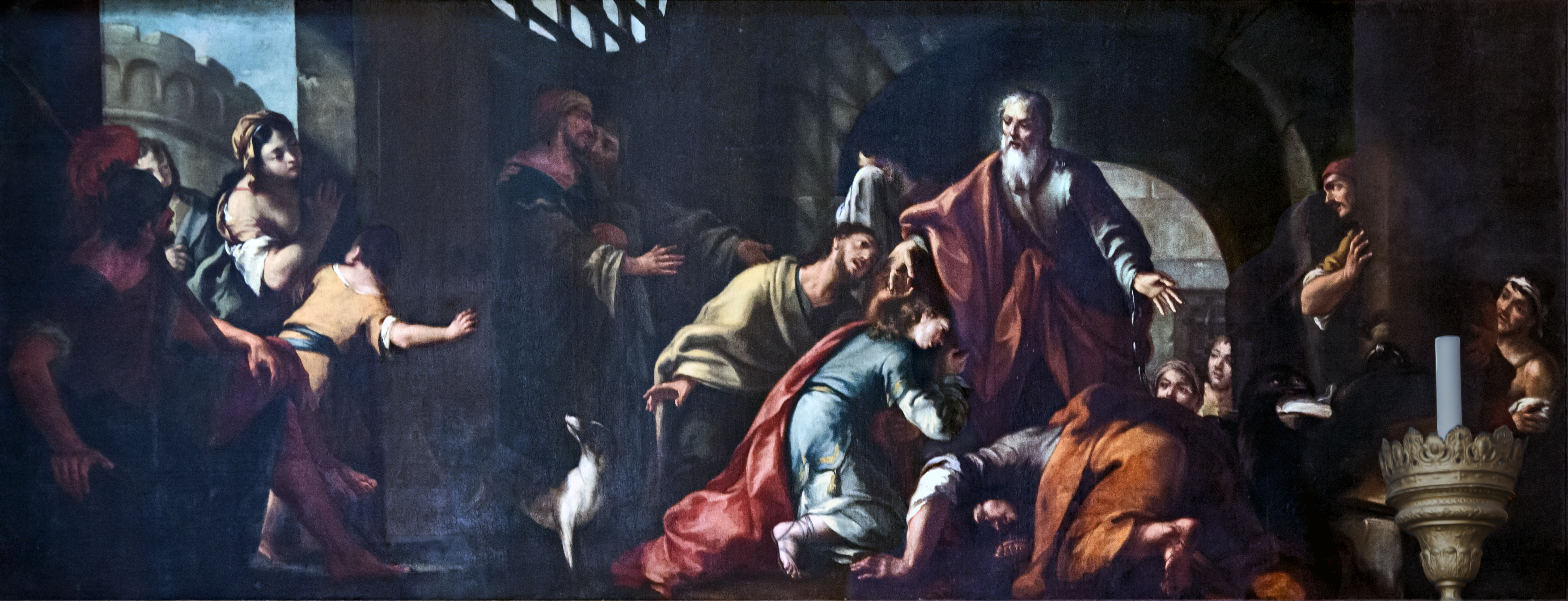
Saint Jean bénissant ces disciples venus le visiter en prison d'Angelo Venturini.

### Partie gauche de la nef
- La statue du bénitier

Le bénitier près de la première colonne est orné d'une statuette de bronze de Girolamo Campagna (1593), représentant  saint Antoine de Padoue.
- Monument à Canova (3)

En 1794, Antonio Canova a conçu et construit un modèle pour le tombeau du Titien, mais il y avait beaucoup de difficultés à lever les fonds nécessaires à la construction, de sorte que, en 1822, l'année de la mort de Canova, il était encore sous forme de projet. Canova a été enterré à Possagno, son pays natal, l'académie des Beaux-Arts de Venise a décidé de construire un monument pour préserver l'urne de porphyre contenant le cœur de l'artiste ; le travail a été entrepris par six de ses élèves et achevé en 1827. L’allégorie de la sculpture par Bartolomeo Ferrari porte l'urne contenant le cœur ; derrière elle l'allégorie de l'architecture ; suivent Les Génies tutélaires de l'architecture et de la peinture avec leurs attributs et leurs torches mortuaires allumées, par Jacopo De Martini.
Du côté gauche du monument, Rinaldo Rianaldi a sculpté Le Lion de Venise dans une pose triste.

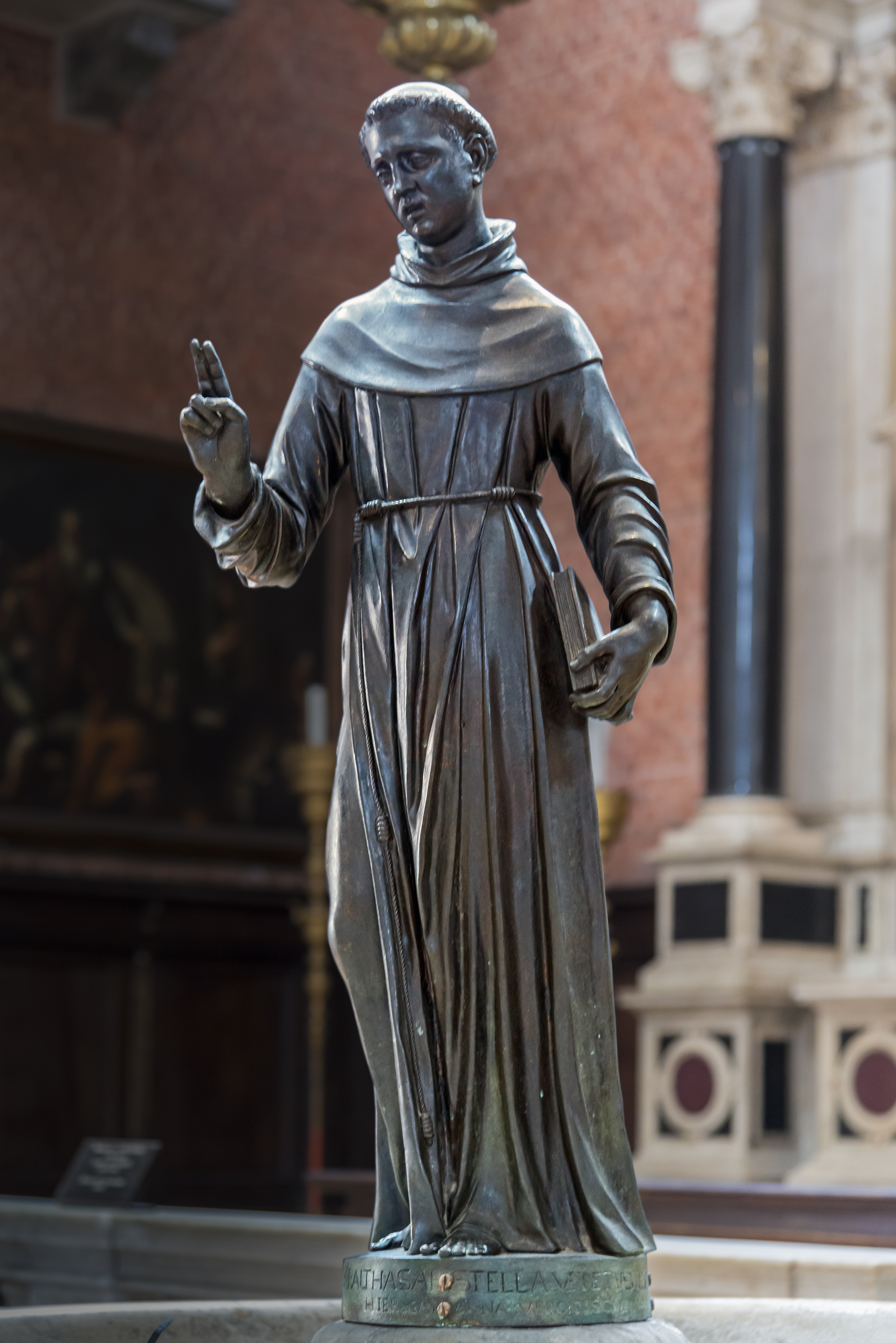
Saint Antoine de Padoue par Girolamo Campagna.
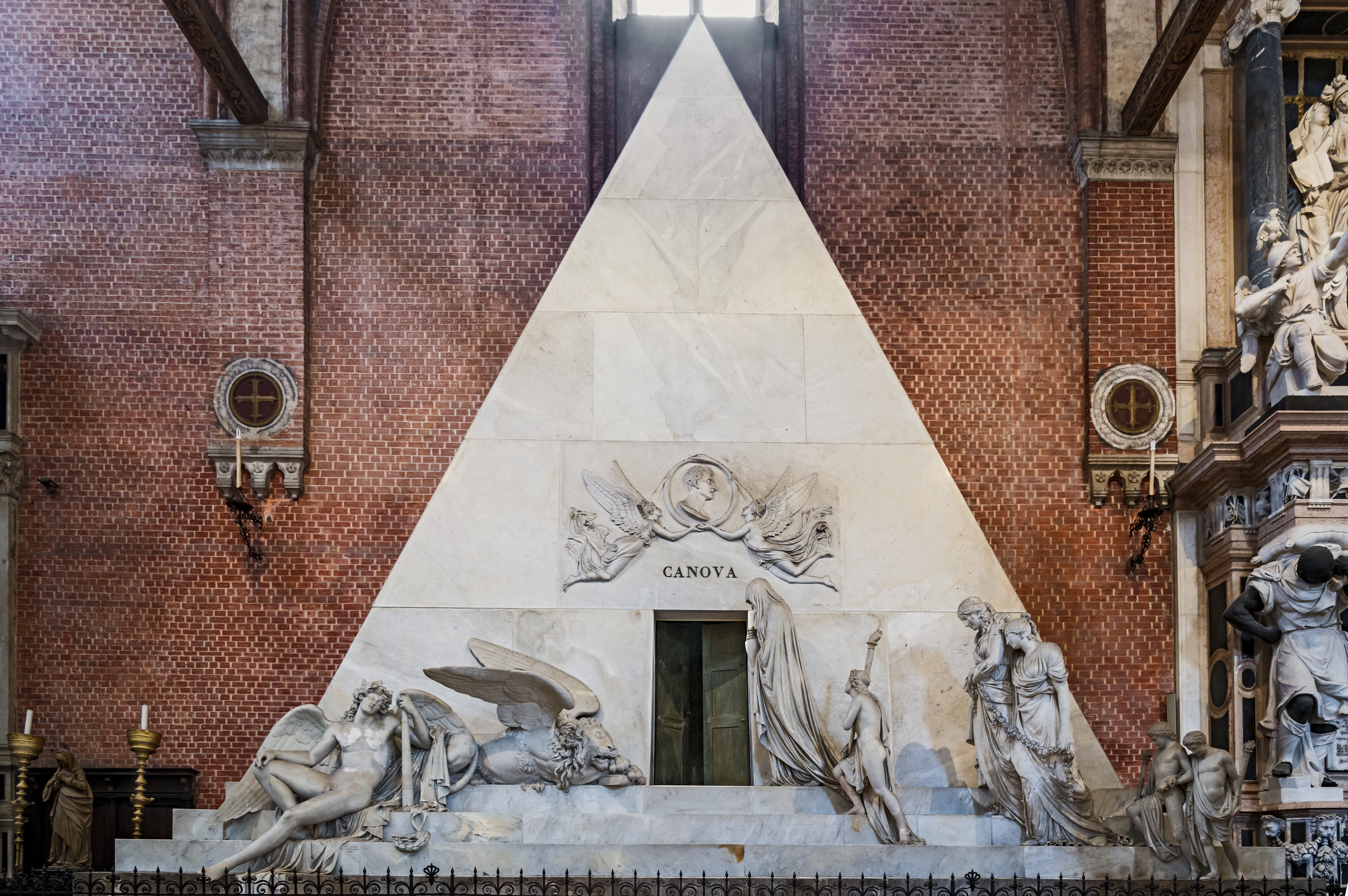
Monument à Canova.
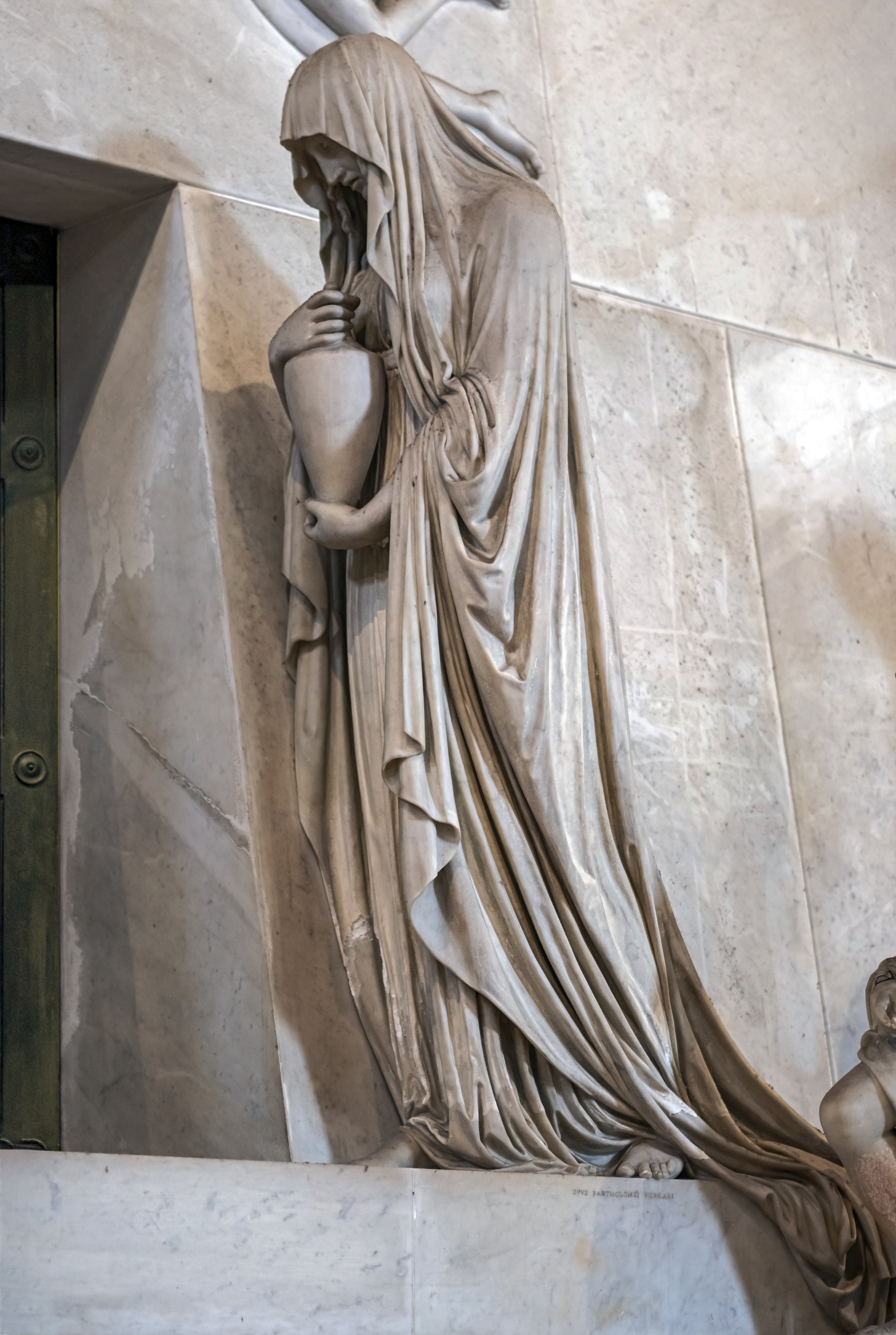
La Sculpture par Bartolomeo Ferrari.
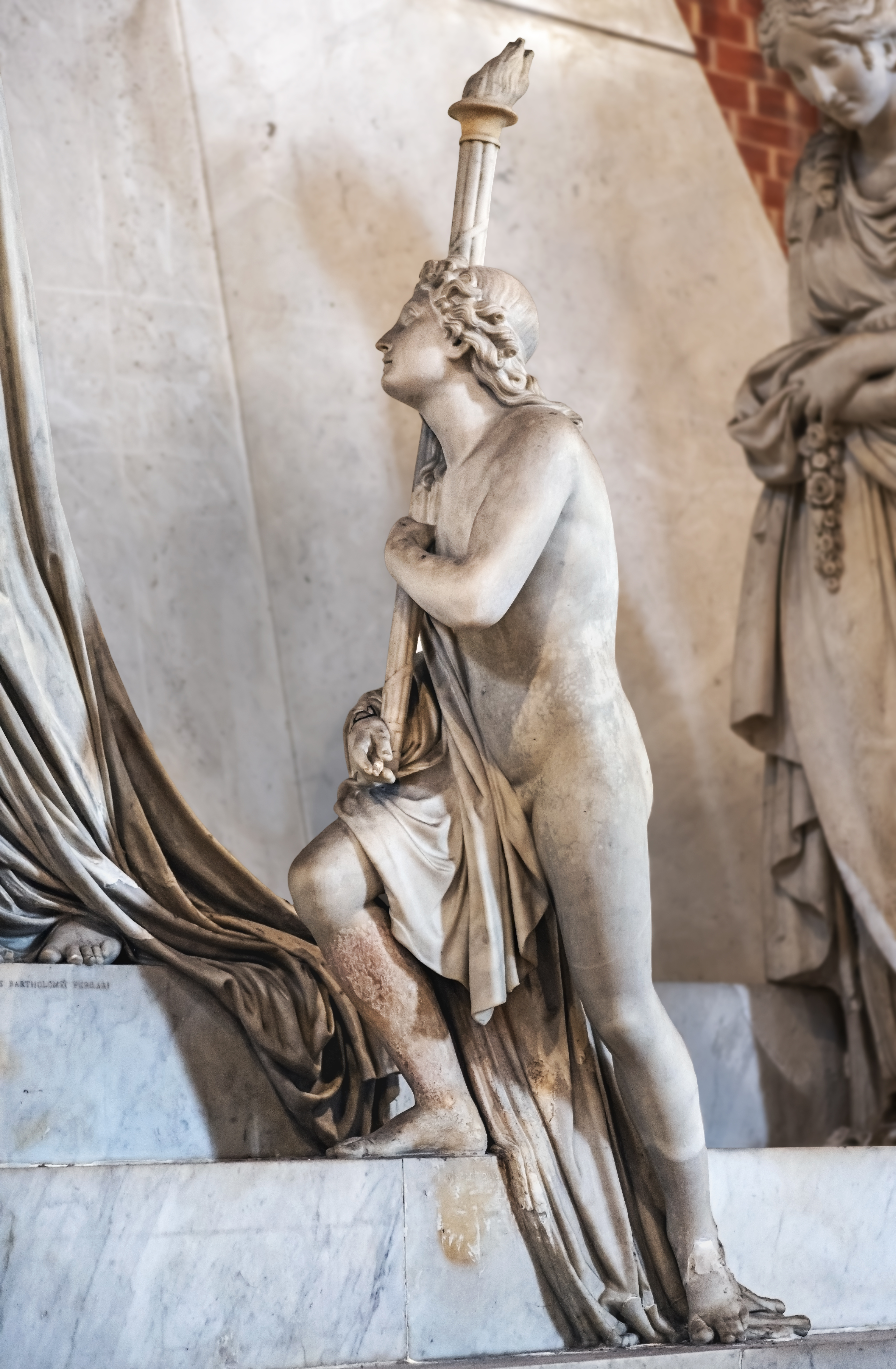
Le Génie de la Sculpture par Rinaldo Rinaldi.
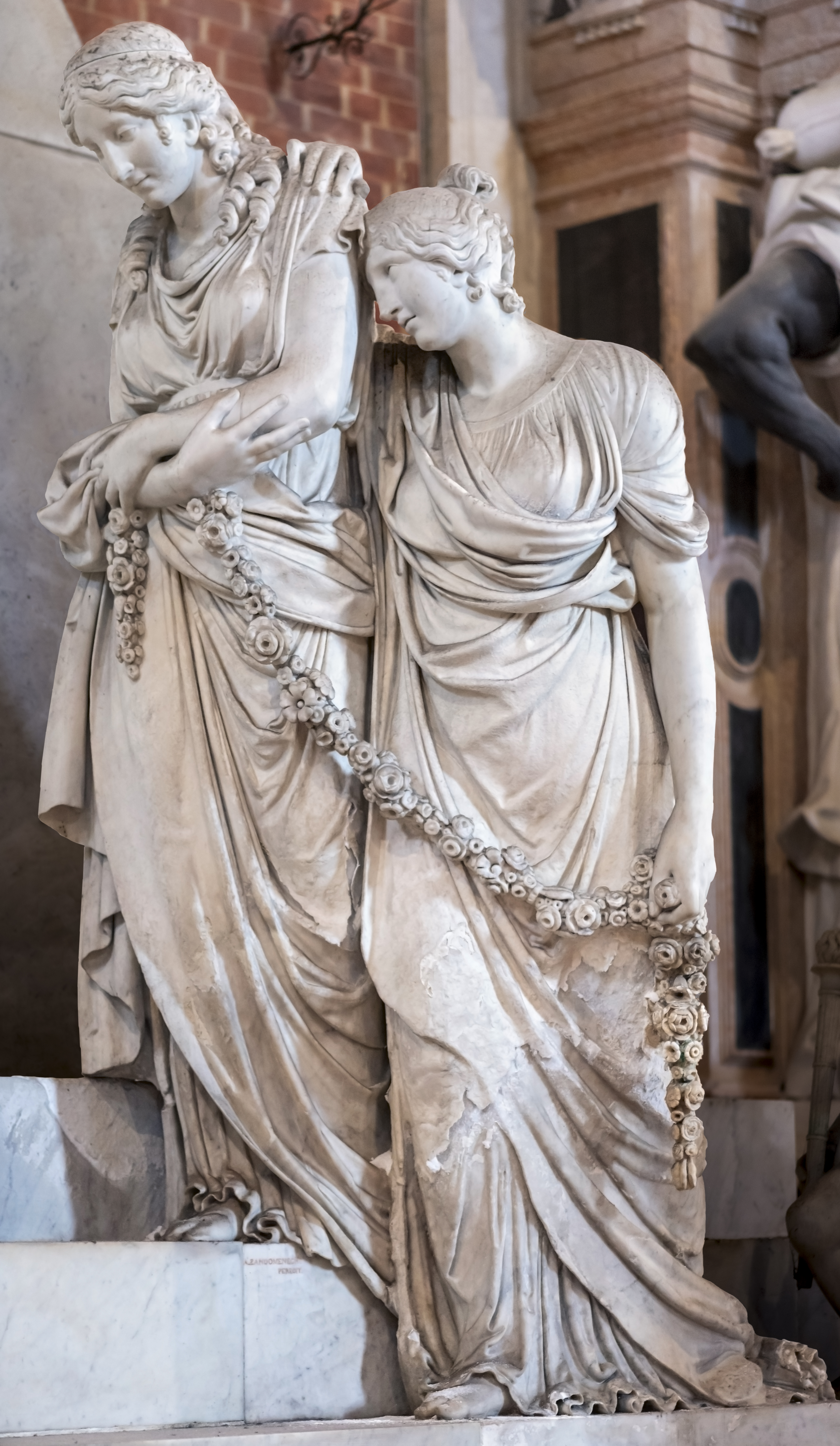
La Peinture et l'Architecture par Luigi Zandomeneghi.
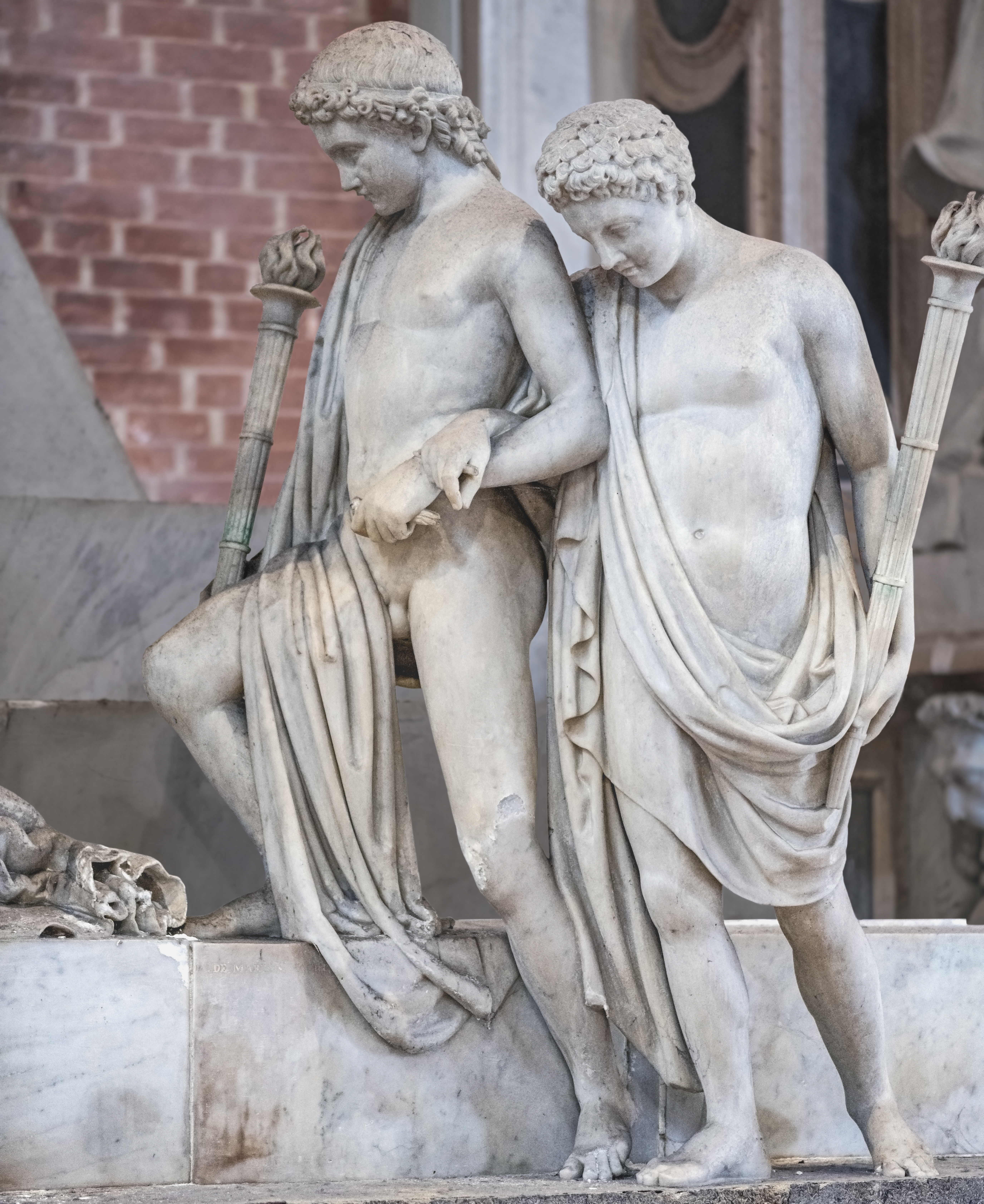
Les Génies de l'architecture et de la peinture par Jacopo De Martini.
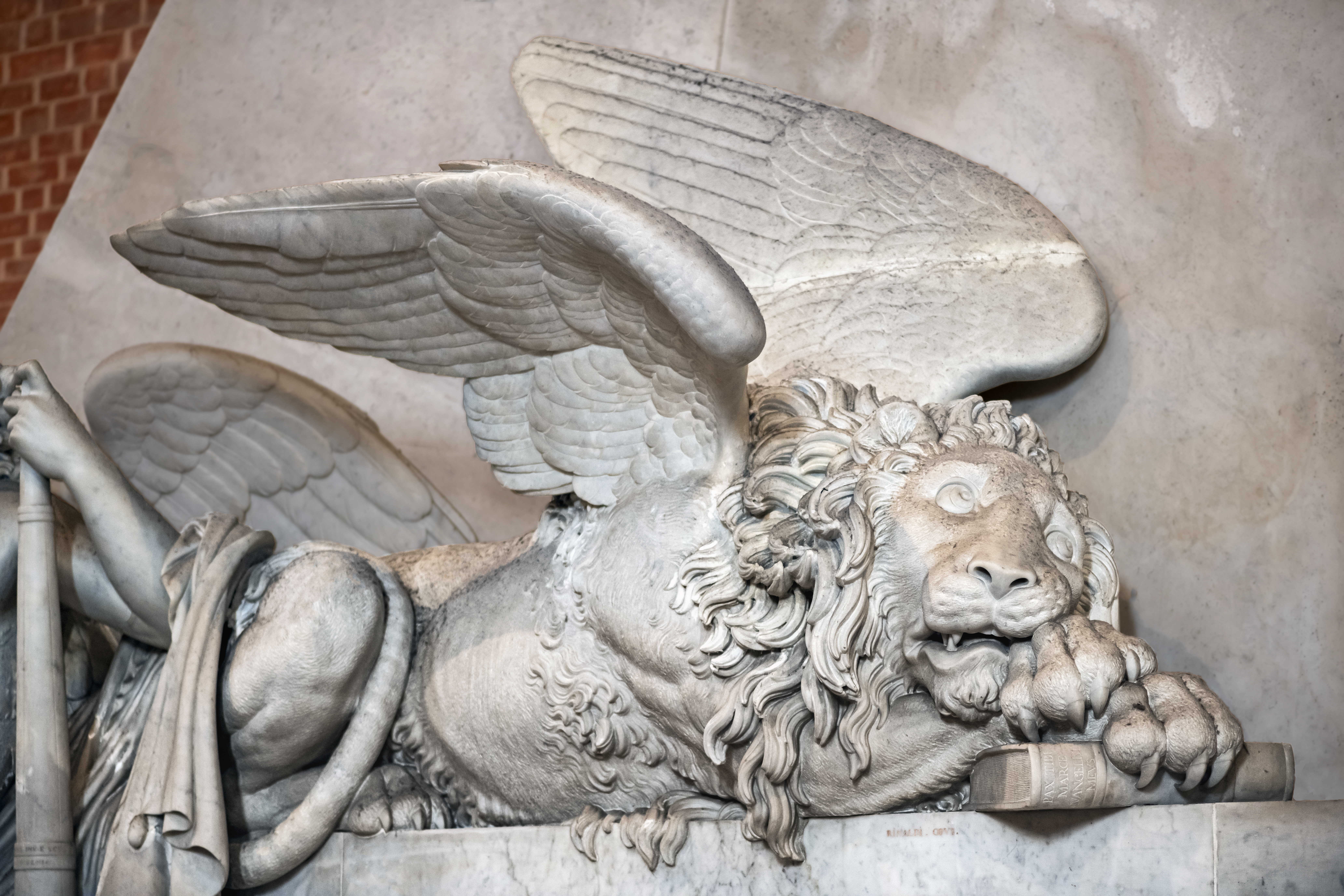
Le Lion de Venise dans une pose triste par Rinaldo Rinaldi.

- Monument du doge Giovanni Pesaro (4)

Le monument a été commandité par Leonardo Pesaro neveu du doge. Il fut construit de 1665 à 1669. Le doge avait laissé 12 000 ducats pour sa réalisation. Le Maître d’œuvre choisi fut Baldassare Longhena. Les nombreuses sculptures sont de Melchior Barthel de Dresde et Josse le Court, avec Francesco Cavrioli et Michele Fabris, connu sous le nom d’Ongaro (le Hongrois).
On doit à Cavrioli les deux squelettes de bronze supportant les deux rouleaux, il était spécialisé dans ce domaine. Michele Fabris a sculpté les deux dragons, symboles d'Éternité.
Josse le Court est l'auteur des petits anges tenant le manteau du doge Pesaro, des armes de la famille, de la statue de Giovanni Pesaro et des quatre allégories enlacées : la Religion et la Valeur, à gauche, la Concorde et la Justice, à droite. Au-dessous : Intelligence, Noblesse, Richesse et Étude, qui font allusion aux exploits et aux mérites du doge.
Les paires d'allégories représentant Religion et Constance, puis Vérité et Justice ont été exécutées par Melchior Barthel associé aux quatre telamons.
- Bénitier de l’Immaculée Conception

Statue de l'Immaculée Conception ornant le bénitier, du troisième pilier gauche. Elle provient de l'ermitage du mont Rua dans les monts Euganéens et date du XVIIIe siècle.
- Tombe de Giuseppe Volpi

Très peu ont eu le privilège d'être inhumés dans la basilique au XXe siècle ; c'est le cas de Giuseppe Volpi. Son service funèbre a été assuré par Angelo Roncalli, futur Jean XXIII.

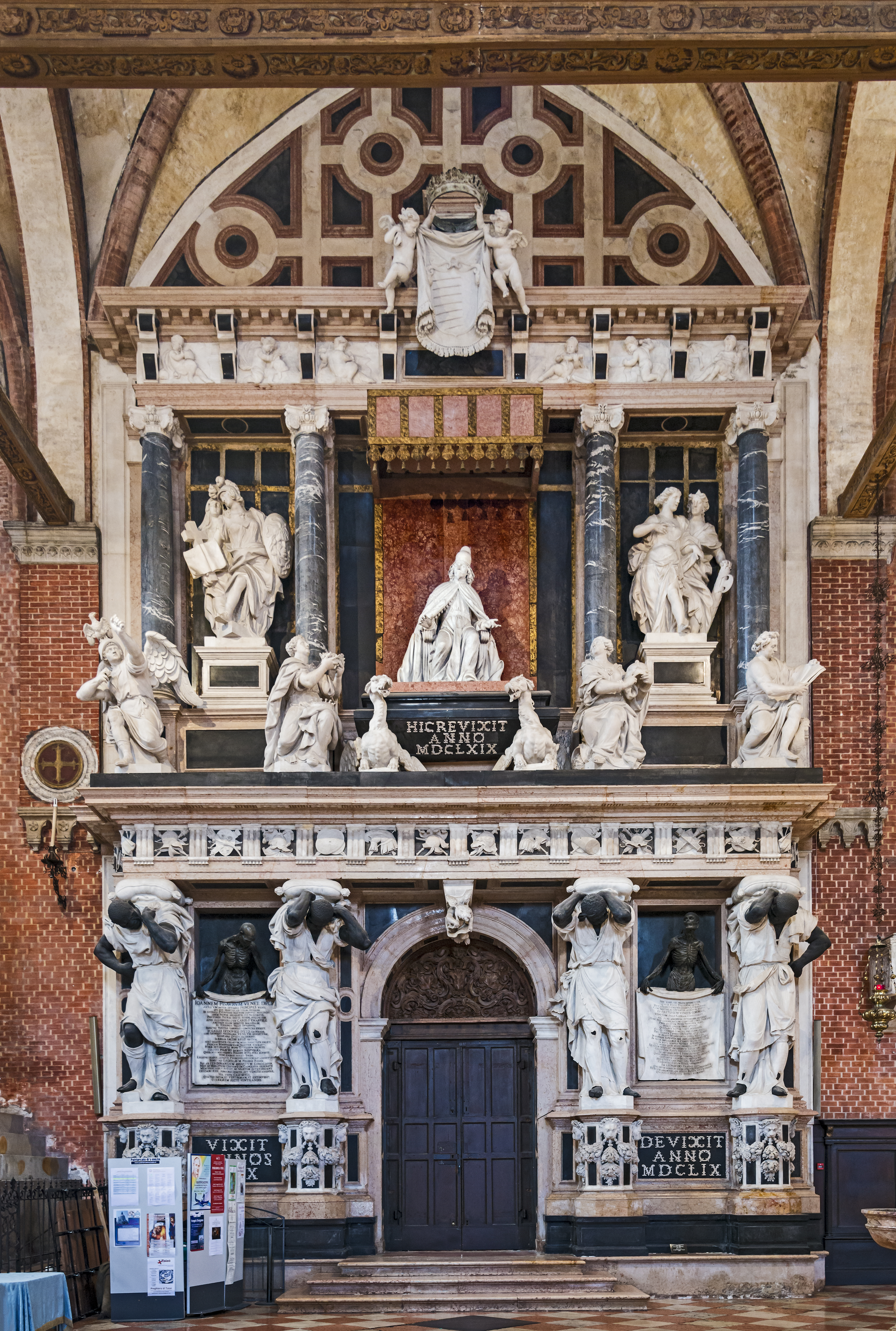
Monument du doge Giovanni Pesaro.
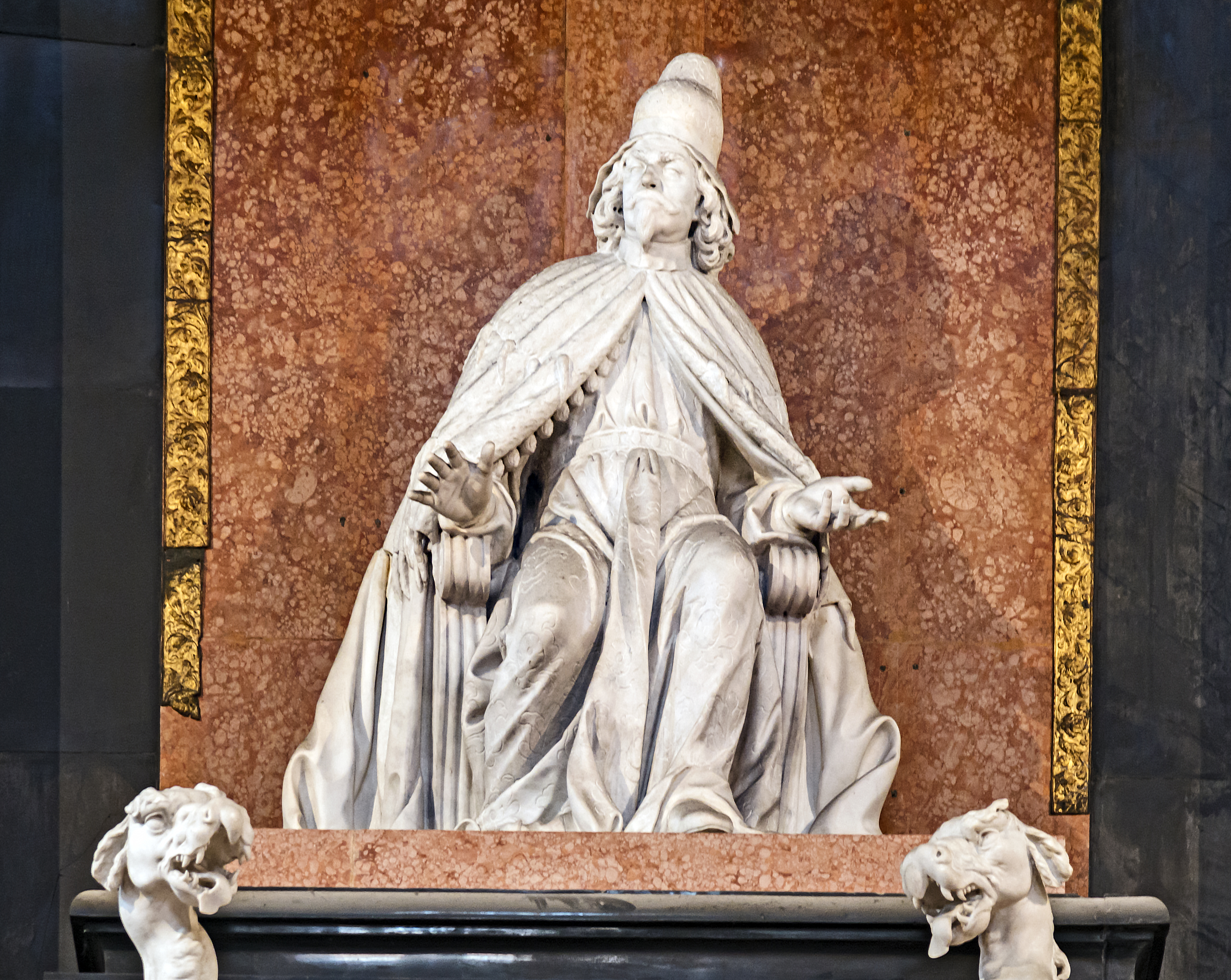
Statue du doge Giovanni Pesaro.
Le squelette de droite par Francesco Cavrioli.
Le squelette de gauche Francesco Cavrioli
La Religion et  la Valeur,  Au-dessous : Intelligence  et Noblesse.
Concorde et Justice, au-dessous : Richesse et Étude.
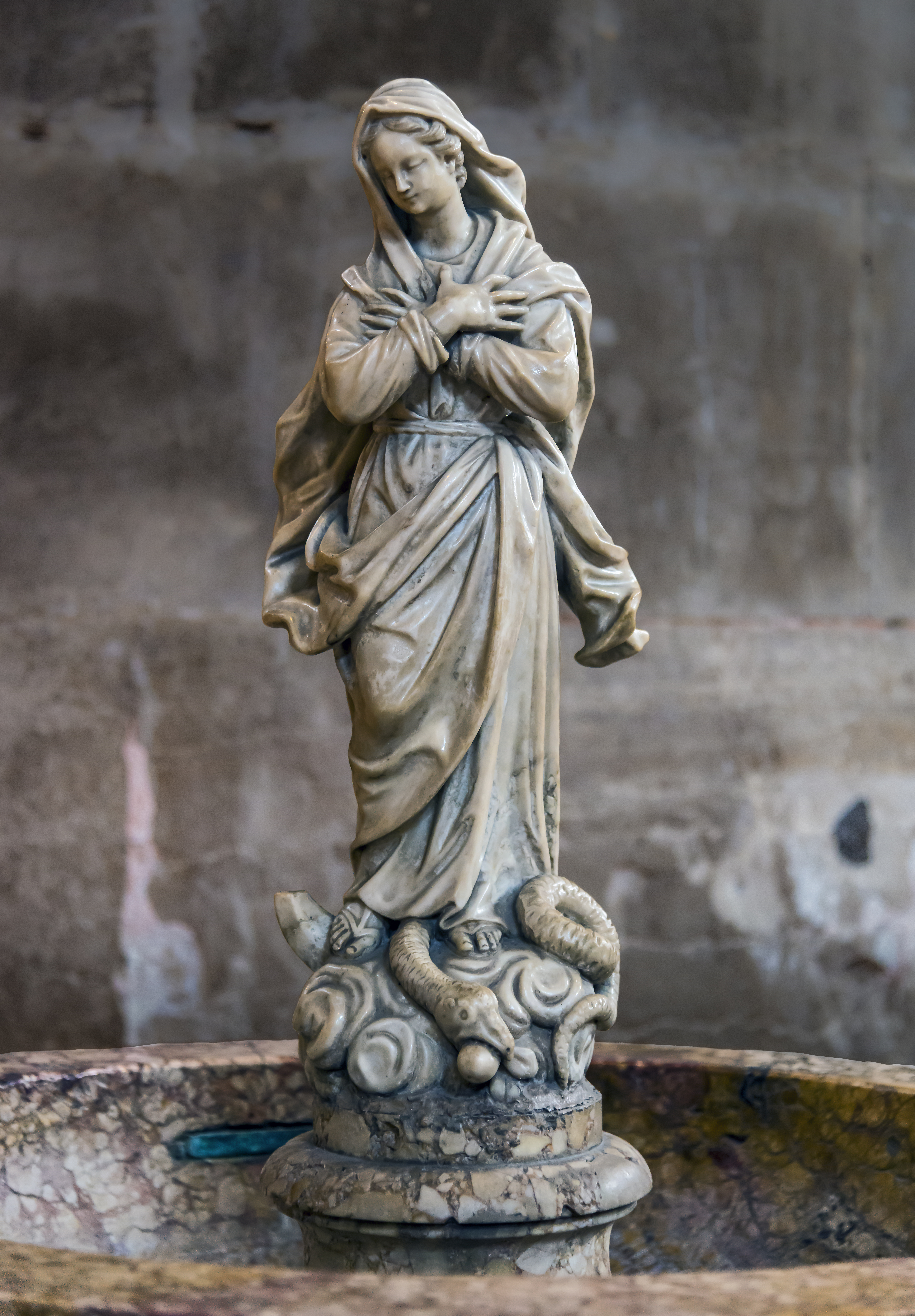
Bénitier de l’Immaculée Conception.
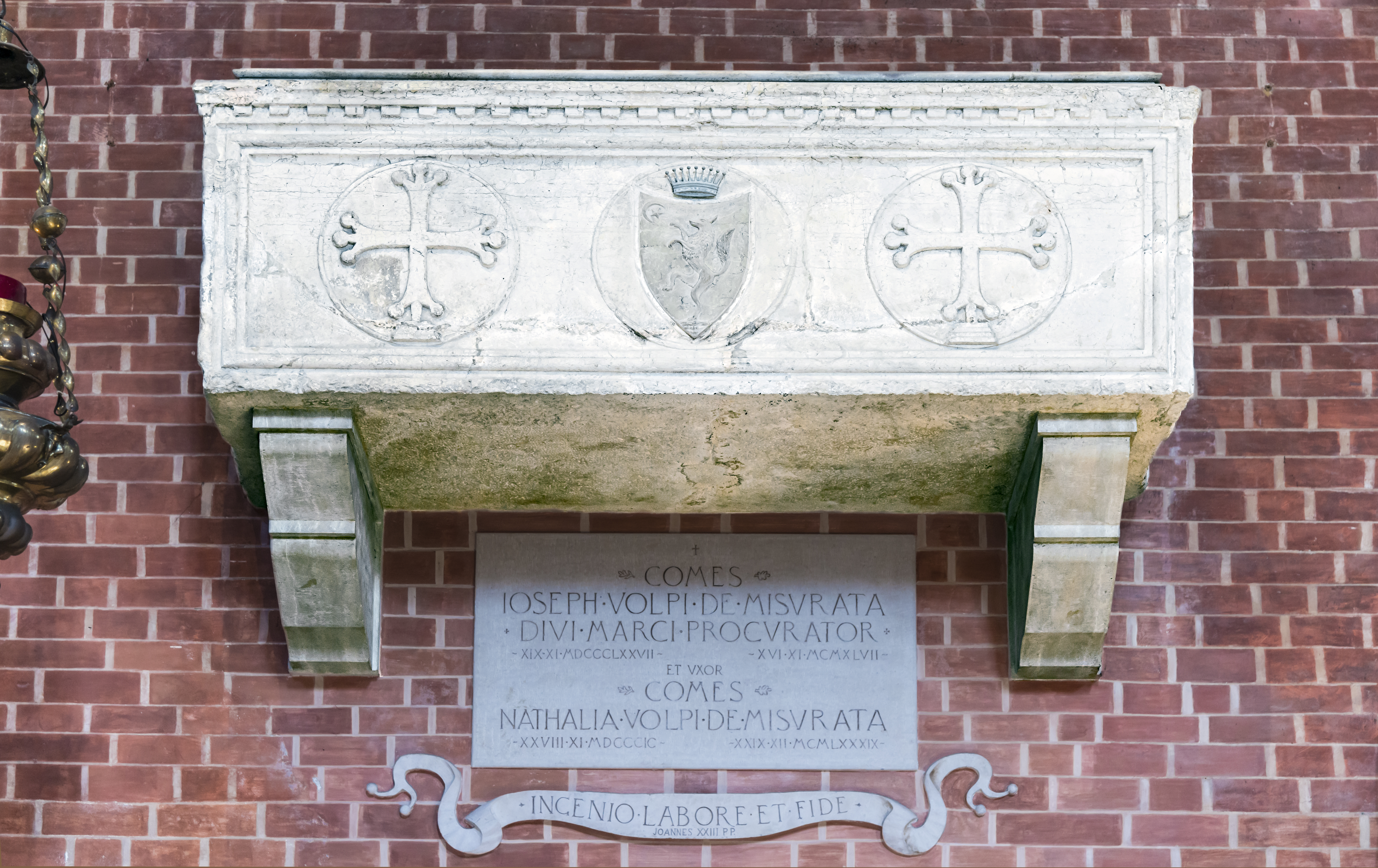
Tombe de Giuseppe Volpi.

- Autel de La Madonna di Ca' Pesaro (5)

L'autel fut cédé en 1518 à l’évêque Jacopo Pesaro. L'autel et le monument funéraire qui le jouxte sont de Tullio et Antonio Lombardo. Il est le commanditaire du tableau du retable peint par le Titien : La Madonna di Ca'Pesaro, tableau à sa gloire mais aussi à celle de sa famille. L'œuvre sera terminée en 1526. Jacopo Pesaro est agenouillé devant saint Pierre qui porte les couleurs jaune et bleu de la famille Pesaro. Plusieurs membres de la famille sont présents : Francesco avec un ample manteau rouge et derrière lui, Antonio, Fantino et Giovani, au-dessous Leonardo neveu de Francesco. Excentré sur la droite la Vierge avec l'enfant Jésus et saint Antoine de Padoue.
- Le tombeau de Jacopo Pesaro

Œuvre de Tullio et Antonio Lombardo de 1524 exécuté du vivant de Jacopo Pesaro qui mourut en 1547. Il était évêque mais aussi général des galères du Pape Alexandre VI.
- La chapelle Saint-Pierre ou chapelle Emilinani (6)

Ce bâtiment a été rajouté à la base du campanile, par les soins de l’évêque de Vicenza Pietro Emiliani de 1432 à 1434 pour son lieu de sépulture. L’élément le plus remarquable est le retable de l‘autel, œuvre en marbre de 3,85 × 3,13 m en deux registres. Au registre supérieur : sainte Lucie, sainte Catherine d'Alexandrie, une Vierge à l’Enfant, sainte Marie Madeleine, et sainte Claire ; au registre inférieur : saint Jérôme, saint Jean-Baptiste, saint Pierre apôtre, saint Jacques le majeur et saint François d'Assise. L’œuvre est de l’atelier des Dalle Masegne.
Sur le mur gauche le monument funéraire de Pietro Emiliani commencé en 1434 et mis en place en 1464. Œuvre de l'atelier des frères Della Masegne.
En face l'autel, un Christ en croix, statue en bois de l'école vénitienne du XVe siècle.
Côté droit une huile sur toile d'Andrea Vicentino : Le Jugement dernier

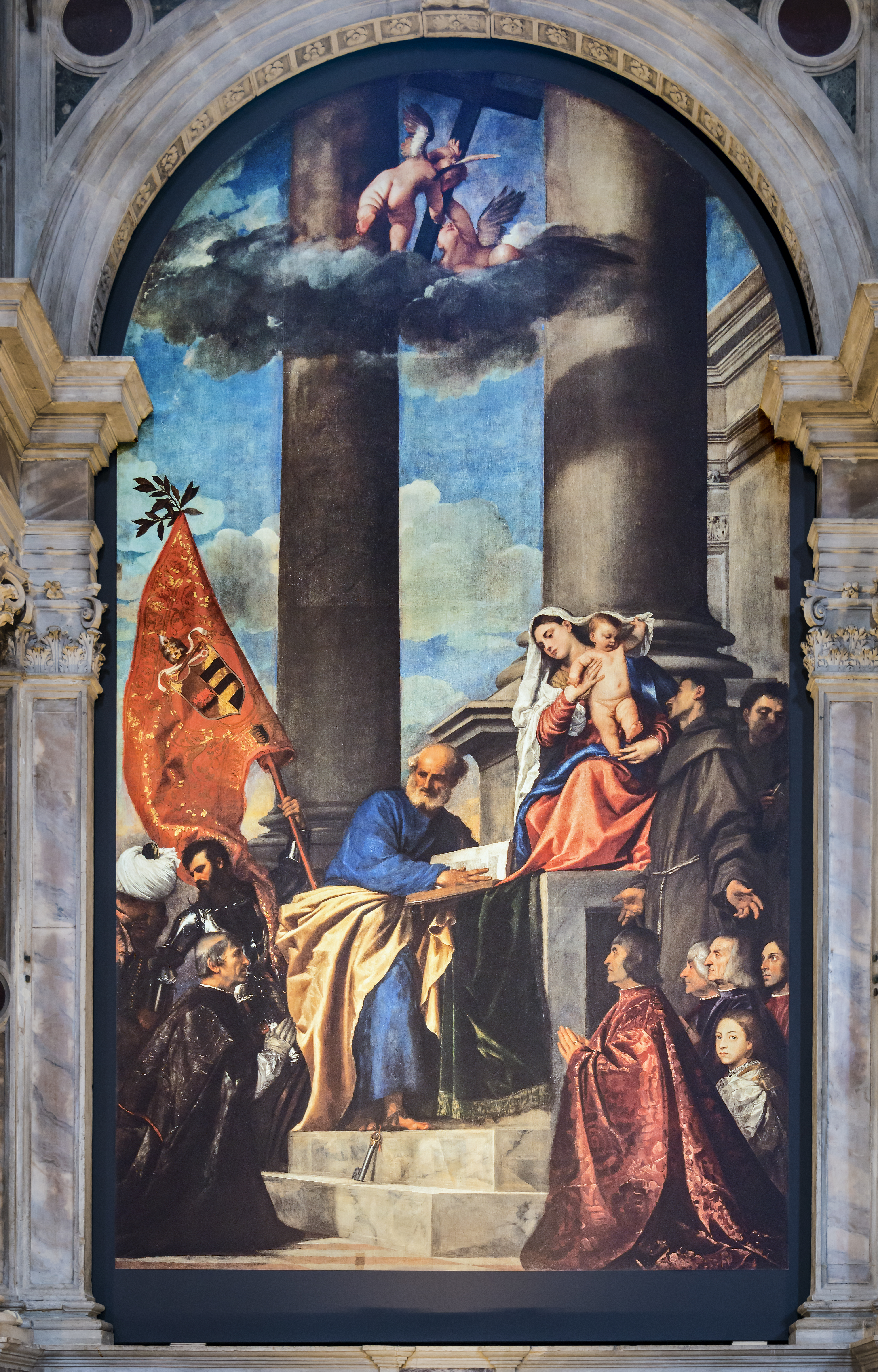
Madonna di Ca' Pesaro.
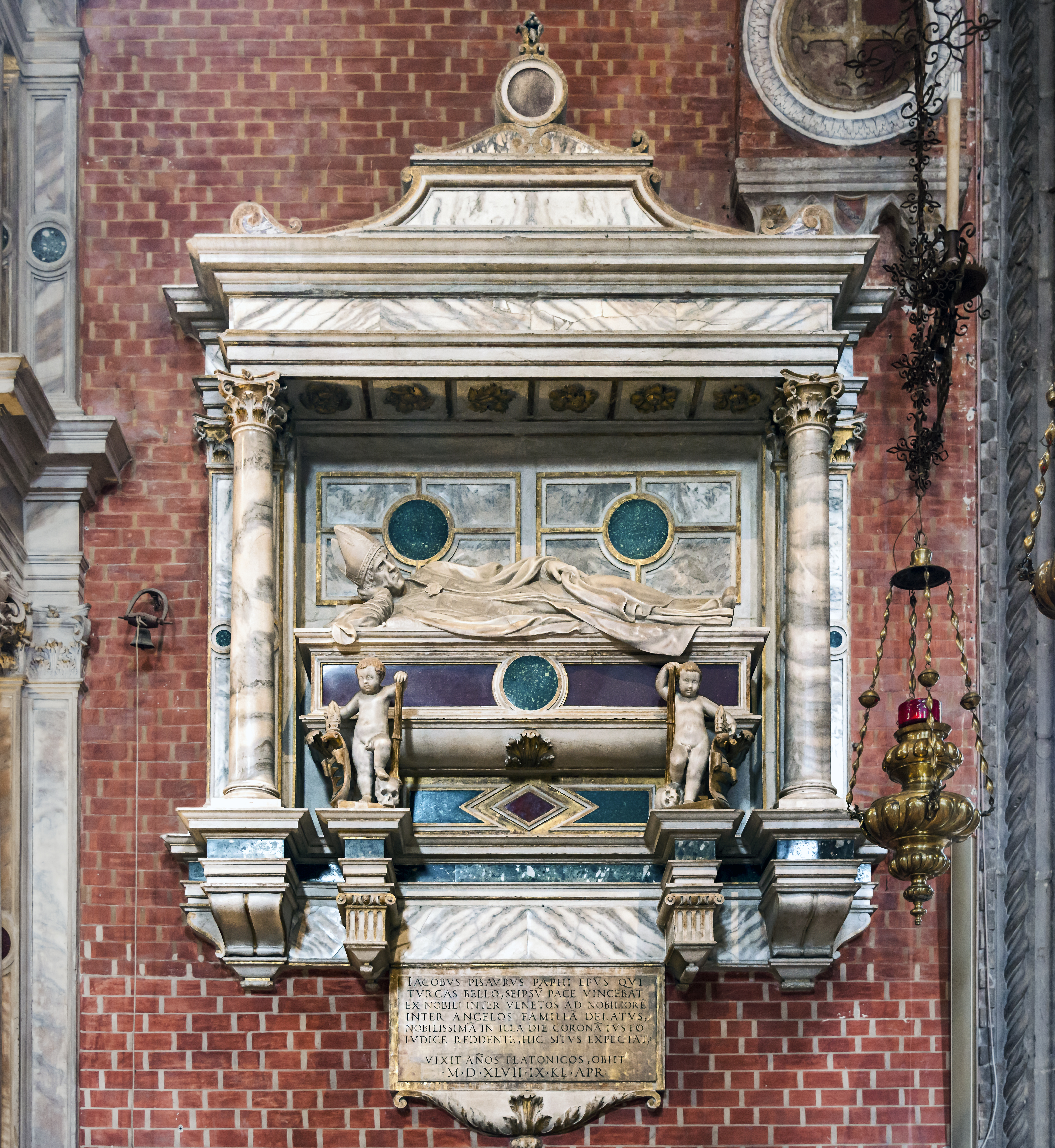
Monument de Jacopo Pesaro.
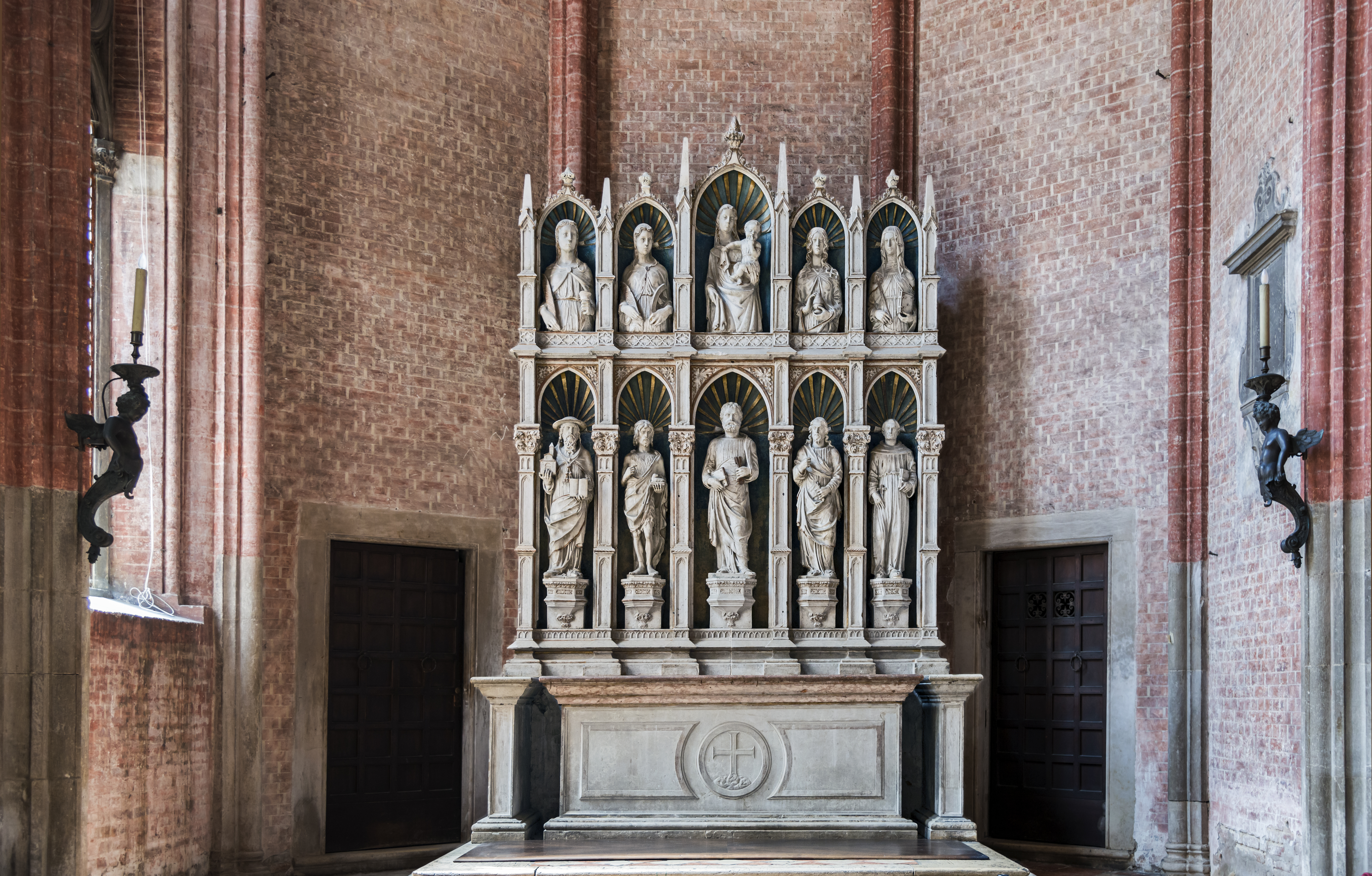
Retable de la chapelle Saint-Pierre.
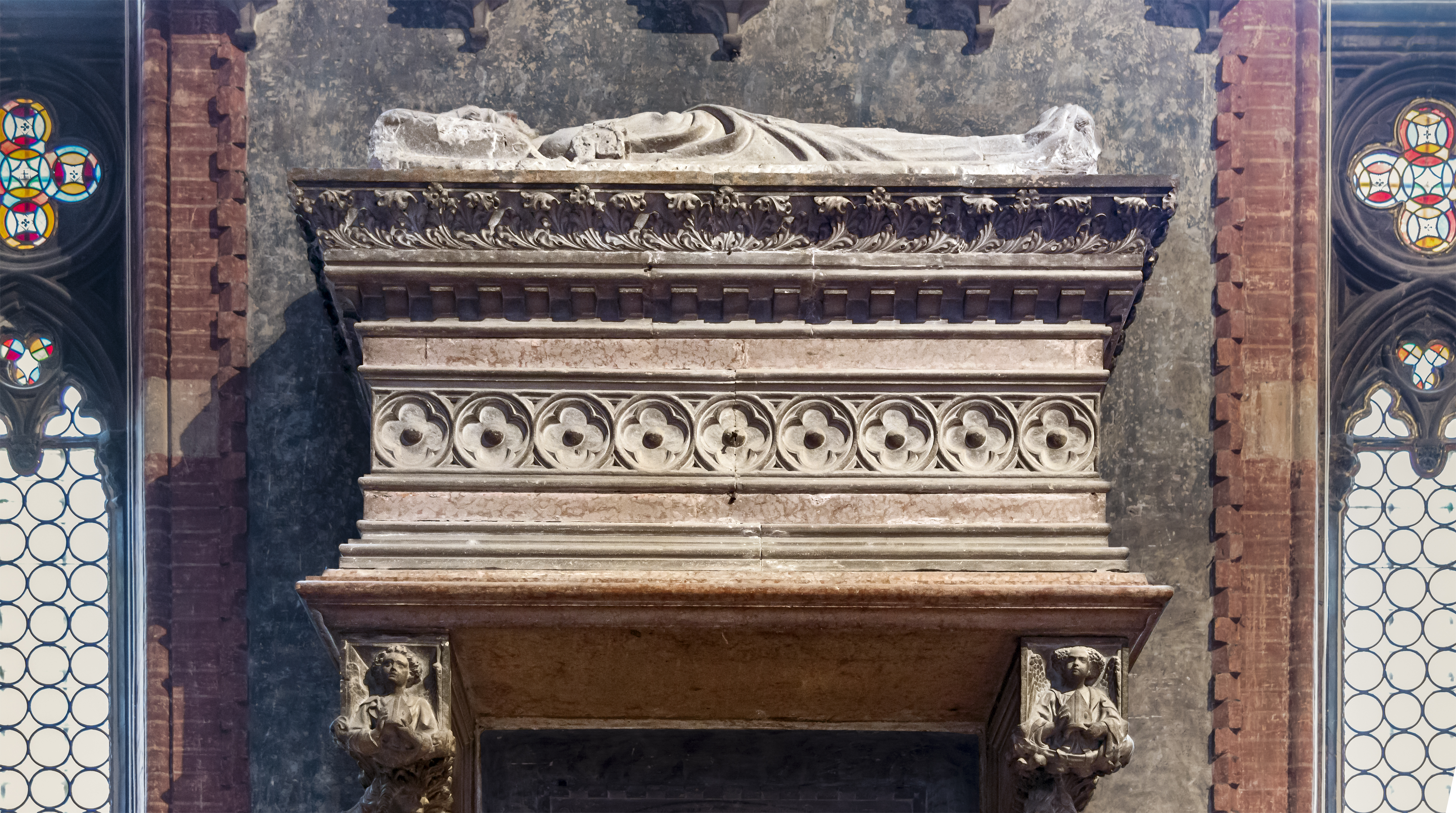
Tombe de Pietro Emiliani.
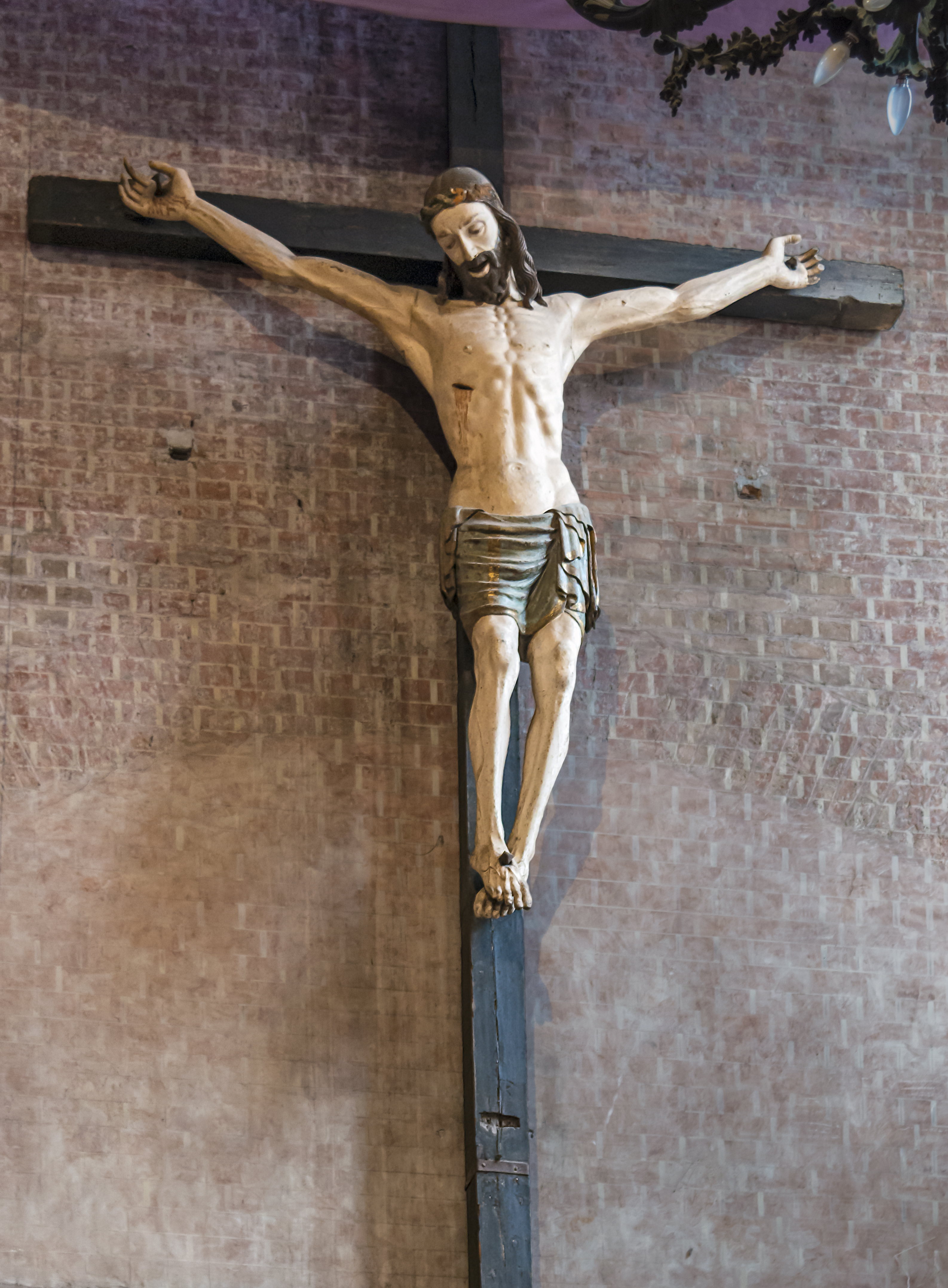
Christ, école vénitienne du XVe siècle.
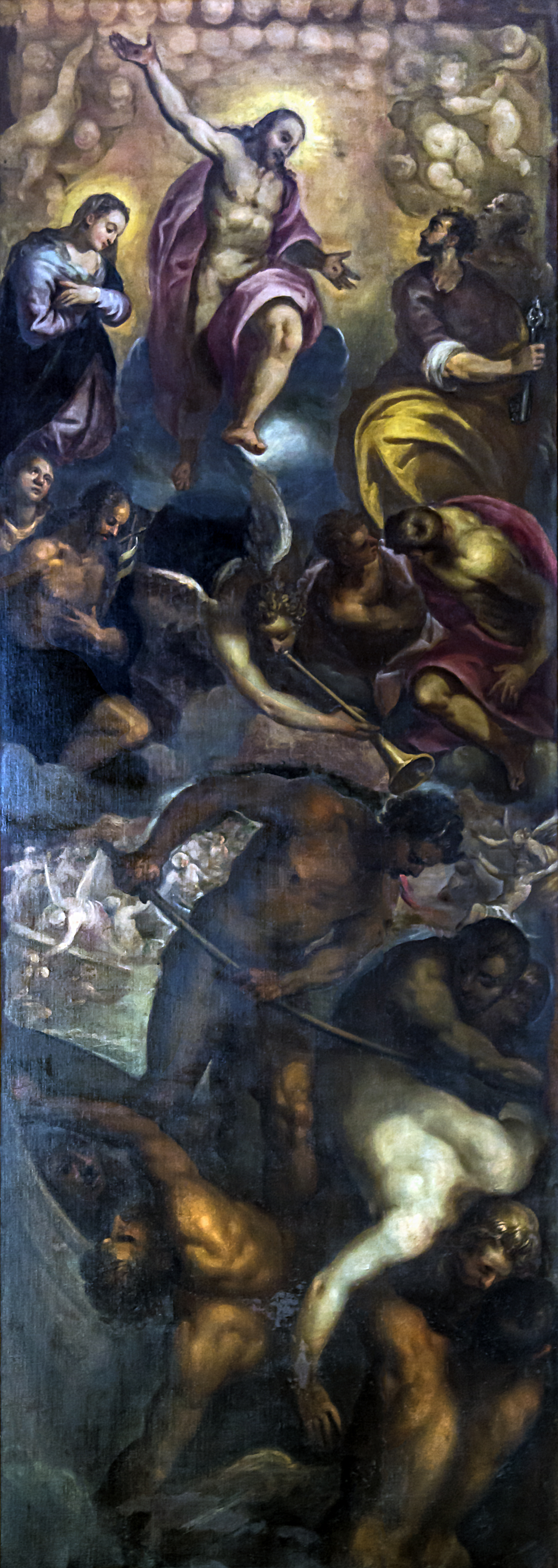
Le Jugement dernier par Andrea Vicentino.

- Le monument de Girolamo Venier, lieutenant d'Udine en 1651.
- L'Arbre séraphique des trois ordres franciscains

Huile sur toile monumentale datée de 1670. L’Arbre franciscain - soit les saints et saintes de l’ordre de saint François d’Assise canonisés à cette époque.
- Le tympan de la porte du campanile

Au-dessous du tableau précédent. Sculpture en haut-relief du XIVe siècle représentant une Vierge à l'Enfant entre saint François et saint Antoine. Sur le registre inférieur saint Pierre et saint Louis de Toulouse.

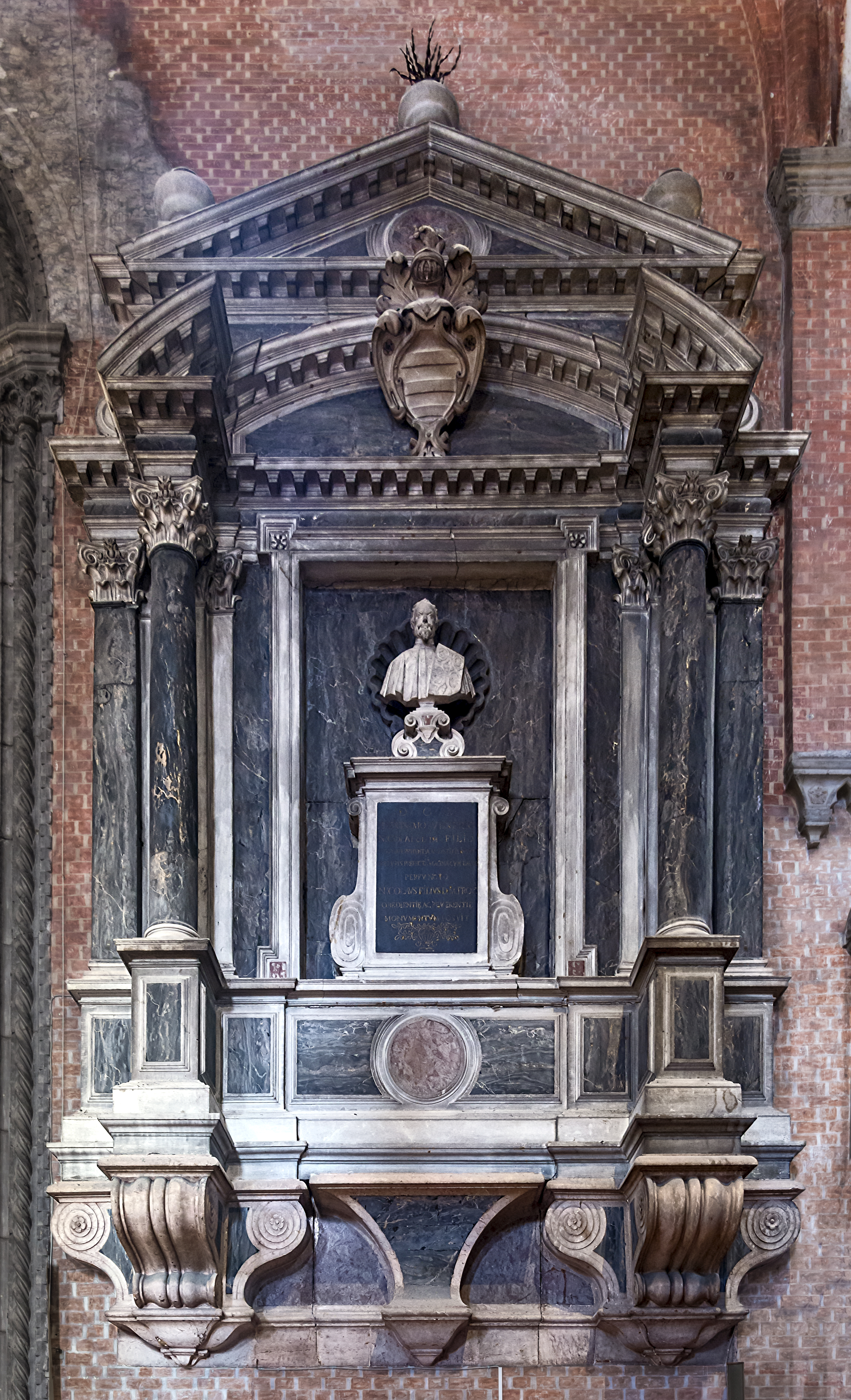
Le monument de Girolamo Venier.
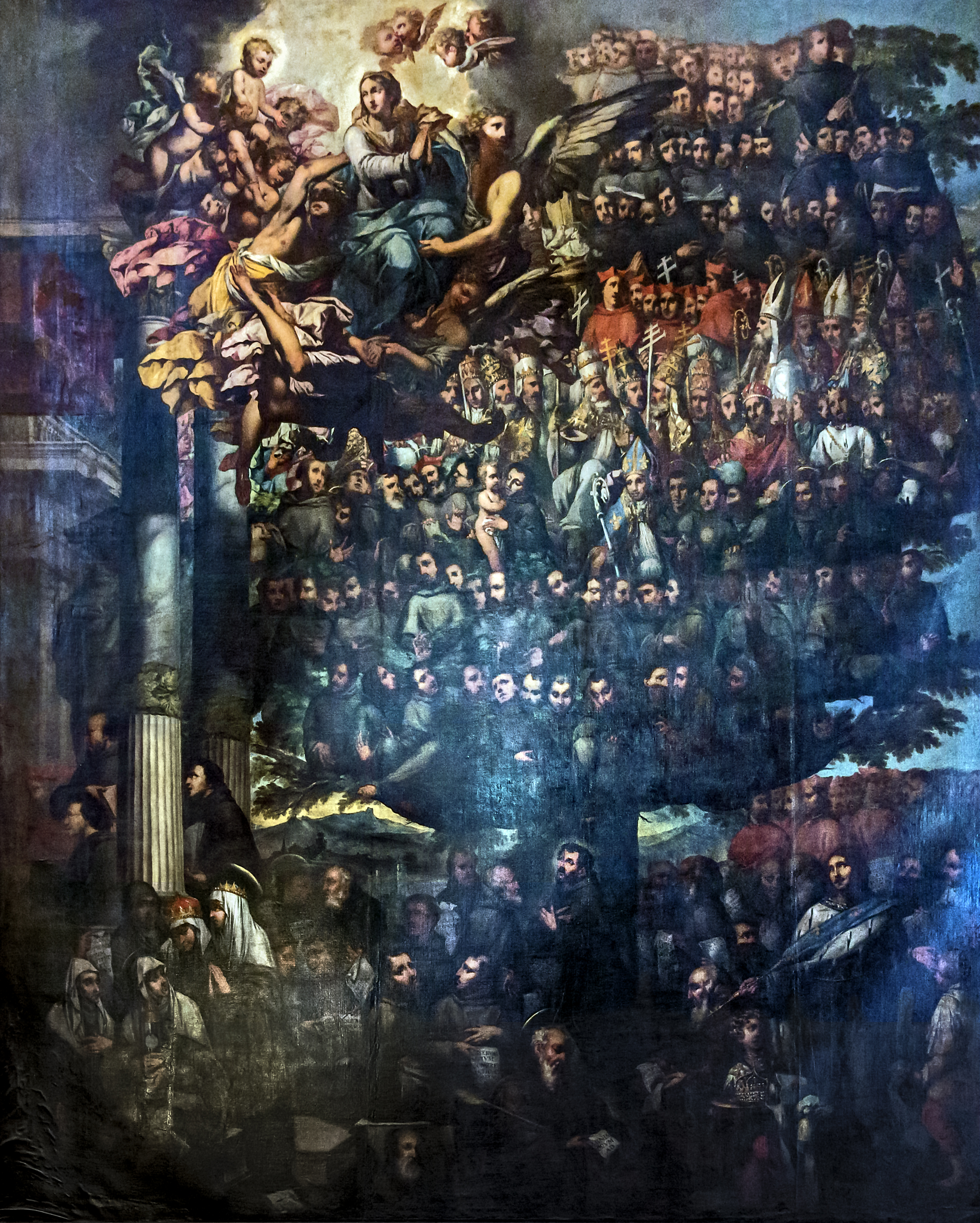
L'arbre Franciscain de Pietro Negri.
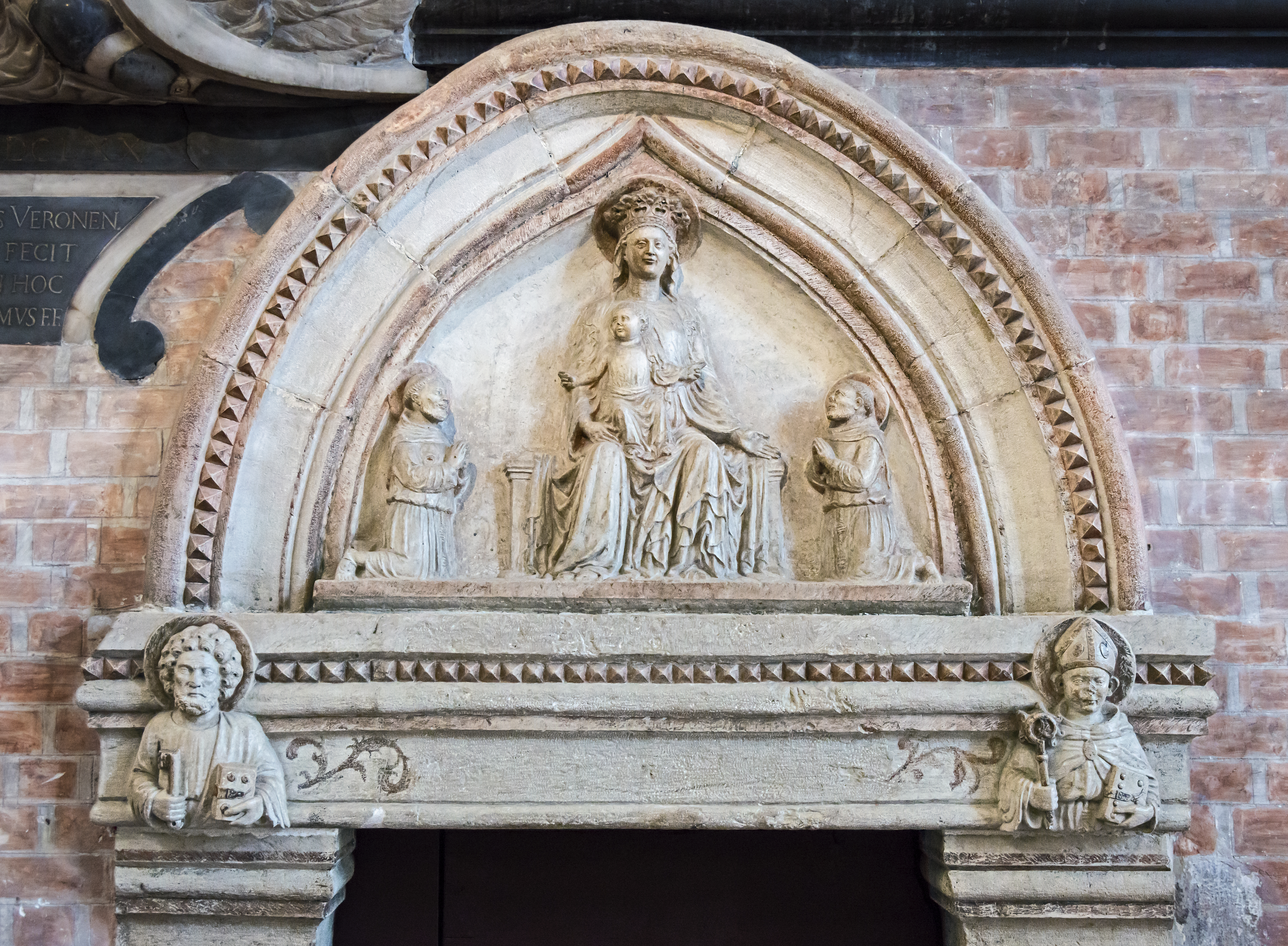
Tympan du campanile.
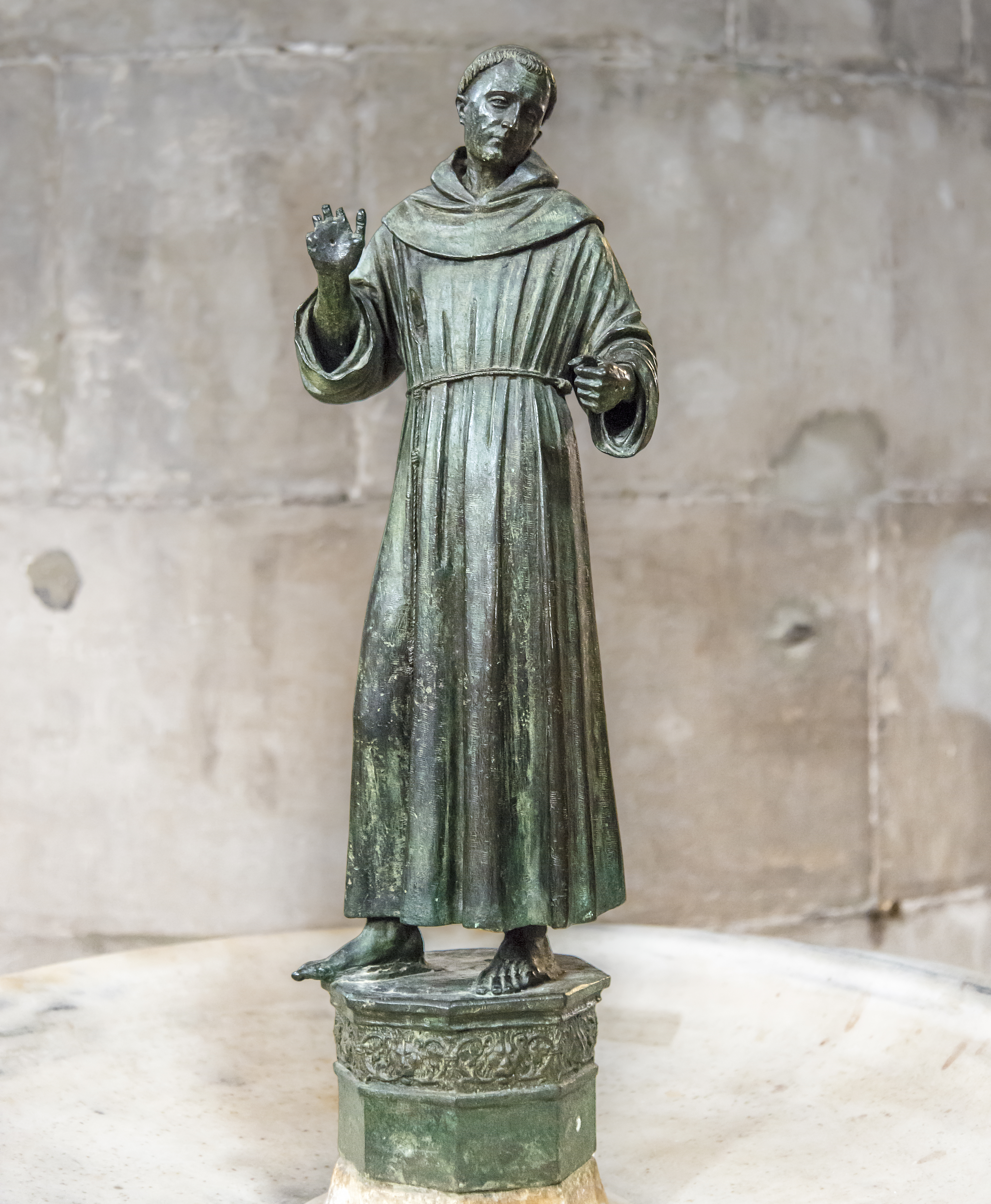
Statue de François d'Assise sur le bénitier près du transept.

### Transept Gauche
- Le transept gauche a sa propre porte qui donne sur le Campo dei Frari.
- Le Monument de Generosa Orsini et Maffeo Zen

Cette œuvre en marbre date de 1498 ; elle est attribuée à Pietro Lombardo.
- Sur le mur du fond du transept au-dessus la porte d’accès à la chapelle Corner : trois huiles sur toiles

Le Christ, la Vierge et les Saints en gloire par Andrea Vicentino début du XVIIe siècle
Le massacre des innocents par Niccolò Bambini début du XVIIIe siècle
Le Serpent d'airain par Andrea Vicentino début du XVIIe siècle

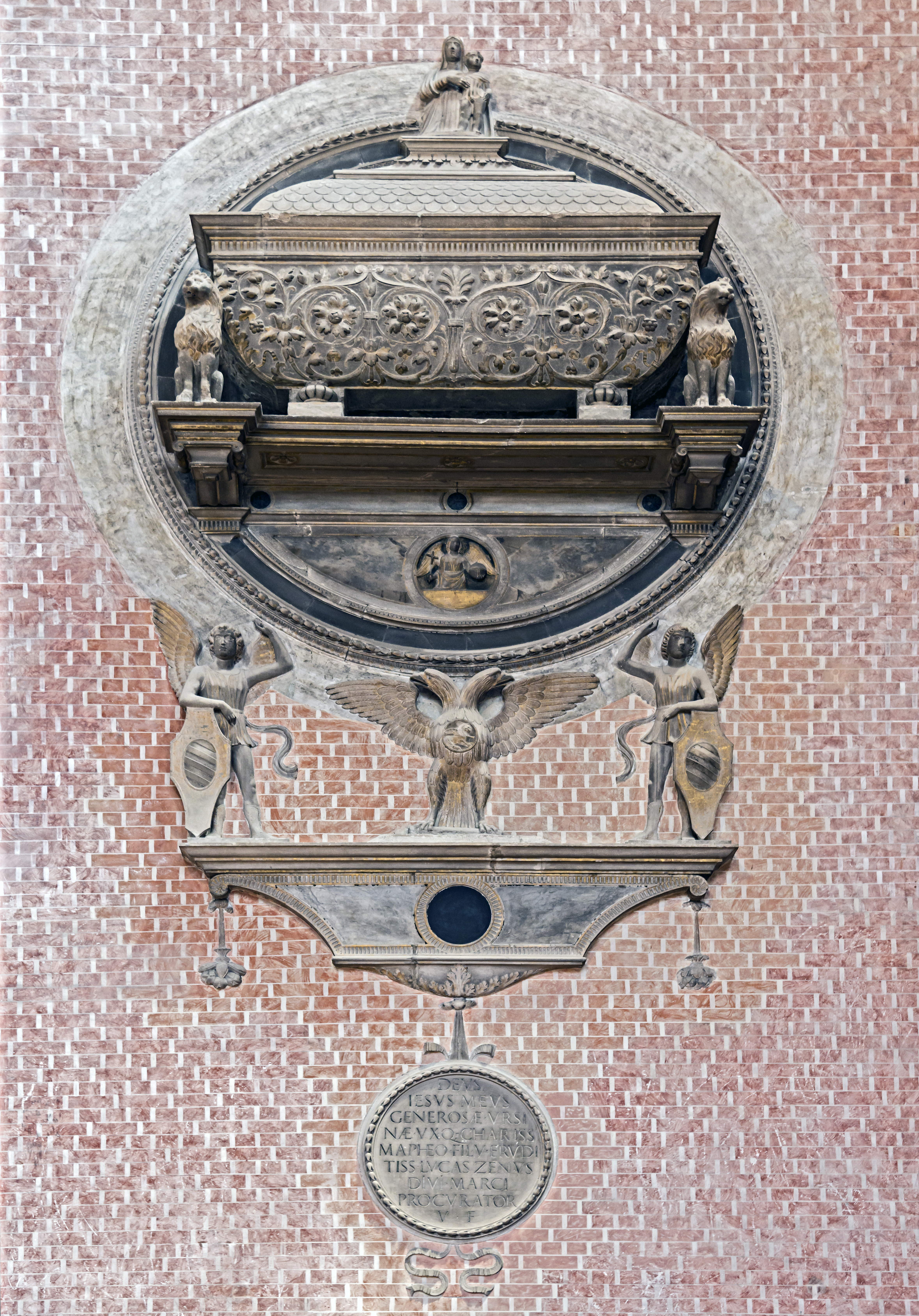
Monument de Generosa Orsini et Maffeo Zen.
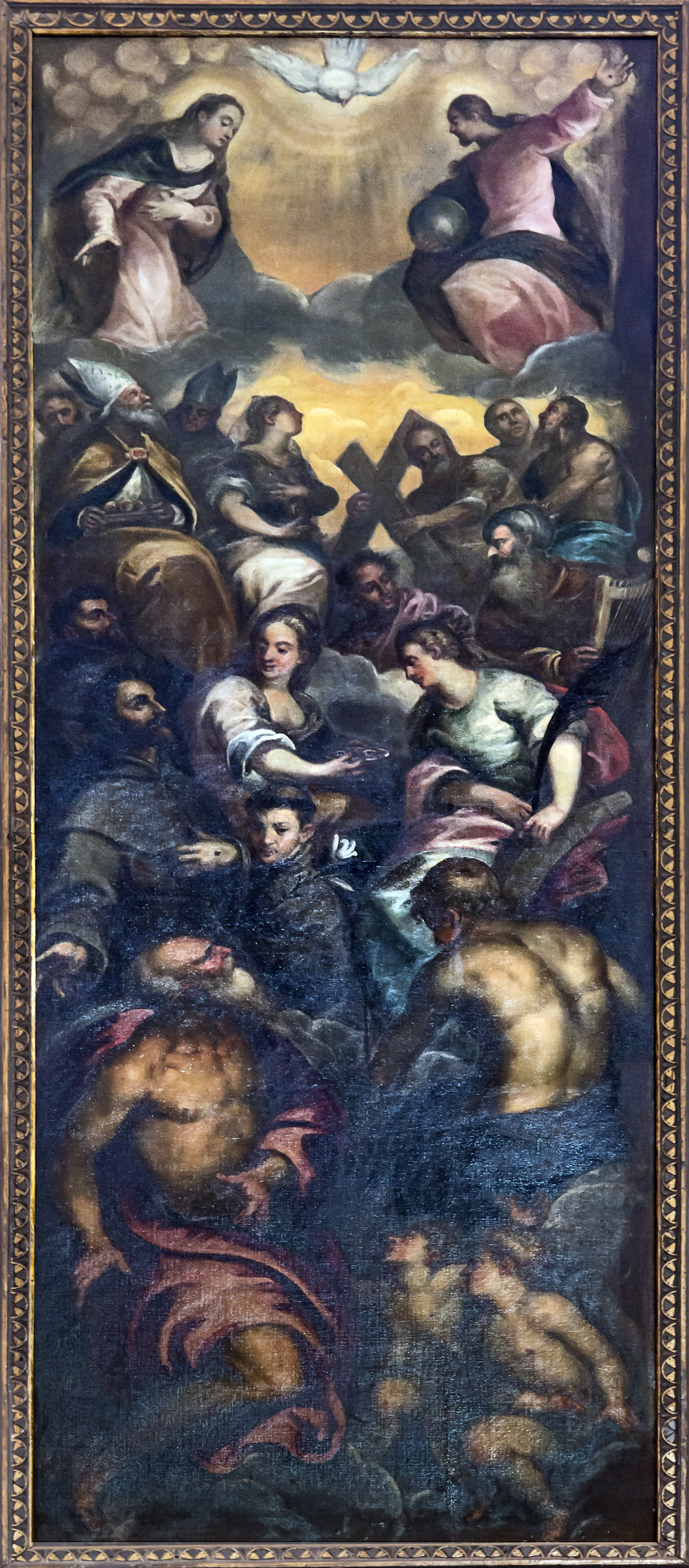
Le Christ, la Vierge et les Saints en gloire par Andrea Vicentino.
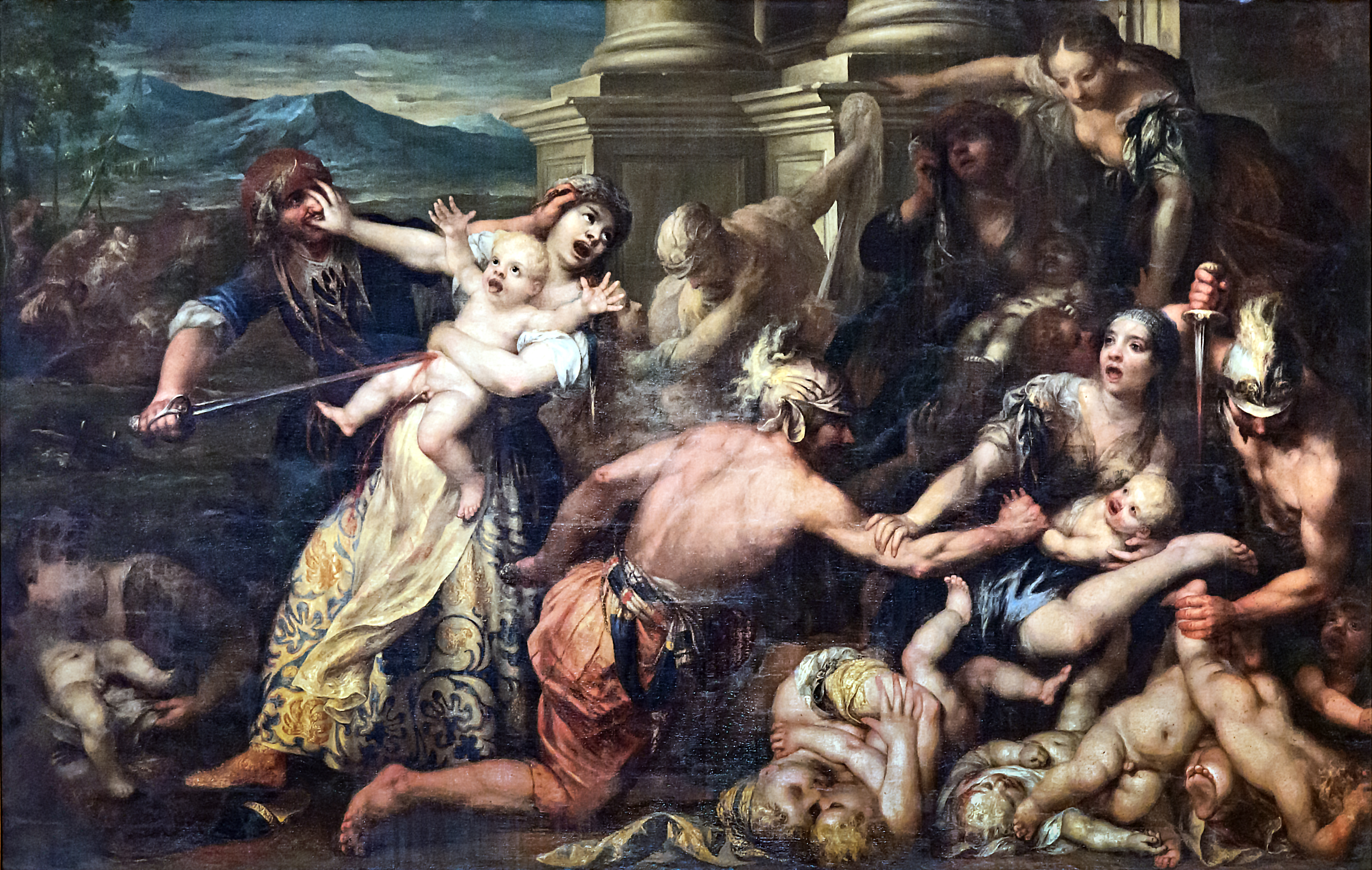
Le Massacre des innocents par Niccolò Bambini.
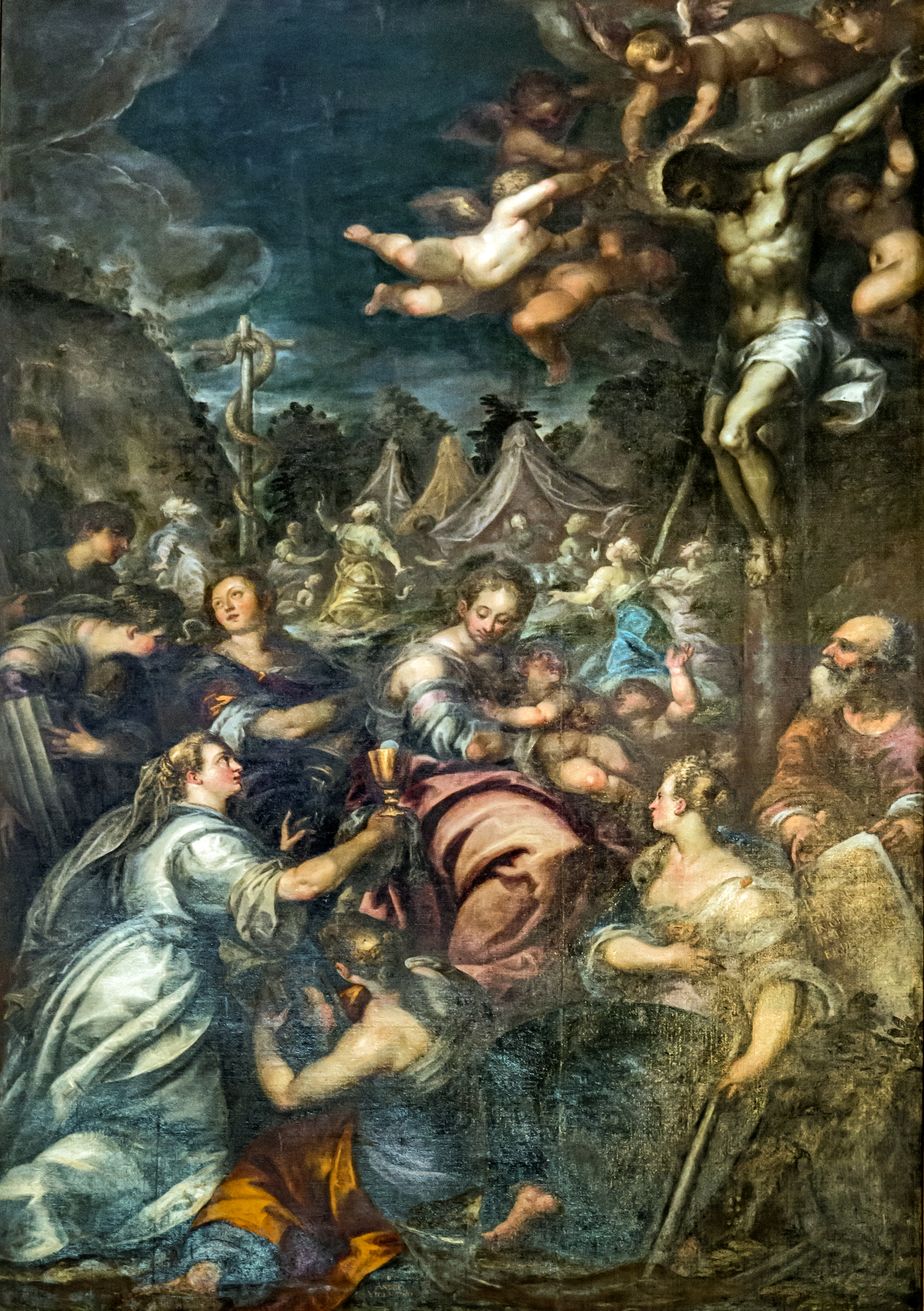
Le Serpent d'airain par Andrea Vicentino.

#### La chapelle Corner ou chapelle de saint Marc
On accède à la chapelle par le fond du transept gauche. En 1378 Federico Corner avait dans son testament prévu une somme d'argent permettant la construction d'une chapelle aux Frari. C'est son fils Giovanni qui a obtenu cet agrément en 1417. La chapelle a été bâtie par Stefano Petrizolo et Francesco de Crémone. La chapelle a une porte d'entrée propre sur le Campo Dei Frari par le sculpteur Giovanni Bon.
- Les fonts Baptismaux

Il s'agit initialement d'un bénitier offert par Daniele Giustiniani en 1721, modifier en fonts baptismaux par l'adjonction d'une statue en marbre de Jacopo Sansovino datant de 1540 qui représente saint Jean-Baptiste. Sur le piédestal est gravé : « Iacobus Sansovinus Florentinus faciebat » (Jacopo Sansonivno Florentin l'a fait).
- Monument à Federico Corner

Sur le mur opposé le monument à Federico Corner (Venise, première moitié du XIVe siècle - 1382) marchand, homme politique et diplomate vénitien. Il a aidé financièrement la république de Venise dans la guerre de Chioggia.
Le monument de style Renaissance est attribuée à un disciple de Donatello. Les décorations à fresques sont attribuées à Andrea Mantegna.
- La Descente des limbes par Palma le Jeune
- Le triptyque de Bartolomeo Vivarini

Il surmonte l'autel de la chapelle il est signé et daté 1474. Le triptyque représente saint Marc trônant avec des musiciens d'ange et saints Jean-Baptiste et Jérôme gauche et Nicolas et Paul sur la droite.

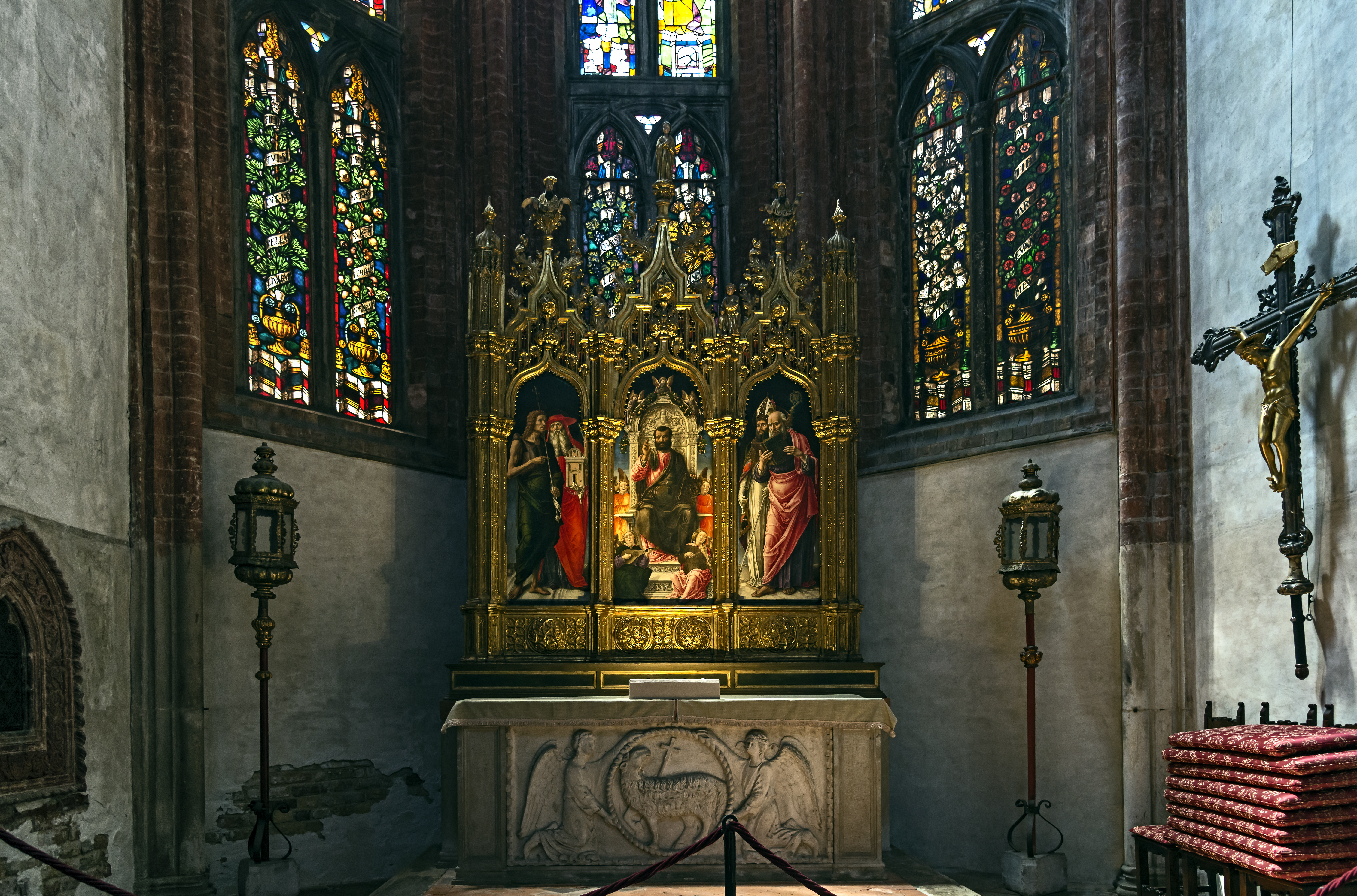
Autel de la chapelle Saint-Marc.
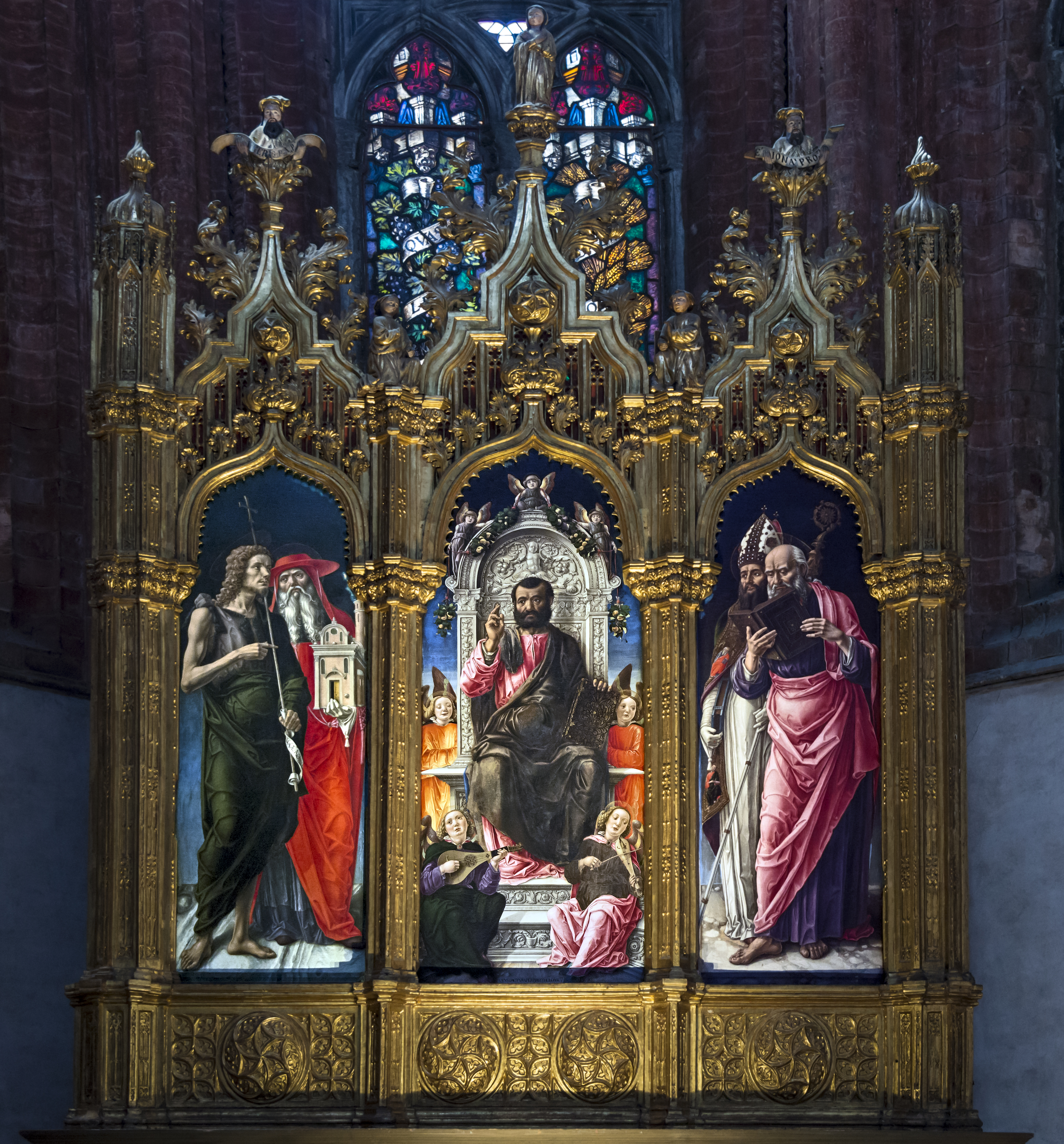
Triptyque de saint Marc par Bartolomeo Vivarini.
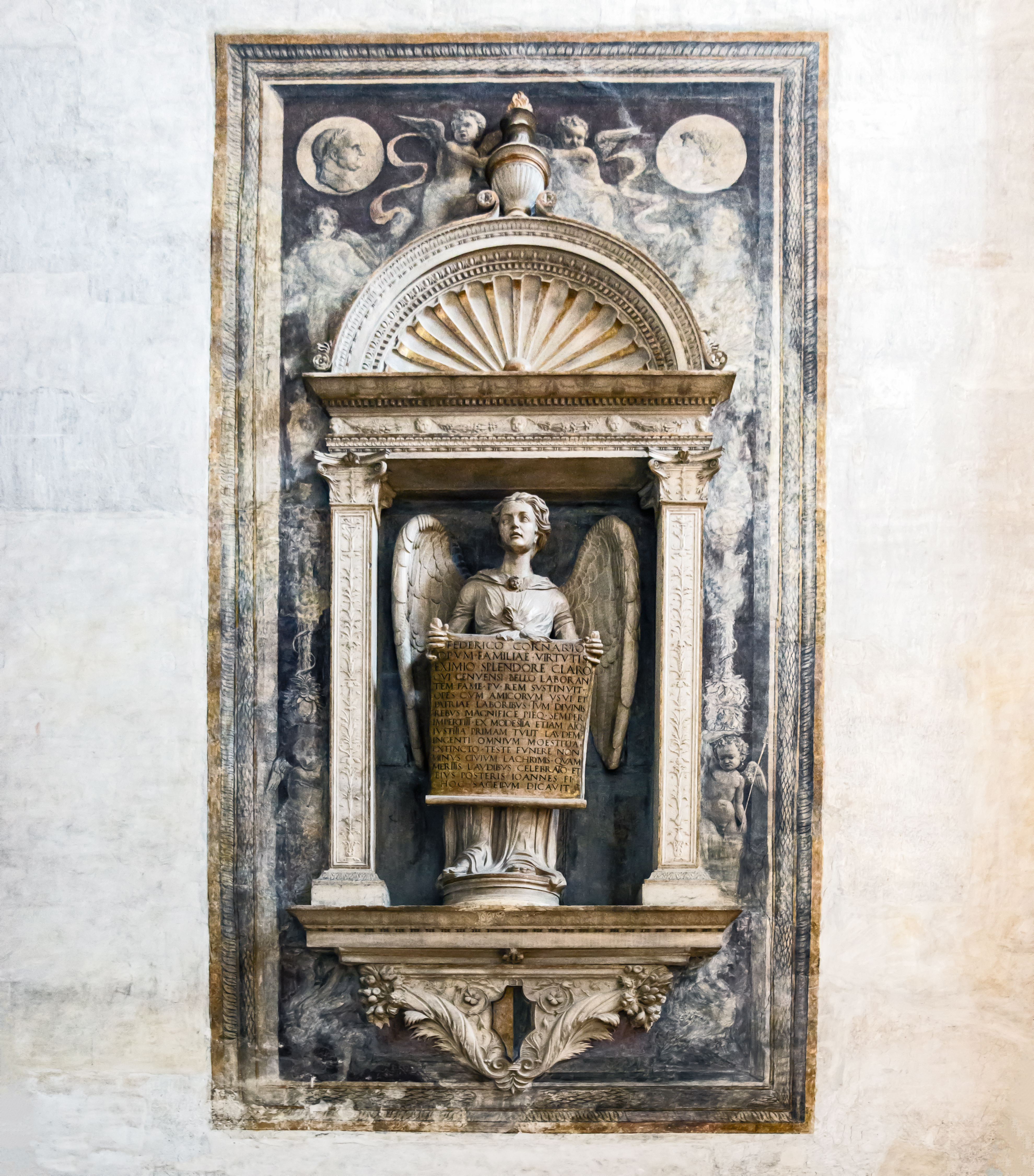
Le monument de Federico Corner.
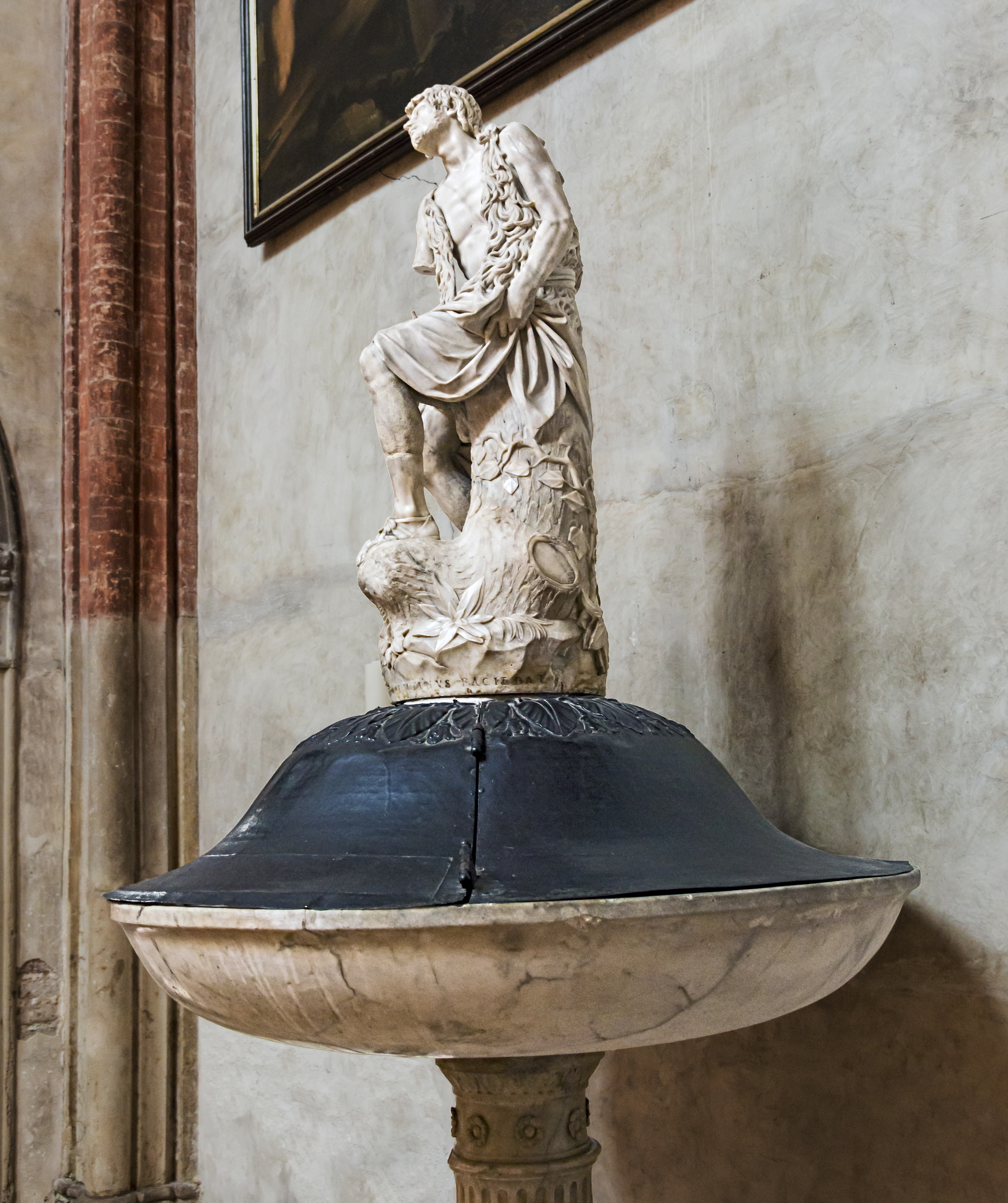
Les fonts baptismaux.
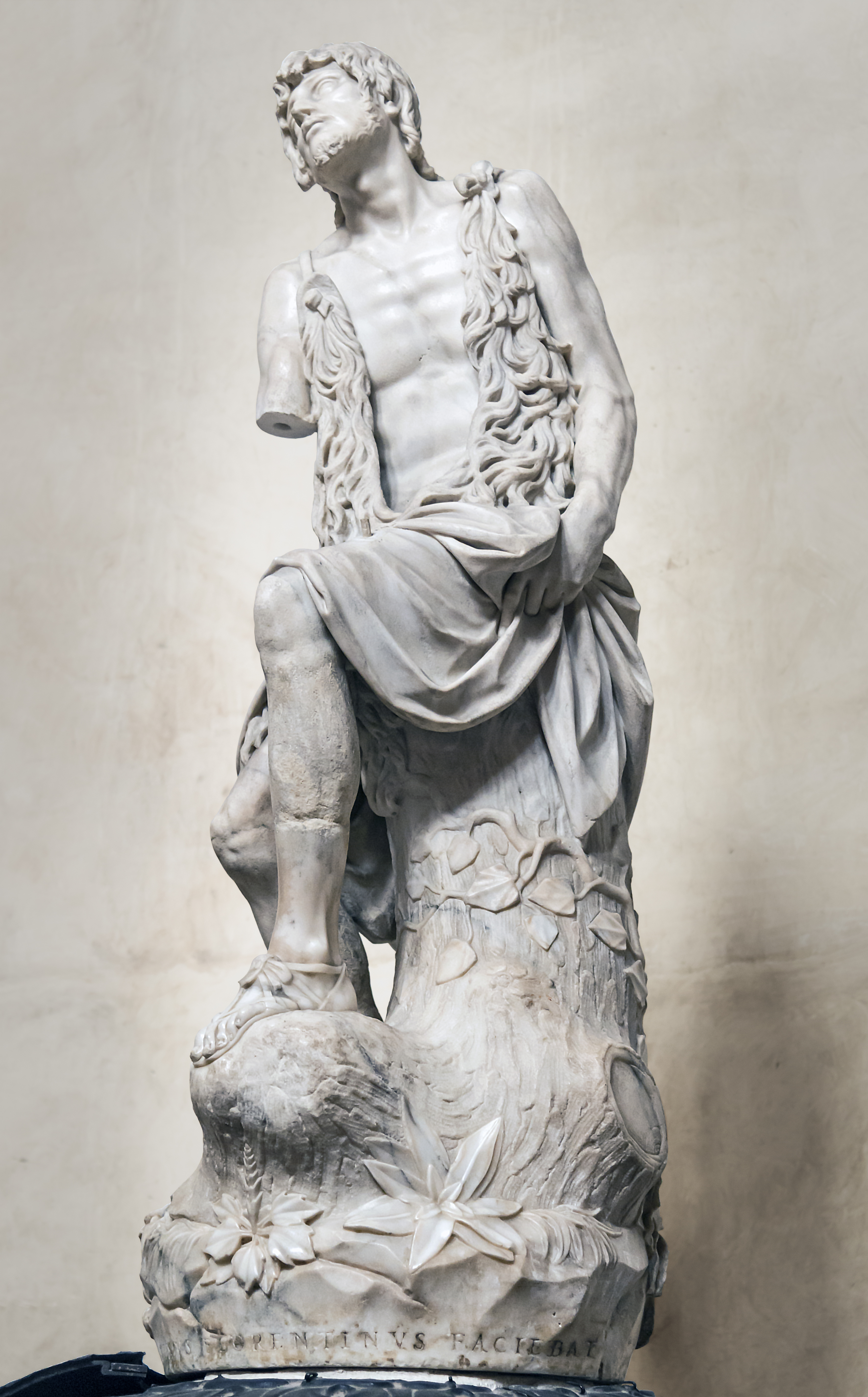
Le Saint Jean-Baptiste de Sansovino.
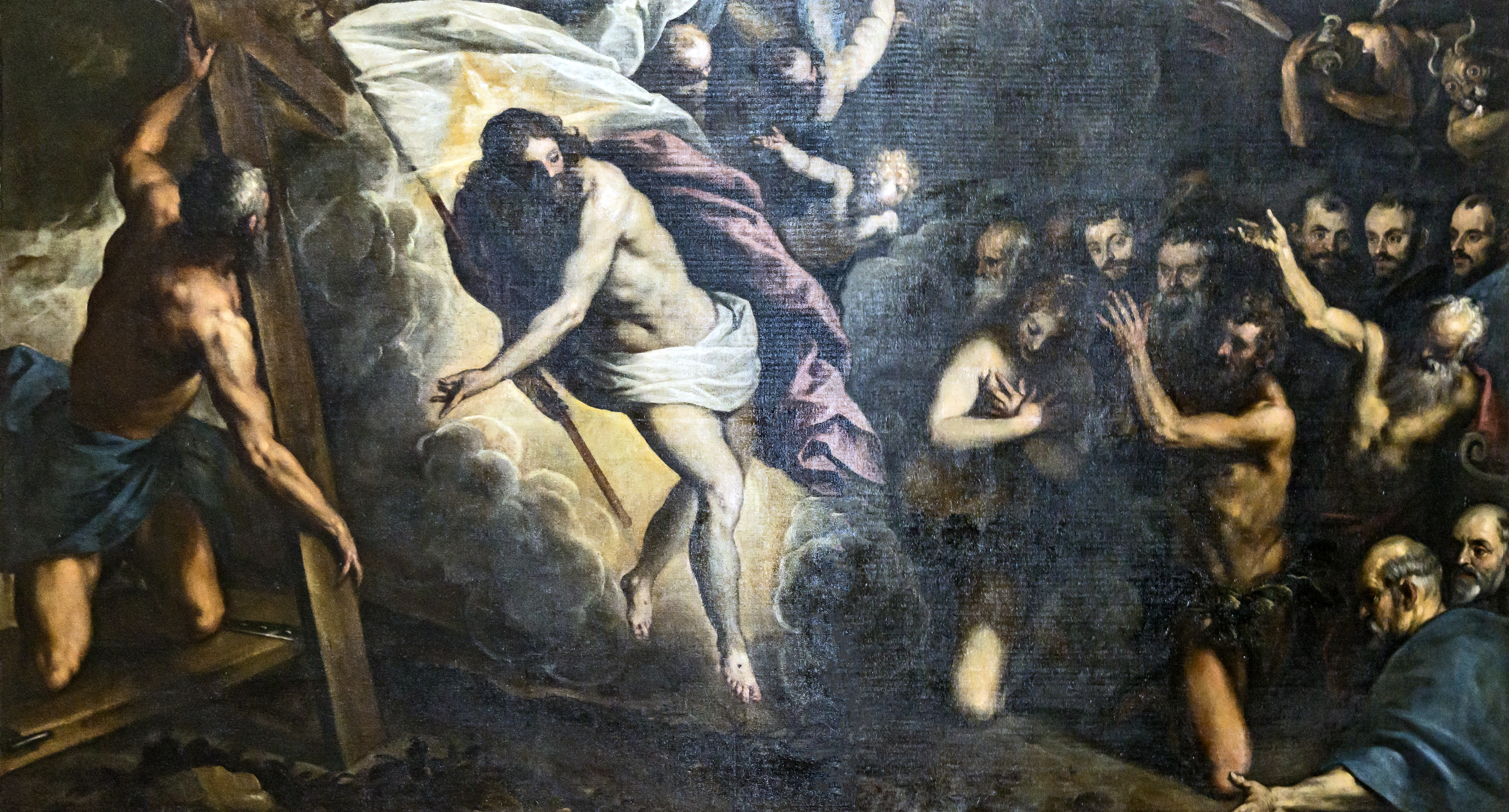
La Descente aux limbes par Palma le Jeune.

### Partie droite de la nef
- La statue du bénitier

Le bénitier près de la première colonne est orné d'une statuette de bronze de Girolamo Campagna (1593) représentant sainte Agnès.
- L'autel de saint Antoine de Padoue (31)

C'est le premier autel du côté droit. Sur le mur droit de l'autel (commun avec l'envers de la façade), un tableau de Francesco Rosa qui représente le miracle de saint Antoine qui ressuscite un mort. Huile sur toile de 1670. Dès l'édification de l'église, cette place fut occupée par l'autel de saint Antoine de Padoue. De l'autel initial il ne reste que la statue en bois du saint au centre du monument, elle date de 1450. Elle est due à Giacomo di Caterino di san Salvasor. Le monument actuel a été construit en 1663 par Giuseppe Sardi sur des plans de Baldassare Longhena. Les deux statues latérales sont de Bernardo Falconi di Lugano (1630-1697). Les statues supérieures sont de Josse le Court.

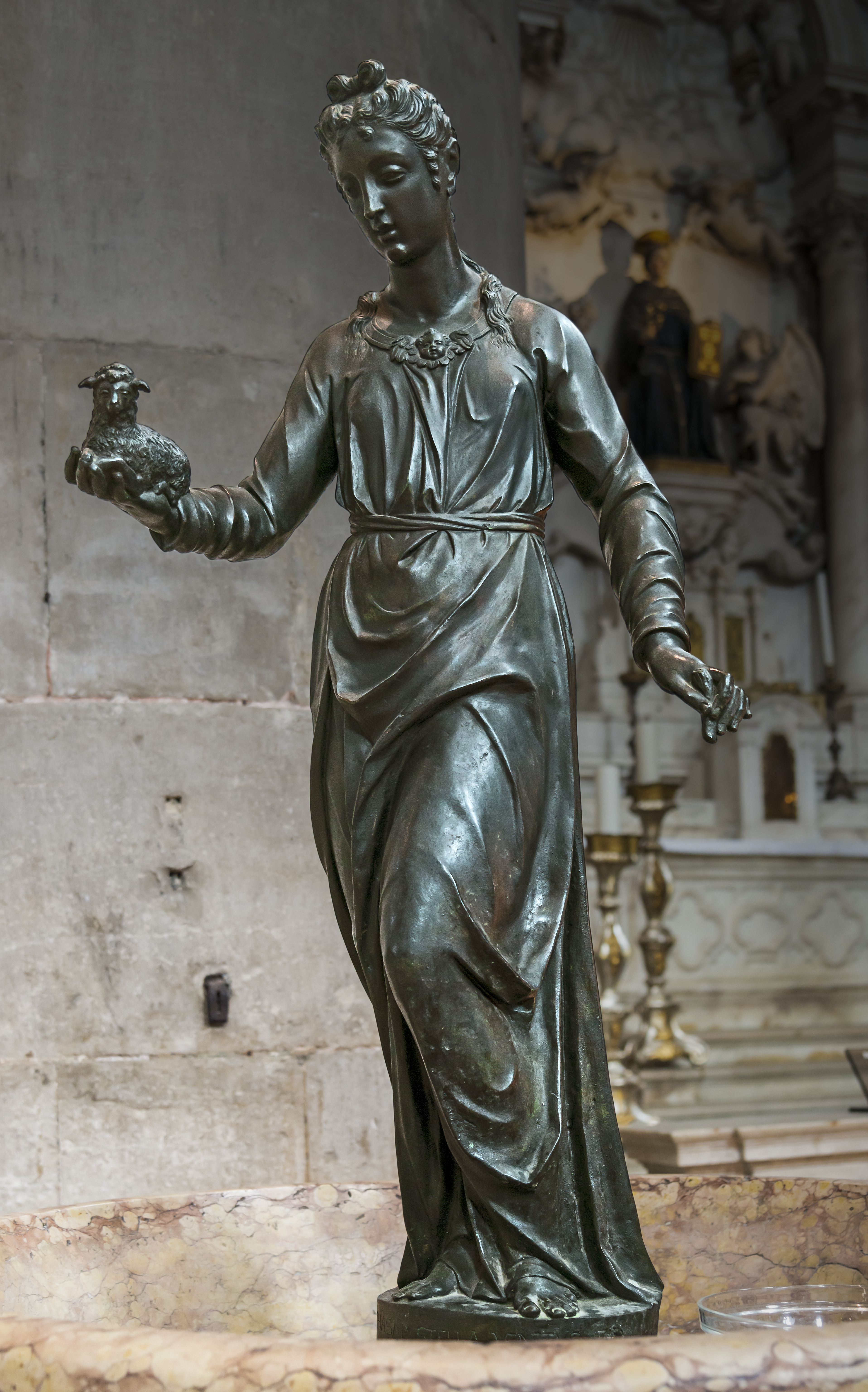
Agnès de Rome par Girolamo Campagna (1593).
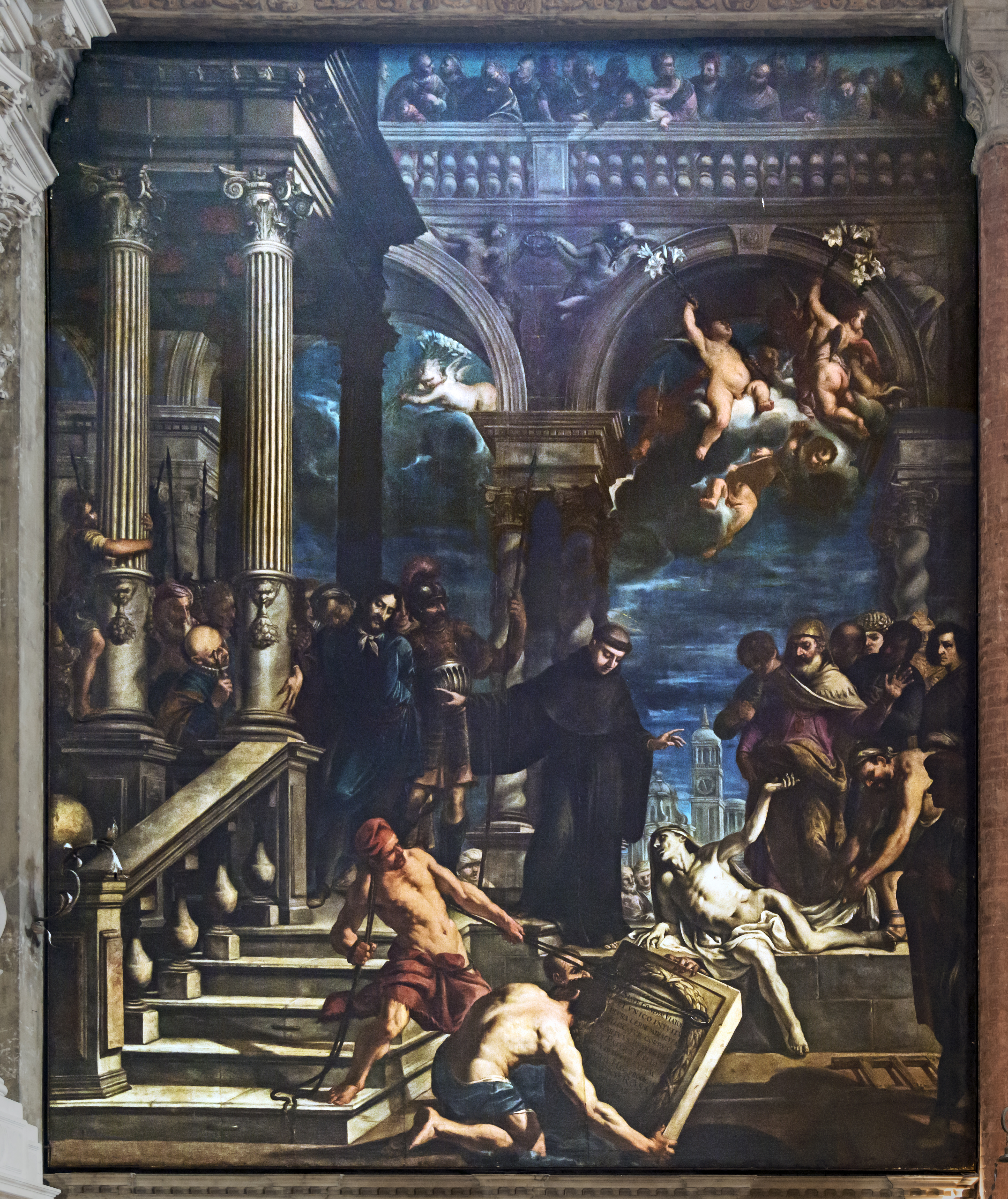
Le Miracle de saint Antoine par Francesco Rosa.
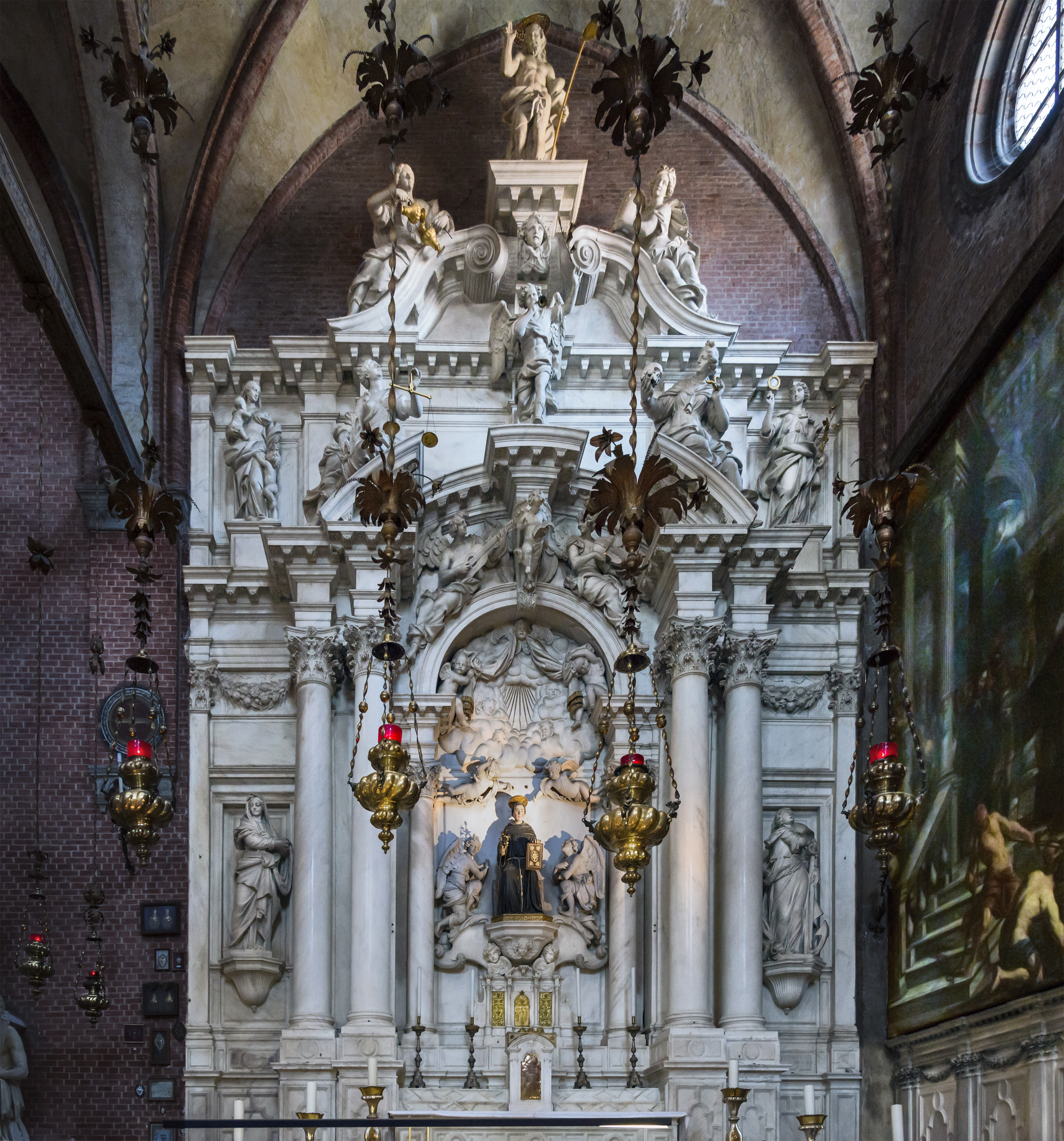
Retable de l'autel de saint Antoine de Padoue.
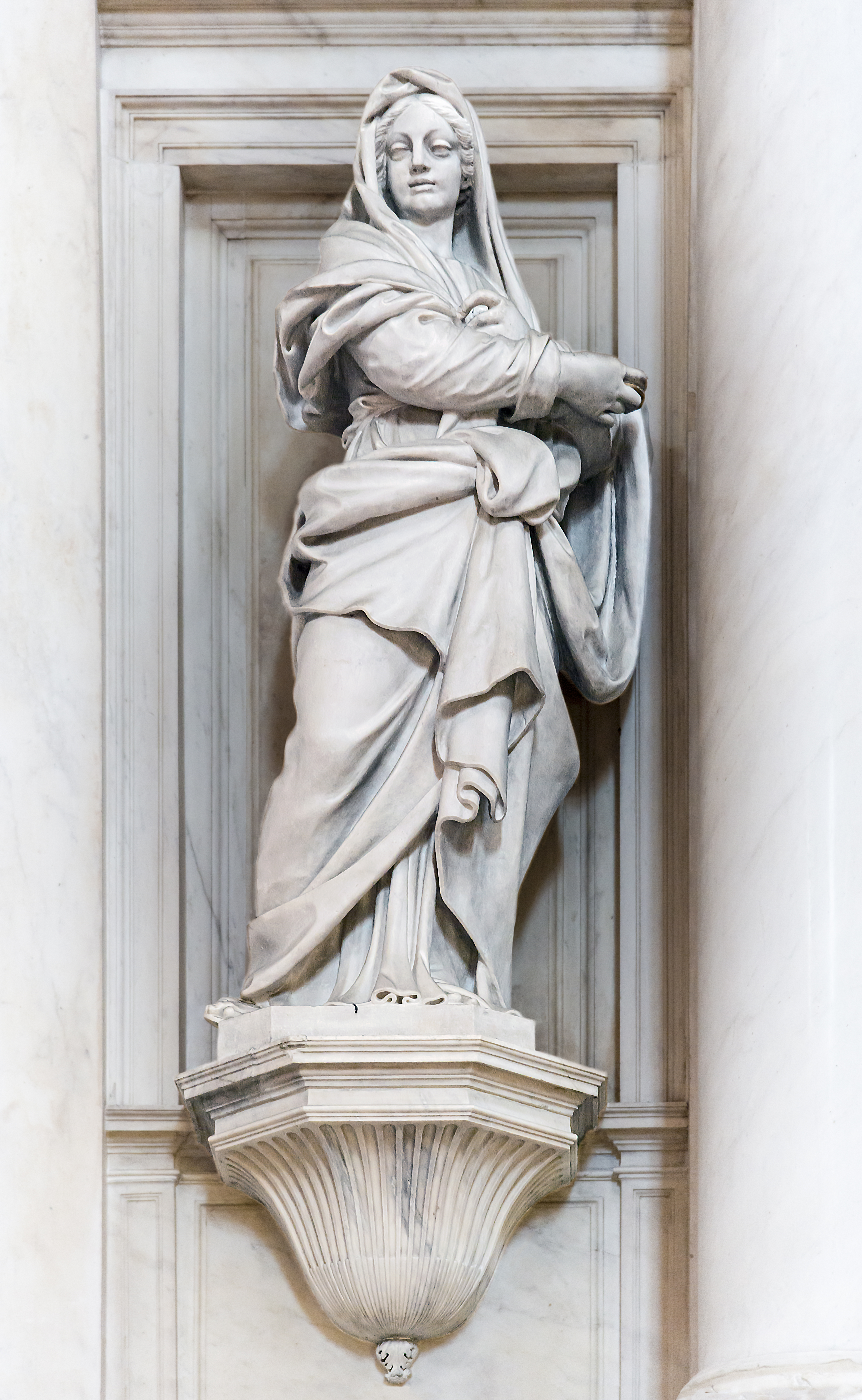
La Foi par Bernardo Falconi.

- Monument au Titien (30)

Le Titien avait souhaité être enterré dans la Basilique des Frari. Il a été inhumé dans le monument qui lui est consacré le 27 août 1576. Le monument est en marbre de Carrare, il est dû au travail des frères Luigi et Pietro Zandomeneghi, disciples de Canova. Le mausolée est situé au pied de la croix pour laquelle Titien a fait son dernier ouvrage, la Pietà, actuellement exposé à l'Académie.
Au centre du monument : la statue du Titien couronné de lauriers est accompagnée par les allégories de la nature universelle, le génie de la connaissance, en plus de ceux de la peinture, de la sculpture, des arts graphiques et de l’architecture. À la base les statues de Charles Quint et de Ferdinand Ier d'Autriche, les deux empereurs pour lesquels il avait travaillé. Sur le fond, cinq bas-reliefs rappellent les œuvres religieuses les plus importantes de l'artiste: l'Assomption au centre, Pierre de Vérone à la gauche, le martyre de Saint-Laurent à droite ; au-dessus de l'entablement La Visitation à droite et la Descente de la Croix à gauche. Au sommet du monument se dresse le Lion de Saint-Marc avec le blason des Habsbourg. Le monument a été restauré en 1996.

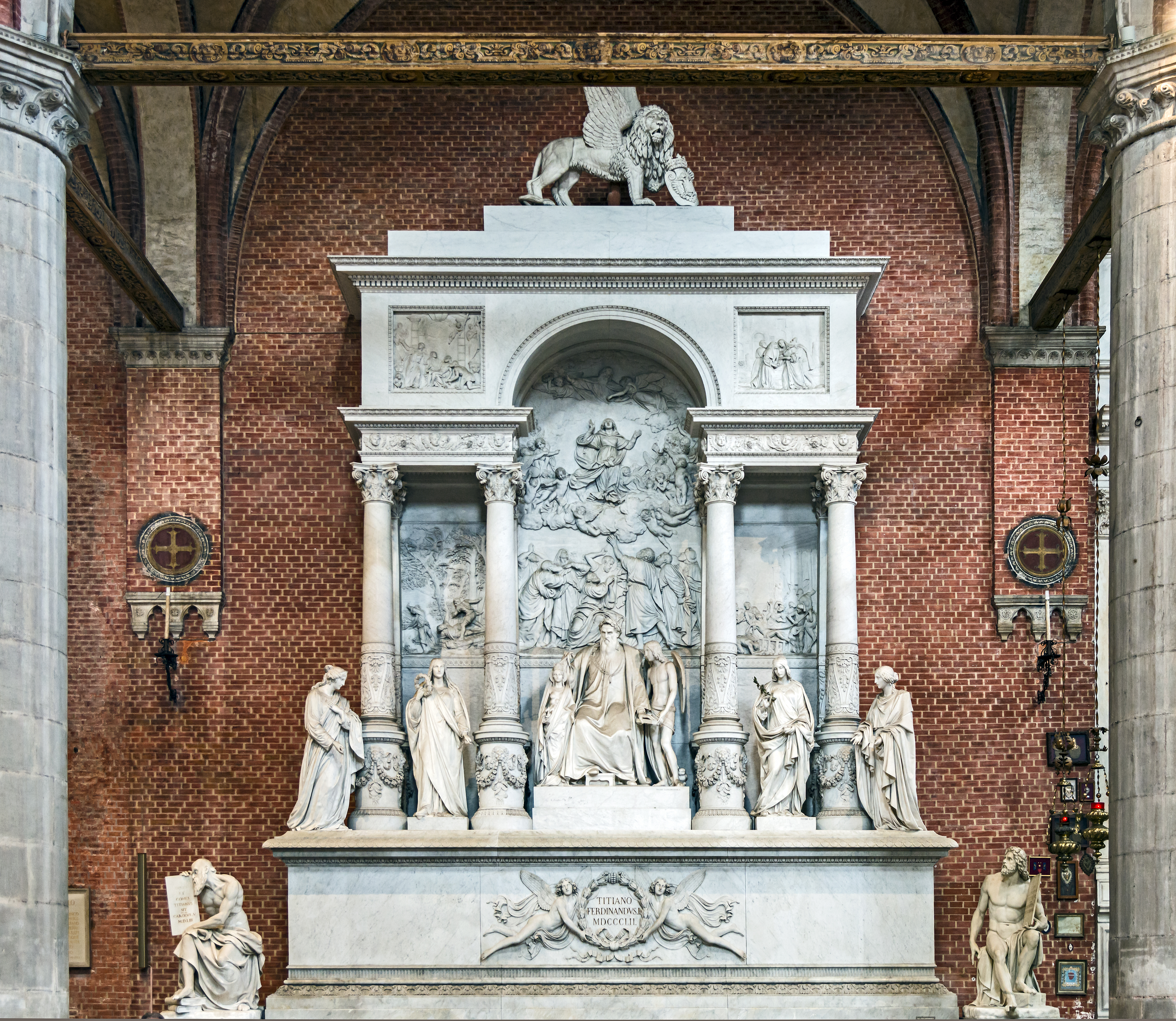
Monument au Titien.
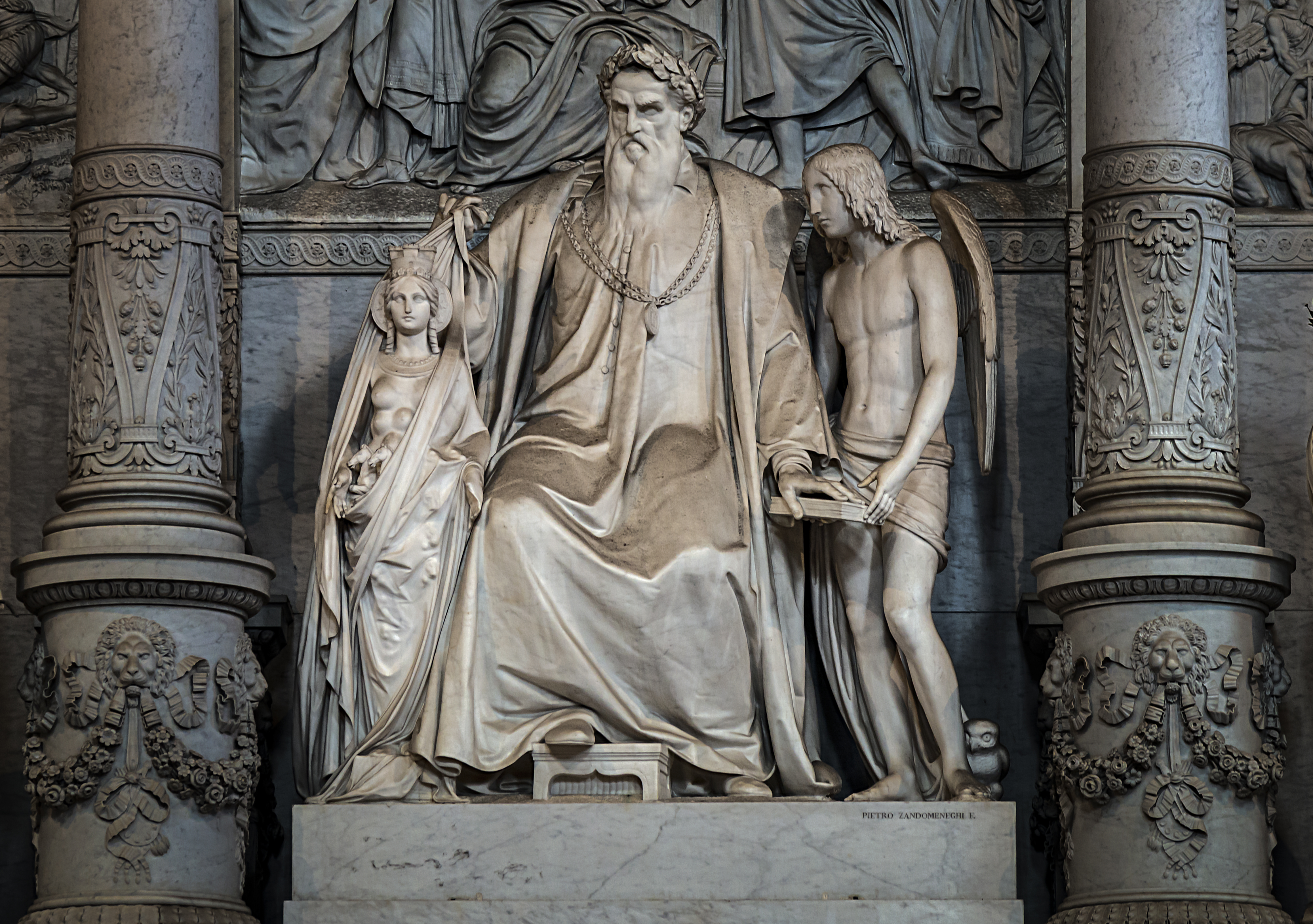
La statue du Titien par Pietro Zandomeneghi.
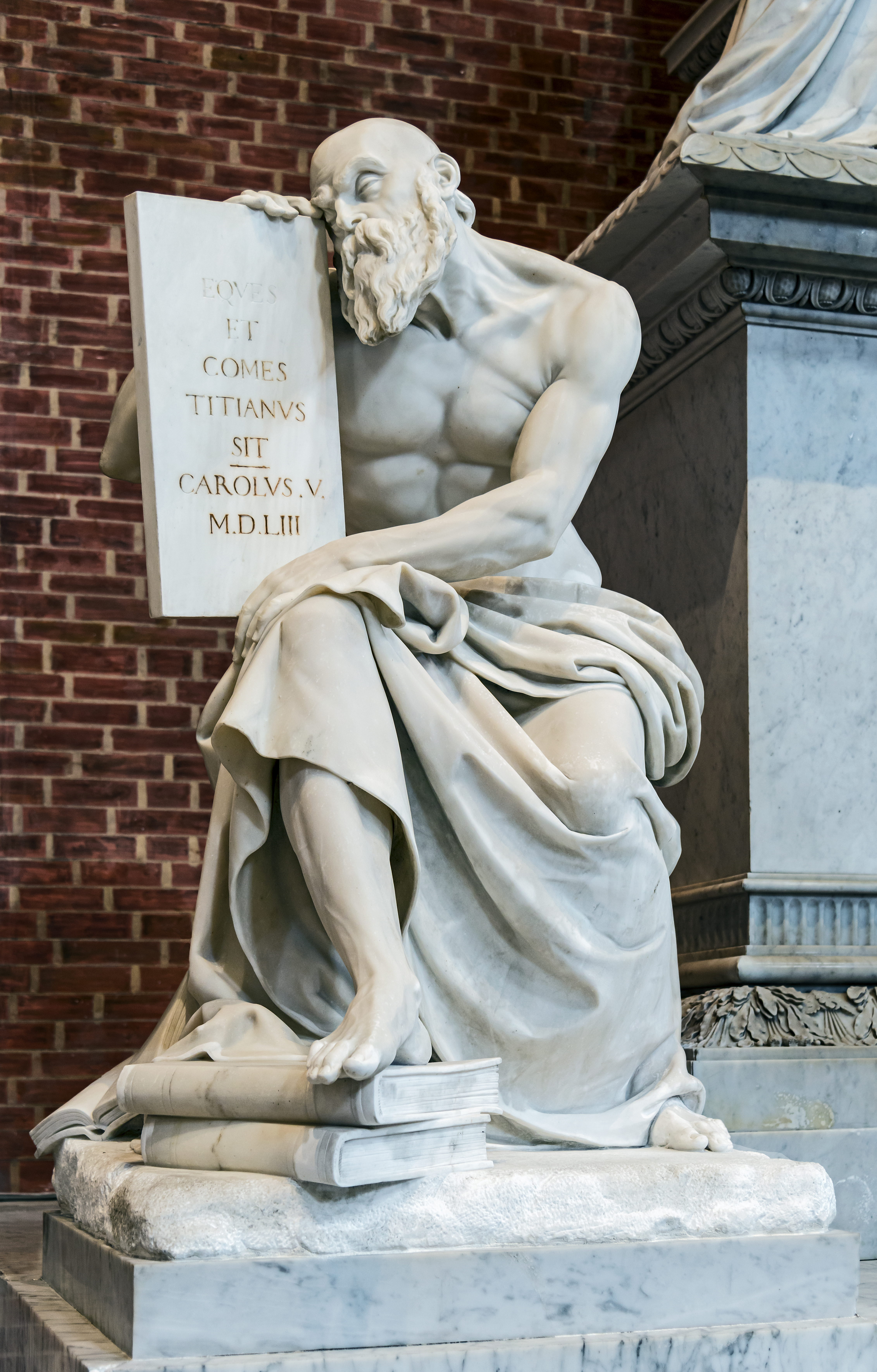
Charles Quint par Pietro Zandomeneghi.
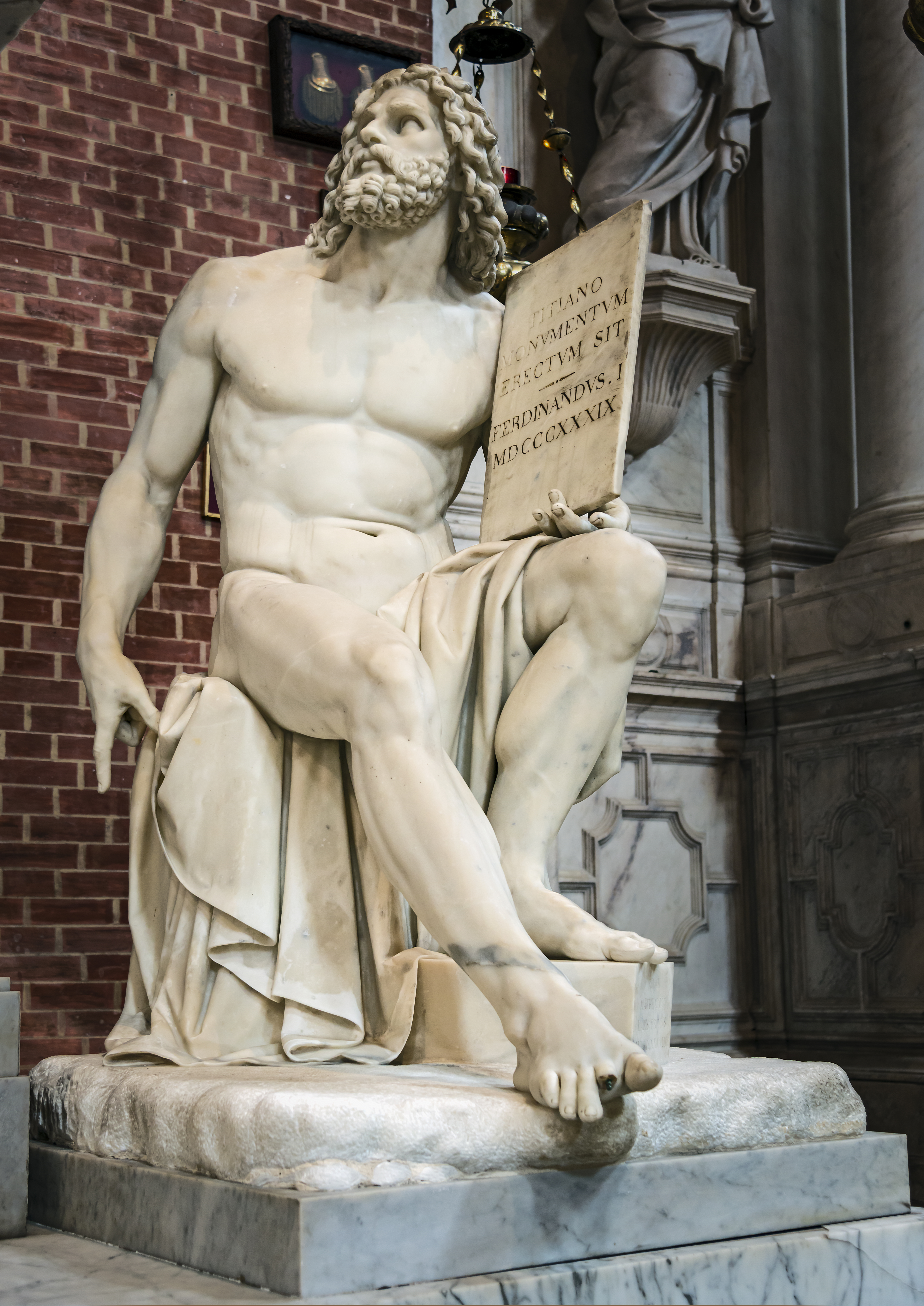
Ferdinand Ier par Pietro Zandomeneghi.
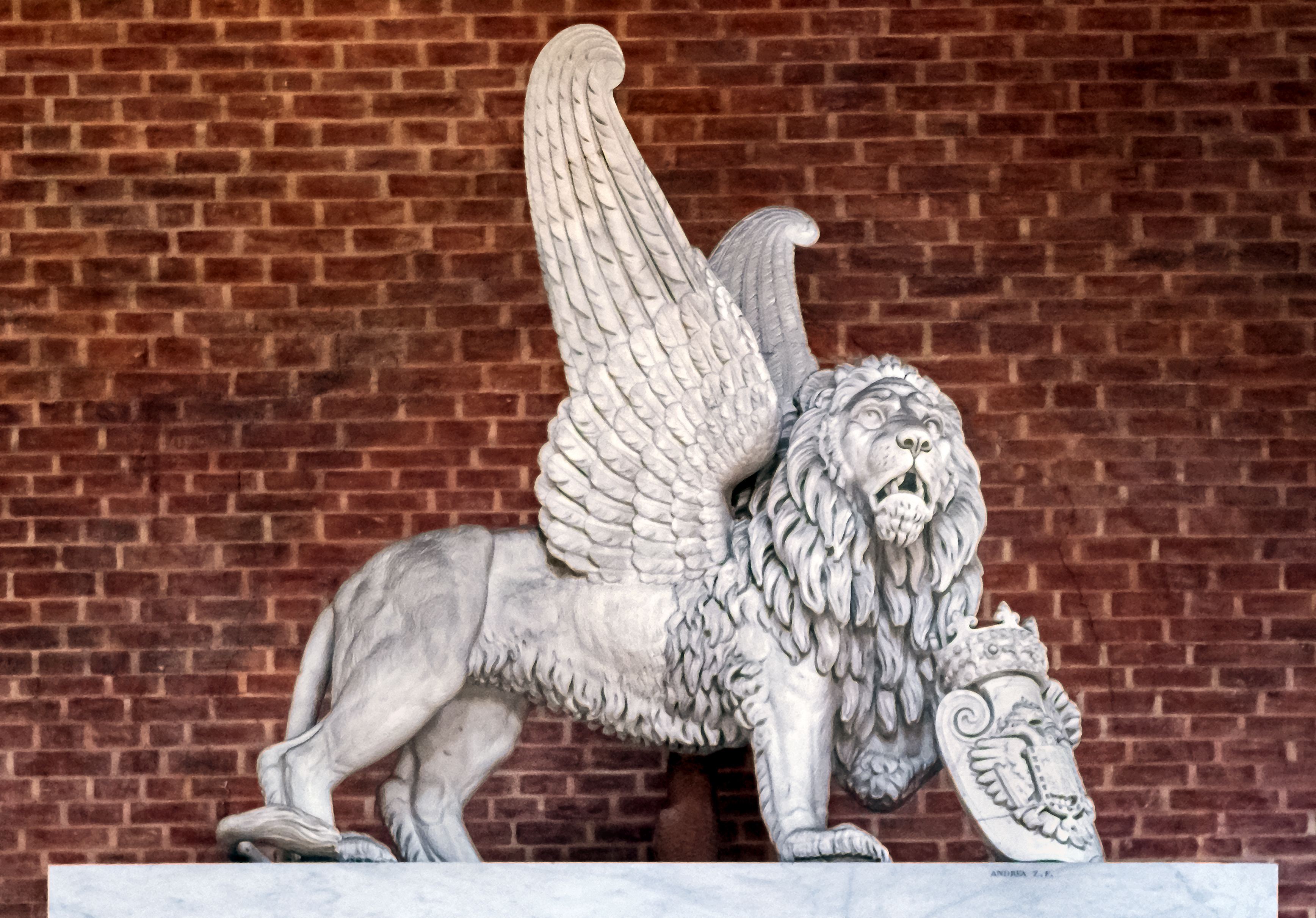
Lion de Saint-Marc avec le blason des Habsbourg.

- Autel de la présentation (29) et Monument à Almerico d'Este

L'autel de la présentation
L’autel permet de voir une huile sur toile de Giuseppe Porta dit Salviati le Jeune datant de 1548, intitulée Présentation de Jésus au temple. Le tableau est divisé en deux parties distinctes : le haut avec la Présentation au sens strict, l’Enfant Jésus est tenu par Syméon ; la partie basse est une conversation sacrée avec saint Paul, sainte Hélène, saint Augustin, saint Marc, saint Nicolas, et saint Bernandin de Sienne qui présente la monogramme de Jésus.
Monument à Almerico d'Este prince de Modène
Le monument est situé à la dans la partie droite de la nef après l'autel de la Présentation. Il est réalisé en marbre et bois doré (vers 1666). Il est attribué à Baldassare Longhena et Josse le Court. Almerico d’Este a commandé l’armée vénitienne pendant la guerre de Candie (1645-1669) et est mort durant son commandement. Il a été honoré par des funérailles d'État dans l'église des Frari. Le tombeau a été réalisé aux frais du Sénat vénitien.

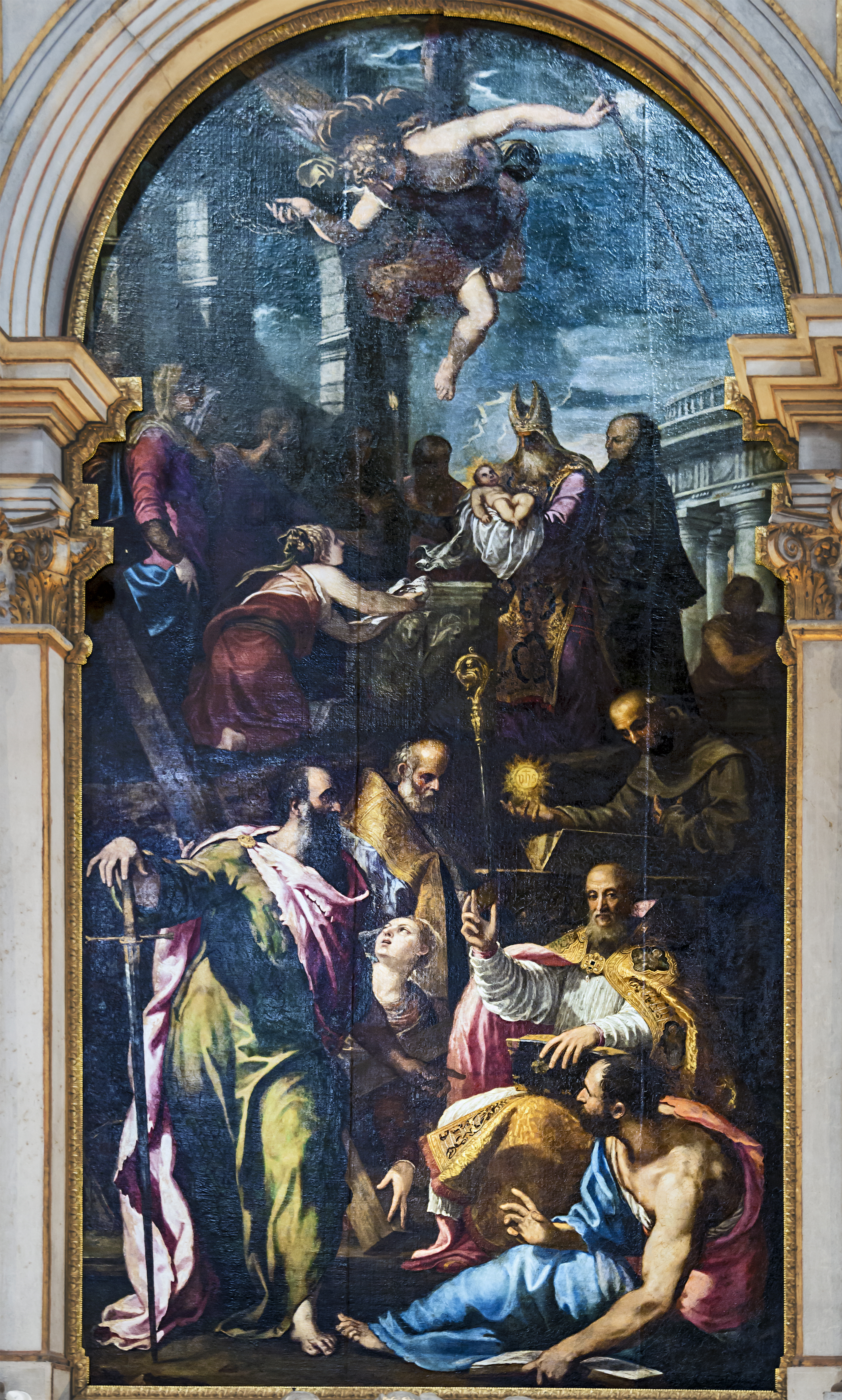
Présentation de Jésus au Temple par Giuseppe Porta.
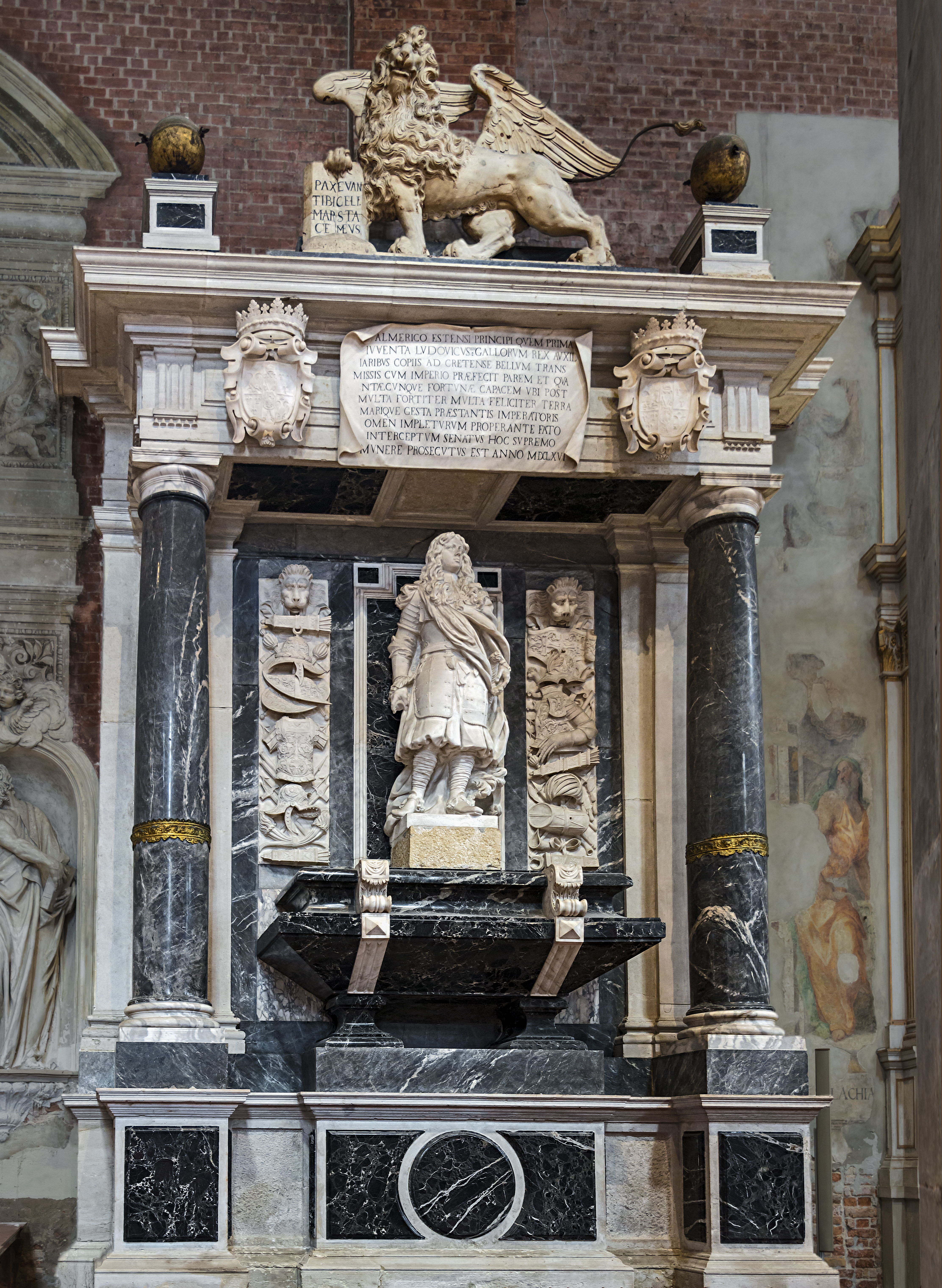
Monument à Almerico d'Este.
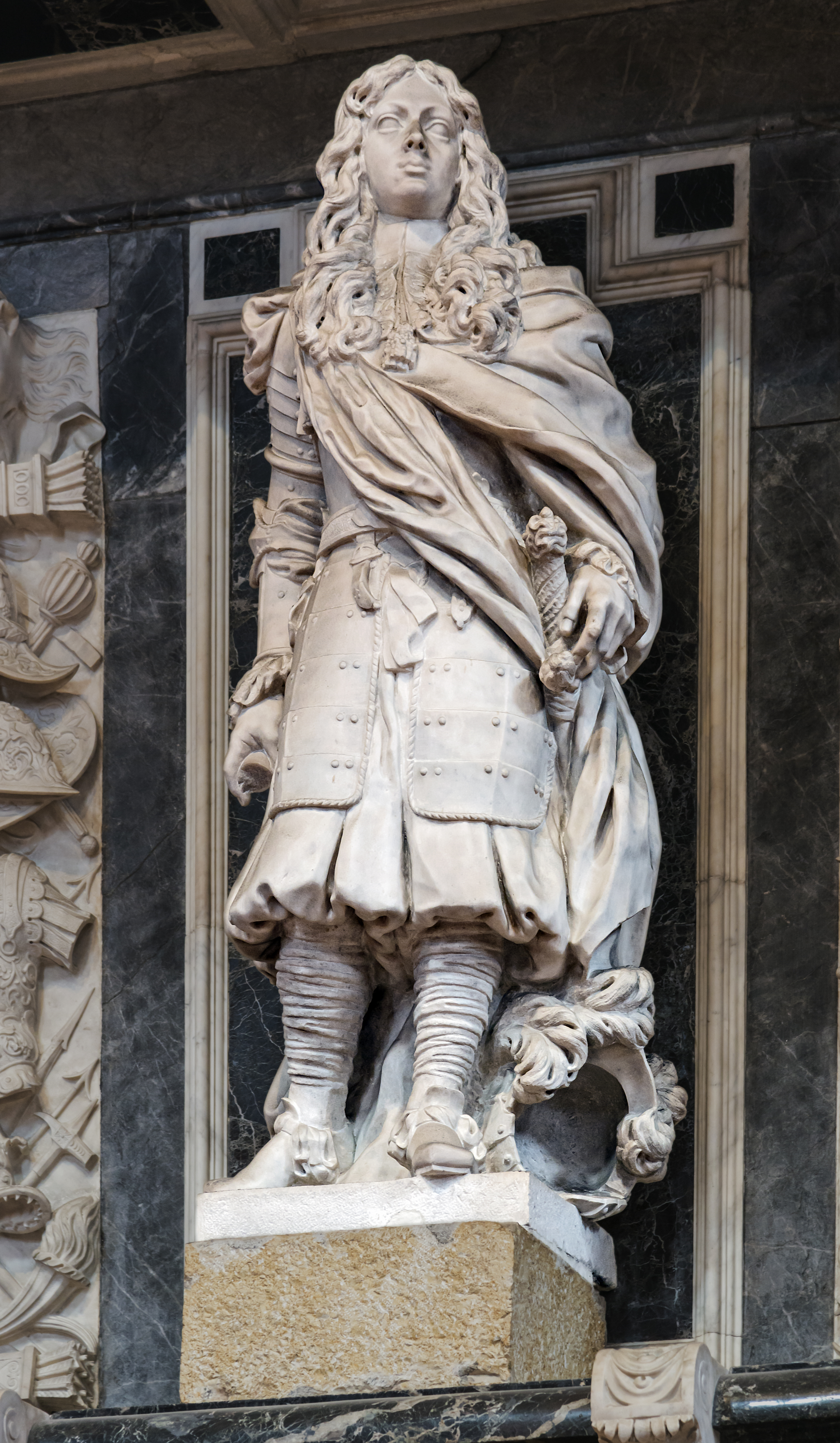
Statue D'Almerico d'Este par Josse le Court.

- Autel de saint Joseph de Copertino (28)

Initialement dédié à sainte Ursule puis à Lucie de Syracuse, Girolamo Zane conclut un marché avec les Frères et chargea Alessandro Vittoria en 1526 de le rénover. L'autel de 1564 montrait un retable représentant l'assomption de la Vierge avec saint Pierre et saint André. La seule statue en marbre étant le saint Jérôme placé au centre de l'autel. Sur le fronton, deux sibylles. Le retable en stuc s'étant dégradé, il a été remplacé par un tableau de Giuseppe Nogari représentant le miracle de Joseph de Cupertino en 1753.

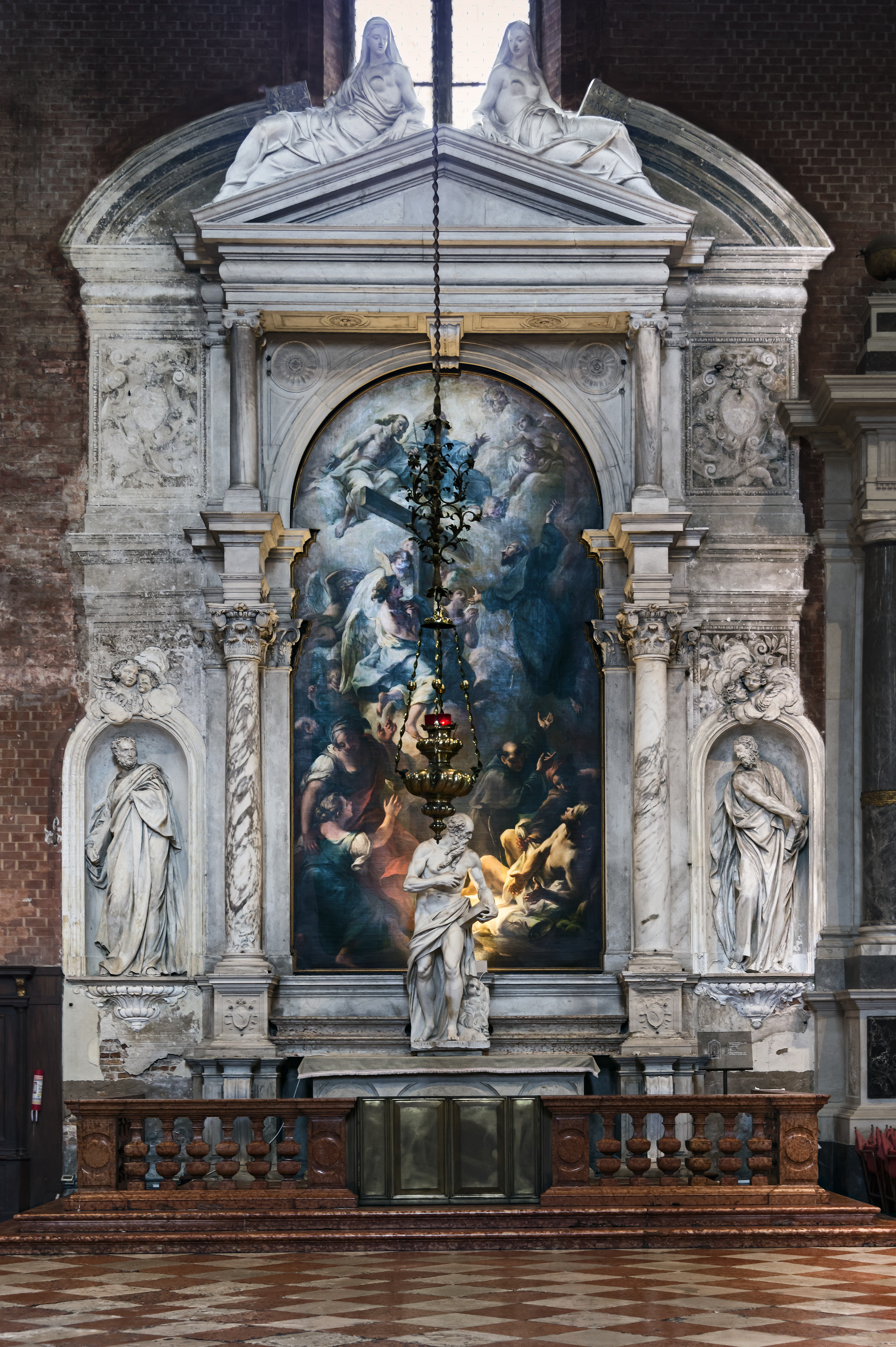
L'autel de saint Joseph de Copertino.
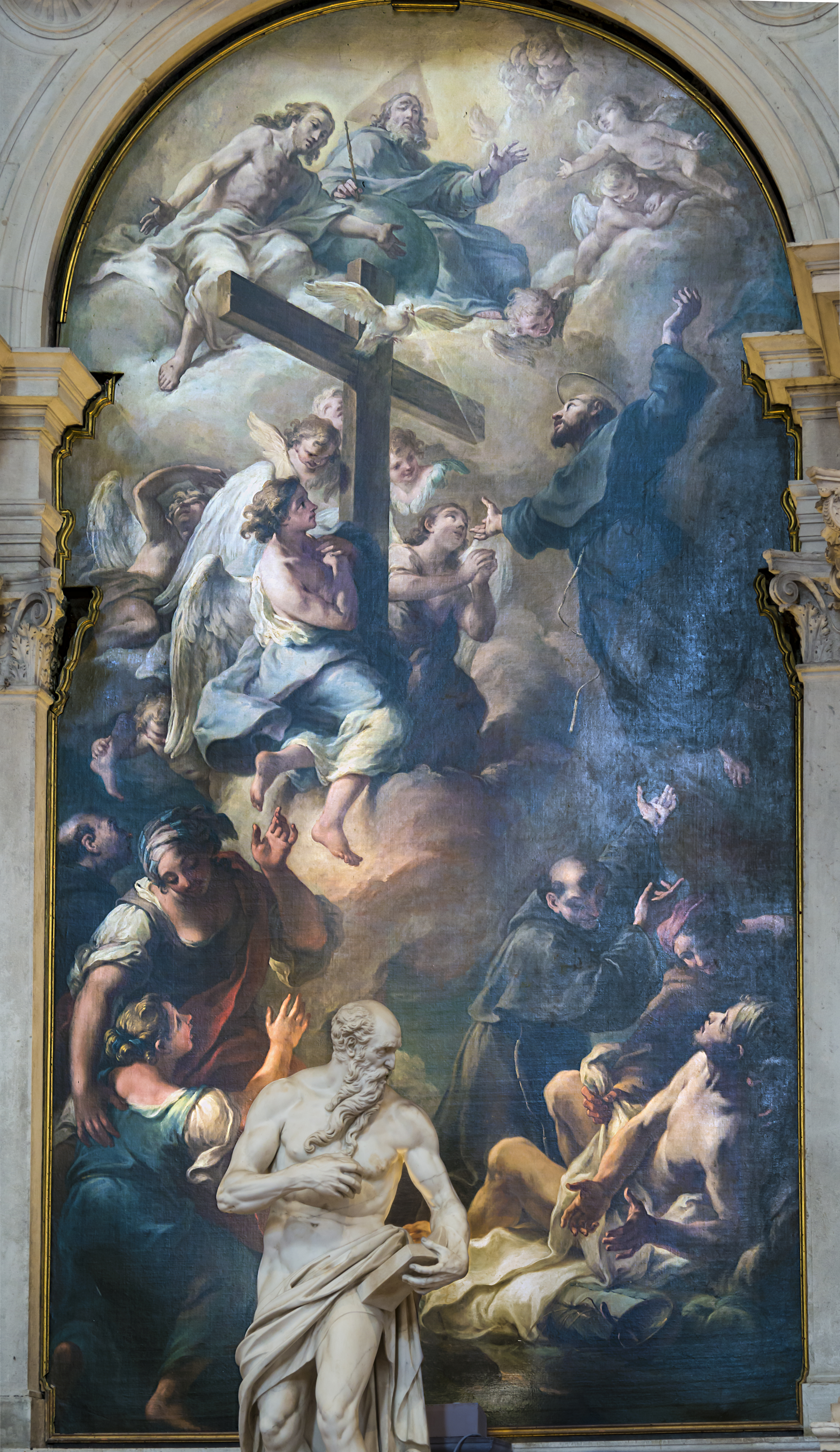
Le Miracle de Joseph de Cupertino par Giuseppe Nogari
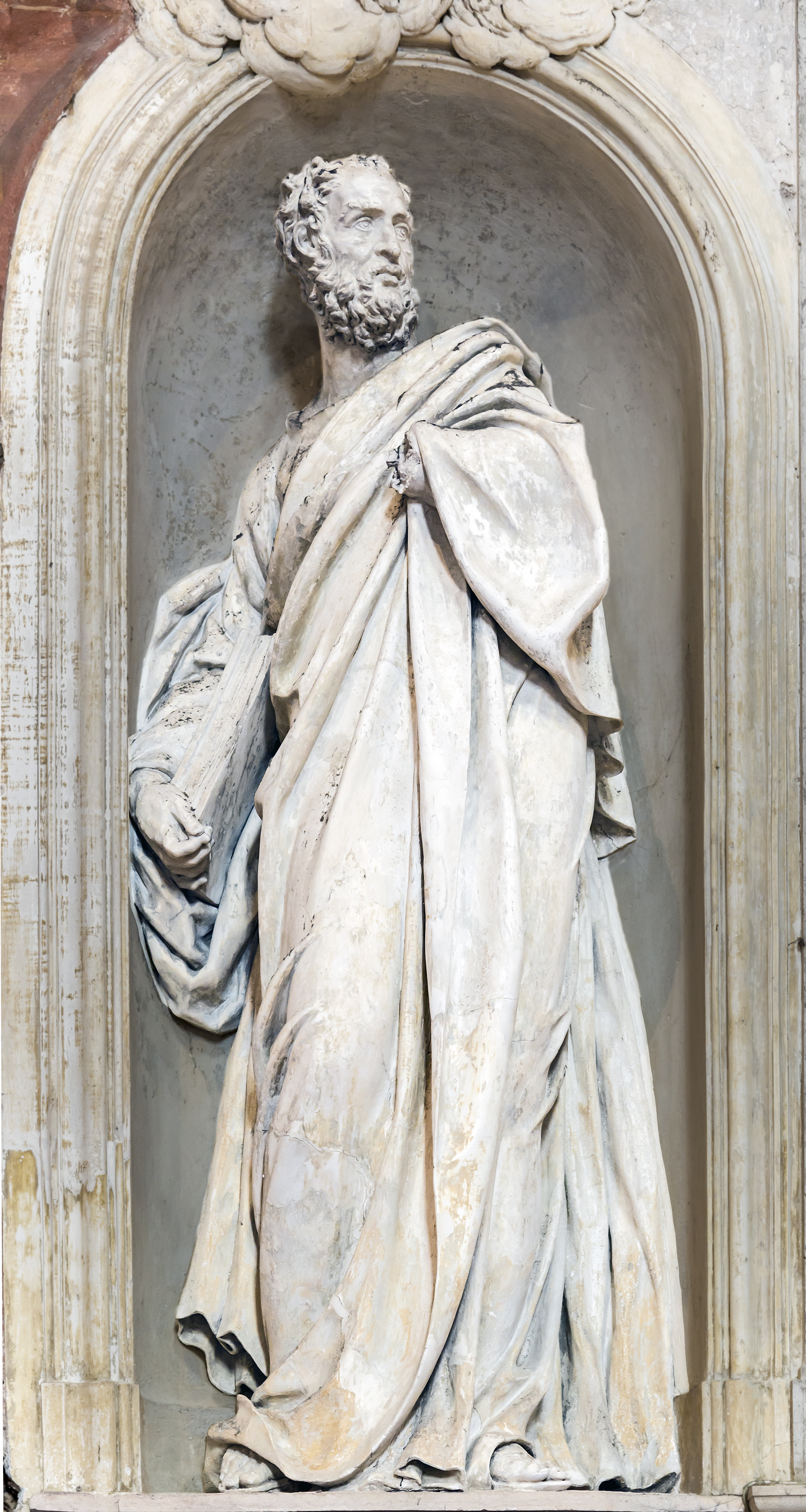
Saint Pierre l'apôtre par Alessandro Vittoria.
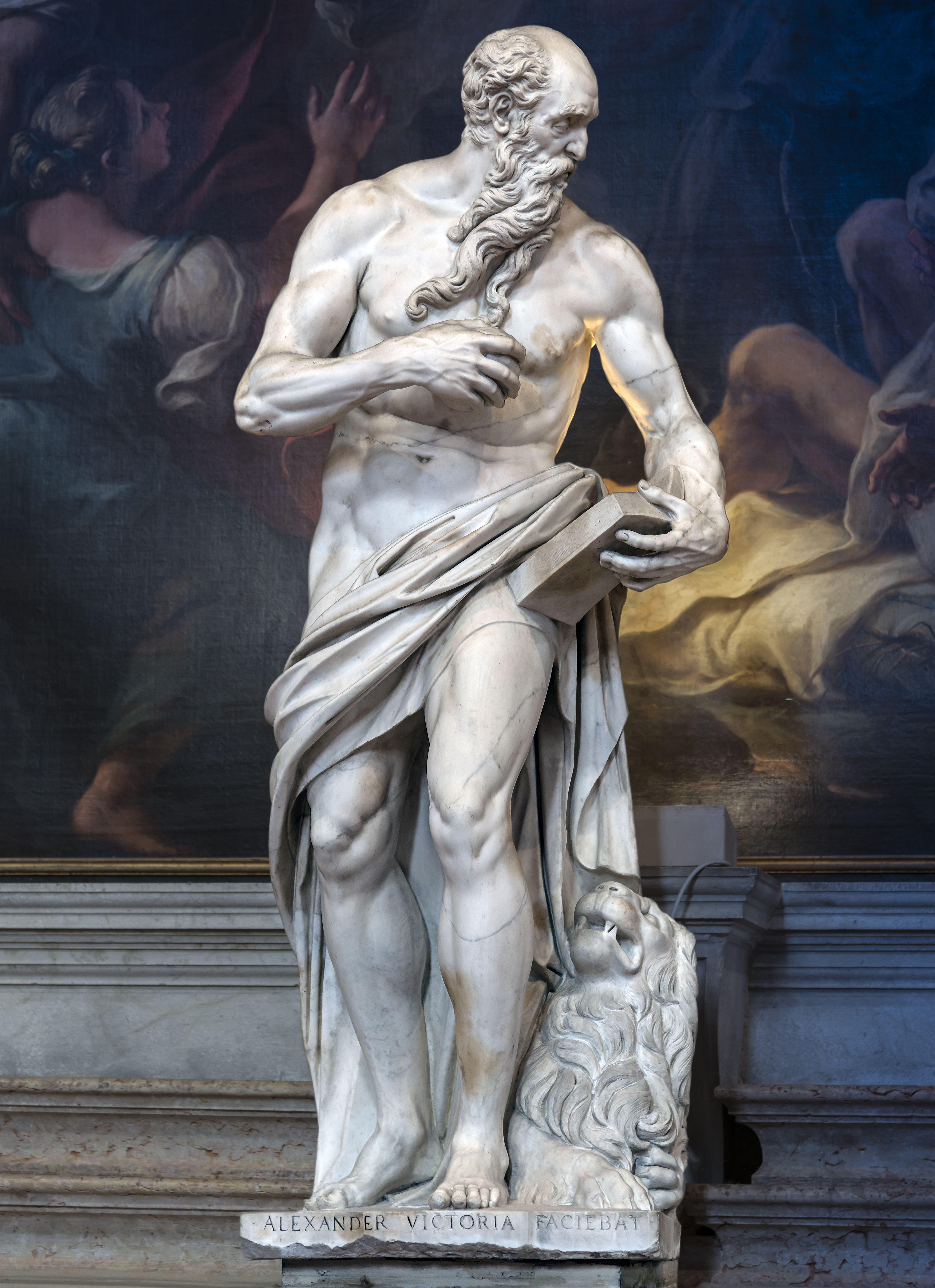
Saint Jérôme par Alessandro Vittoria.
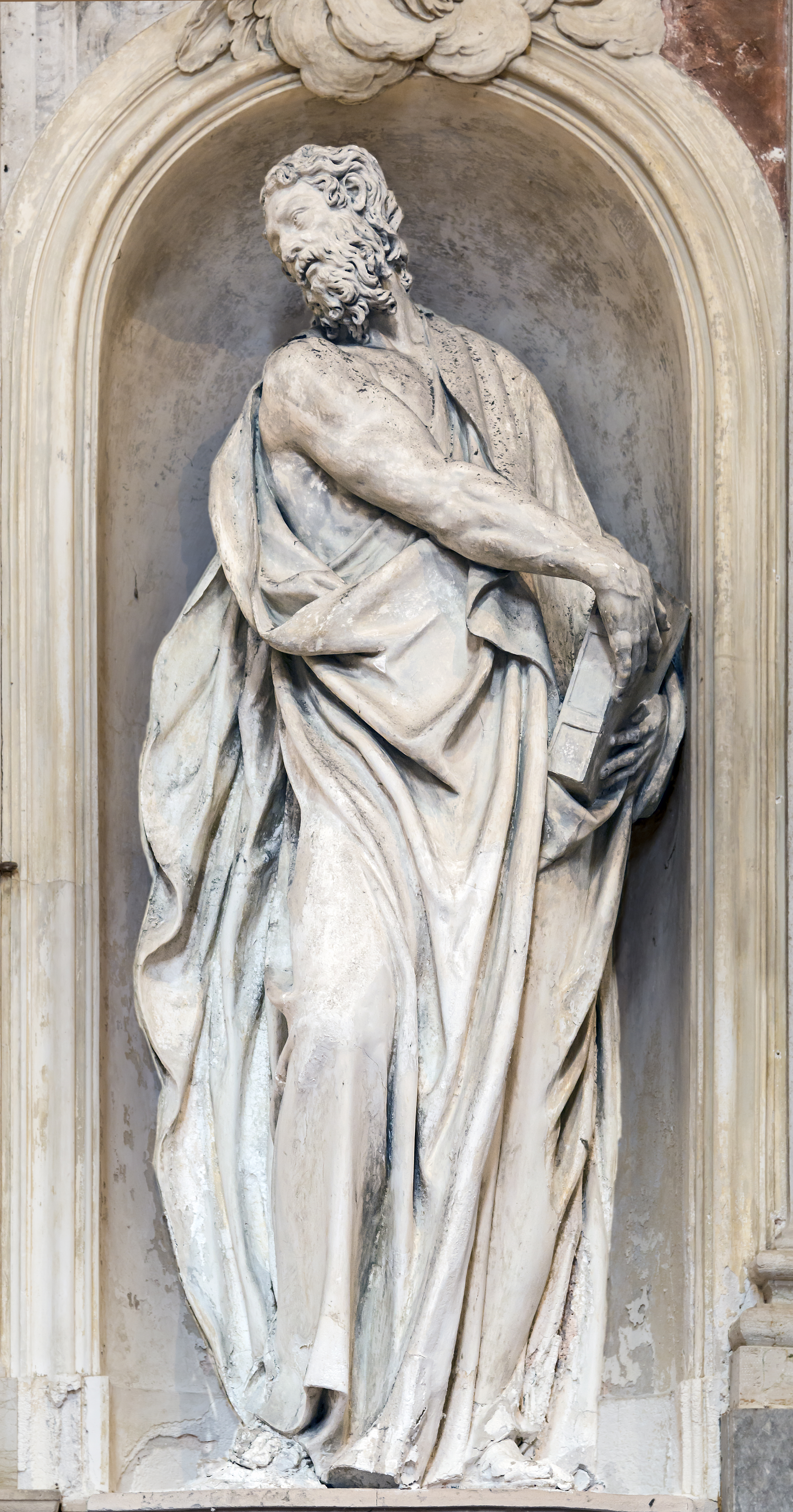
Saint André l’apôtre par Alessandro Vittoria.

- Monument de Jacopo Barbaro

Faisant suite à autel de saint Joseph de Copertino, le monument funéraire de Jacopo Barbaro mort en 1511, probablement de l'atelier des frères Lombardo.
- L'autel de Catherine d'Alexandrie (27)

L'autel est célèbre pour le tableau du retable que l'on doit à Jacopo Palma il Giovane. Il représentant le martyre de sainte Catherine d'Alexandrie. Le tableau montre le moment précis où l'ange sauve la sainte du supplice de la roue, tandis que ses tortionnaires sont victimes de leur propre instrument de mort.
- Huile sur toile représentant Romuald de Ravenne par Gian Antonio Fumiani
- Le monument à Giuseppe Maria Bottari

Il était l’élève des Frari et a fait don de nombreuses reliques à la basilique. Il a été évêque de Pola et ministre général des conventuels. Le monument est l'œuvre de Francesco Penso dit Cabianca.
- Le monument à Marco Zen

Marco Zeno, évêque de Torcello, est mort en 1641, son monument funéraire est dû au sculpteur Mattia Carneri.
- Le monument au philosophe Benedetto Brugnoli

Ce monument est attribué à Pietro Lombardo.
- Le « monument » à Luigi della Torre

Dernier monument avant le transept. Il s'agit d'un monument provisoire datant de 1549, qui a recueilli le corps de l'abbé Luigi della Torre assassiné par Tristano Savorgan.

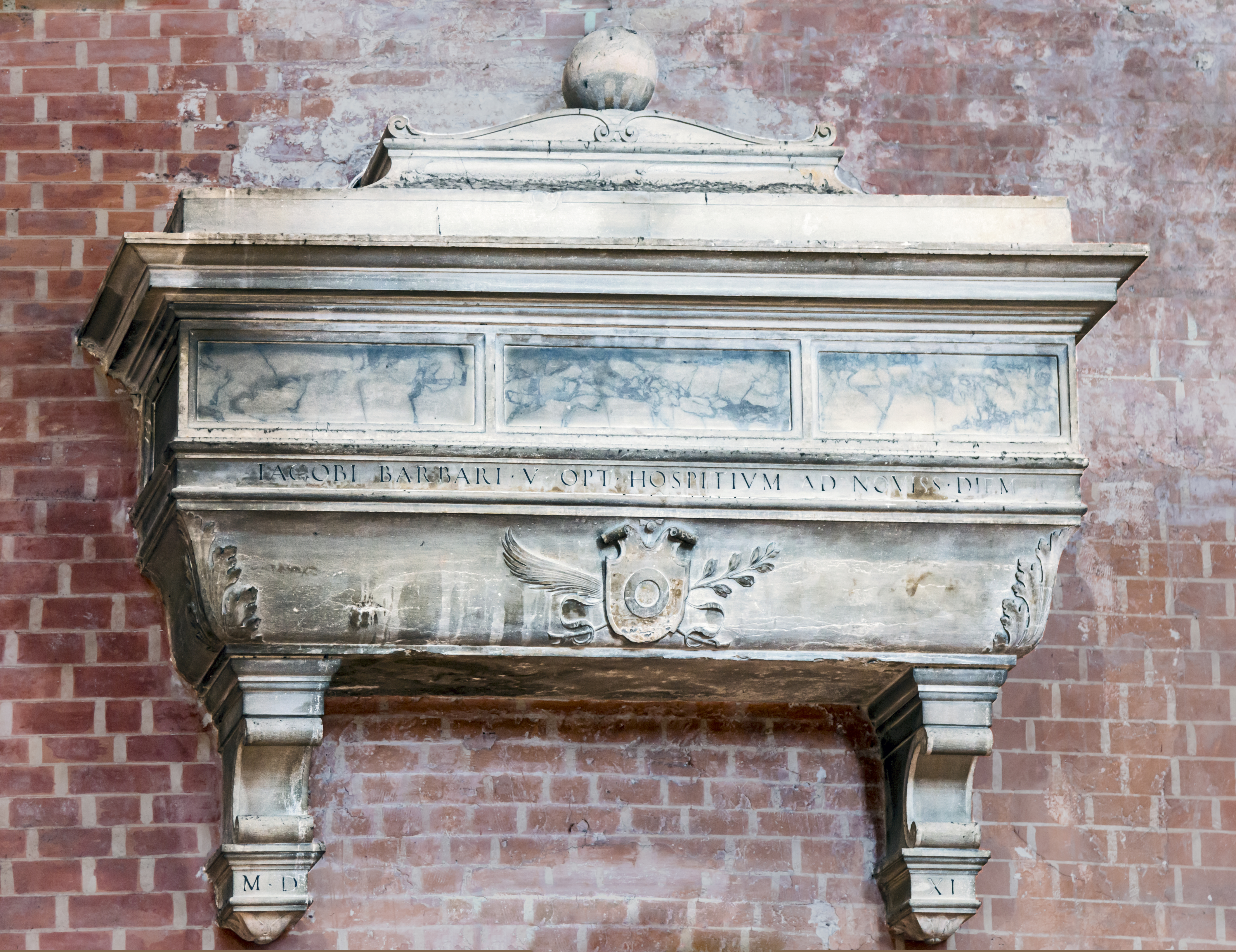
Le monument de Jacopo Barbaro.
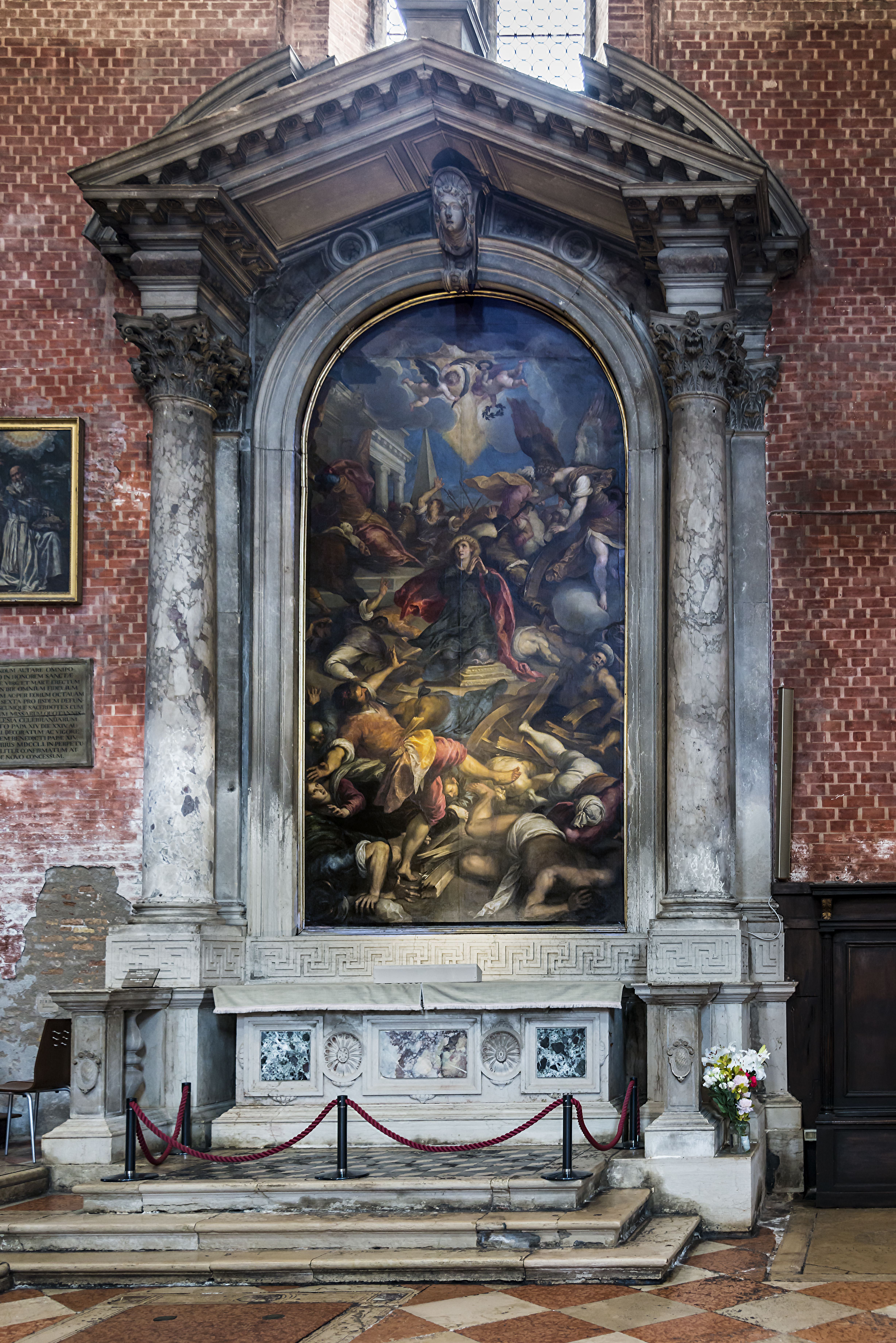
Autel de sainte Catherine d’Alexandrie.
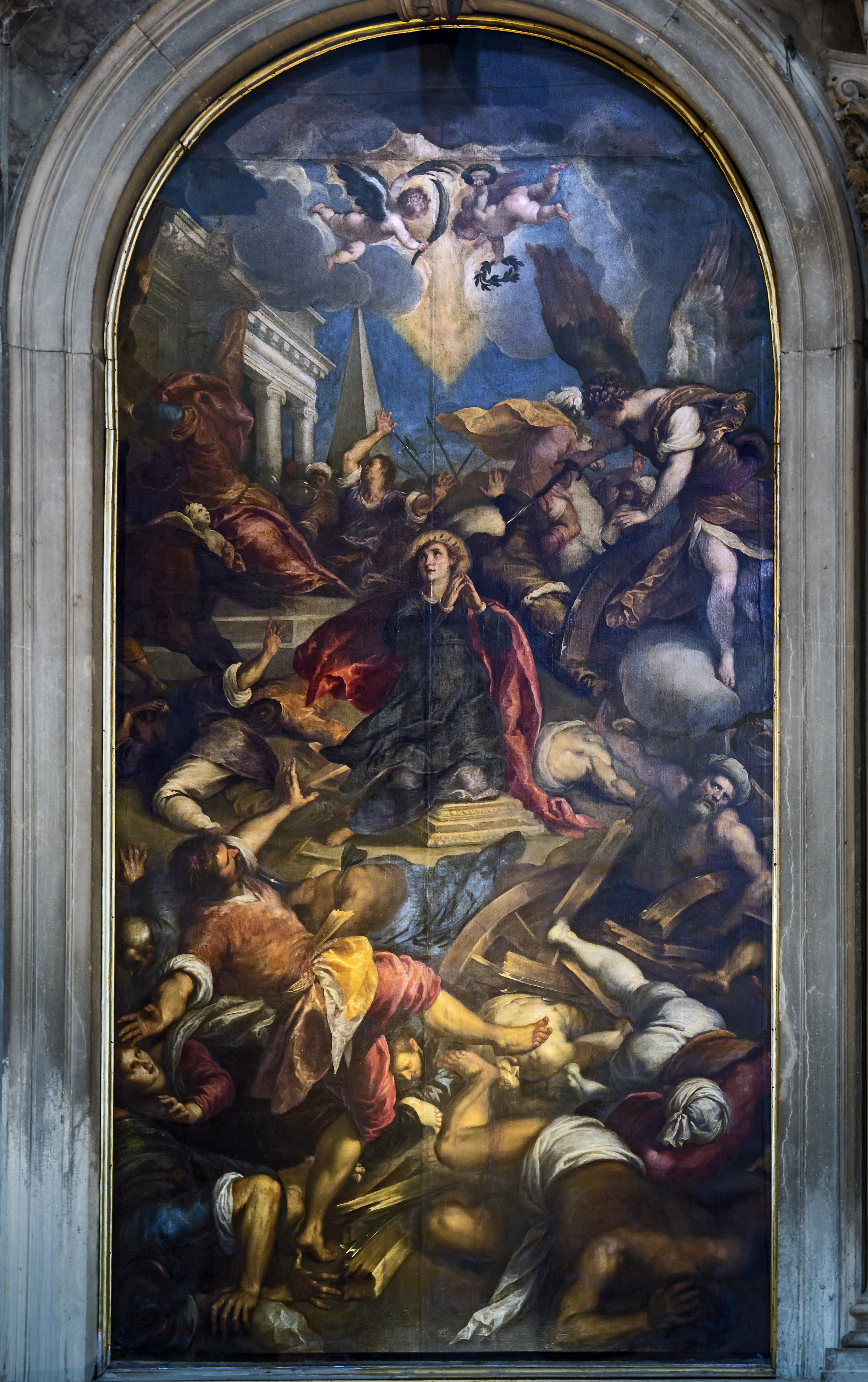
Le martyre de sainte Catherine d'Alexandrie Jacopo Palma il Giovane.
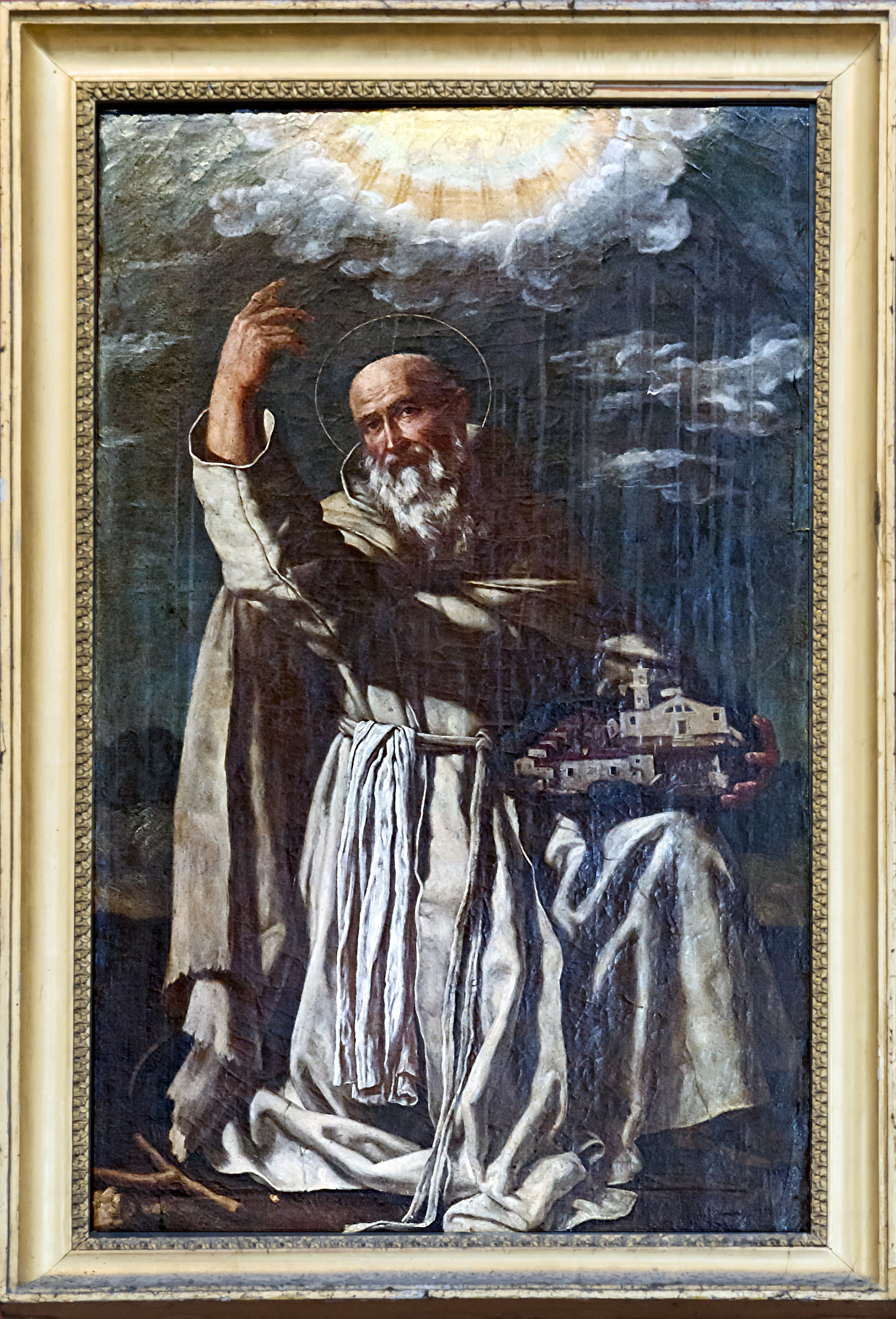
Tableau de Romuald de Ravenne par Gian Antonio Fumiani.
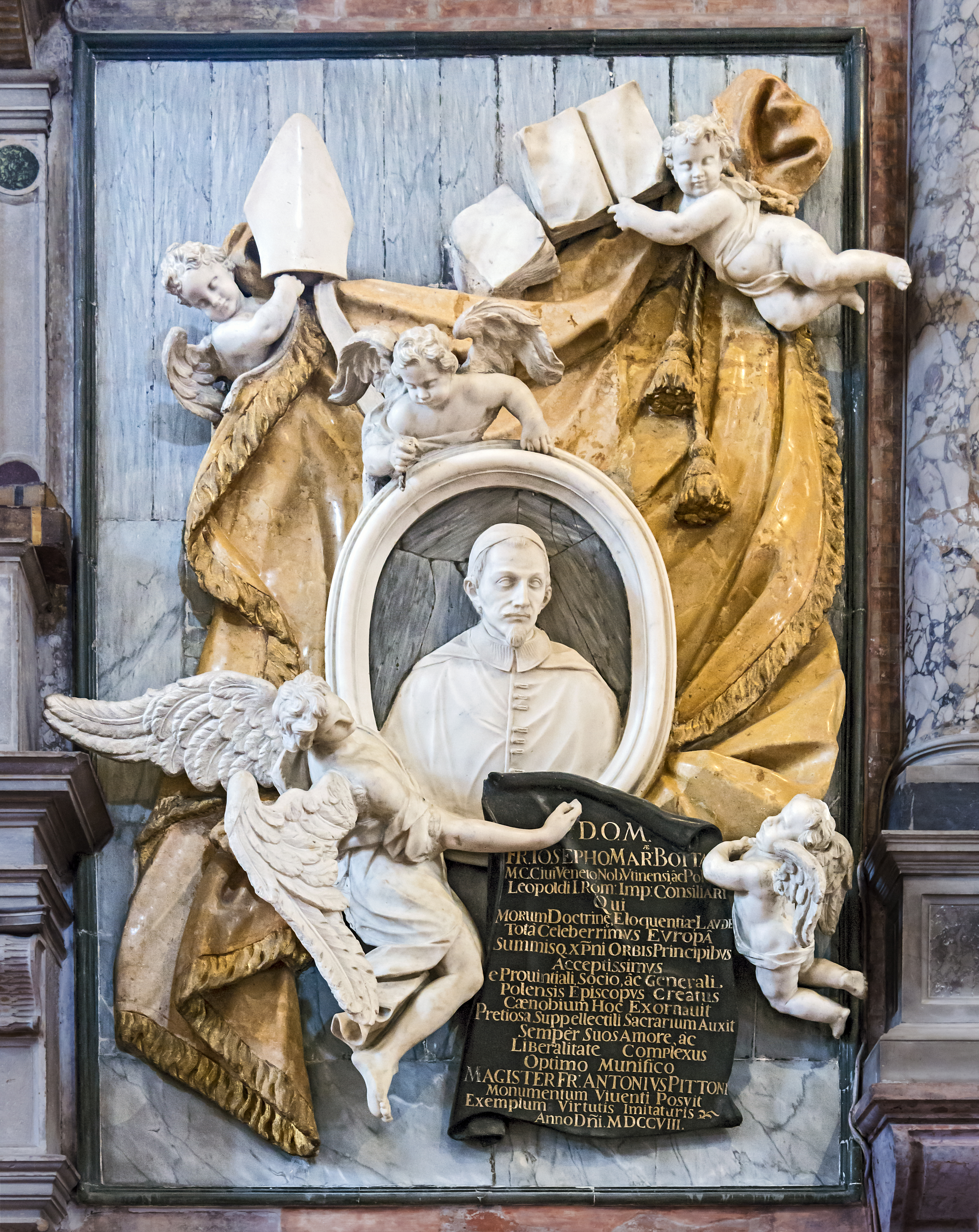
Monument à Giuseppe Maria Bottari.
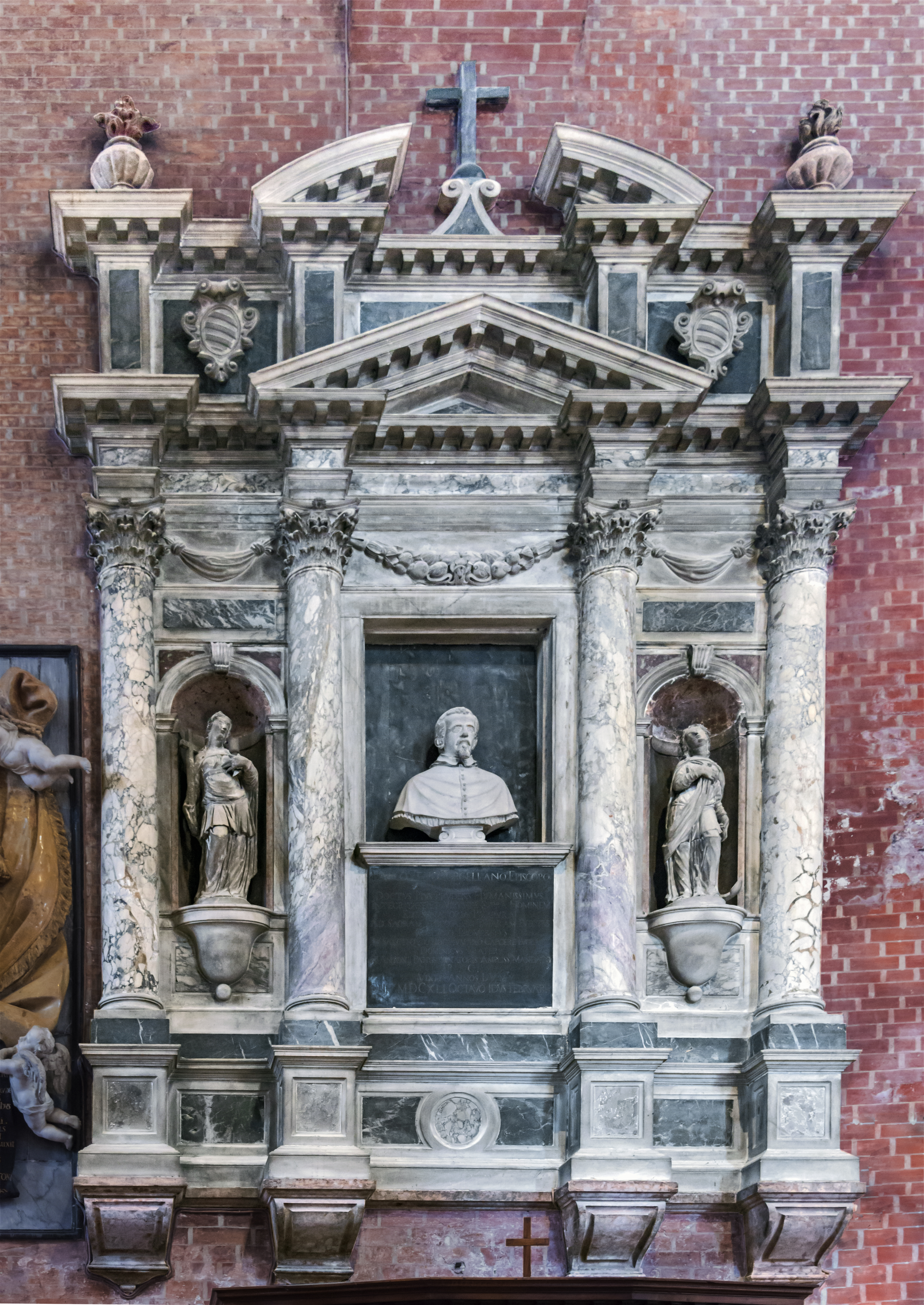
Monument à Marco Zen par Mattia Carneri.
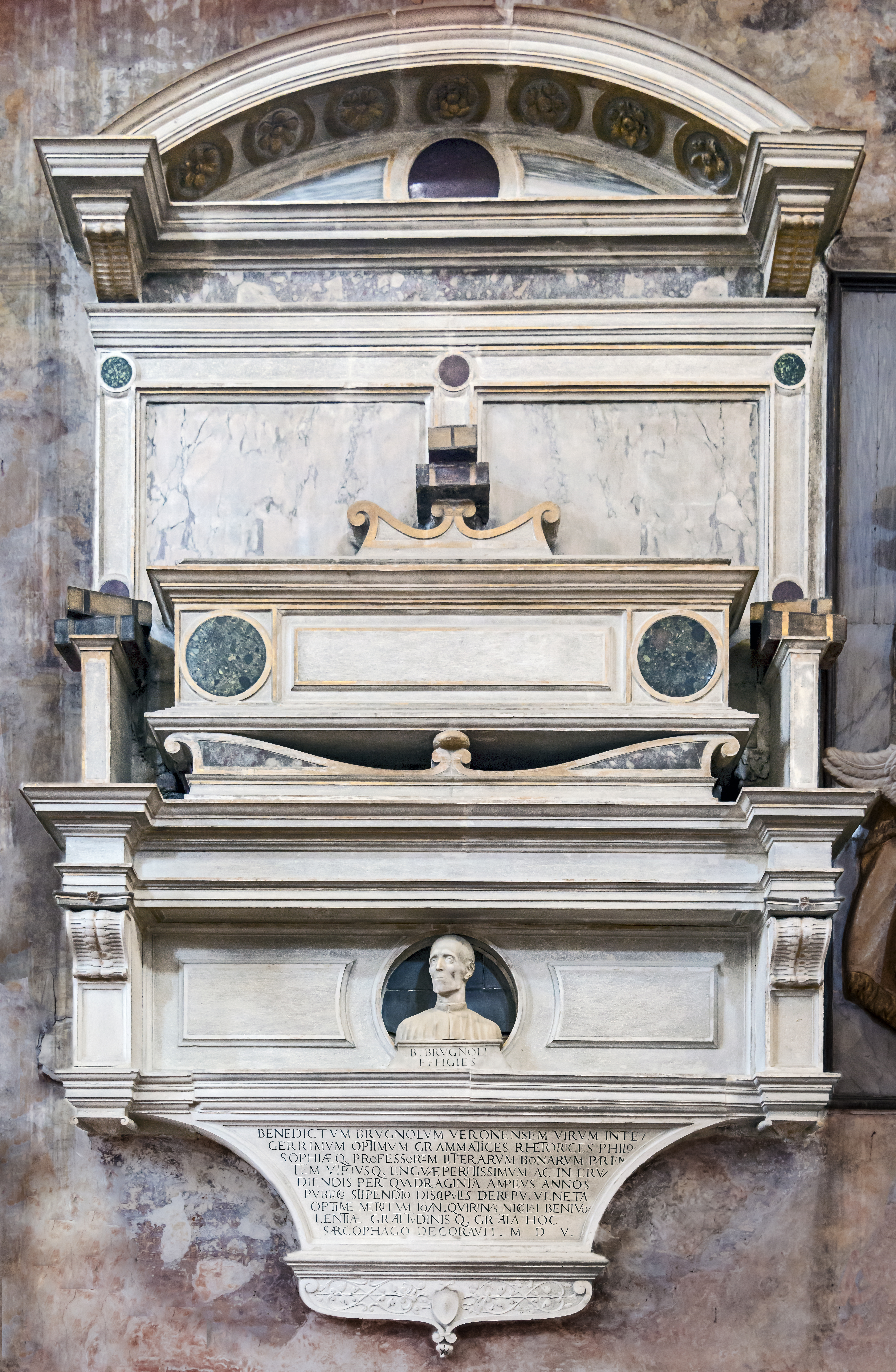
Le monument au philosophe Benedetto Brugnoli.
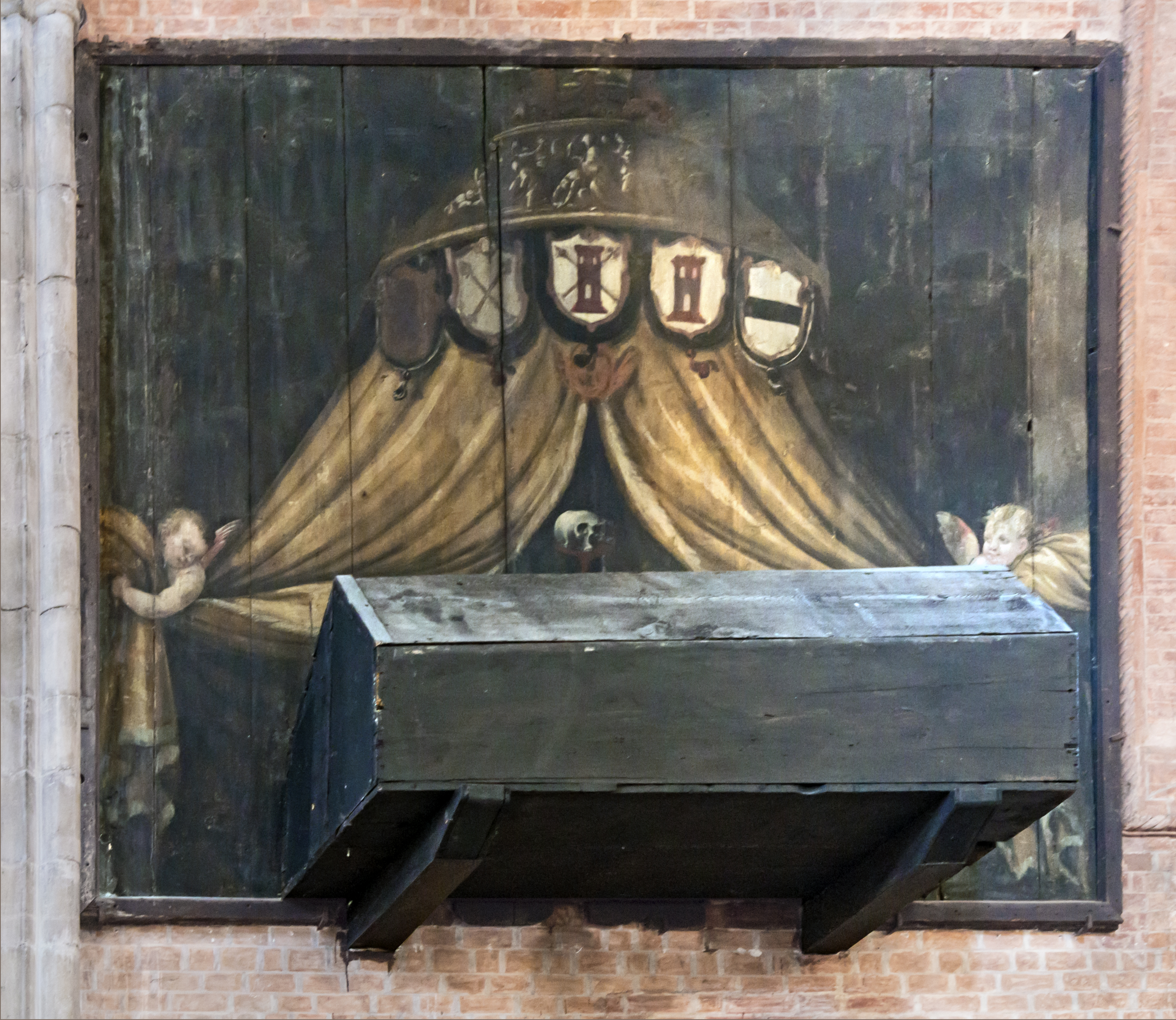
Le monument de Luigi della Torre.

### Transept droit
- Monument de Jacopo Marcello (26)

Sur le mur de droite, est placé le monument de Jacopo Marcello, Le travail du marbre est de l'atelier de Pietro Lombardo ; sur l'urne, soutenue par trois petits personnages masculins, est représenté le défunt et deux pages portant ces armes. Au-dessus il y a une fresque le Triomphe du héros, de la manière de Domenico Morone.
- Monument au Bienheureux Pacifico Dei Frari.

La seule œuvre monumentale en terre cuite de Venise elle est peinte et dorée. Initialement érigé pour Scipion Bon dont les armes sont restées représentées. Le travail, date de 1437, il est attribué à Nanni di Bartolo et Michele de Florence
Les peintures de la partie supérieure représentant une Annonciation sont attribuées soit à Giovani di Francia ou à Zanino di Pietro.
- Monument de Benedetto Pesaro.

Le monument encadre la porte d’accès à la sacristie. Capitaine de la flotte mort à Corfou en 1503. Le monument a été fait par Lorenzo et Giambatista Bregno, à la demande de Gerolamo Pesaro. La statue de droit représentant le dieu Mars est de Baccio da Montelupo.
- Monument de Paolo Savelli (25)

Sur le côté gauche de la paroi du fond du transept, le monument à Paolo Savelli. Patricien romain au service de la Sérénissime, est mort de la peste au siège de Padoue en 1405. L'urne, le style encore gothique, est orné de statues de anges et une Vierge à l'Enfant attribué à Rinaldino di Francia. Il est surmonté de la statue équestre en bois doré et polychrome de défunt cette œuvre est attribuée au Siennois Jacopo della Quercia. ce monument est le premier consacré à l'un des capitaines de la République .

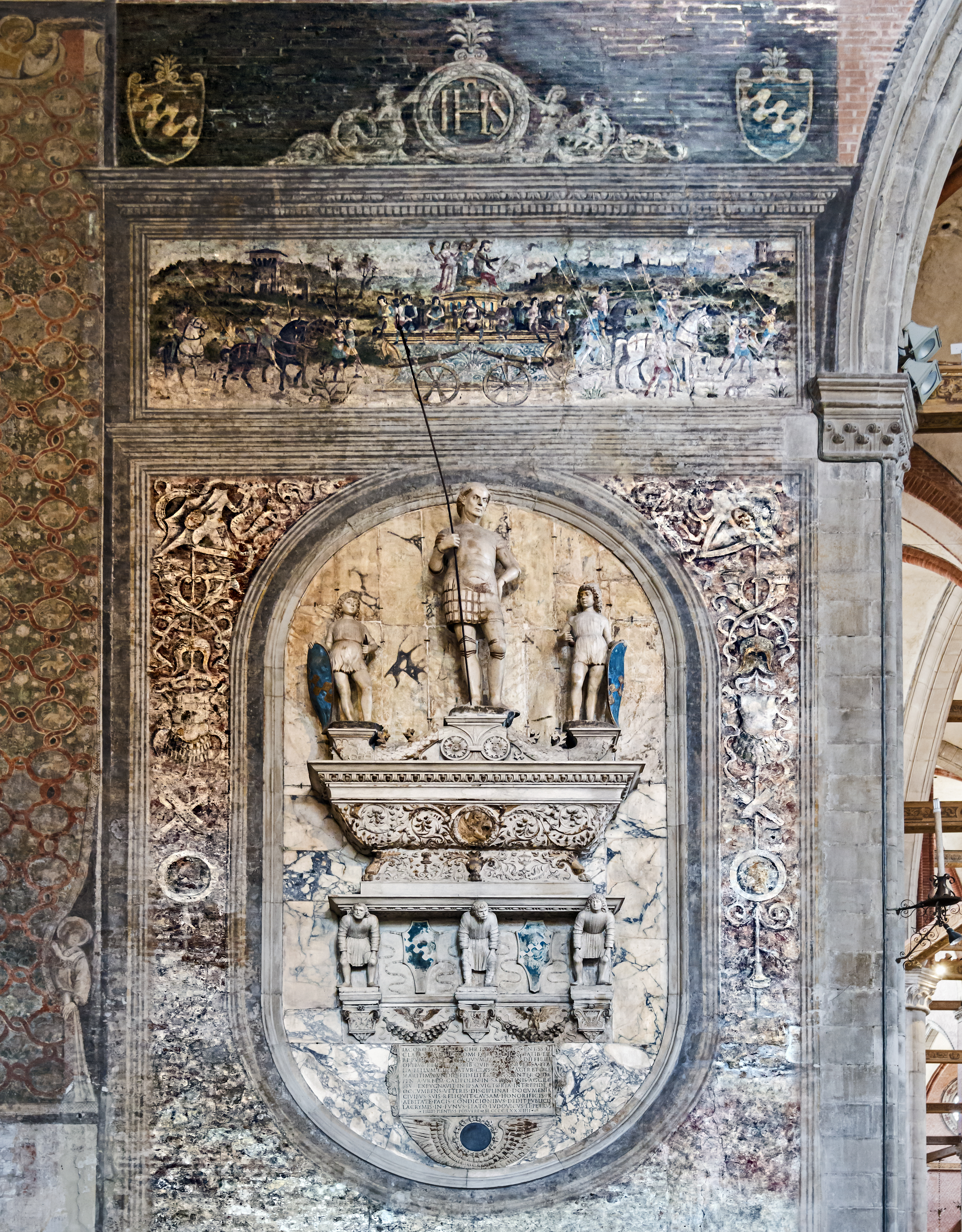
Monument à Jacopo Marcello par Pietro Lombardo.
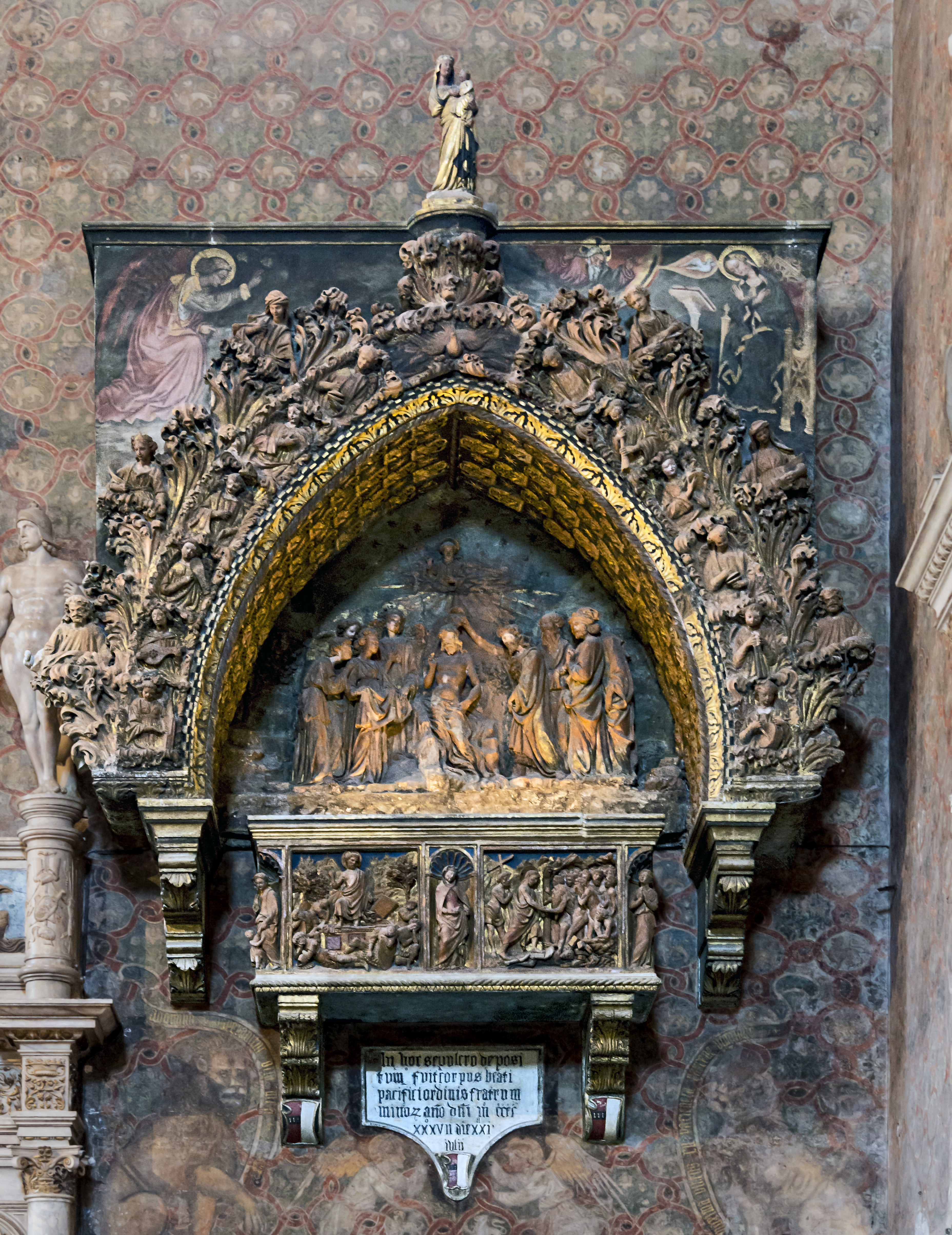
Monument au Bienheureux Pacifico Dei Frari.
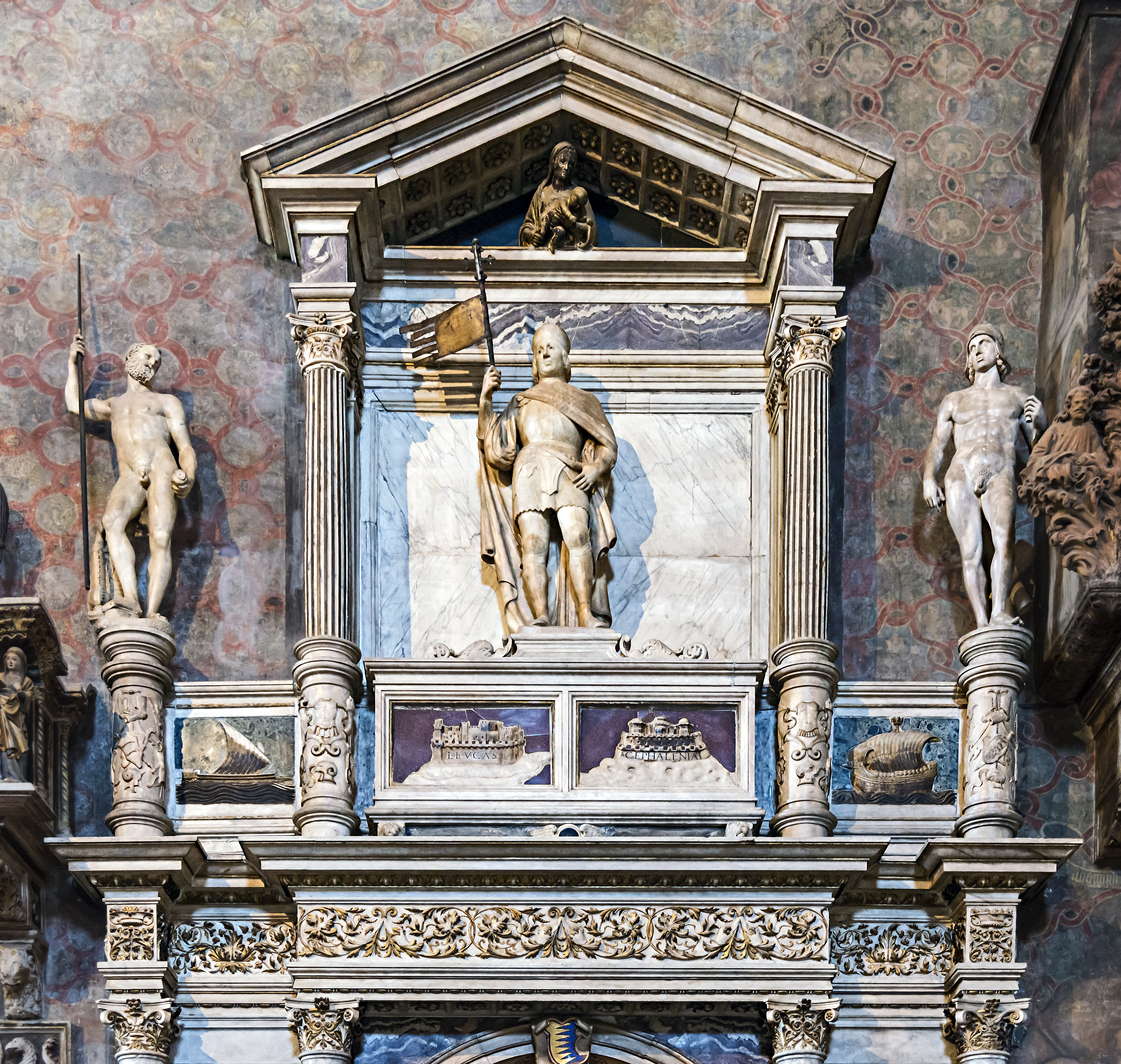
Monument à Benedetto Pesaro par Lorenzo Bregno et Giambatista Bregno.
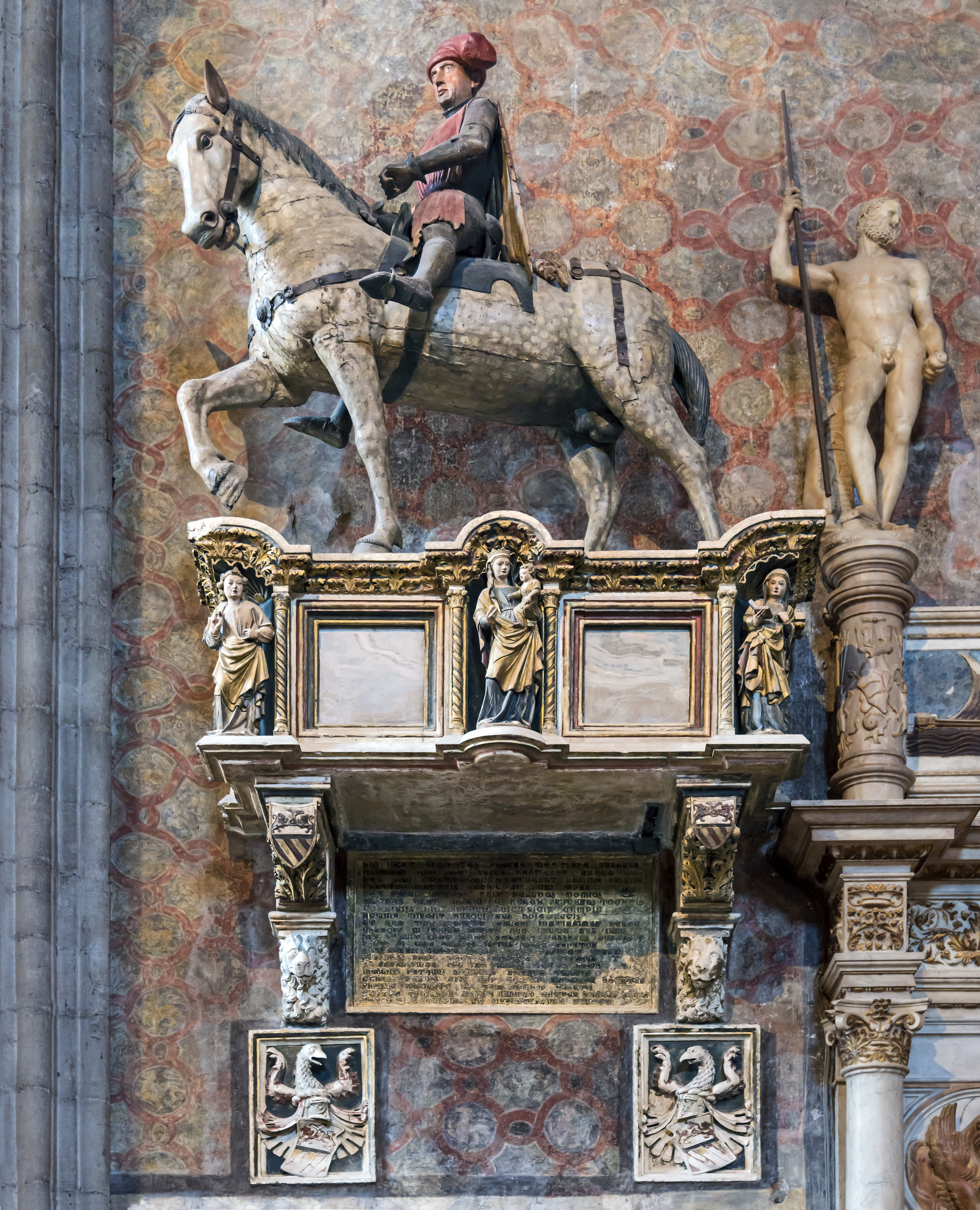
Monument à Paolo Savelli.

### La sacristie (22)
On entre dans la sacristie par le bras droit du transept en passant sous le monument à Benedetto Pesaro. La modeste salle initiale s’est agrandie à 31 x 8,8 m après quelle fut concédée à la famille Pesaro.

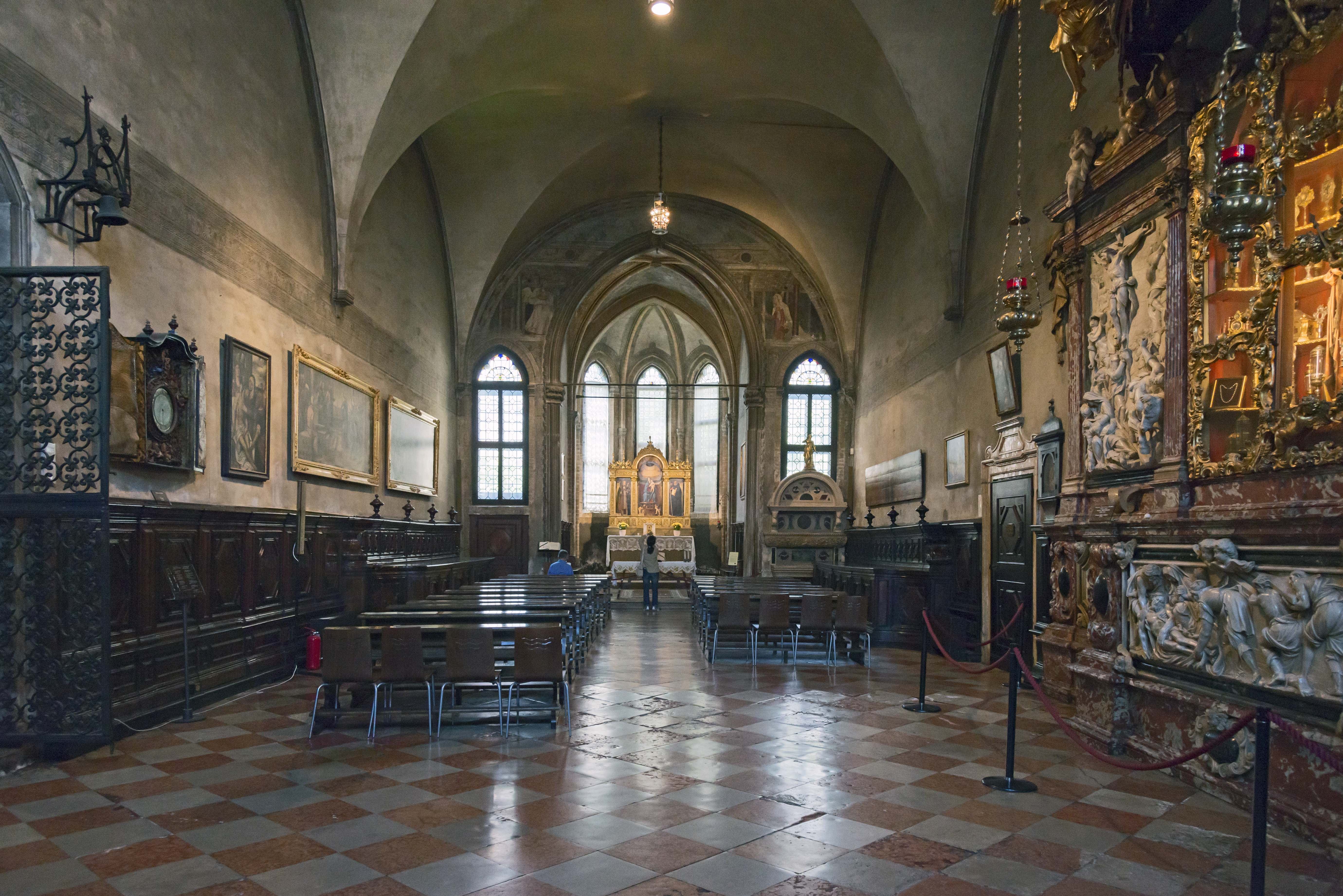
La sacristie.

Mur gauche de la sacristie
- Le tabernacle-reliquaire par Bartolomeo Bellano

Le tabernacle a abrité quelque temps le Précieux Sang du Christ. Il fut attribué tour-à-tour à Bartolomeo Bellano et à Marino di Marco Cedrino. À droite une statue de Jean le Baptiste et à gauche de François d'Assise.
- L'horloge de Francesco Pianto et de Stefano Panata

Sur le mur gauche l’horloge de Francesco Pianto qui a sculpté dans du merisier le cadre et de Stefano Panata qui a réalisé le mécanisme, elle date de la 2e moitié du XVIIe siècle.
- Deux œuvres de Bonifacio de' Pitati : l'Adoration des mages et la visite de la reine de Saba à Salomon

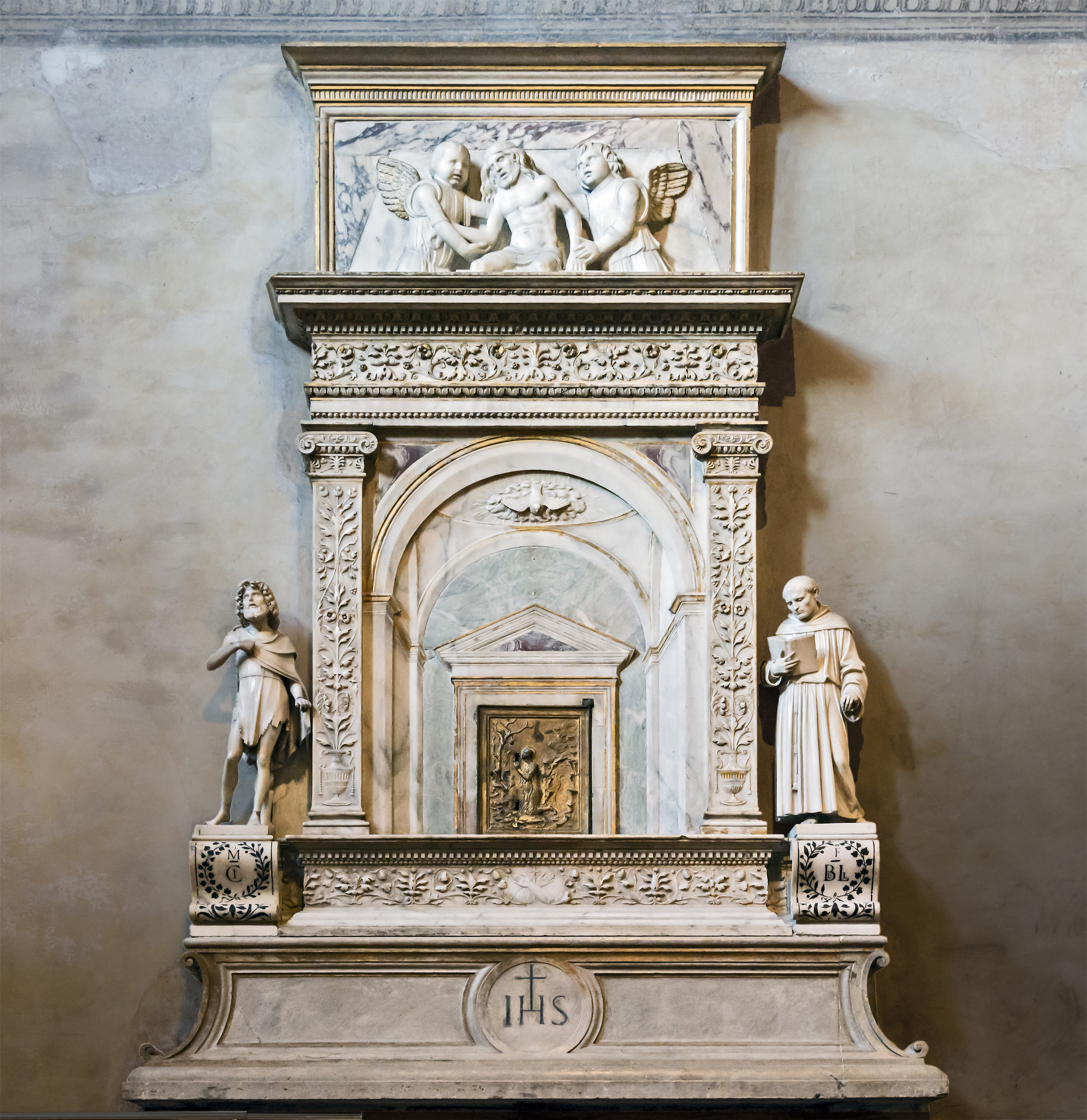
Tabernacle-reliquaire par Bartolomeo Bellano.
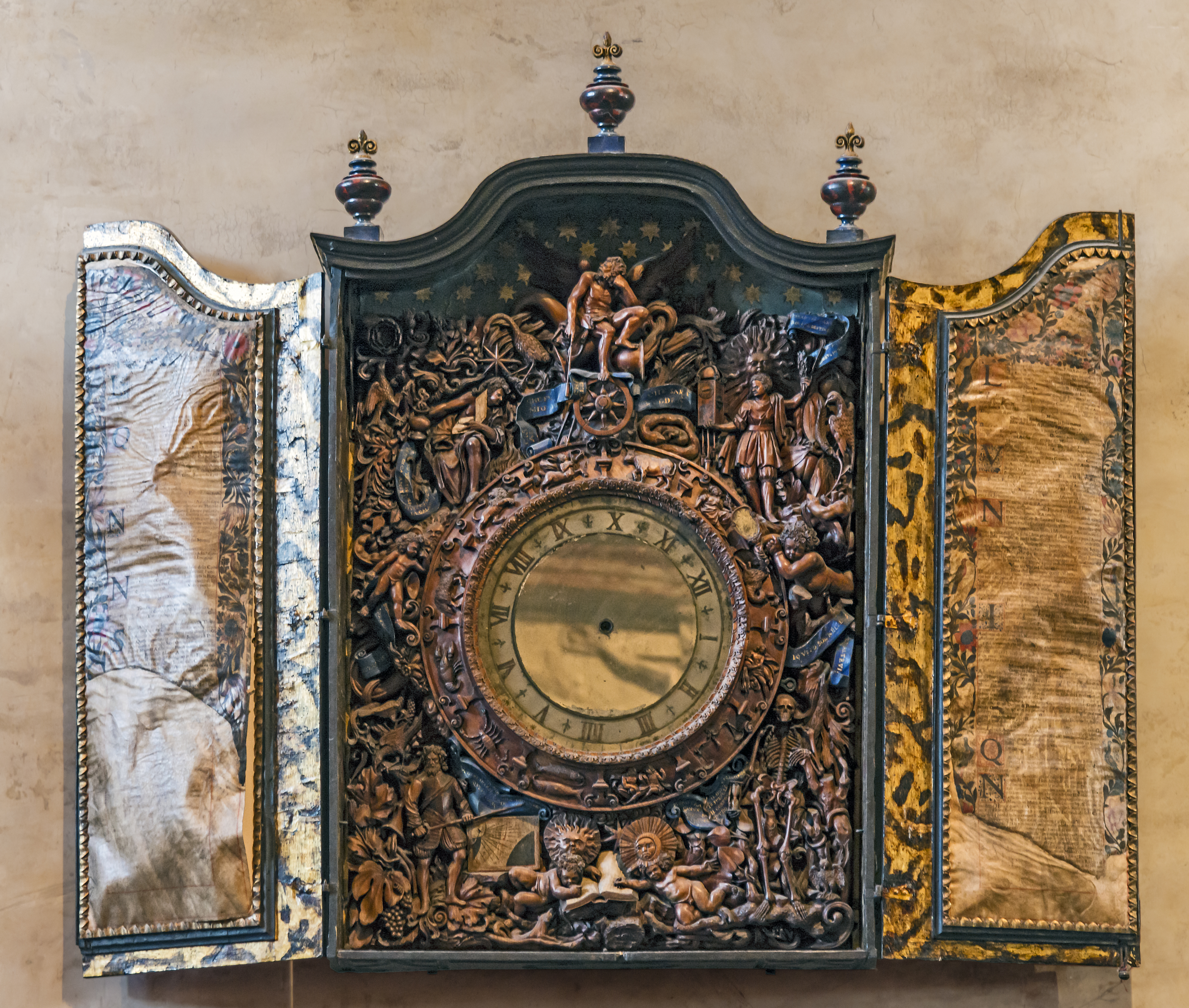
Horloge de Francesco Pianto et de Stefano Panata.
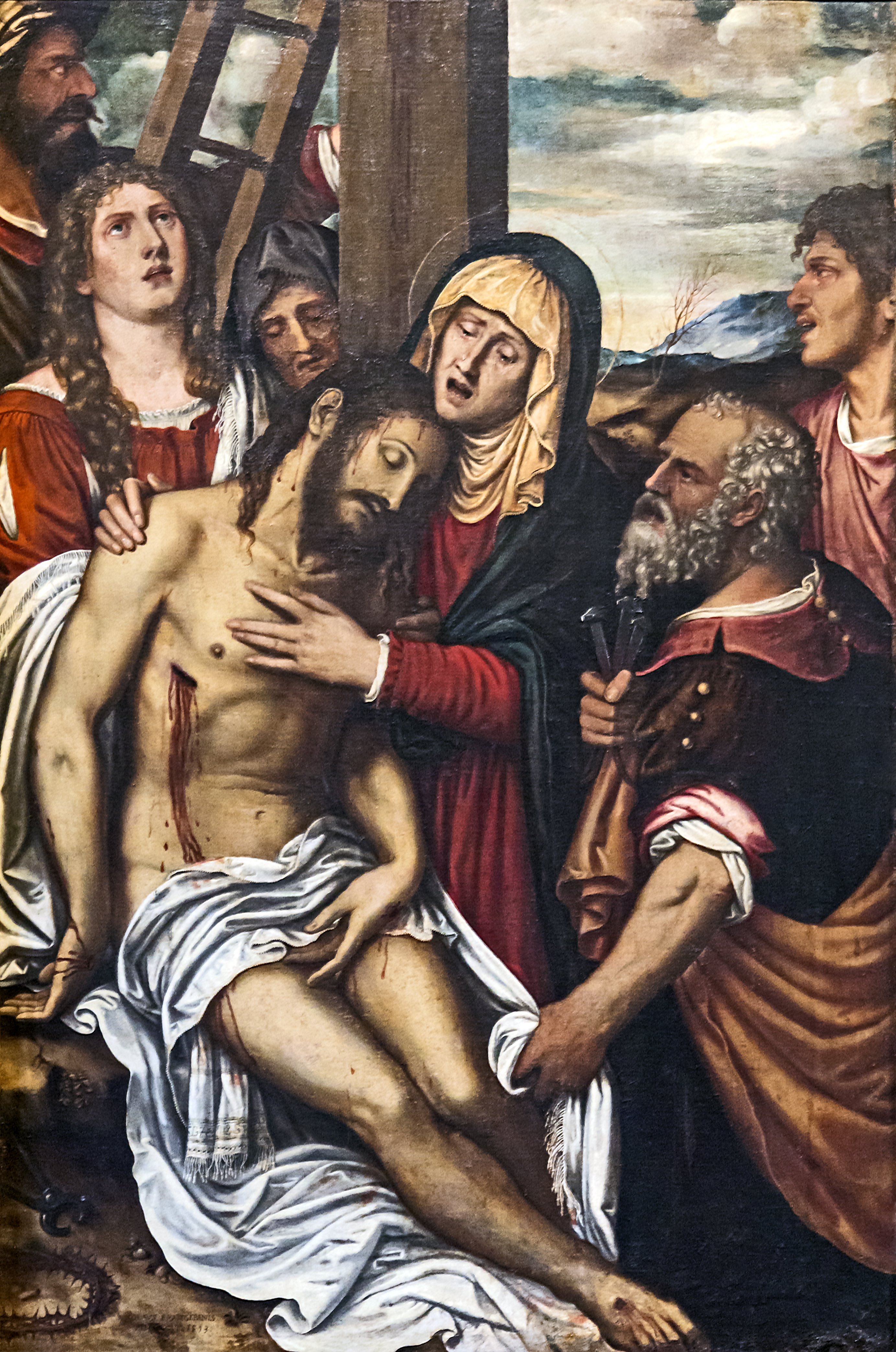
Déposition , par Niccolò Frangipane.
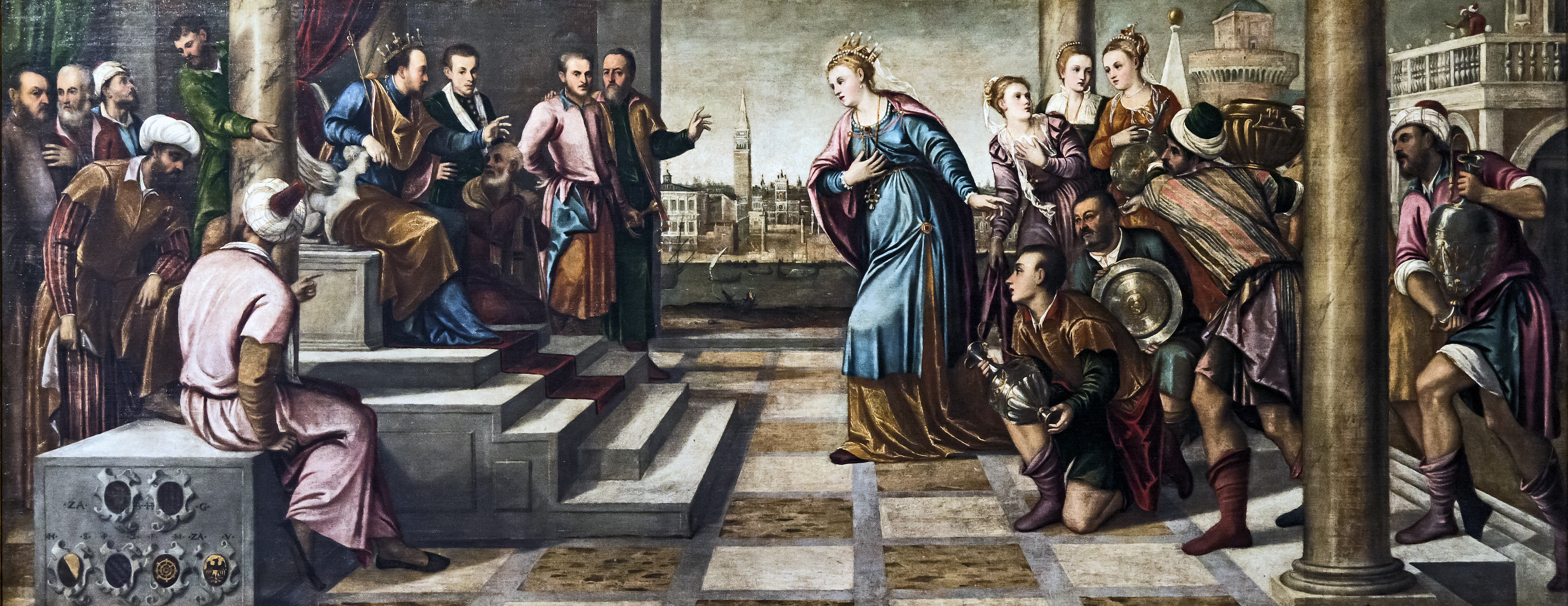
La Visite de la reine de Saba à Salomon par Bonifacio de' Pitati.
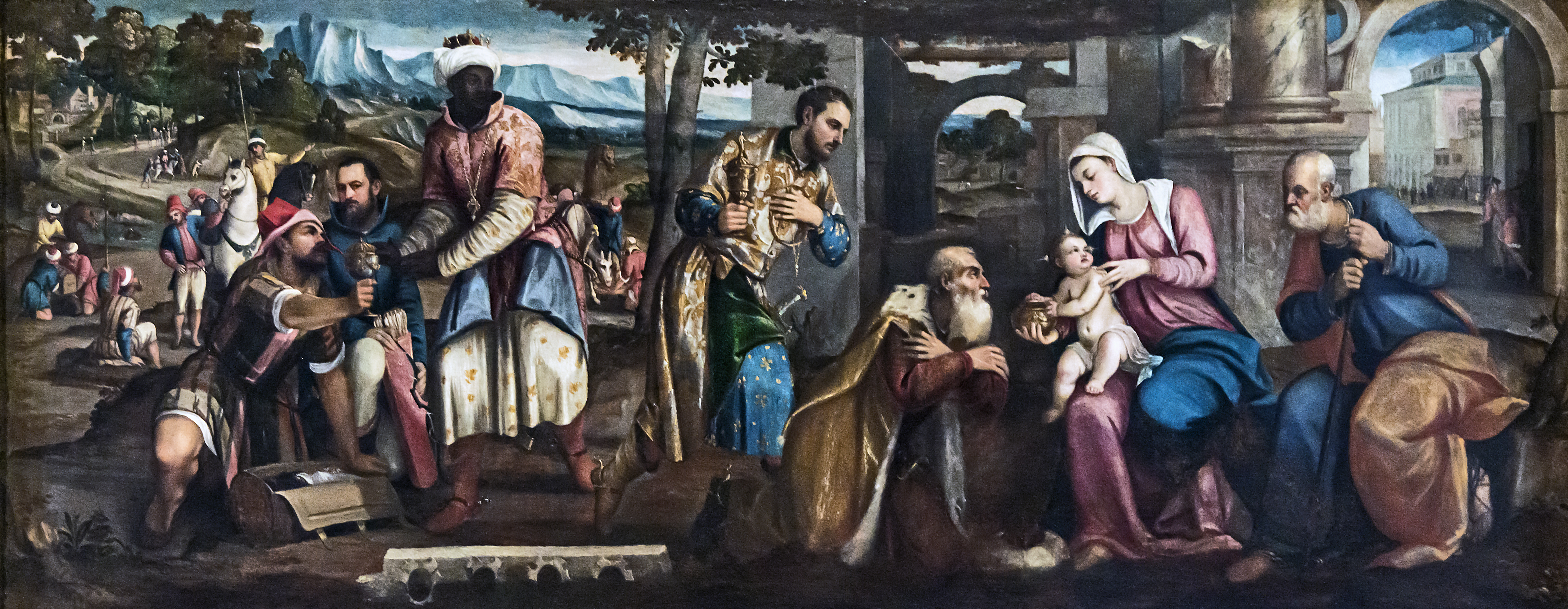
L'Adoration des mages par Bonifacio de' Pitati.

Le chœur
- Le triptyque de la Vierge à l'Enfant de Giovanni Bellini. L'œuvre a été commanditée par Benedetto, Nicolo et Marco Pesaro. Du côté gauche Nicolas de Myre, et Pierre (apôtre), du côté droit Benoît de Nursie et Marc l’évangéliste. Le cadre en bois doré est dû à Jacopo da Faenza, le tableau reprend l'interface picturale du cadre.
- Sur le mur de gauche Agar dans le désert par Giovanni Battista Pittoni.
- Sur le mur de droite L'Adoration des mages.

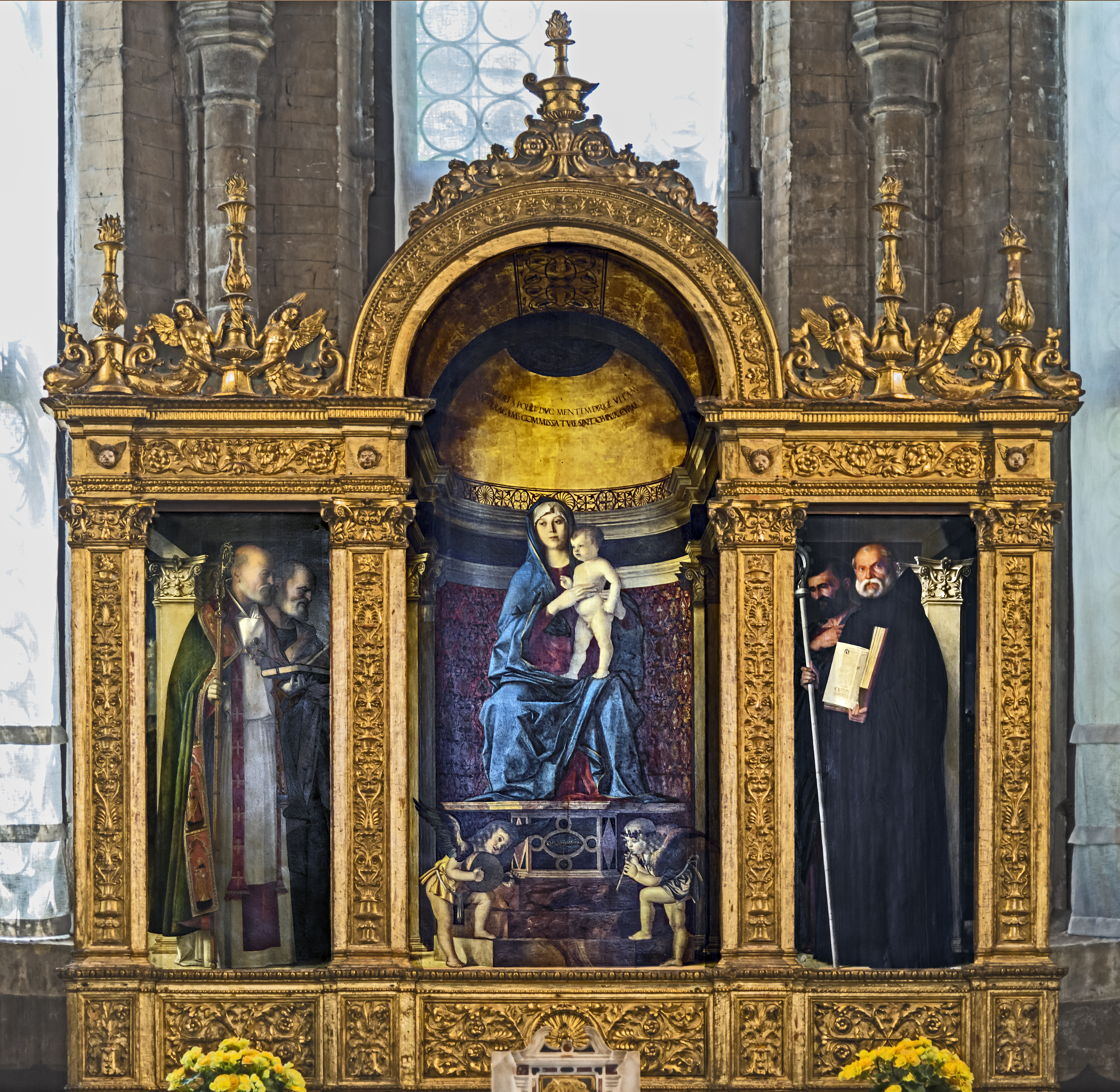
Vierge à l'Enfant, triptyque par Giovanni Bellini.
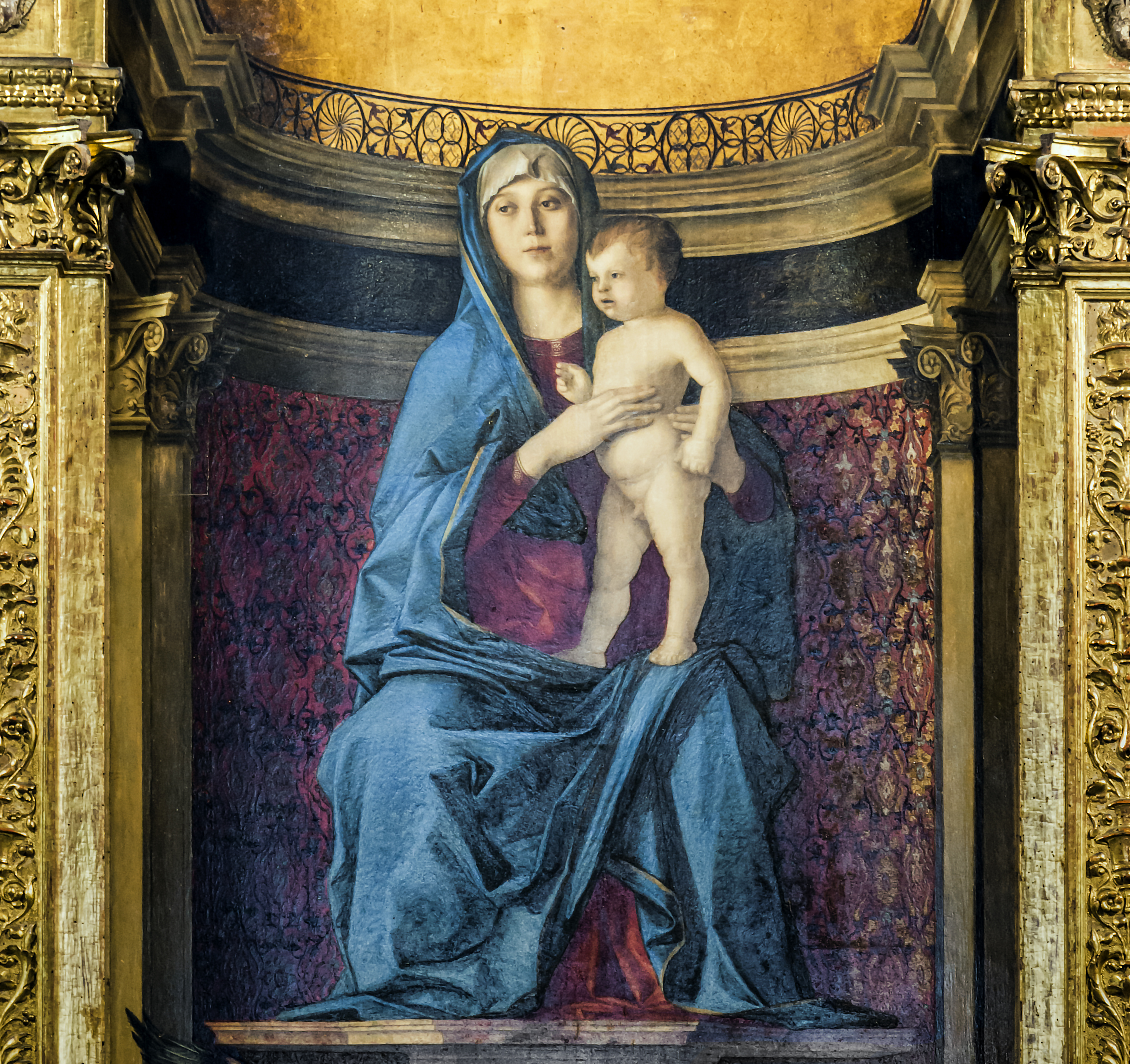
Panneau central.
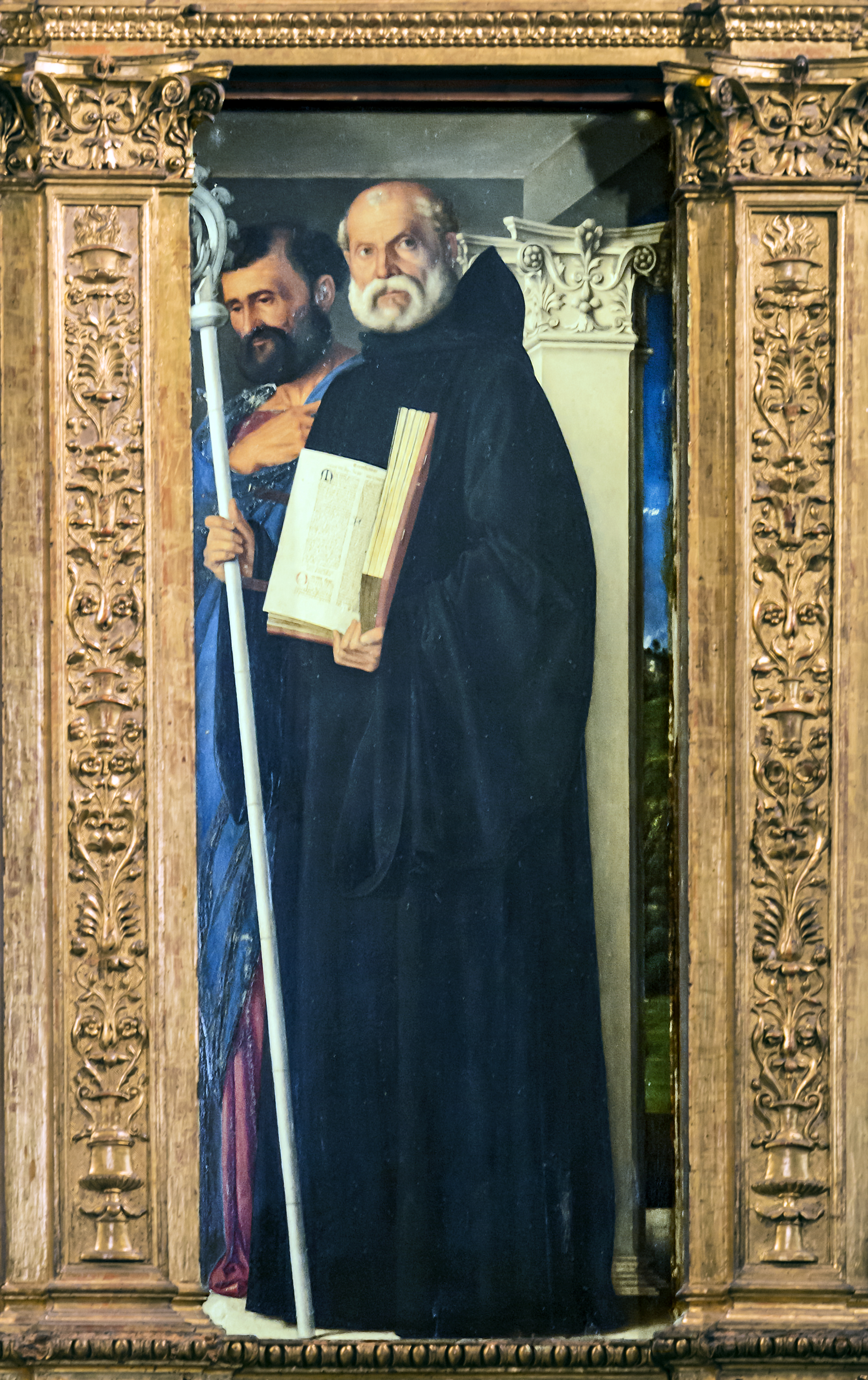
Benoît de Nursie.
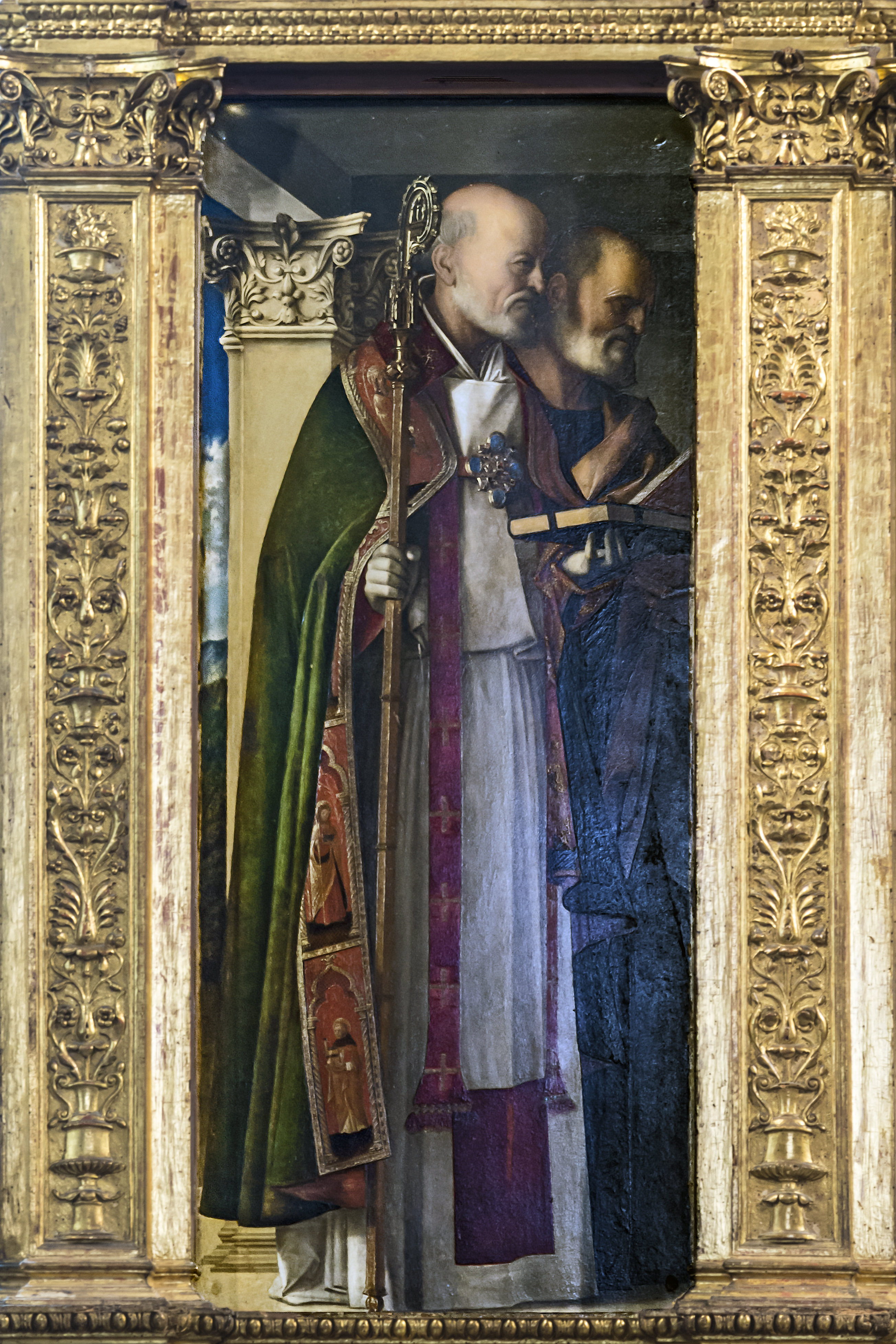
Nicolas de Myre.
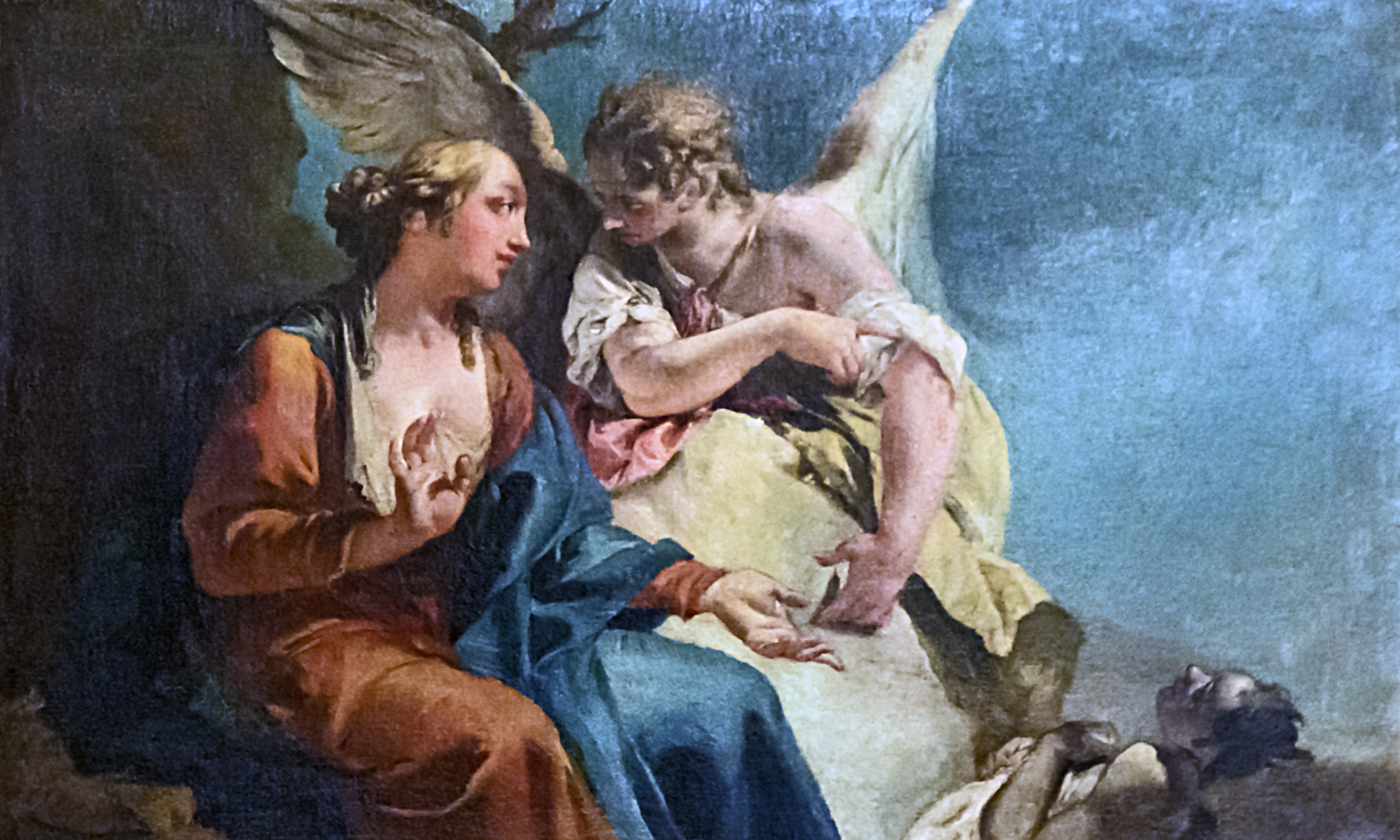
Agar dans le désert par Giovanni Battista Pittoni.
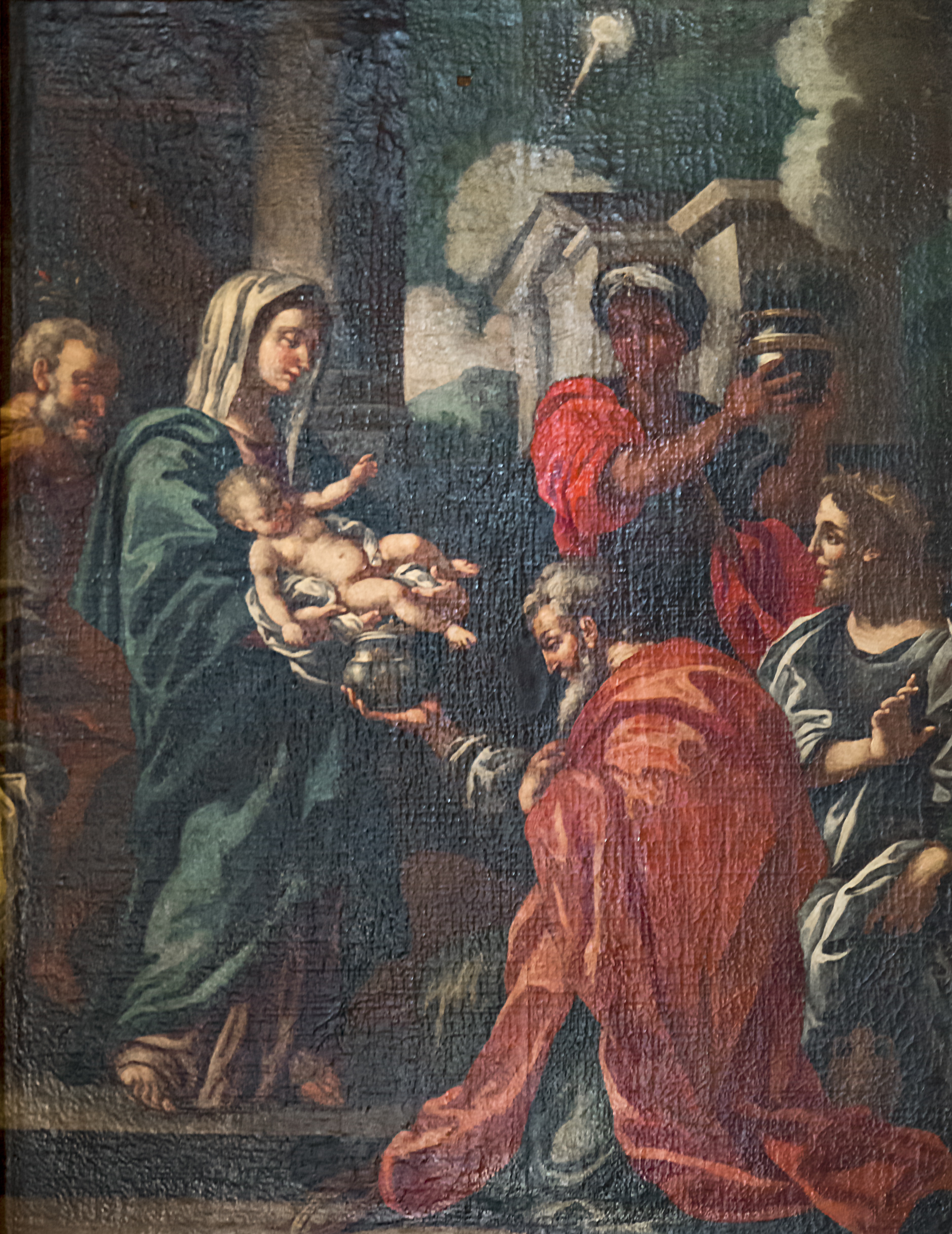
L'adoration des mages.

Mur de droite de la sacristie
- Vierge de miséricorde par Ortolano Ferrarese. Installée vers 1510. Le thème de la Vierge de Miséricorde est très répandu à Venise. À gauche Marc l’évangéliste et à droite François d'Assise.
- Le Mariage mystique de sainte Catherine, attribué à Francesco di Simone da Santacroce ou Polidoro da Lanciano. Huile sur toile.
- Un portrait de saint Philippe Néri par Giuseppe Nogari. Huile sur toile.
- L'autel des reliques (23) : de style baroque, l’autel des reliques permet de voir entre autres une ampoule contenant « Le Très Précieux Sang du Christ ». Relique rapportée d’Orient par Melchiorre Trevisan qui en fit don à l’église le 19 mars 1480. La relique était initialement placée dans l’autel qui lui fait face. Le trois bas-reliefs en marbre sont du sculpteur Francesco Cabianca La Crucifixion, La Déposition, et La Mise au tombeau
- La Vierge en prière par Il Sassoferrato au-dessus de la porte de la salle capitulaire.

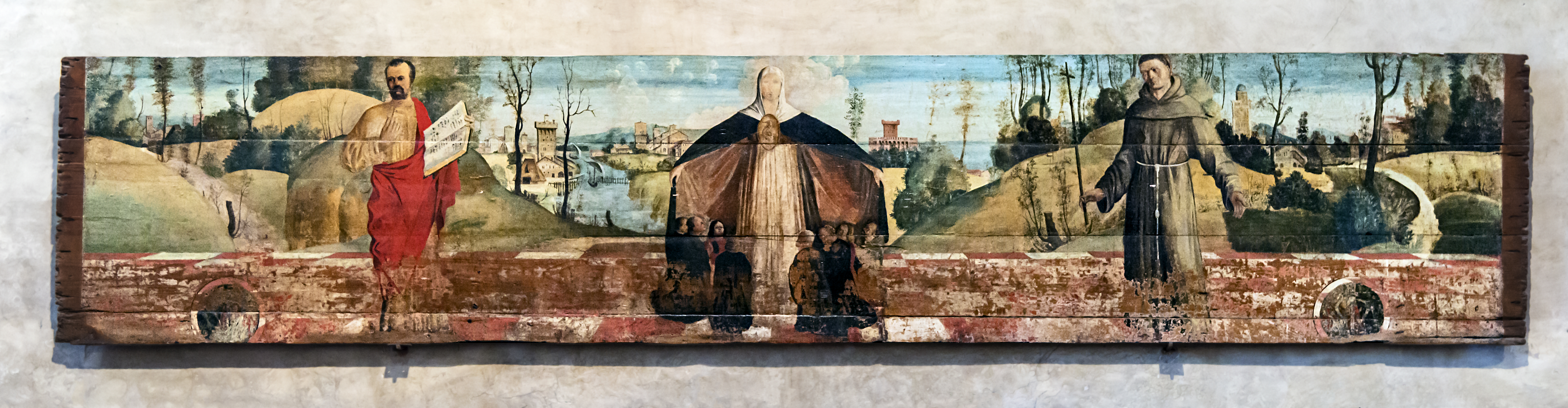
Vierge de miséricorde par Ortolano Ferrarese.

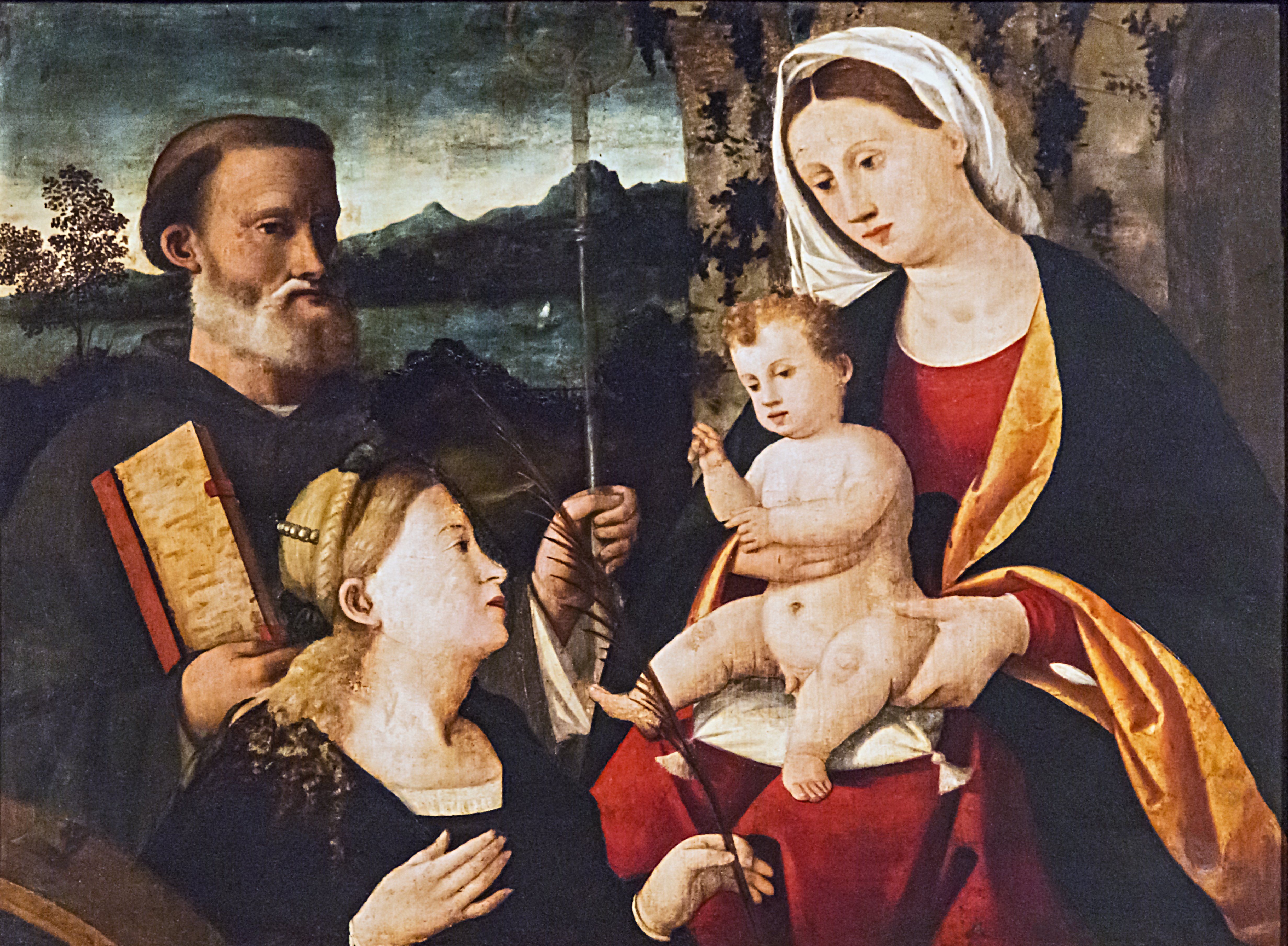
Le Mariage mystique de sainte Catherine.
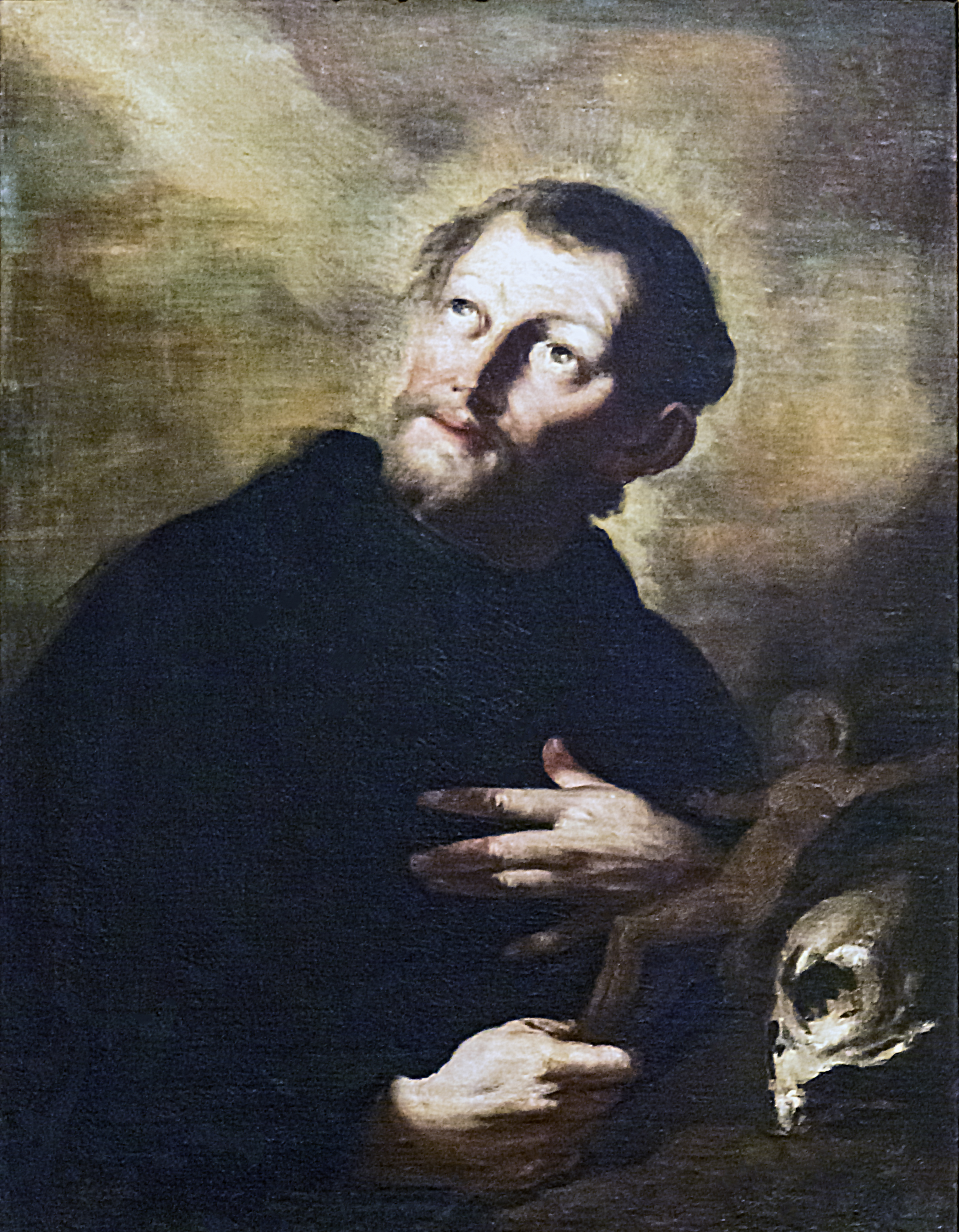
Portrait de saint Philippe Néri.
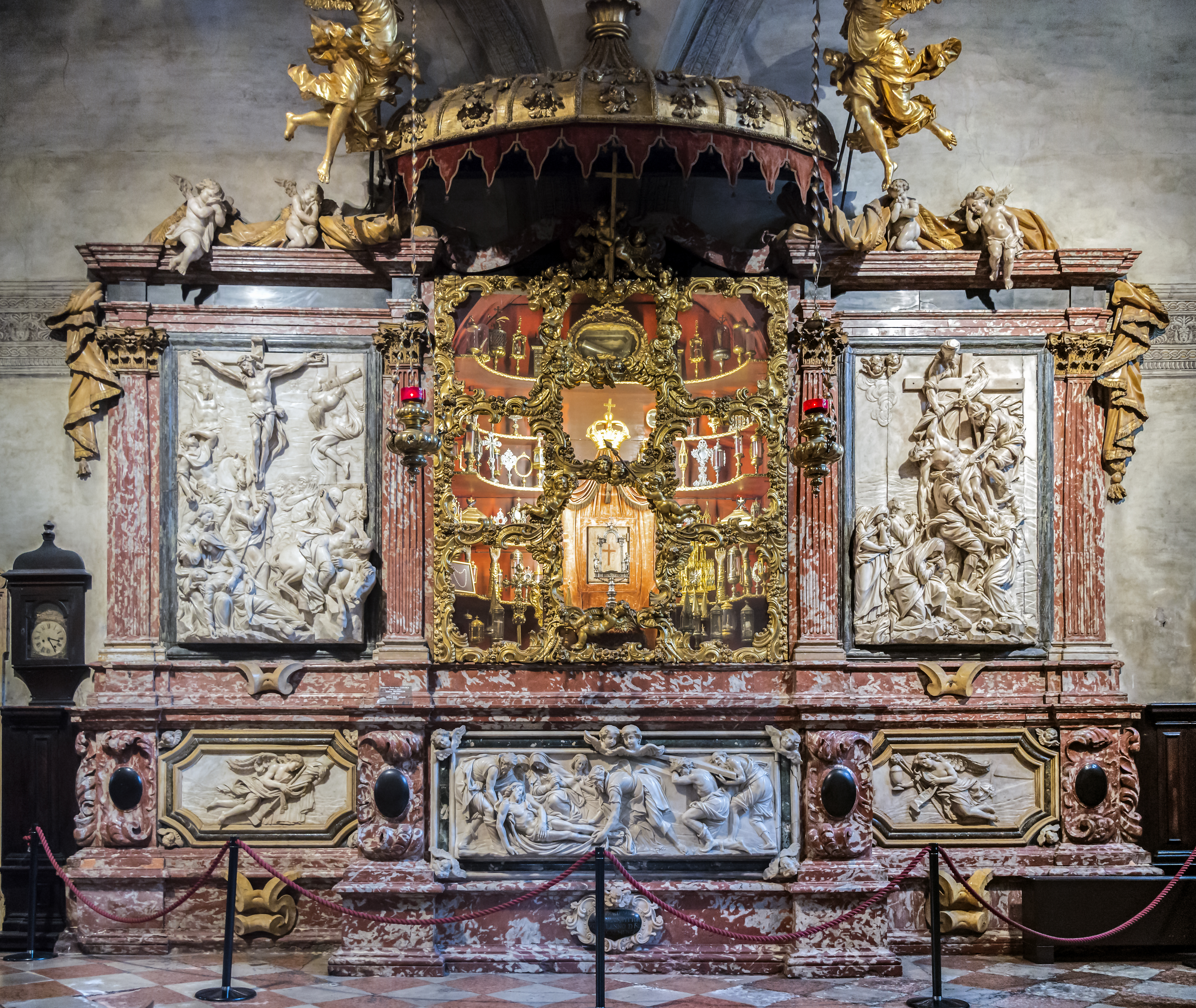
Autel des reliques.
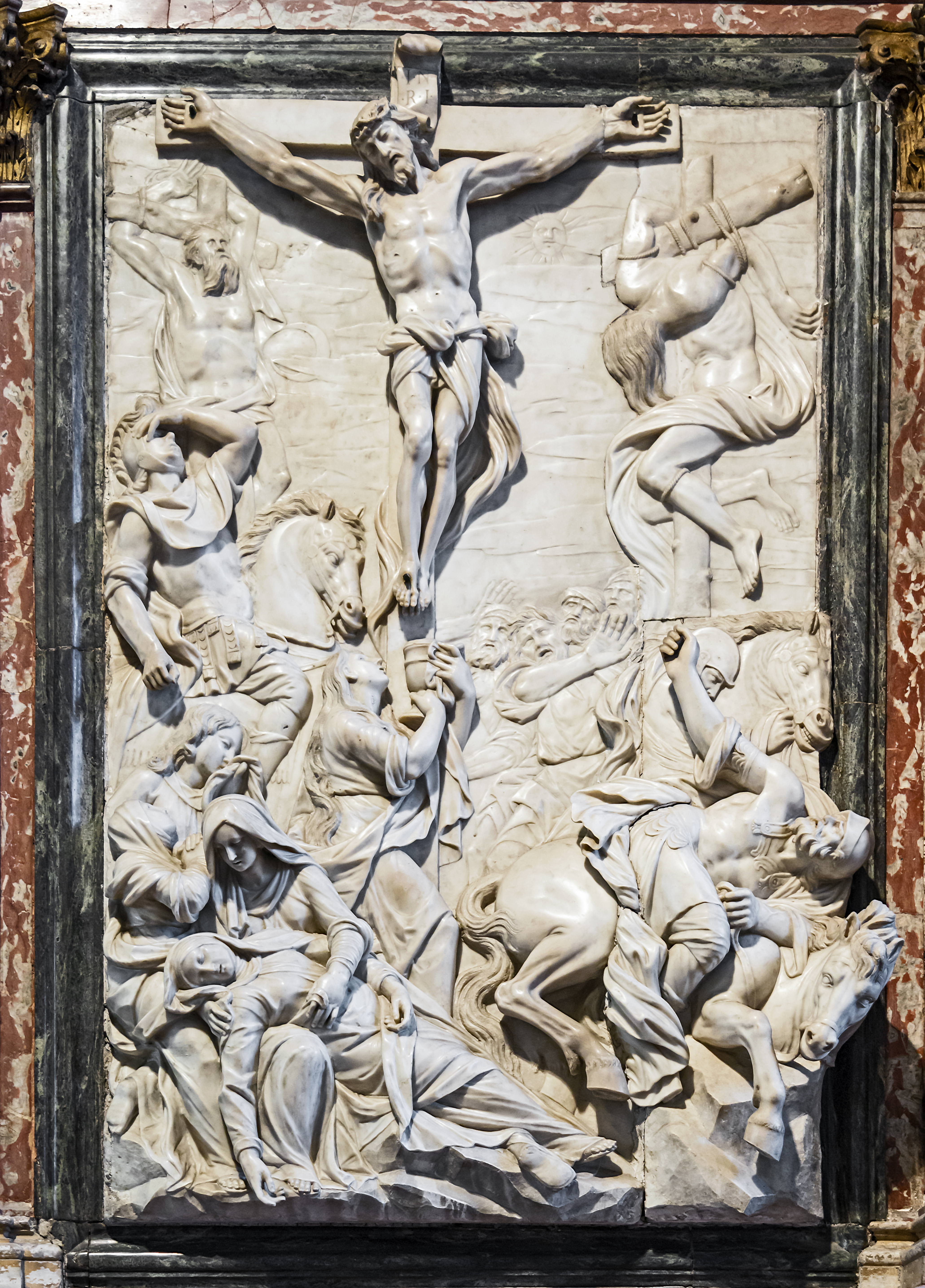
La Crucifixion par Francesco Cabianca.
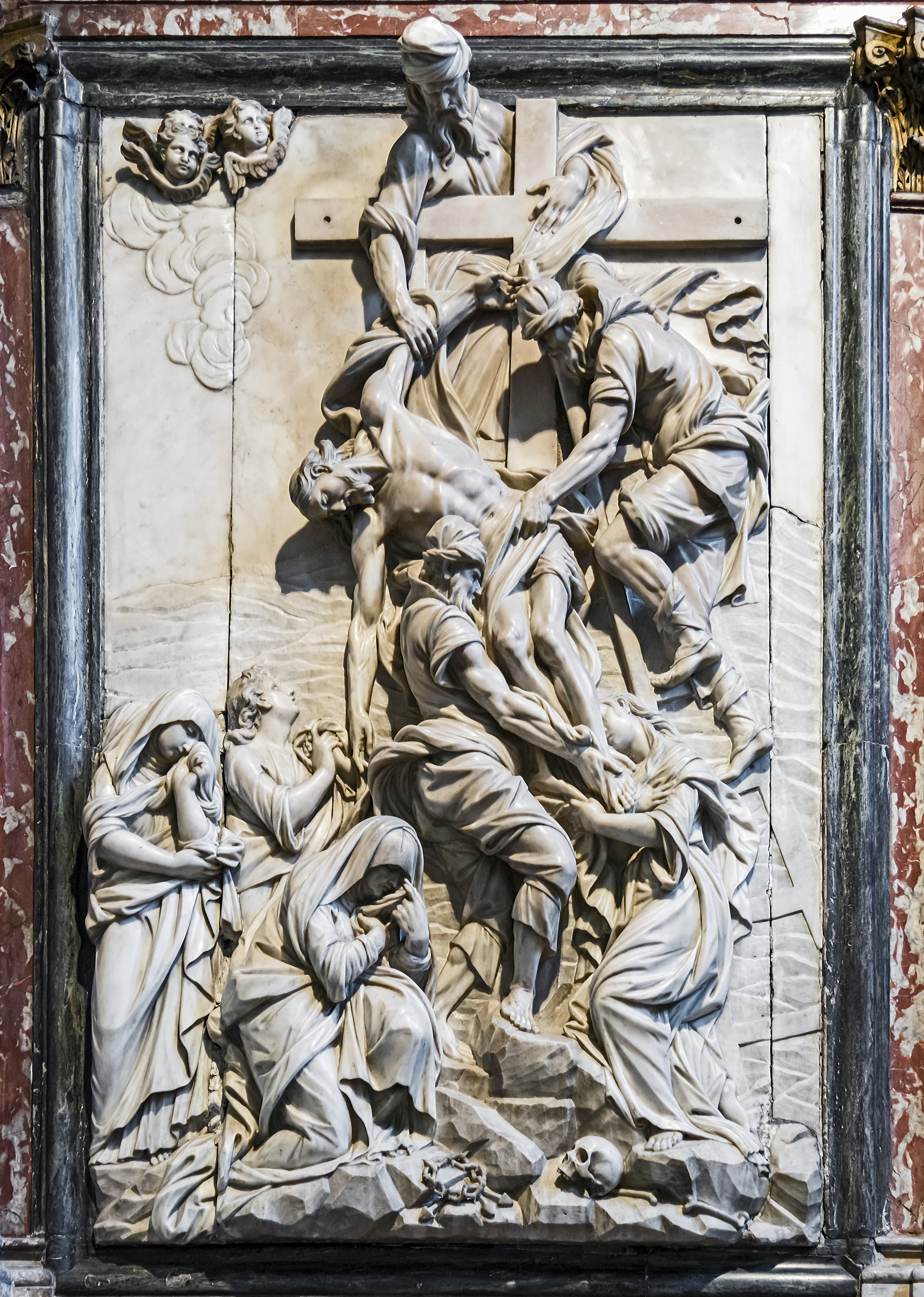
La Déposition par Francesco Cabianca.
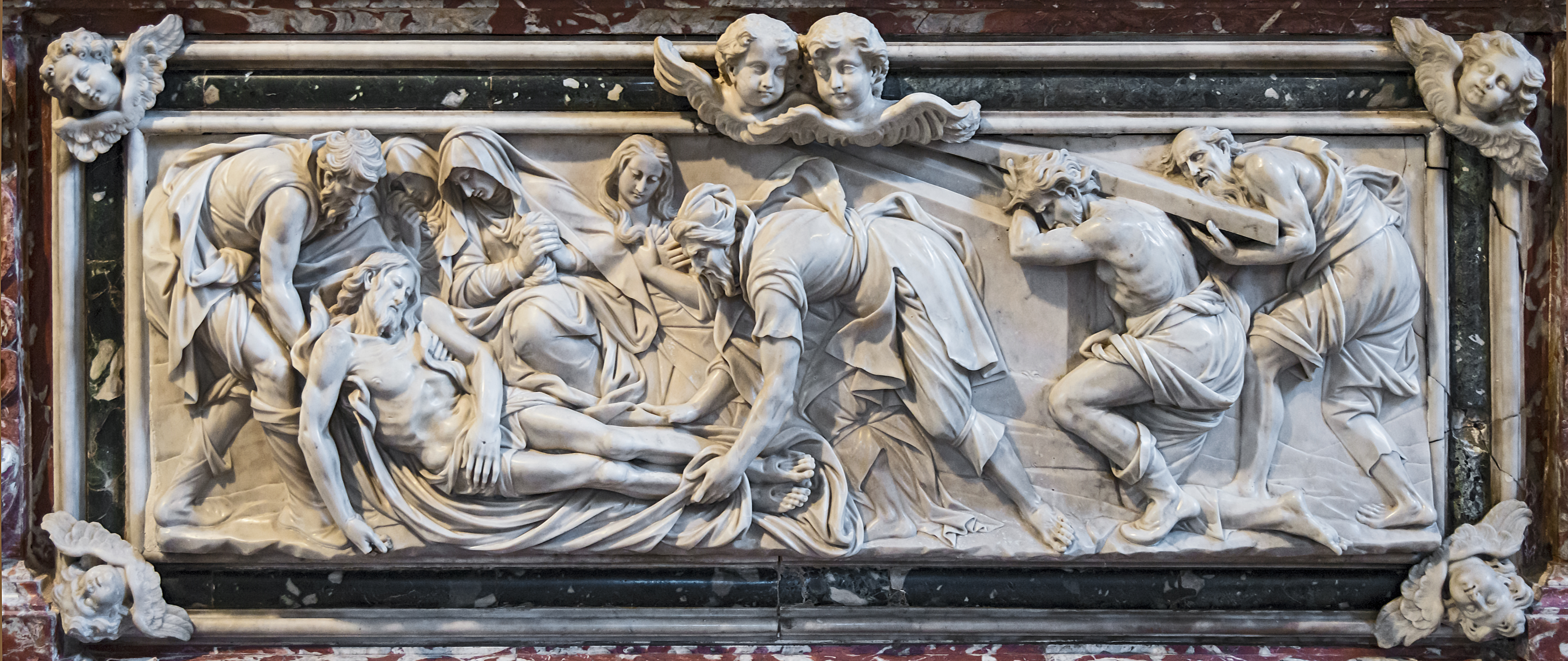
La Mise au tombeau par Francesco Cabianca.
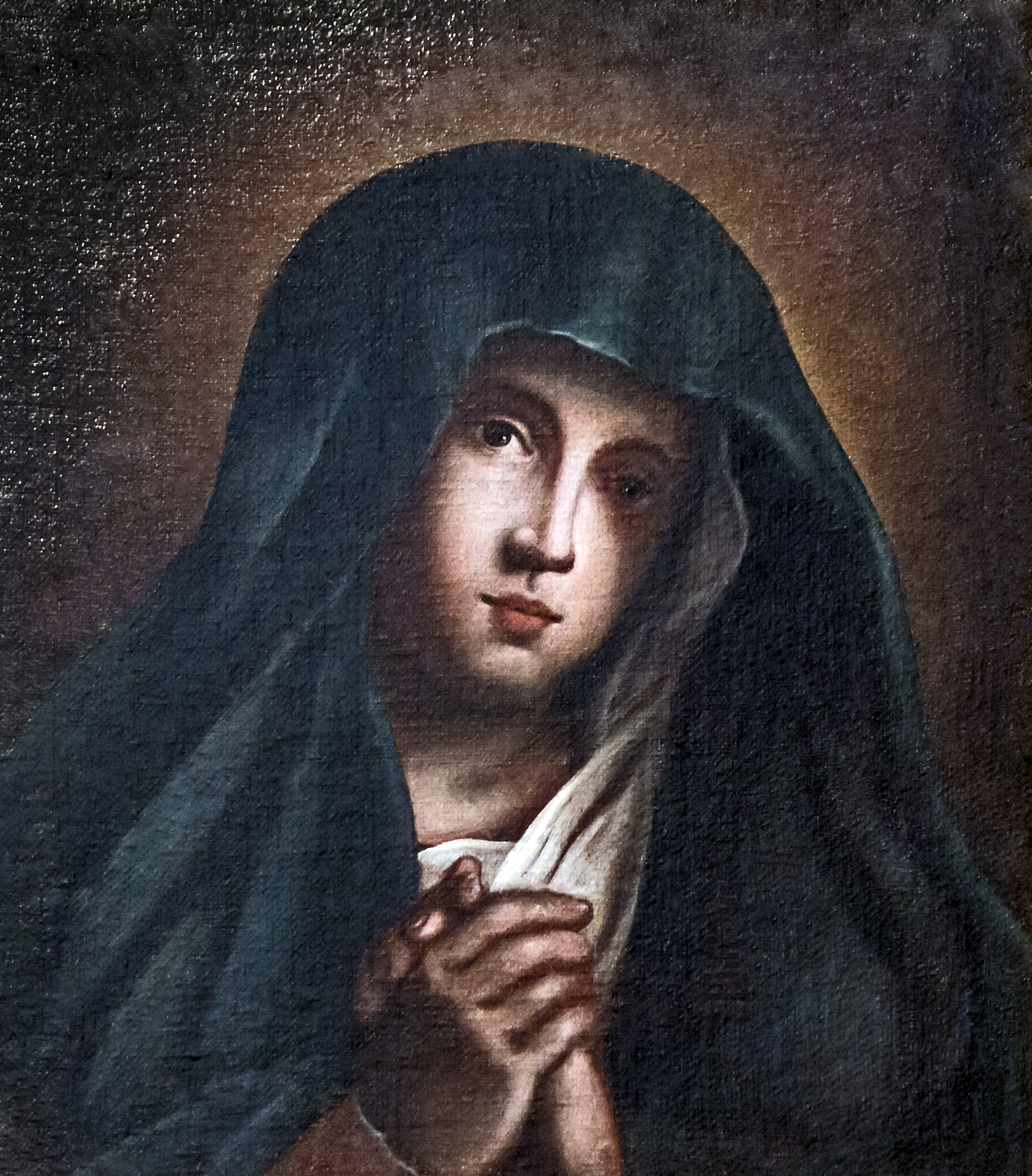
La Vierge en prière par Il Sassoferrato.

### La salle du chapitre
On accède à la salle de réunion des frères par la partie droite de la sacristie. Elle a été un temps occupée par les Archives d’État. Peu de monuments ont été conservés. La tombe du doge Giovanni Gradenigo a été détruite. Le monument du doge Francesco Dandolo a été transporté au musée du Séminaire puis au musée de la sacristie de l’église de la Salute. Il a repris sa place initiale. Le sarcophage était autrefois entièrement doré. Le bas-relief représente une Dormition de la Vierge entourée des apôtres. Le monument est surmonté d'un tableau sur panneaux de bois de Paolo Veneziano représentant le Doge Francesco Dandolo et son épouse présentés à la Vierge par les saints François et Élisabeth de Hongrie, datant de 1339.
Sur le mur un portrait du doge Marino Morosini par Palma le Jeune

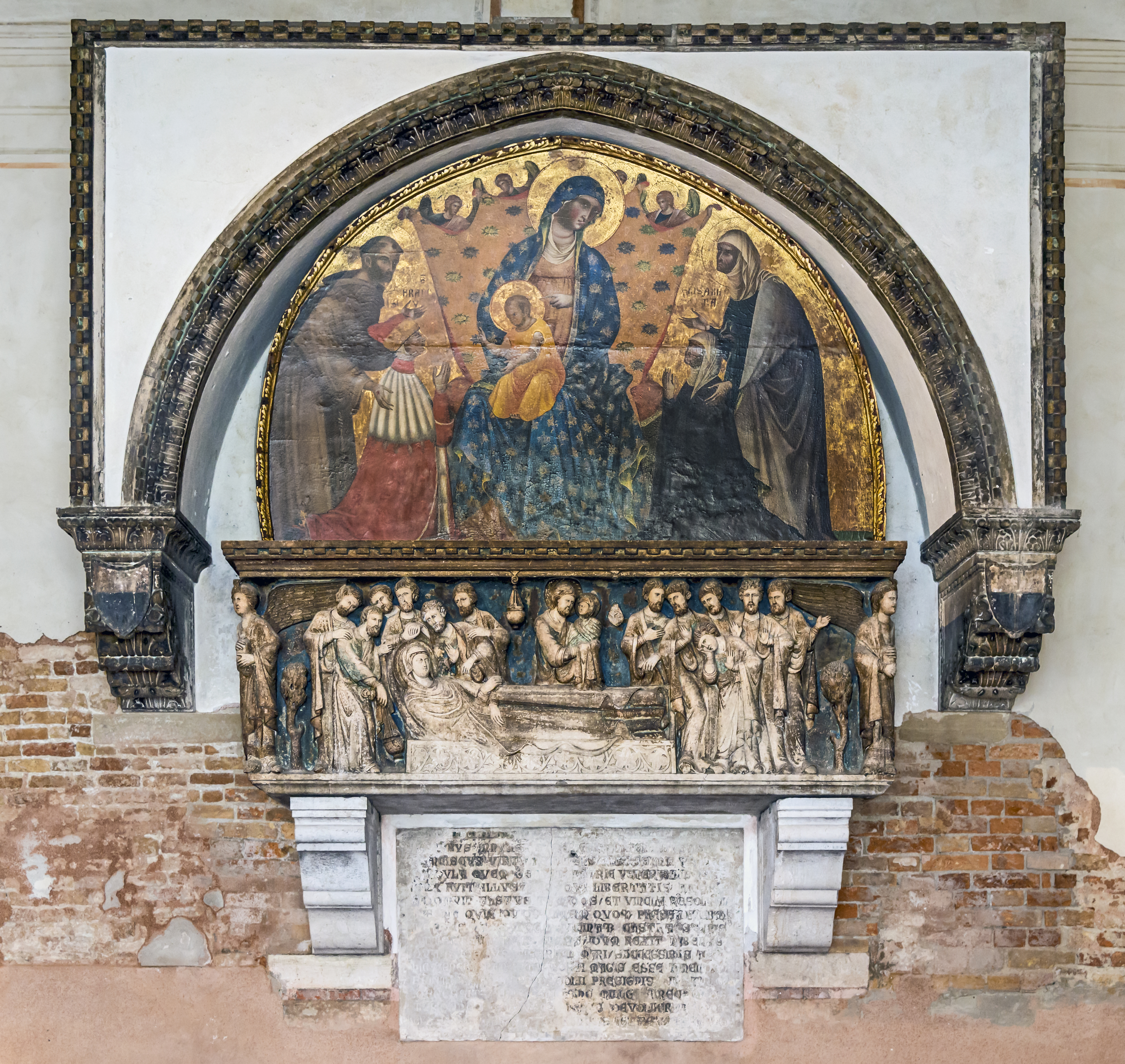
Monument du Doge Francesco Dandolo.
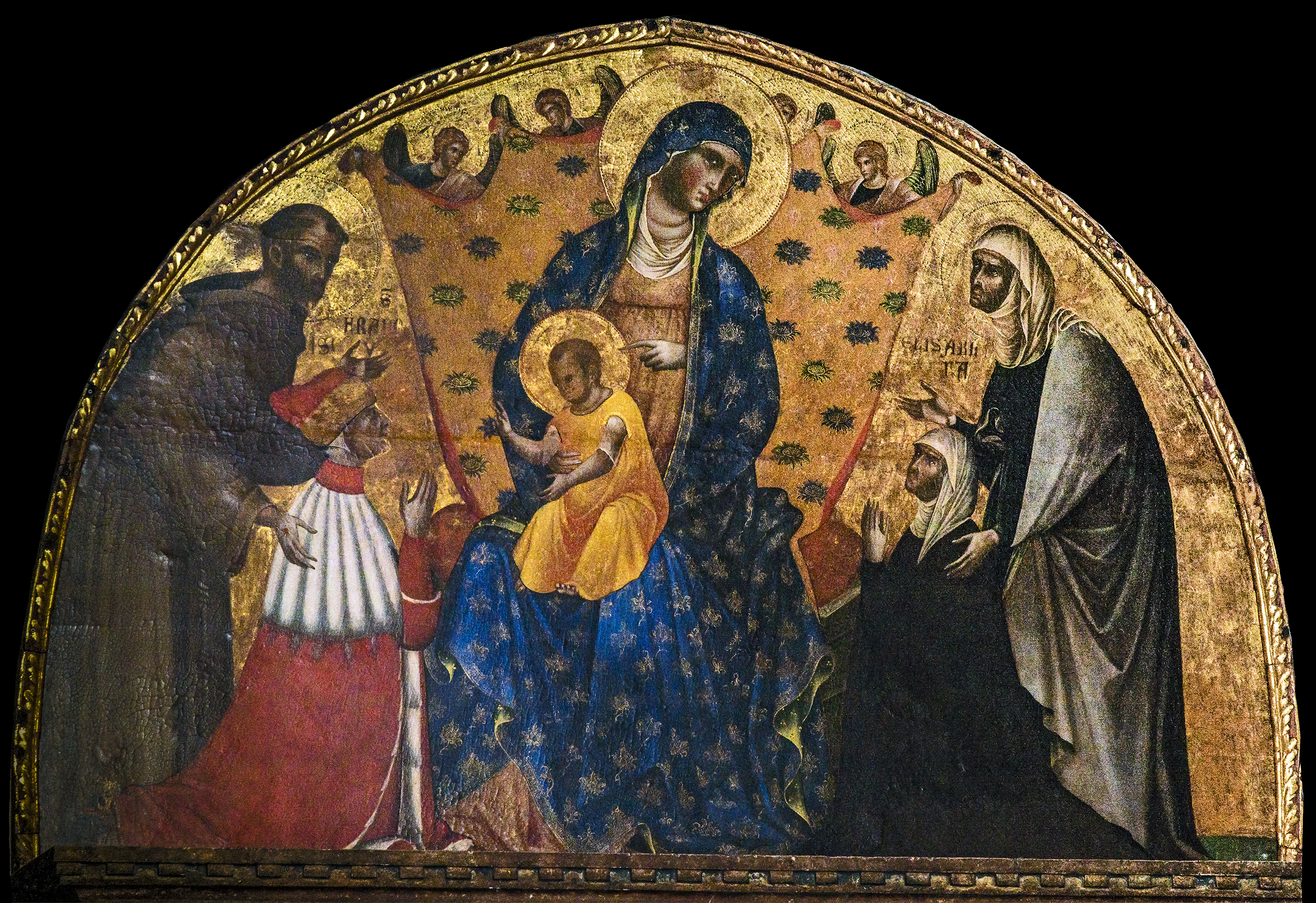
Tableau de Paolo Veneziano pour la tombe de Francesco Dandolo.
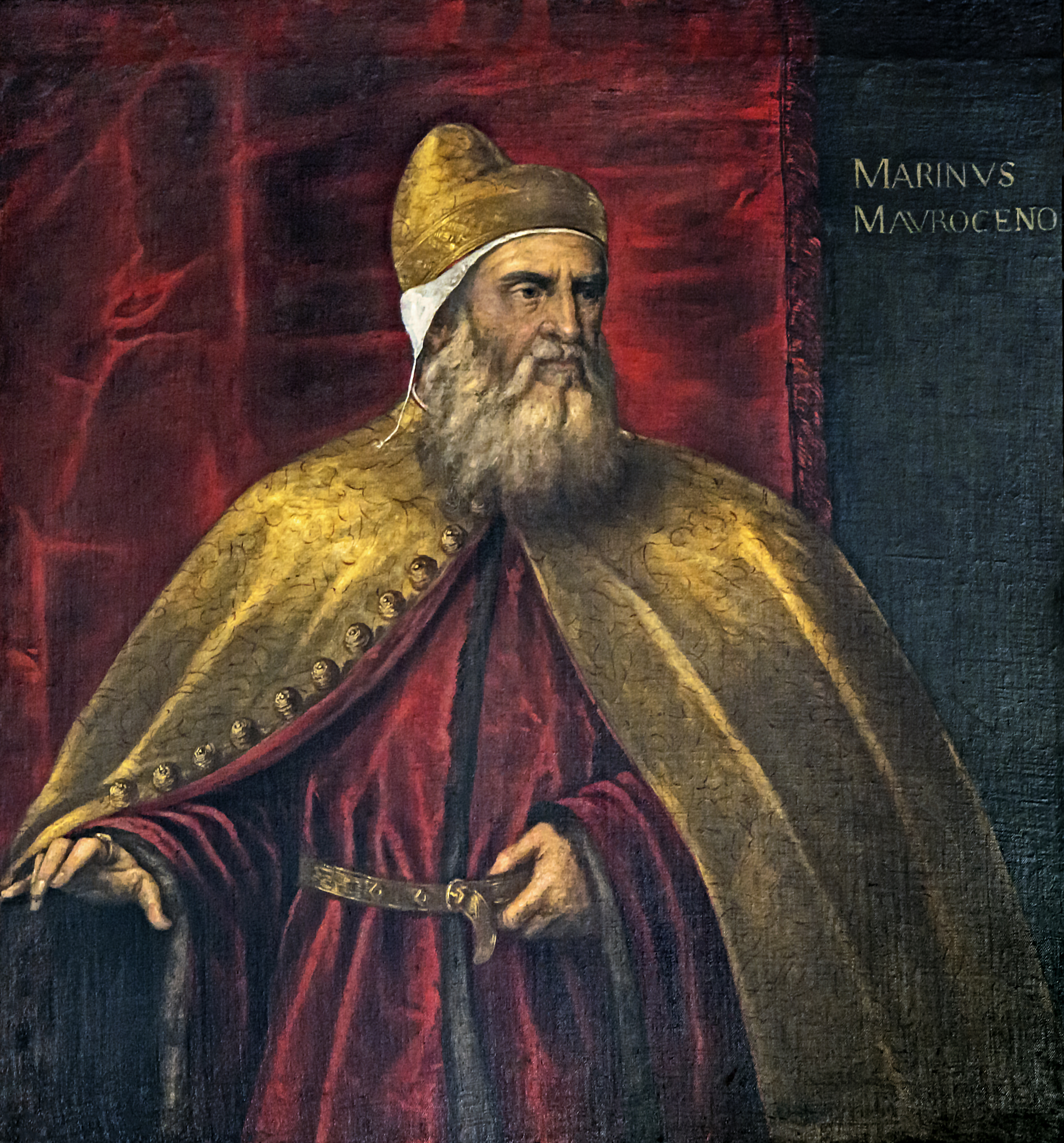
Le Doge Marino Morosini par Palma il Giovane.

### Chapelles absidiales de gauche
Chapelle des Milanais (8)
Première chapelle du transept gauche. En 1361 les frères franciscains ont attribué à la colonie lombarde très importante à Venise, la jouissance d’une chapelle aux Frari, elle a depuis gardé le nom vernaculaire de « chapelle des Milanais ». La chapelle a été restaurée et aménagée par la communauté lombarde et consacrée par l'évêque de Côme Antonio Rusconi en 1421.
- Le tableau du retable (Sant'Ambrogio in trono tra angeli musicanti ed otto santi ) représentant saint Ambroise a été commencé par Alvise Vivarini et terminé par le peinture frioulan Marco Basaiti qui plaça l'inscription en latin : Quod Vivarine tua fatali sorte nequisti, Marcus Basitus nobile prompsit opus. 1503 sur un billet en trompe-l’œil sous les anges musiciens. Au centre du tableau Ambroise de Milan assis sur un trône. À sa gauche, Grégoire le Grand, saint Augustin et saint Jérôme, à droite saint Jean-Baptiste, saint-Sébastien et saint Louis de Toulouse. Dans la partie supérieure du tableau le Christ couronne la Vierge Marie .
- Au sol devant l'autel : la tombe de Claudio Monteverdi qui est mort à Venise en 1643.
- Le tableau de la paroi de droite, signé par le peintre vénitien Giovanni Contarini, représente Ambroise de Milan qui chasse les Ariens de Milan. Au-dessus est une œuvre du XVIIe siècle de Tizianello (petit-neveu du Titien), Saint Charles Borromée aumônier. Sur le mur gauche deux autres œuvres du Tizianello : Saint Ambroise refuse à l'empereur Théodose l'entrée de l'église (Ambroise de Milan a imposé une pénitence à l'empereur Théodose pour l'assassiner des Thessaloniciens) et Saint Charles Borromée donne la communion aux malades de la peste.

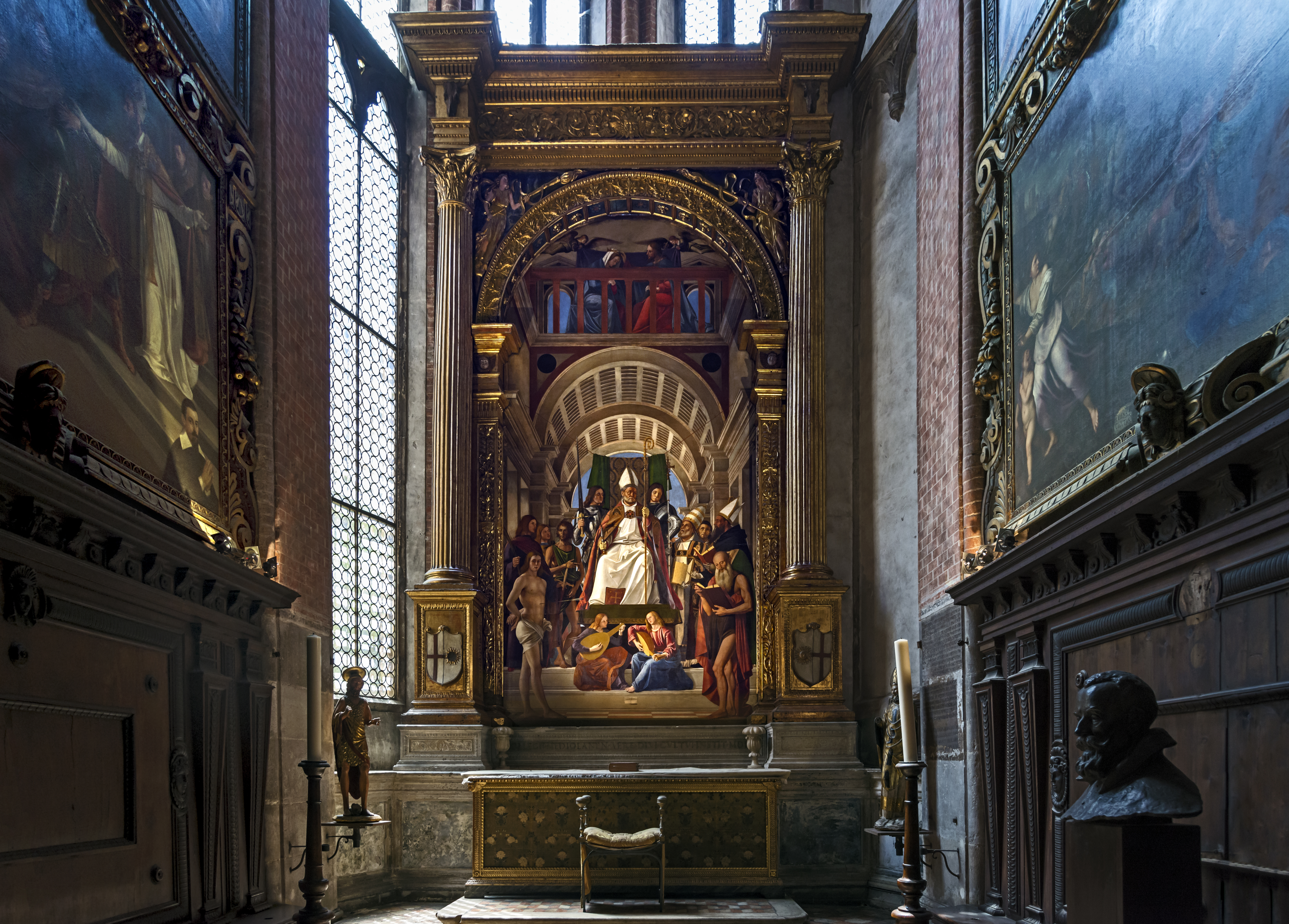
La chapelle des Milanais.
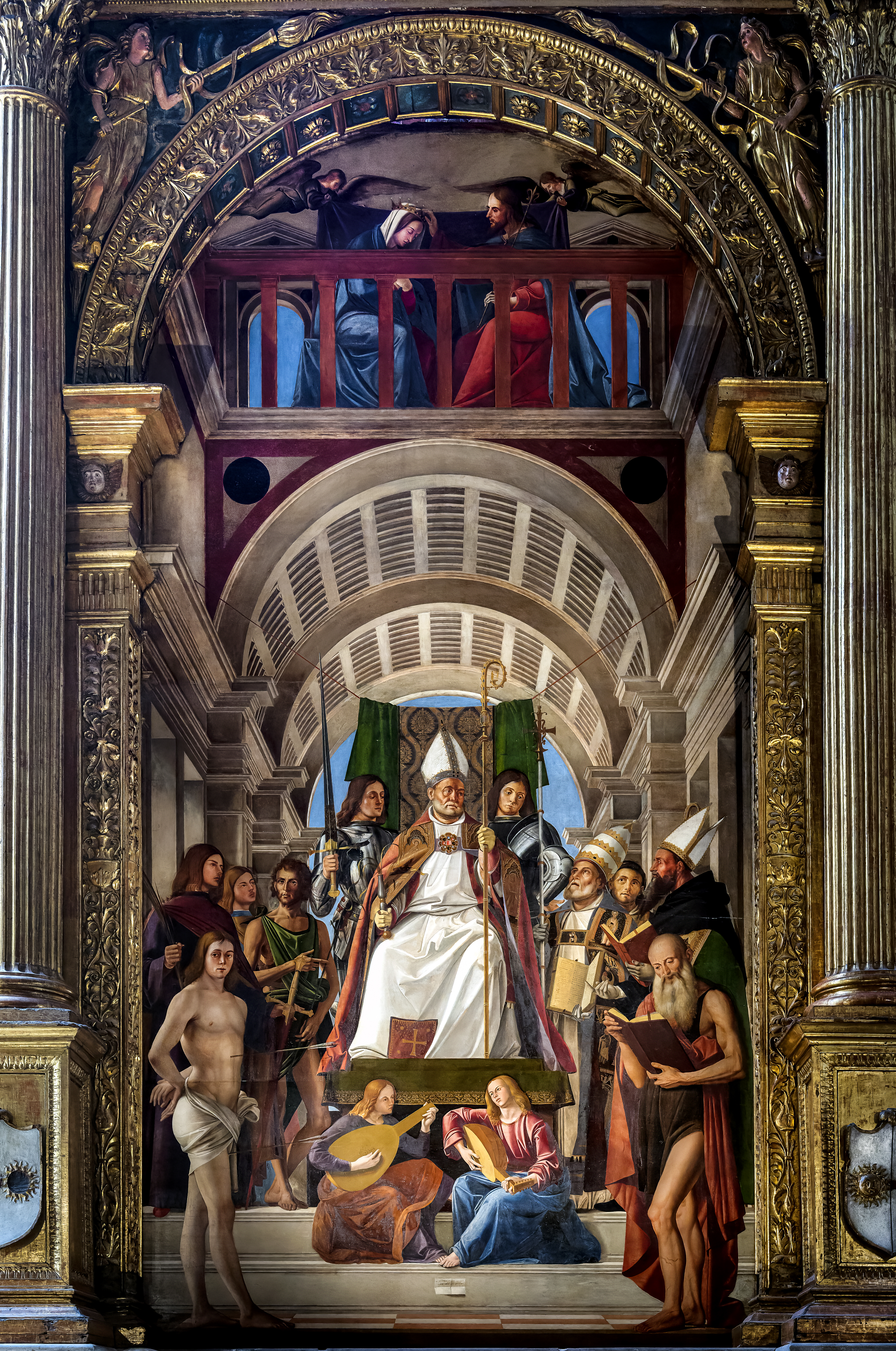
Saint Ambroise des Milanais Alvise Vivarini et Marco Basaiti.
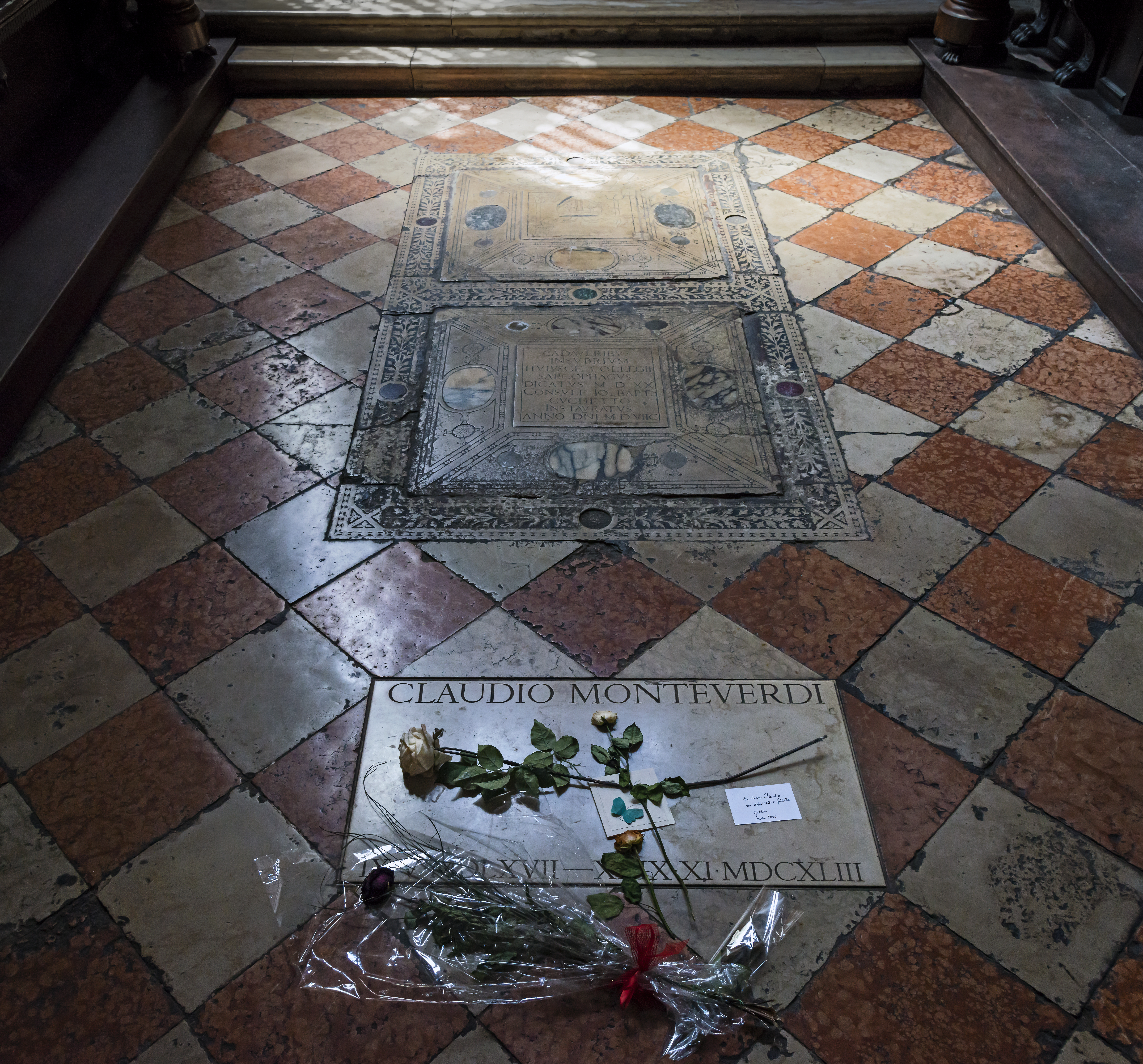
Tombe de Claudio Monteverdi.

Chapelle Saint-Michel (9)
Si le nom officiel reste Cappella di san Michele elle est plus connue des Vénitiens sous le nom de Cappella Trevisan. La chapelle a été offerte en 1478 à la famille Trevisan à la suite du don fait par Melchiorre Trevisan de la relique du Très Précieux Sang du Christ exposée dans la sacristie. Le retable en bois doré date de 1348 et représente saint Michel archange entouré de saint François et de saint Sébastien. Sur le mur de gauche un gisant du milieu du XIVe siècle montrant un guerrier français. Au-dessus un tableau de Giuseppe Angeli :L'immaculée Conception. Sur le mur de droite le monument à Melchiorre Trevisan Amiral en chef de la flotte vénitienne mort en 1500. Le monument est attribué à Lorenzo Bregno.

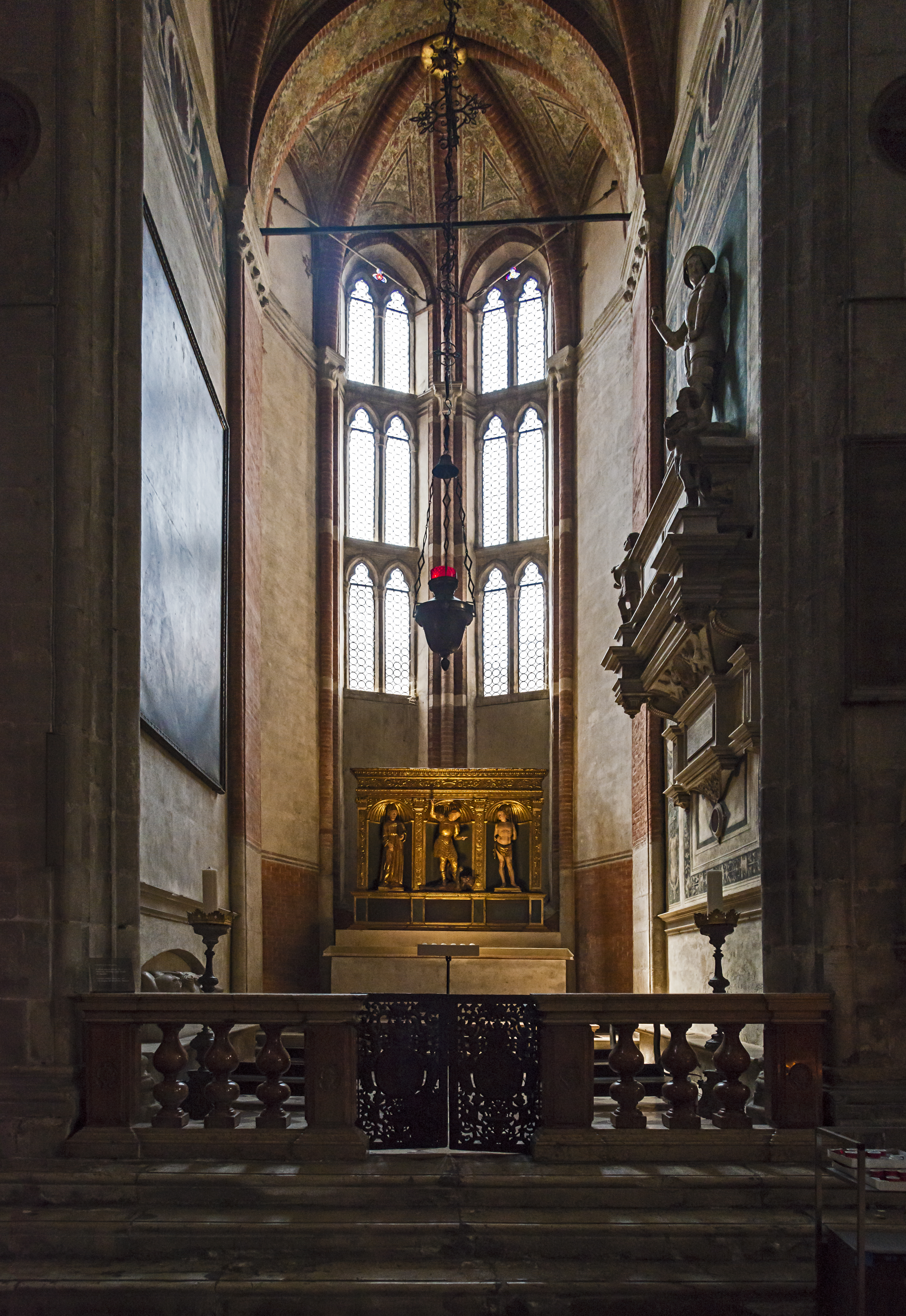
La chapelle Saint-Michel.
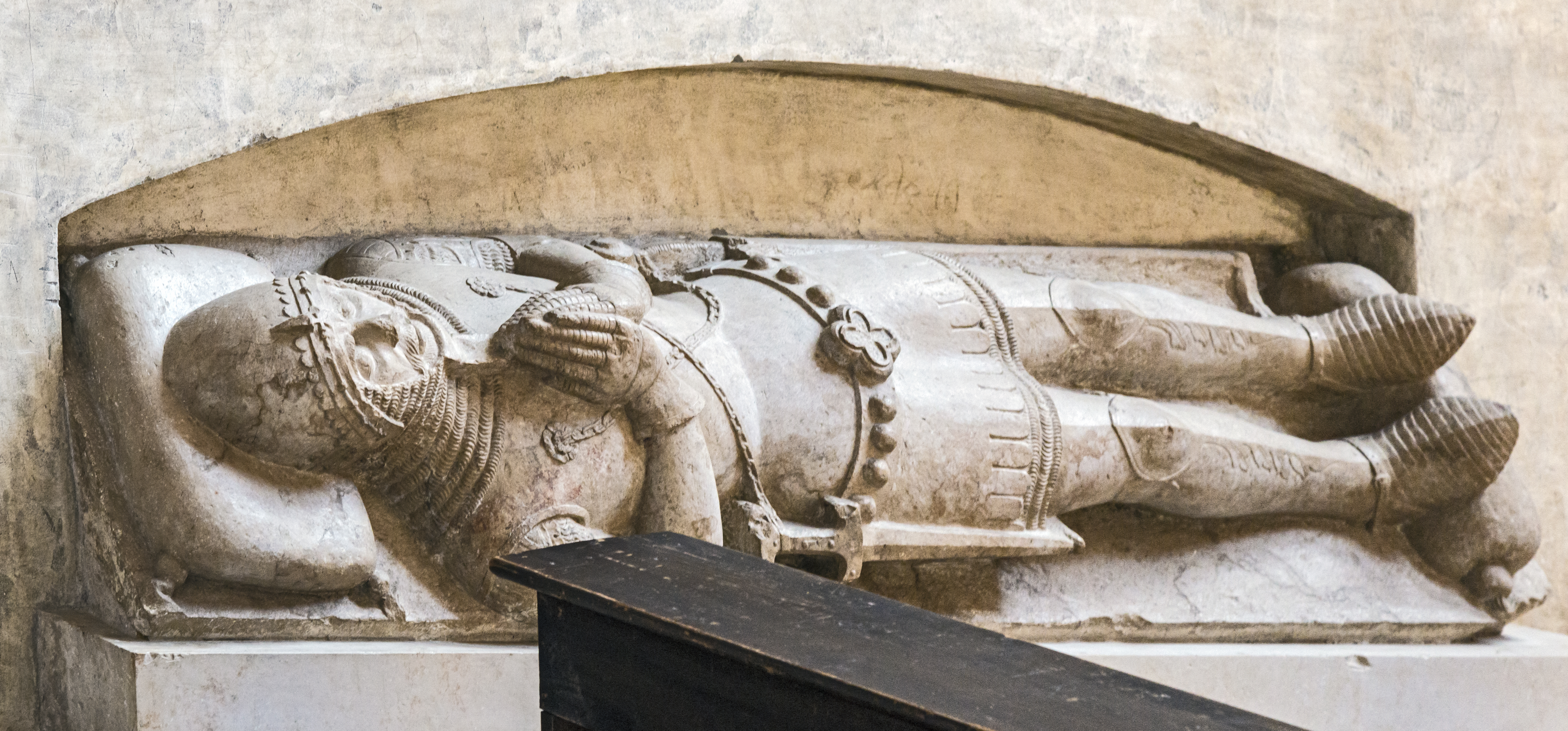
Gisant du XIVe siècle.
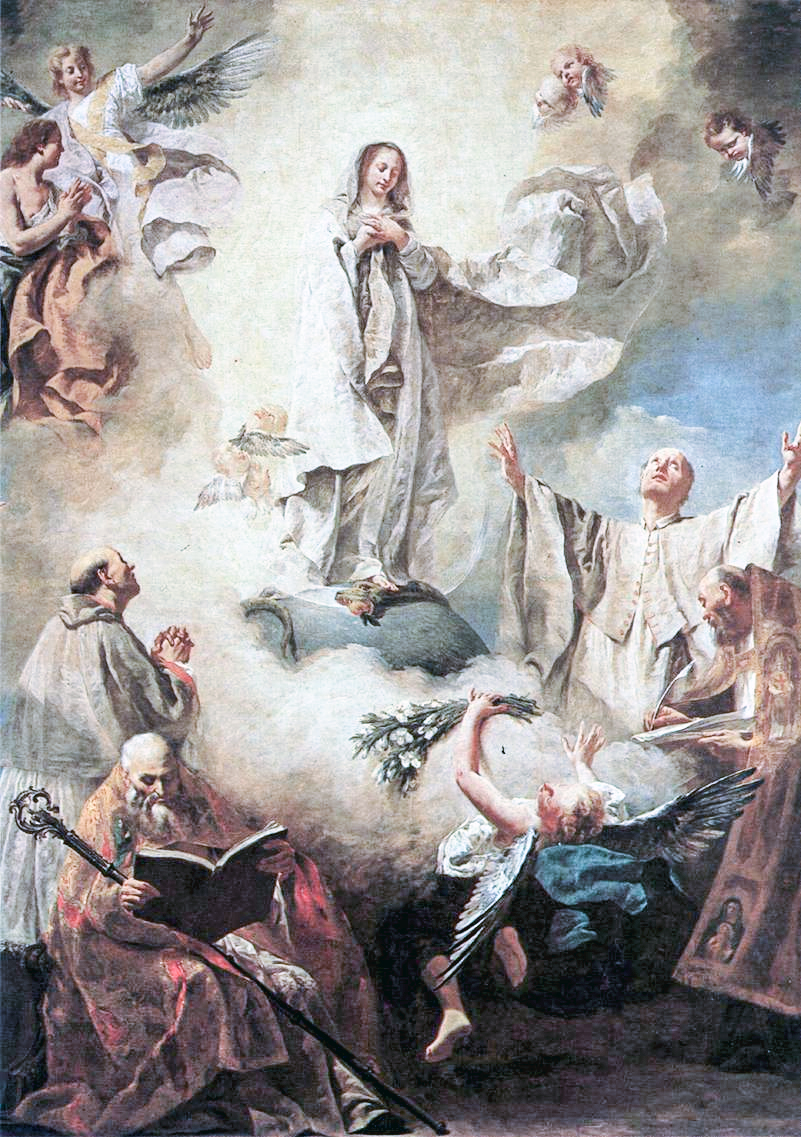
L'immaculée Conception par Giuseppe Angeli.
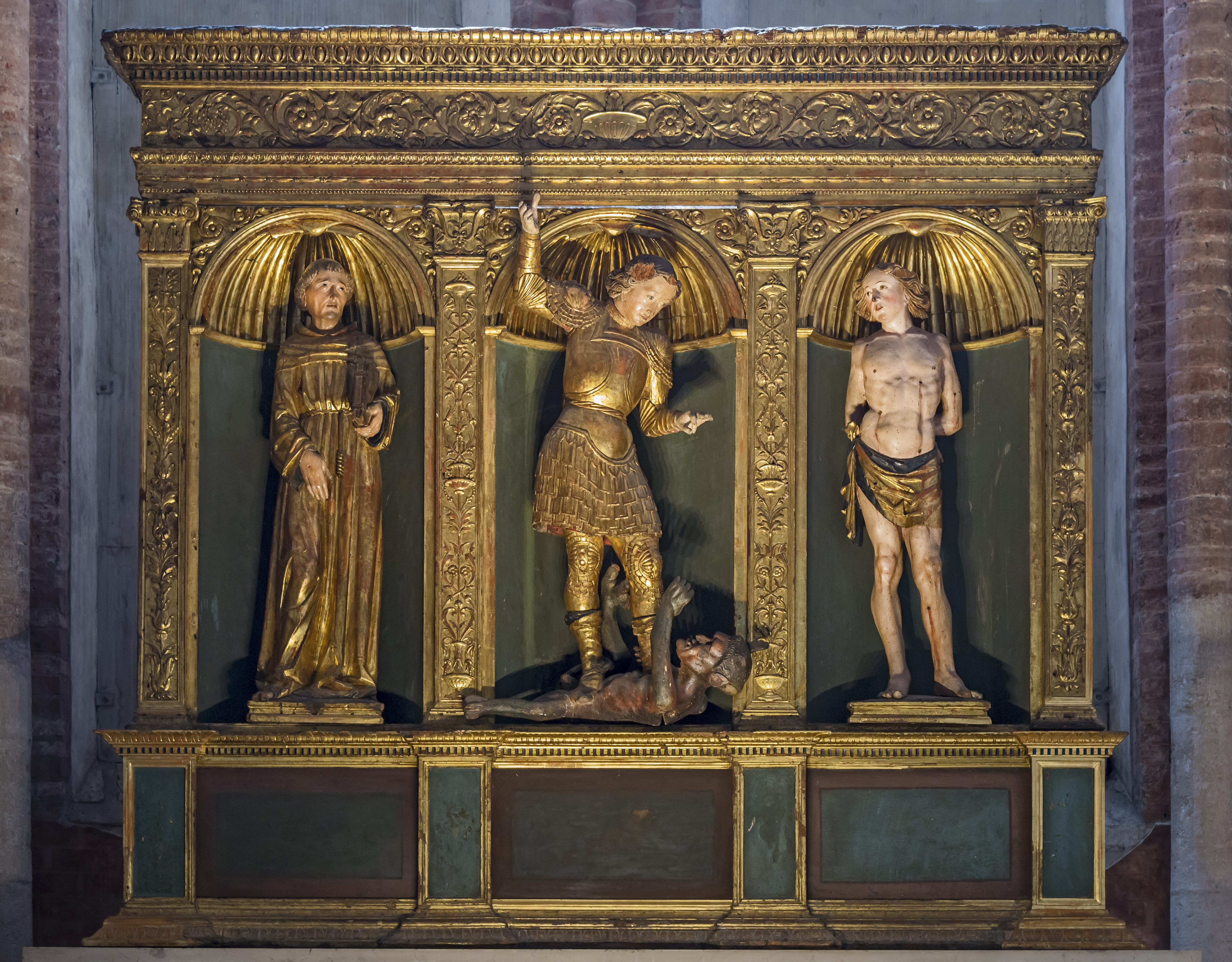
Retable du XVe siècle.
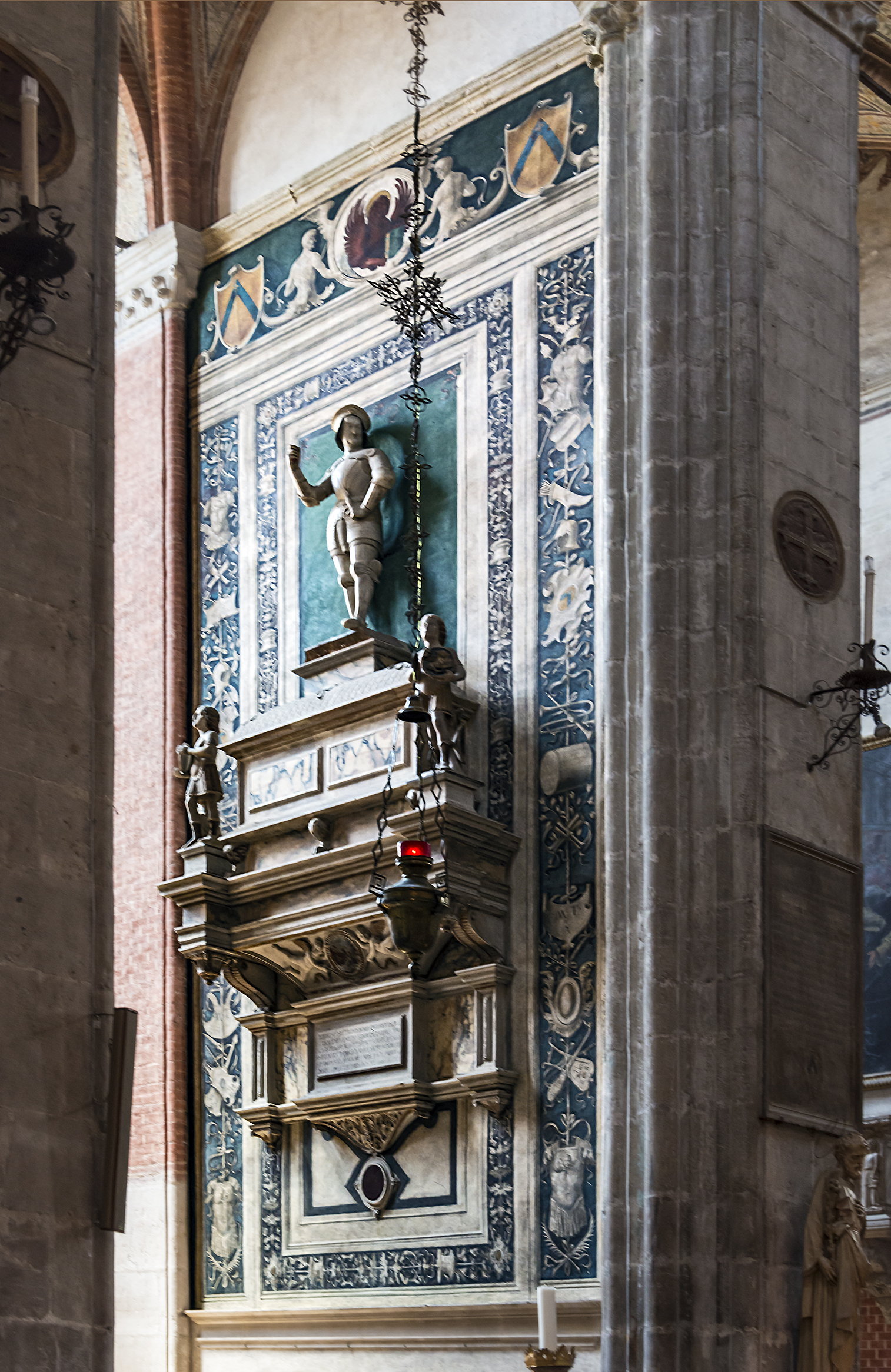
Monument à Melchiorre Trevisan.

Chapelle des Franciscains (10)
Jouxtant le chœur : la chapelle des saints franciscains (Cappella dei Santi Francescani). La chapelle a changé plusieurs fois de saint patron. Initialement saint Marc, qui reste présent sur les voûtes, en 1396 elle est dédiée à saint André. En 1563 elle est dédiée à « la Madone des neiges » sous le patronage financier de la famille Bernardo. Au décours du XVIIe siècle elle est dédiée successivement à saint Pierre d’Alcantara et à saint Diego. Ce n’est qu’à la fin du XVIIe siècle quelle est placé sous la tutelle des saints franciscains.
- L’autel est surmonté d’un retable de Bernardino Licinio (Virgen entronizada con santos) 1535. La Vierge à l’enfant est entourée sur la gauche de sainte Claire, saint Marc, saint François, de profil le père Antonietto de Venise commanditaire du tableau, enfin saint Bonaventure ; sur la droite de saint André, saint Antoine de Padoue, de saint Louis de Toulouse, sainte Élisabeth de Hongrie dont on devine le visage et saint Jean-Baptiste .
- De part et d’autre une statue de saint François et une de sainte Hélène, travail de l’atelier d’Alessandro Vittoria commandité par Francesco Bernardo.
- Sur le mur de gauche, une huile sur panneau avec les cinq premiers martyrs franciscains, par Bernardino Licinio de 1524. Les cinq martyrs sont Bernard, Pierre, Accursio, Adiuto et Ottone, parmi les premiers compagnons de saint François, qui ont été martyrisés au Maroc pour prêcher l'Évangile, quand le saint était vivant. Sur le même mur sur la gauche se trouve l'Extase de saint François par Andrea Vicentino.
- Sur le mur de droite le monument funéraire du procurateur de Saint-Marc Nicolò Lion, entré dans l'histoire pour avoir découvert le complot du doge Marin Falier.

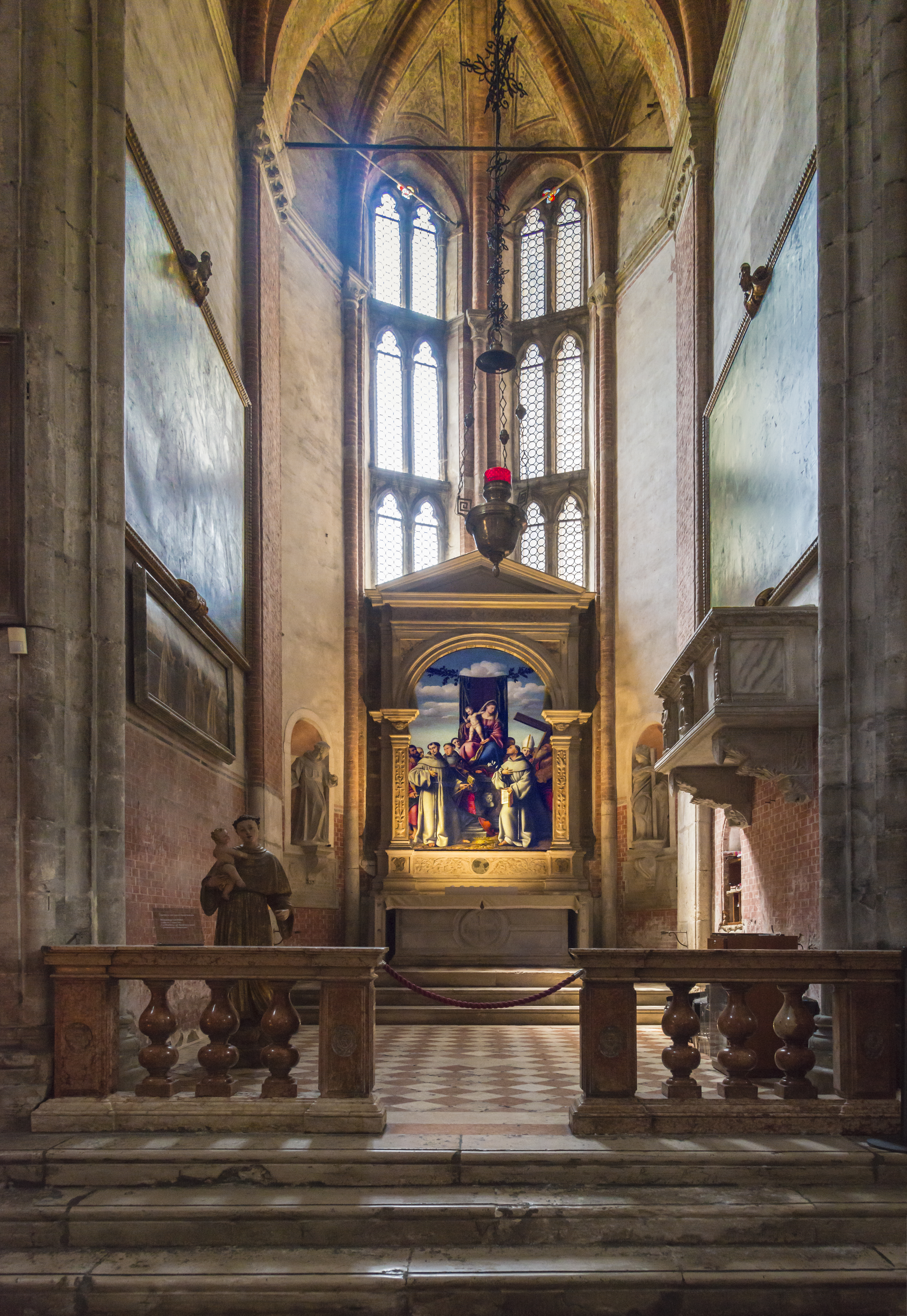
Chapelle des saints franciscains.
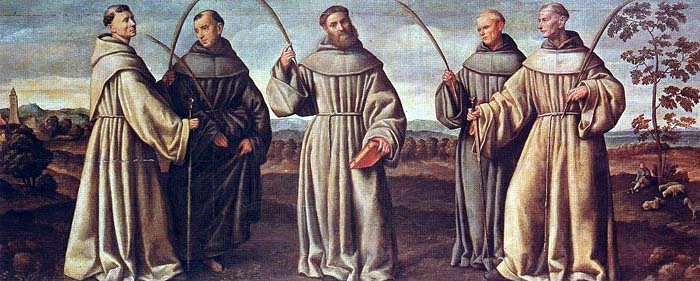
Les Martyrs franciscains, Bernardino Licinio.
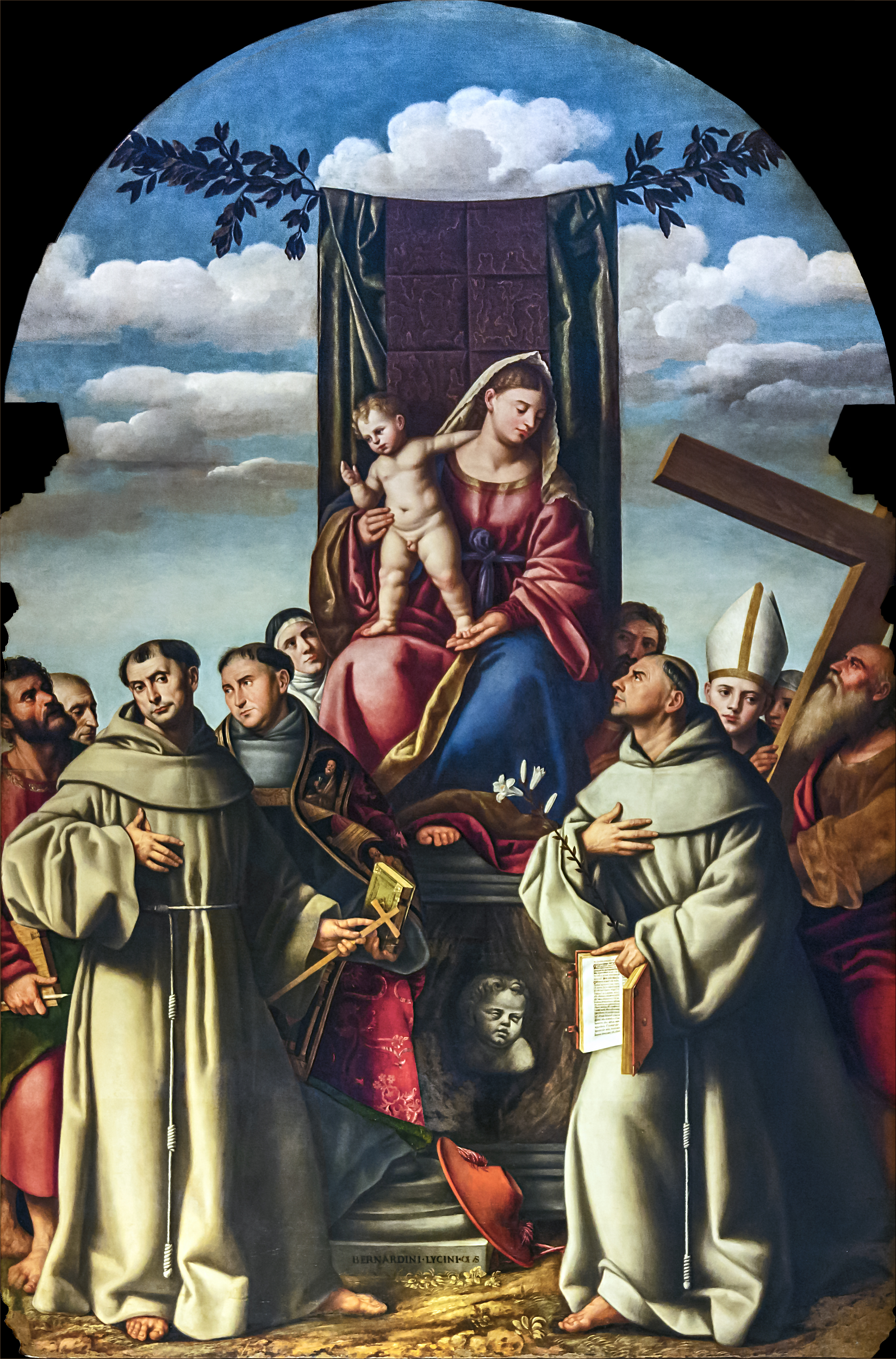
Madonna col Bambino in trono con santi francescani, Bernardino Licinio.
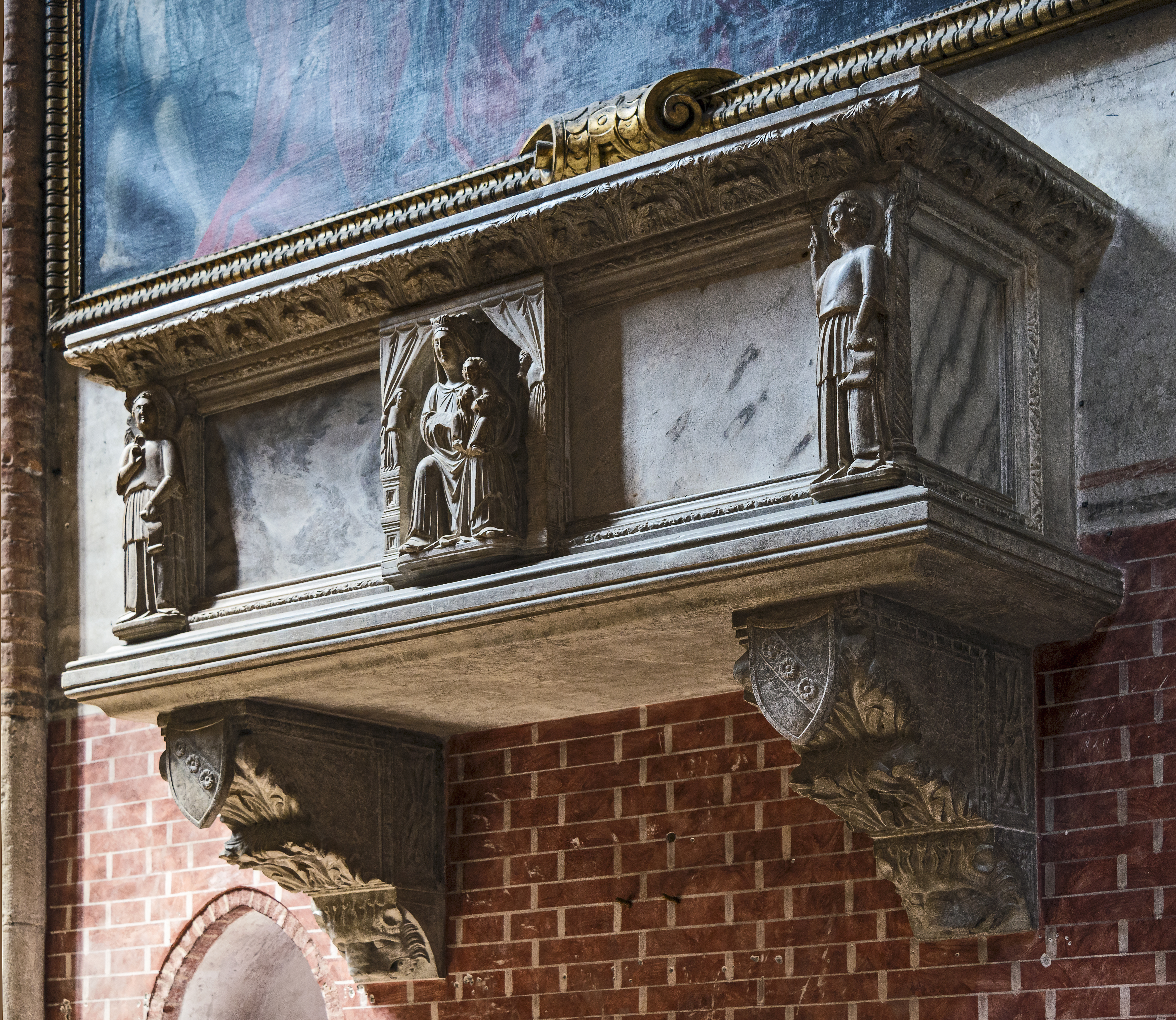
Monument à Nicolò Lion.

### Le Chœur
Le chœur liturgique
- Sur le mur de gauche, le mausolée du doge Niccolò Tron, travail du Véronais Antonio Rizzo (13).
- Au centre, le retable de l'autel principal par le Titien L'Assomption datant de 1516 (15).
- Sur le mur de droite le mausolée du doge Francesco Foscari, travail de la Florentine Nicolò di Giovanni . L'urne dans laquelle repose le doge est soutenu par quatre jolies étagères ornées par les trois vertus théologales : la Foi, l'Espérance et la Charité (16).
- Le plafond montre une Vierge à l'Enfant, bas-relief en clef de voûte et les identifiants des quatre évangélistes en médaillons.

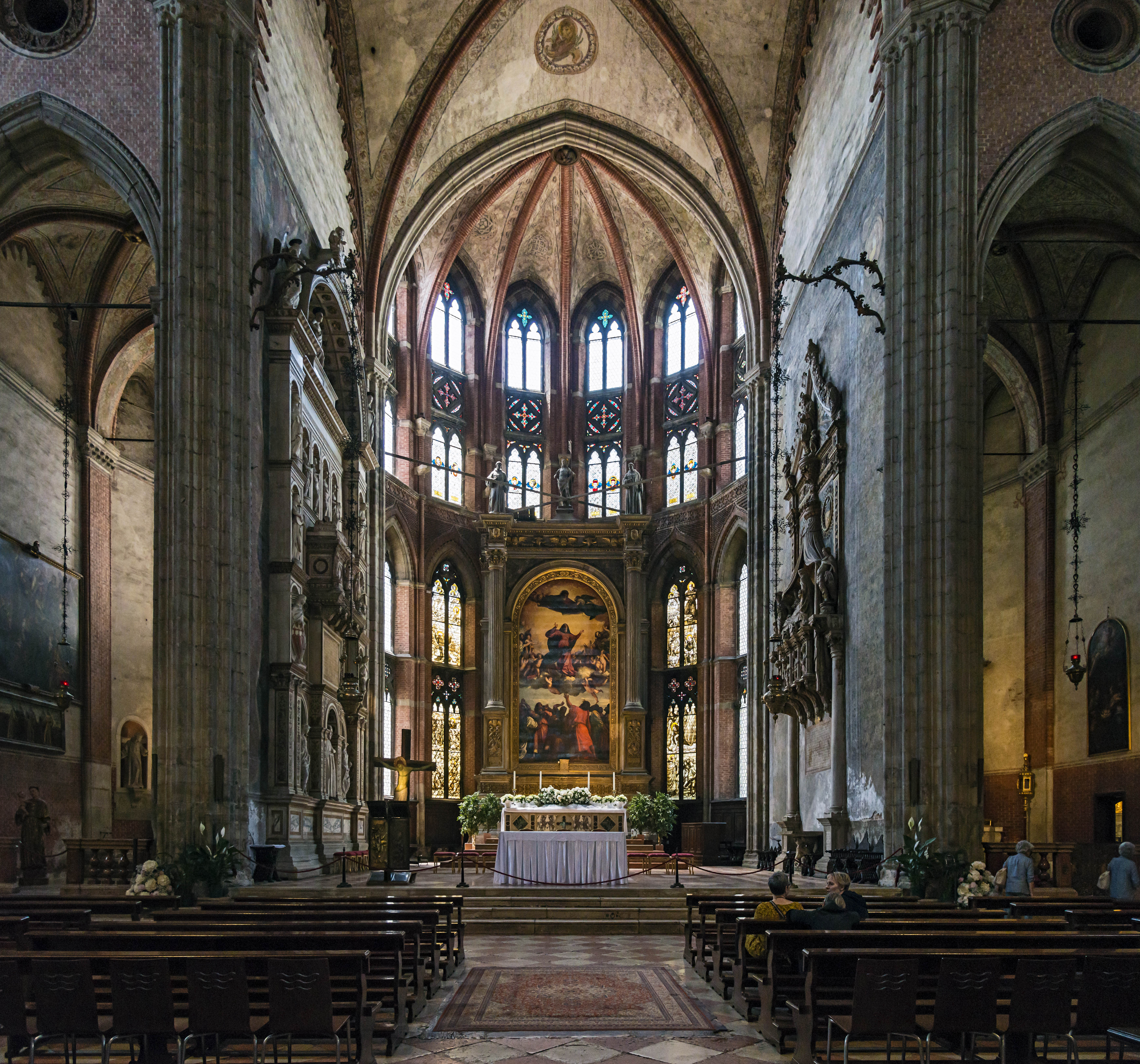
Le chœur.
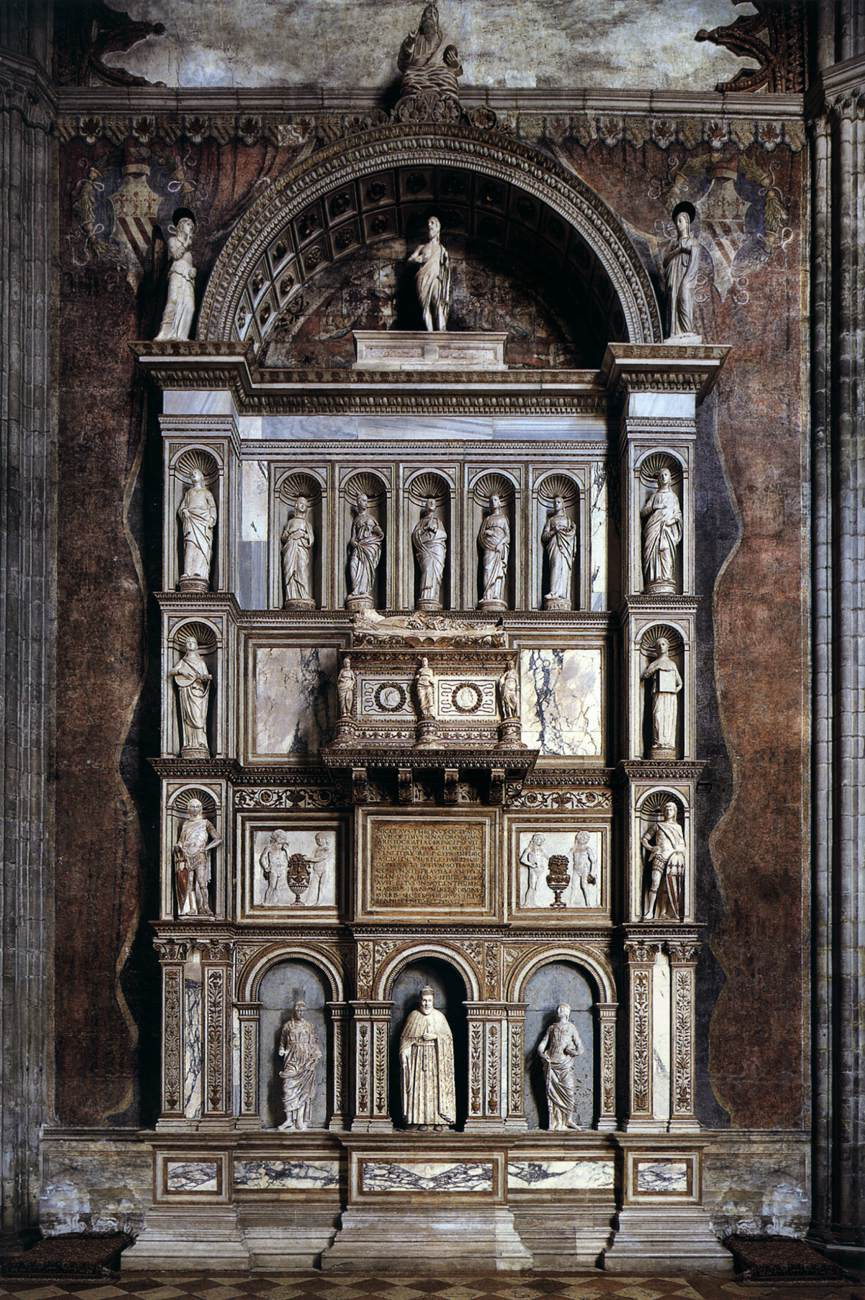
Tombe du doge Tron.
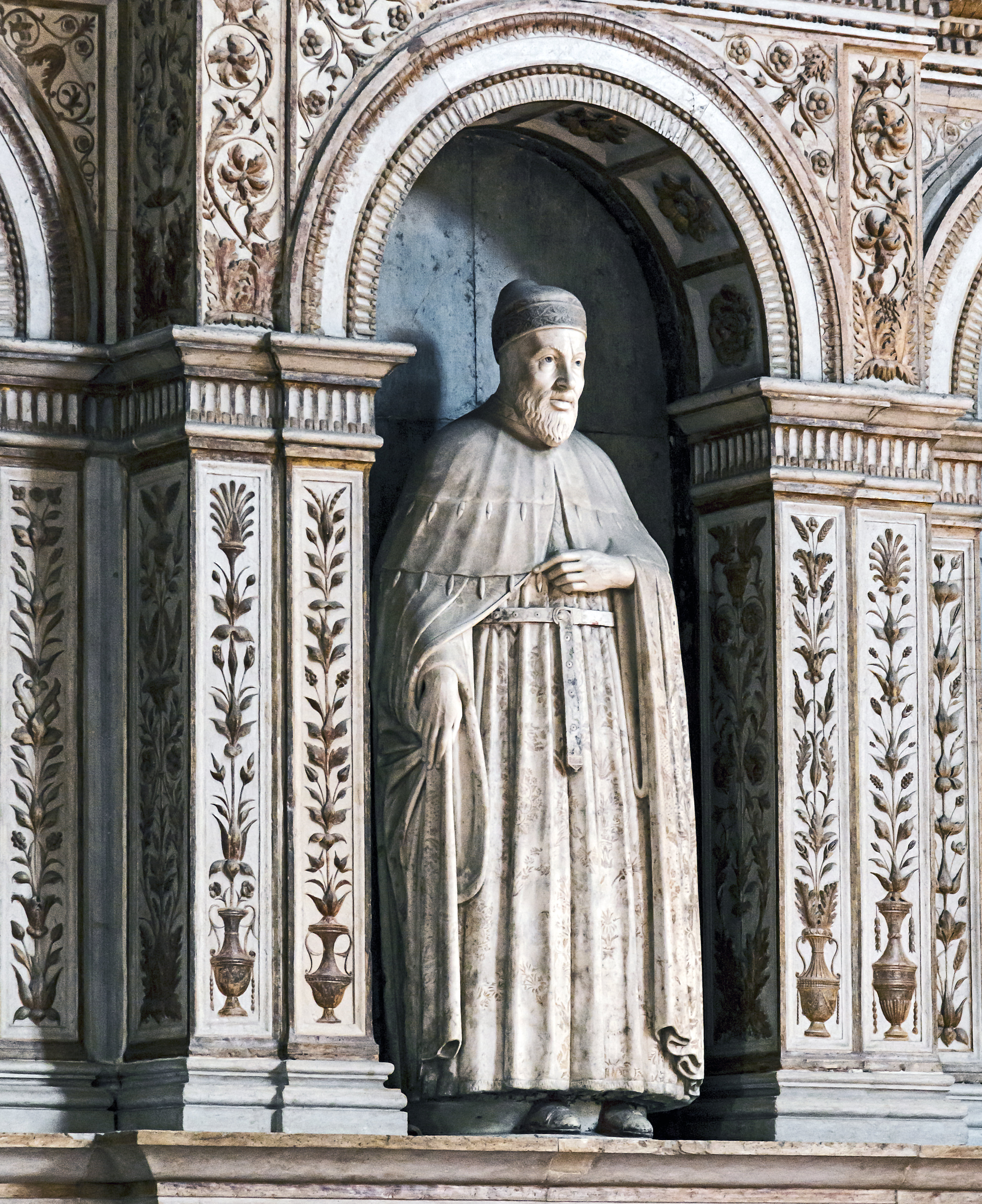
Statue de Niccolò Tron par Antonio Rizzo
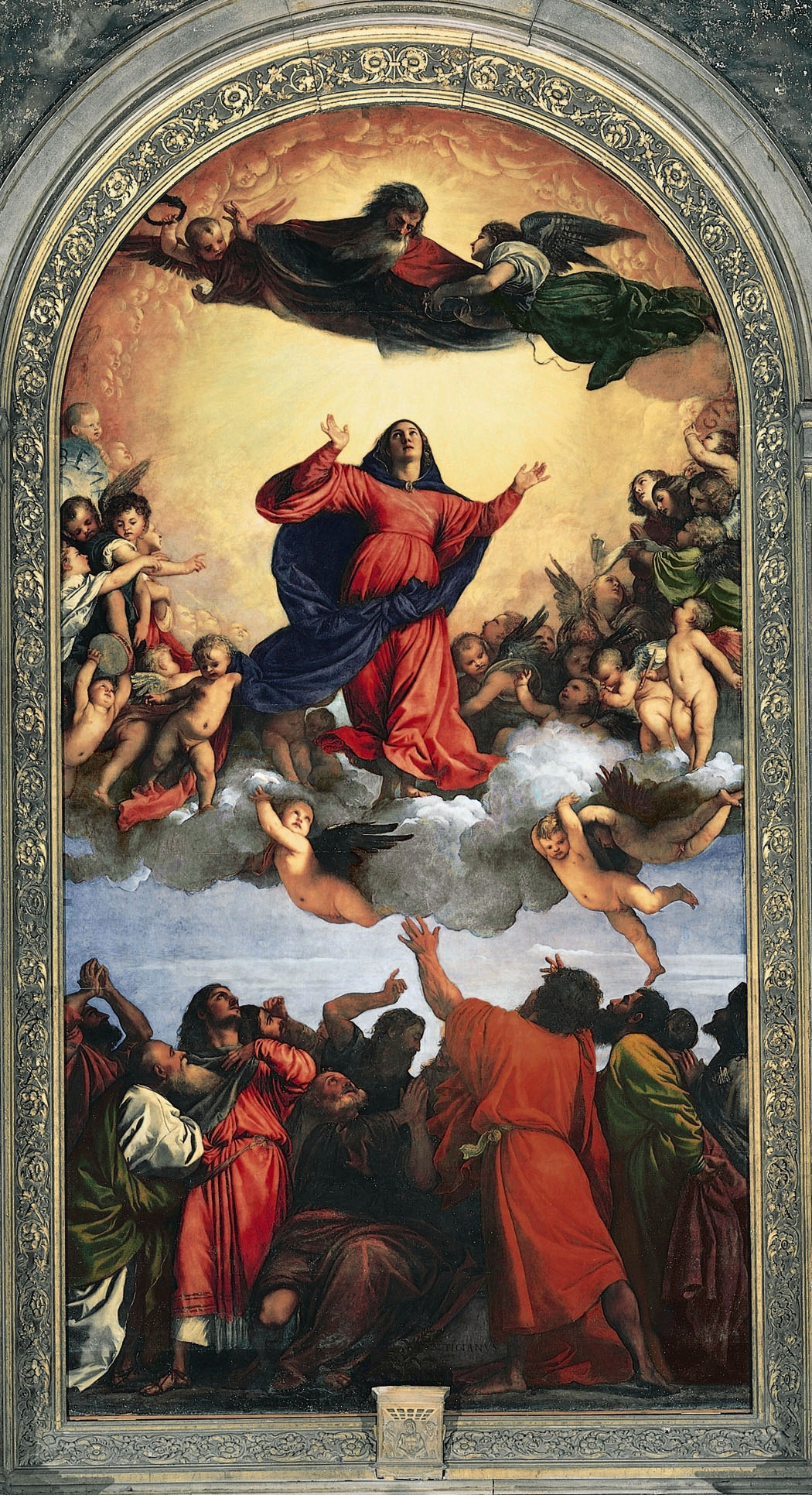
L'Assomption de Titien.
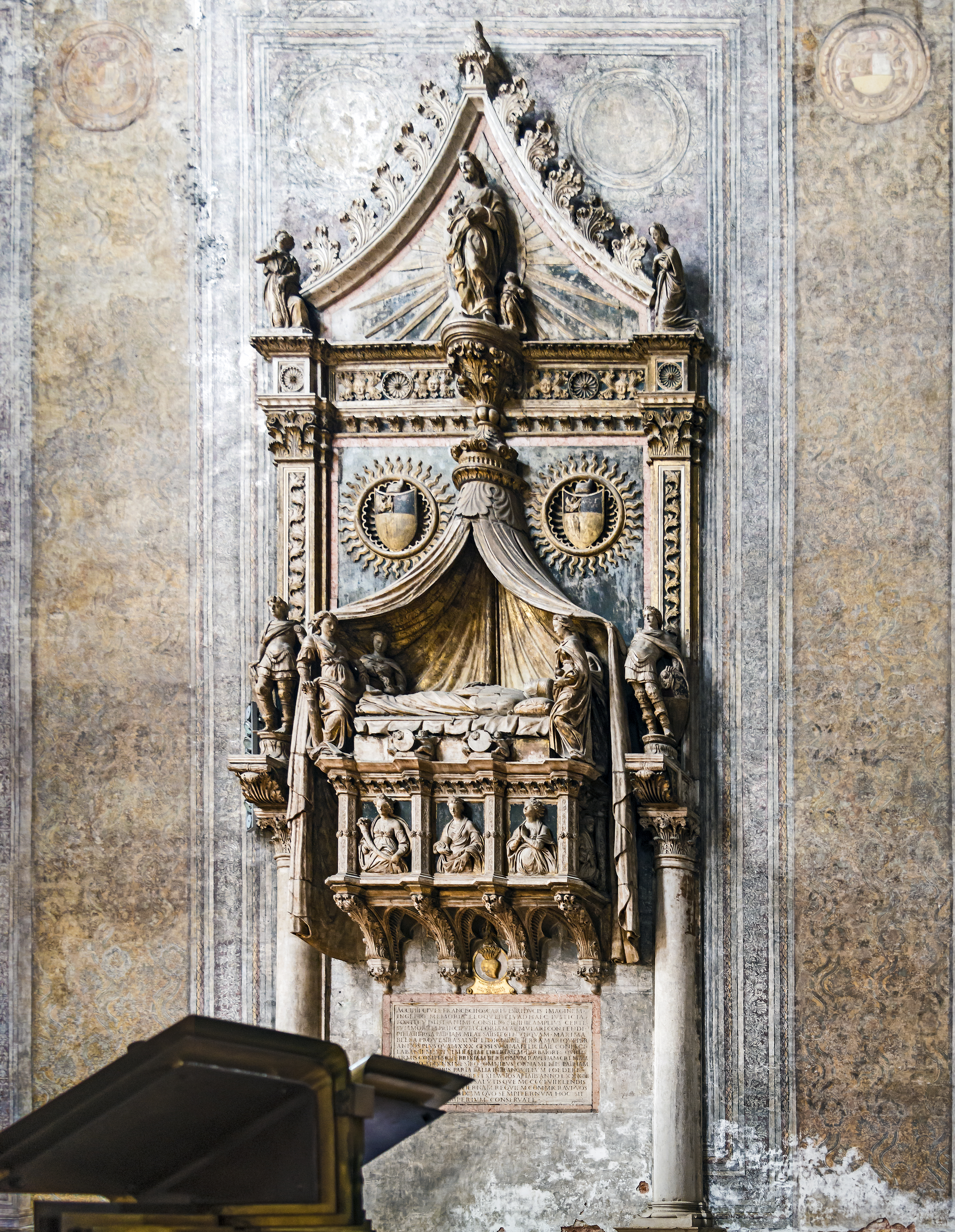
Tombe de Francesco Foscari.
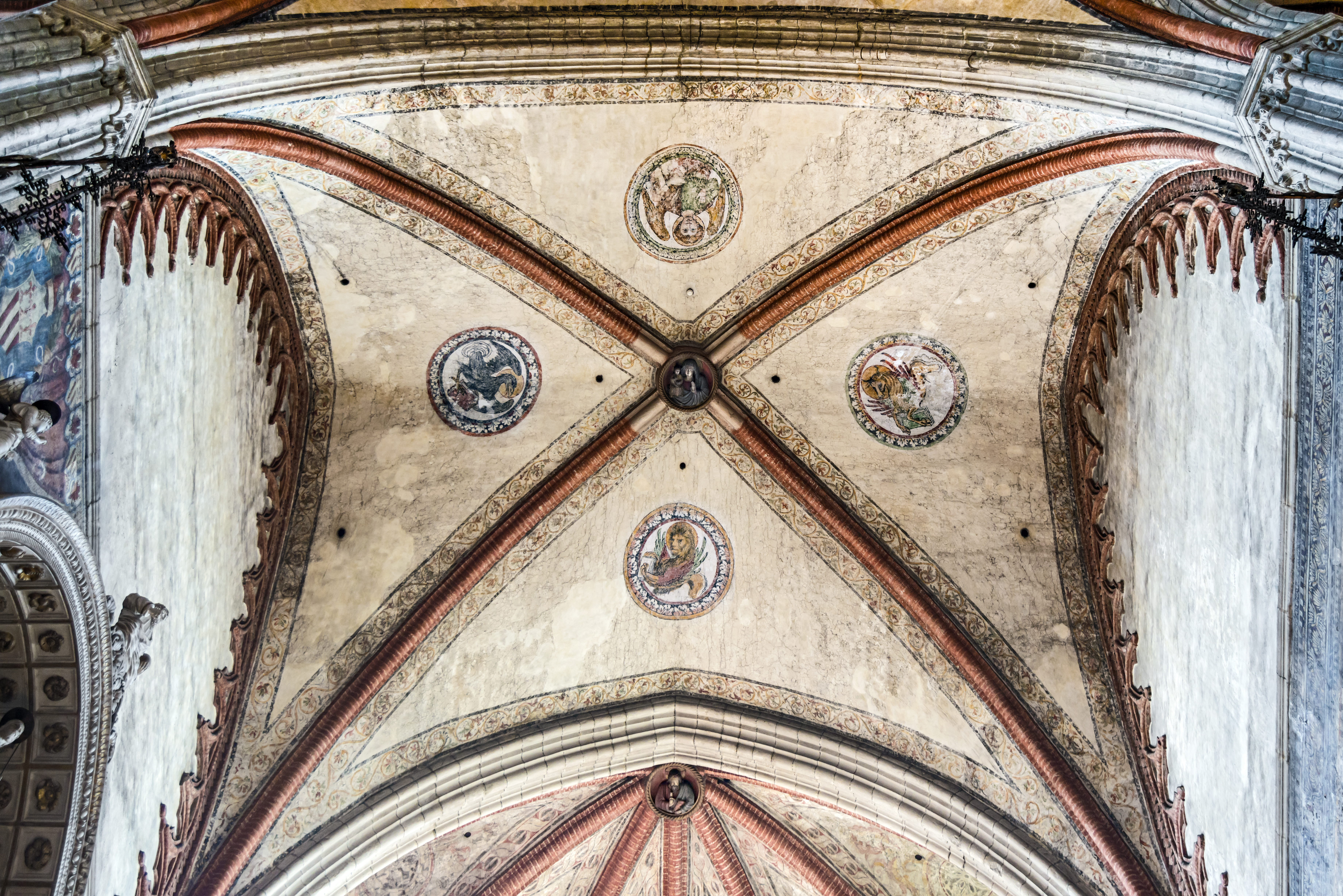
Le Plafond du chœur.

Le chœur et les stalles
- Érigé de 1462 à 1469 par Francesco et Marco Cozzi de Vicenza, il se compose de 124 stalles sur trois niveaux. Il est circonscrit par une clôture en pierre d'Istrie datant de 1475. Cette œuvre est en grande partie due à l'atelier de Pietro Lombardo. Dans les cadres des bas-reliefs représentent les patriarche et prophètes de l'ancien testament. Le dernier en bas à droit étant le commanditaire Giacomo Morosini. À l’intérieur un bas-relief de Saint Louis de Toulouse par Pietro Lombardo.

Sur le couronnement huit statues d'apôtres pas Vittore Gambello dit Camelio. On lui doit aussi les statues de la vierge et de saint Jean de part et d'autre du crucifix. Le crucifix en bois du XVe siècle est attribué à Andrea del Verrocchio.
Au XVIIIe siècle ont été rajoutés les deux orgues.
Les premières mentions d'un orgue dans la basilique des Frari datent de 1400. L'un des joueurs de l'orgue ancien était Giovanni Picchi, organiste attitré de l'église entre 1607 et 1623.
L'orgue de gauche a probablement été construit par Giovan Battista Piaggia en 1732 : cette œuvre est l'un de ses premiers travaux. L'activité à ce jour connue de ce facteur d'orgue vénitien se prolonge, en fait, de 1740 à 1760. Il avait construit pour l'église vénitienne de San Giovanni Evangelista, un orgue conservé presque intact ; ce dernier a servi pour valider la construction de celui des Frari et, surtout, pour permettre la reconstruction en 1970. En fait, après que Gaetano Callido eut construit, en face, son orgue en 1795, cet instrument a été progressivement abandonné, de telle façon qu'au début des années soixante-dix il était presque complètement dépouillé de ses tuyaux.
L'orgue droit a été construit par Gaetano Callido de 1795 à 1796. À la suite de la construction du nouvel orgue de Mascioni en 1927, placé dans l'abside derrière l'Assomption du Titien, l'utilisation de l'orgue de Callido a diminué au fil des ans et, entre 1929 et 1969, il n'y avait plus d'entretien de l’instrument. Une restauration de l'orgue été achevée en mai 2004.

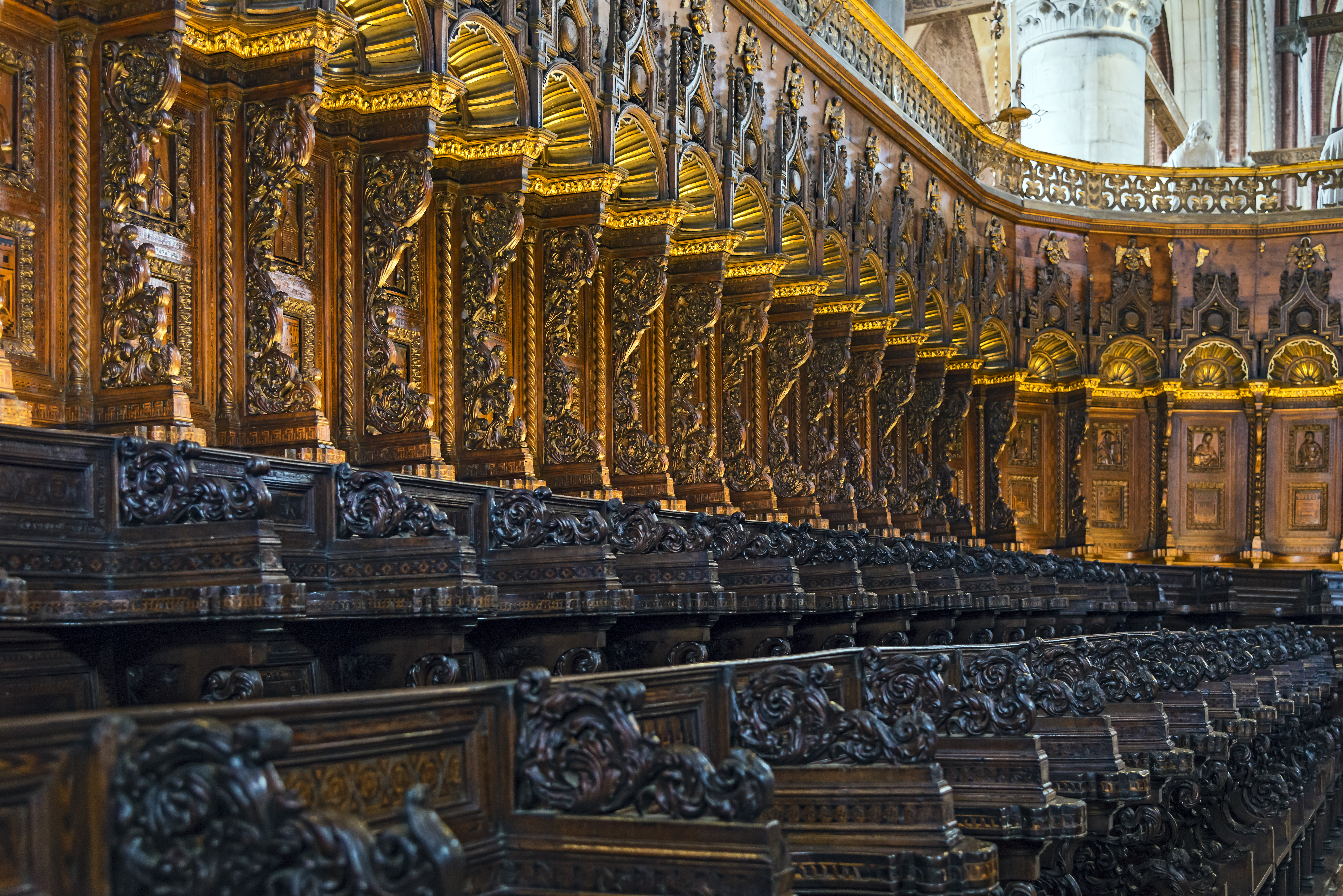
Les stalles de Francesco et Marco Cozzi.
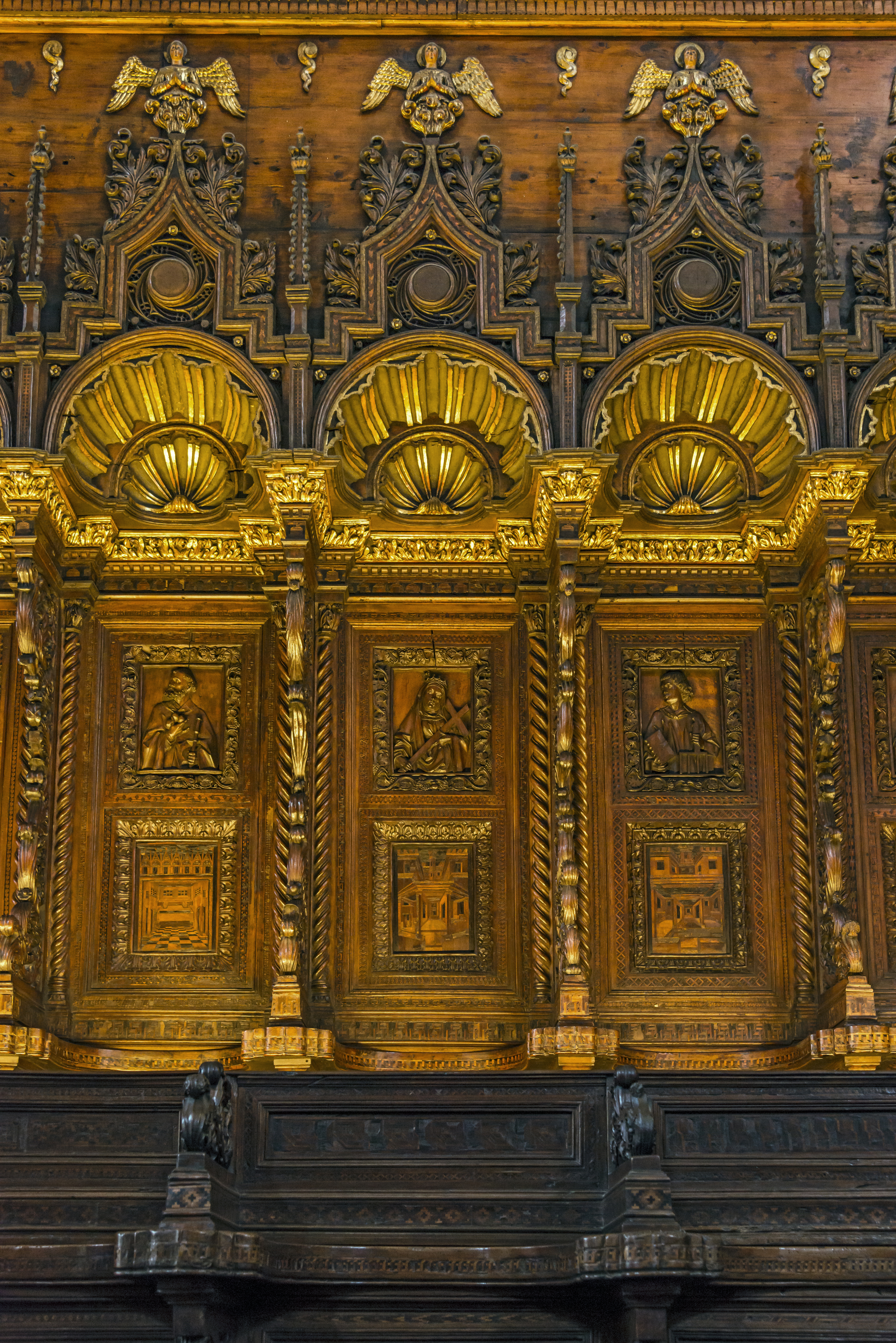
Trois stalles du registre supérieur : St Nicolas, Ste Hélène, et St Laurent.
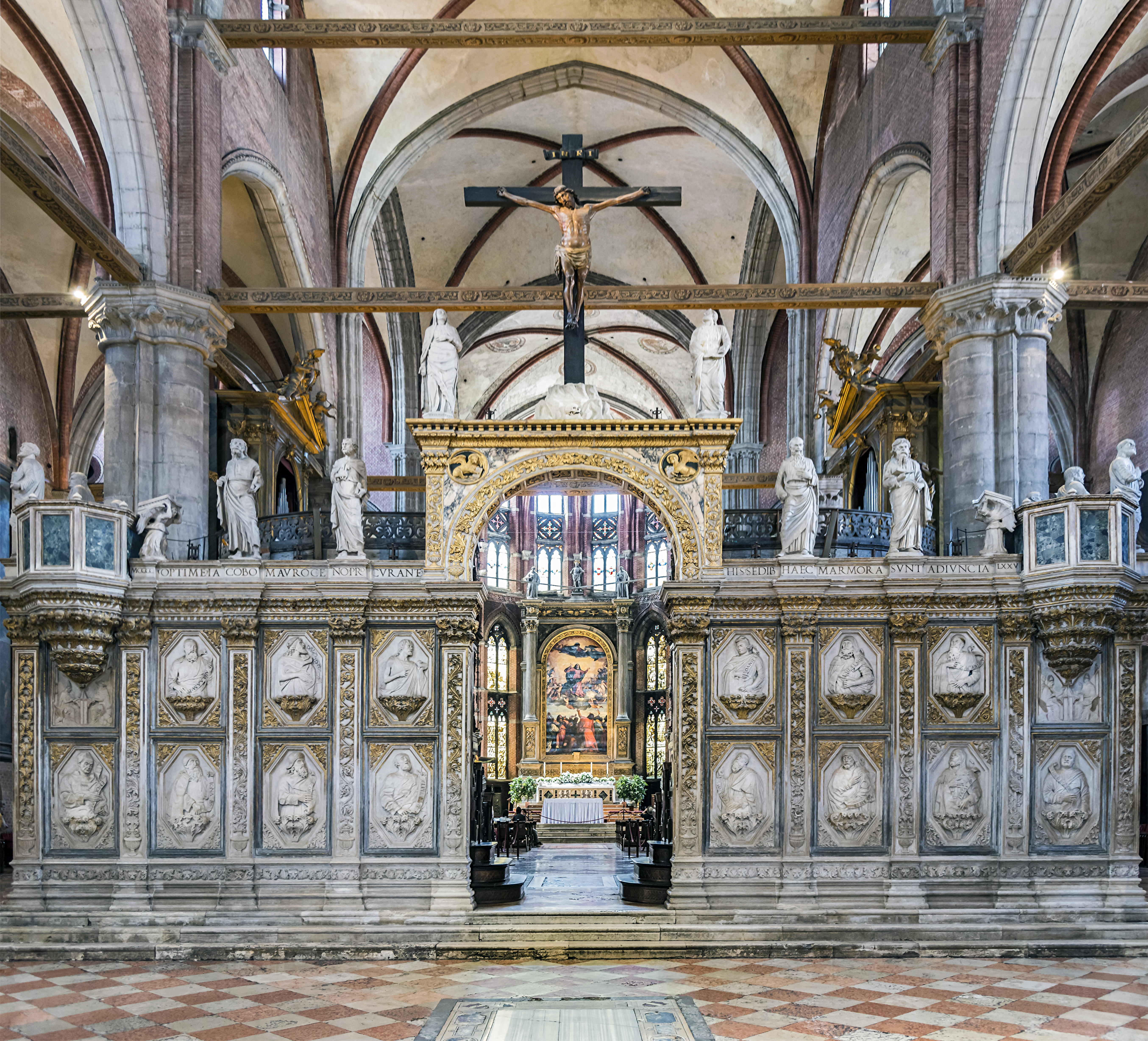
Entrée du Chœur des frères.
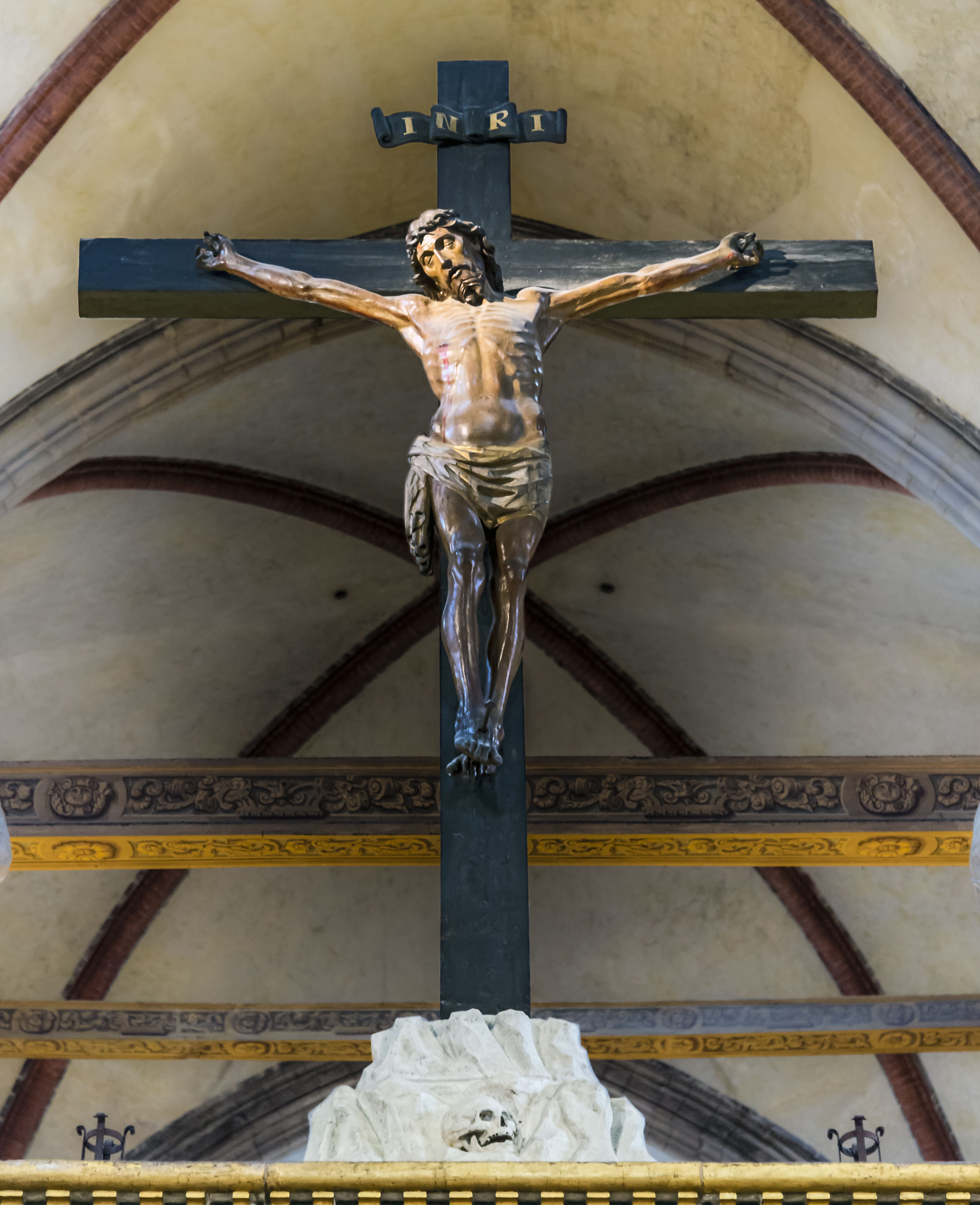
Crucifix du XVe siècle.
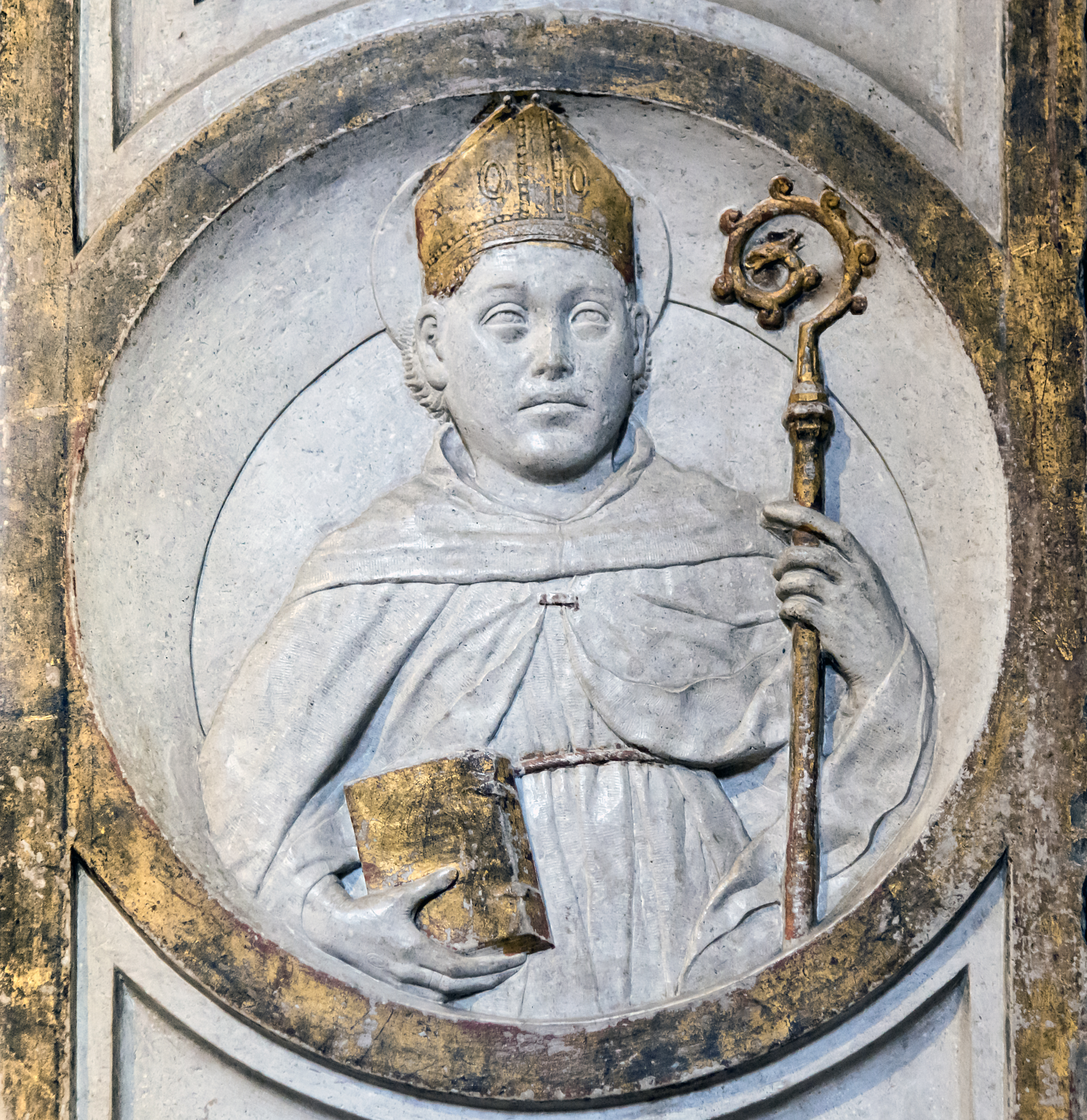
Saint Louis de Toulouse par Pietro Lombardo.
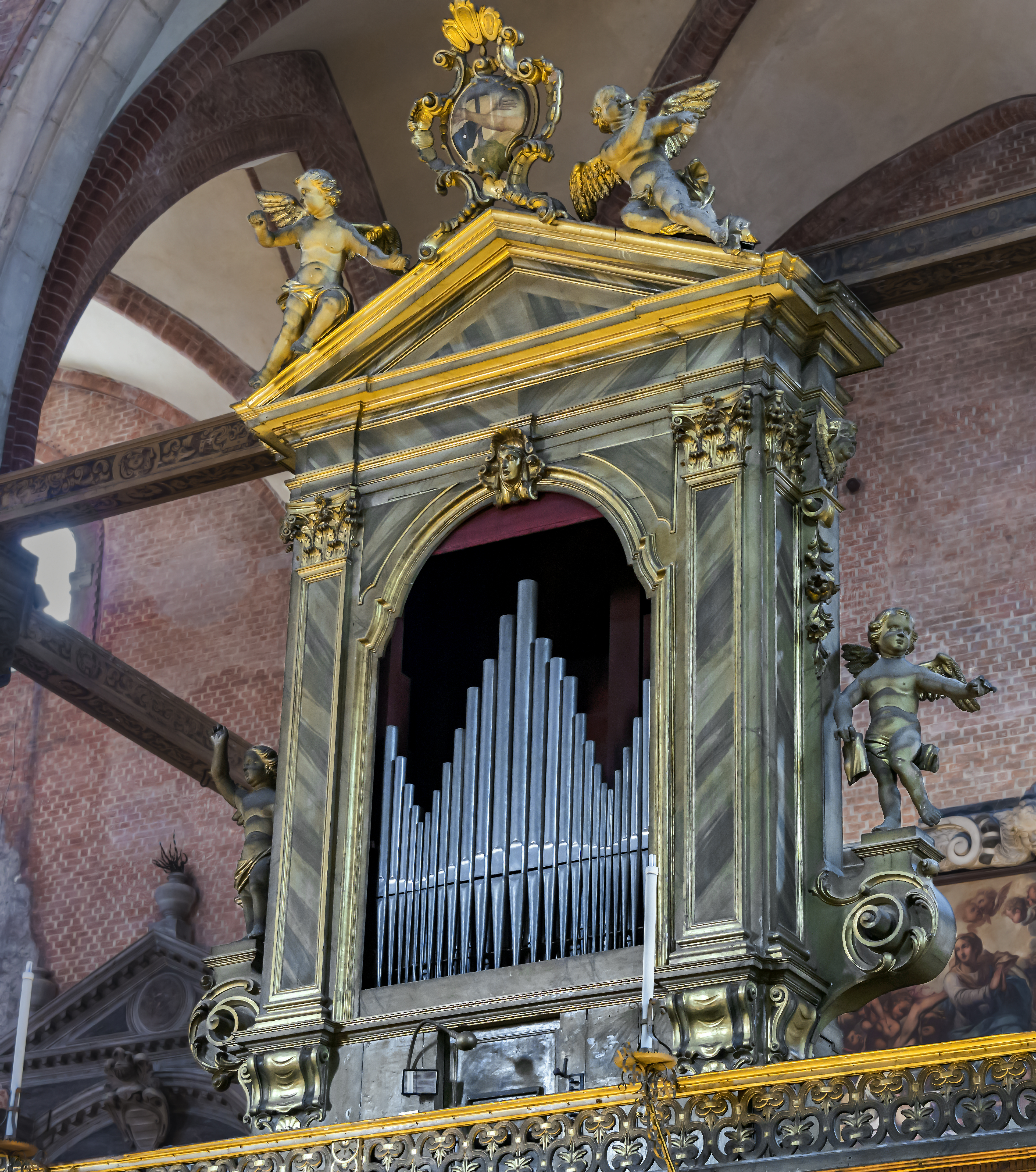
L'orgue de Piaggia.
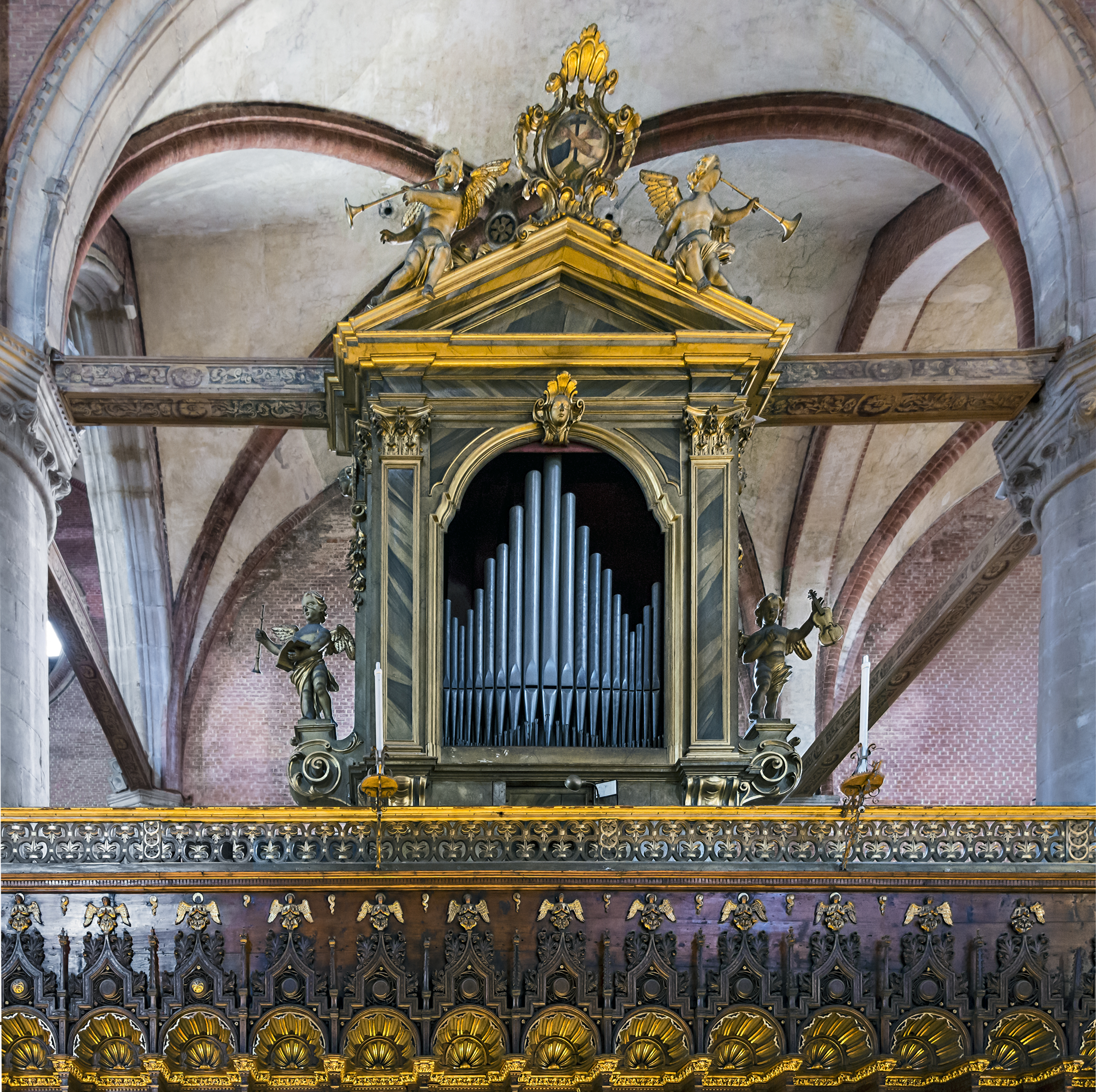
L'orgue de Gaetano Callido.

Parois externes du cœur - Déambulatoire
La partie interne du déambulatoire est recouverte de toiles d'Andrea Vicentino.
- Côté droit (quatre toiles)
  - Creazione del mondo (La Création du monde)
  - Il serpente di bronzo innalzato da Mosè nel deserto (Le serpent de bronze érigé par Moise dans le désert)
  - Il giudizio finale (Le jugement final)
  - La gloria del paradiso (La gloire du paradis)
- Côté gauche : Sette opere di misericordia corporale (trois toiles qui illustrent le Sept œuvres corporelles de miséricorde)
  - Dar da mangiare agli affamati e dar da bere agli assetati (Donner à manger aux affamés et donner à boire aux assoiffés)
  - Vestire gli ignudi, dar alloggio ai pellegrini e visitare gli infermi (Habiller les nus, abriter les pèlerins et rendre visite aux malades)
  - Visitare i carcerati e seppellire i morti (Visitez les détenus et enterrez les morts)

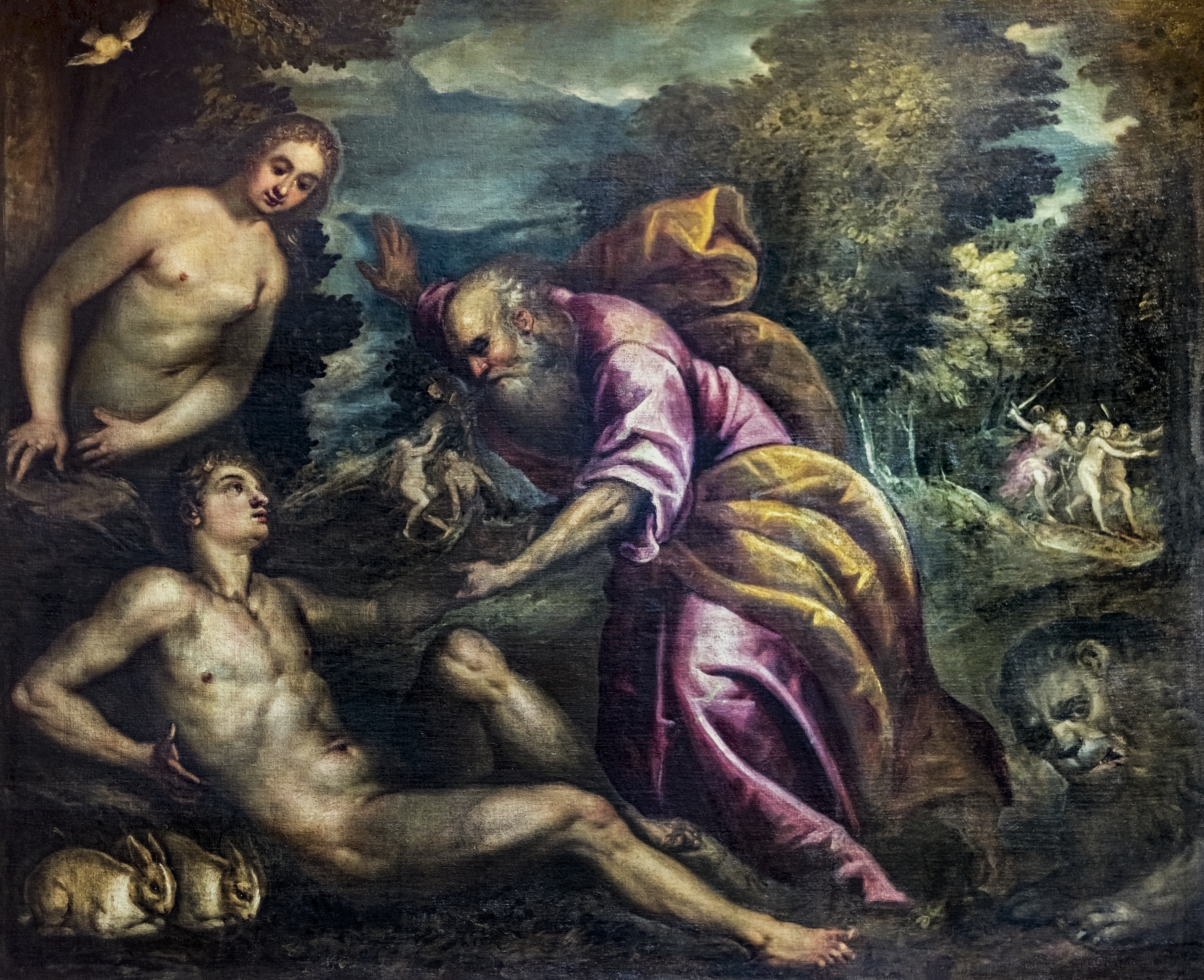
La Création du Monde.
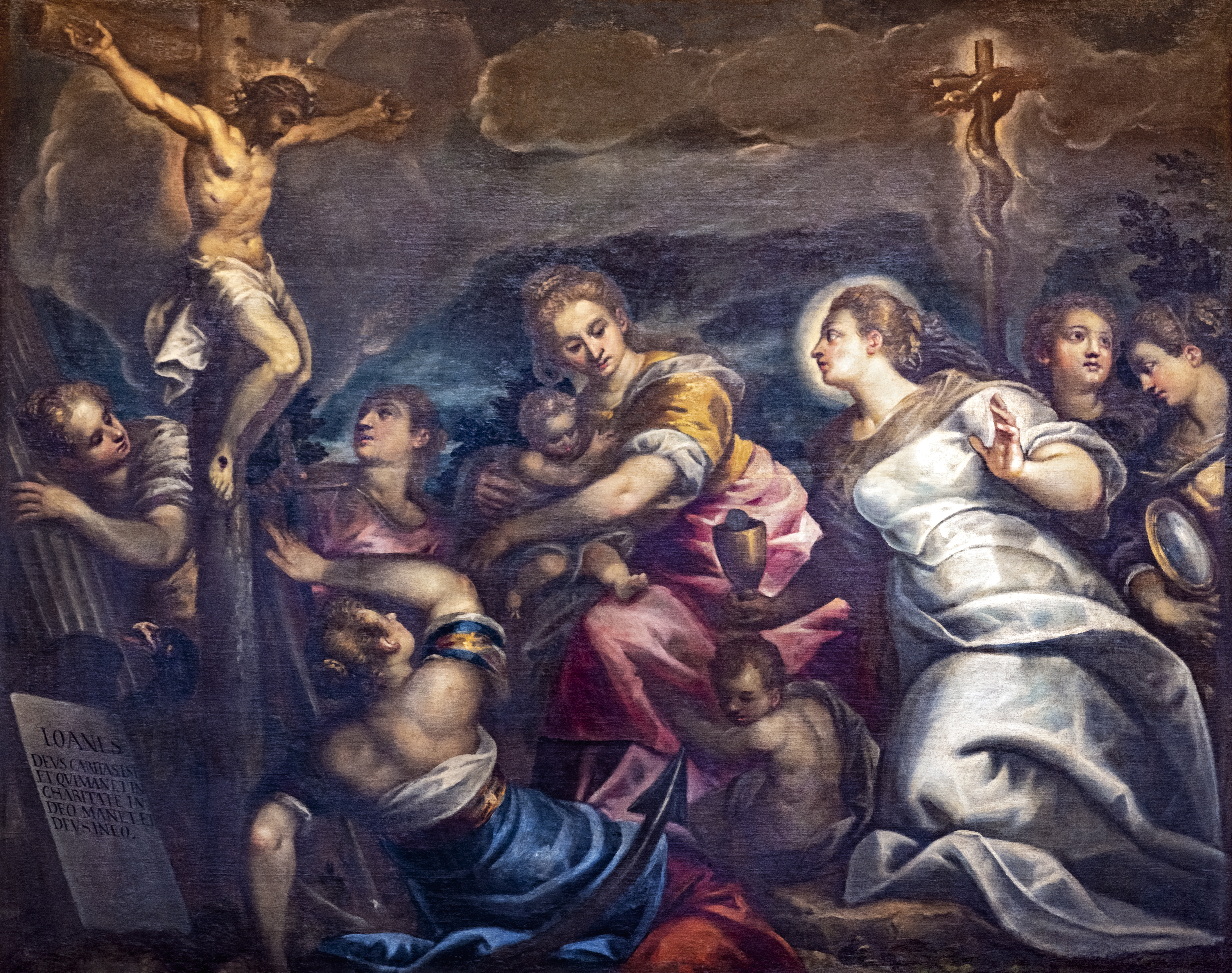
Le Serpent de bronze érigé par Moïse dans le désert.
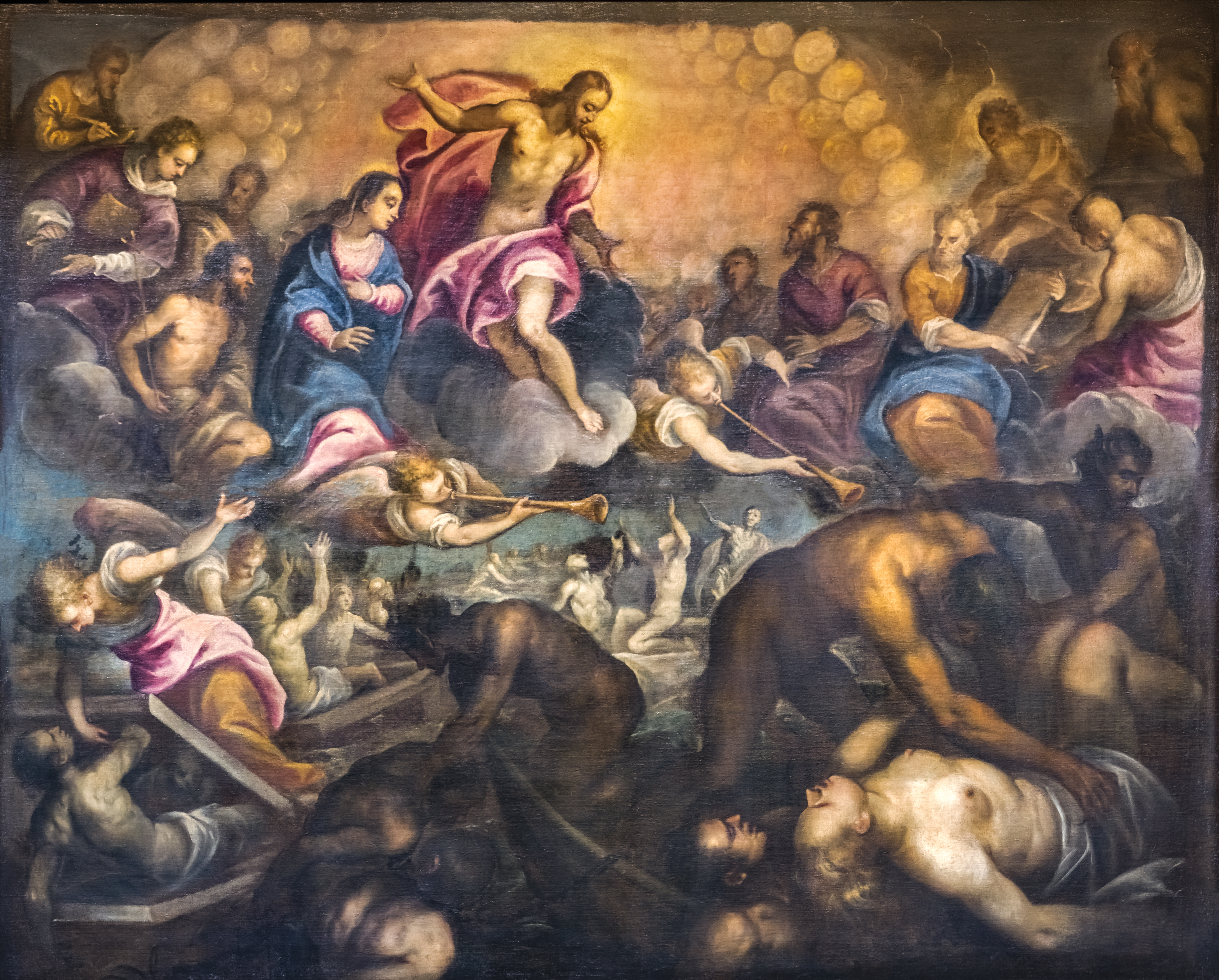
Le Jugement dernier.
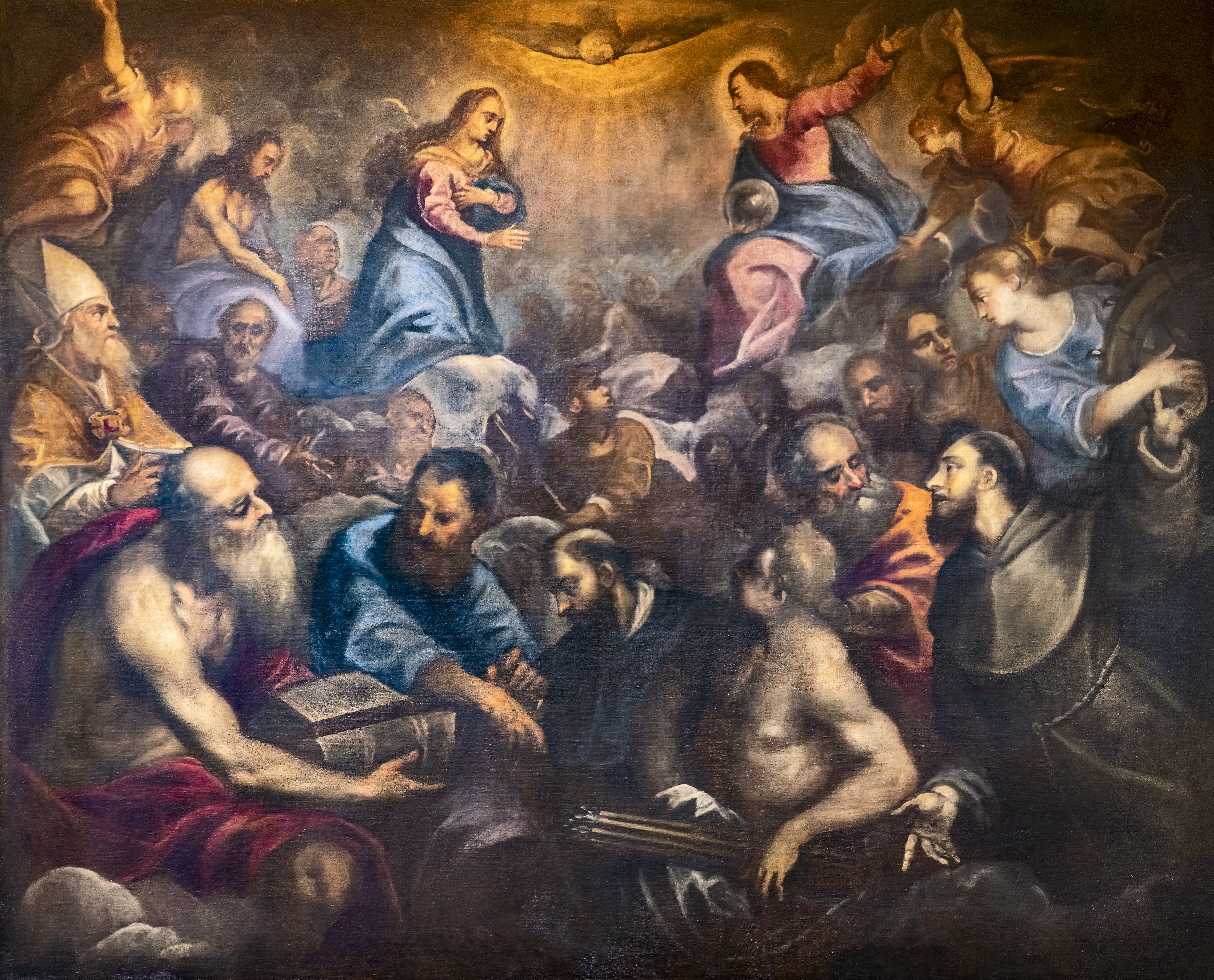
La Gloire du paradis.

Habiller les nus, abriter les pèlerins et rendre visite aux malades.
Visitez les détenus et enterrez les morts.

### Chapelles absidiales de droite
Chapelle Saint-Jean-Baptiste (Cappella di san Giovanni Battista) (17)
Une statue de saint Jérôme en or a valu longtemps à cette chapelle le nom de San Girolamo in oro. L'arrivée des reliques du bienheureux Gentile da Matelica, a décidé du nouveau nom. Les reliques du bienheureux toujours en place, elle prit le nom de chapelle Saint-François-de-Paule puis de saint Joseph. Le nom actuel ne lui a été attribué qu'en 1909 à la suite du transfert d'un autel de 1436 situé sur l'envers de la façade, qui montre une statue de saint Jean Baptiste par Donatello. Il s'agit de la première œuvre vénitienne attestée de Donatello.
- Sur le mur de gauche, un Saint François en prière d'Umberto Martina.
- Sous le retable du XVe siècle, le reliquaire du bienheureux Gentile da Matelica martyrisé en Perse en septembre 1340 dans le corps a été rapporté par Marco Corner.
- Sur le mur de droite, La Nativité par Ottavio Angaran mort en 1710.

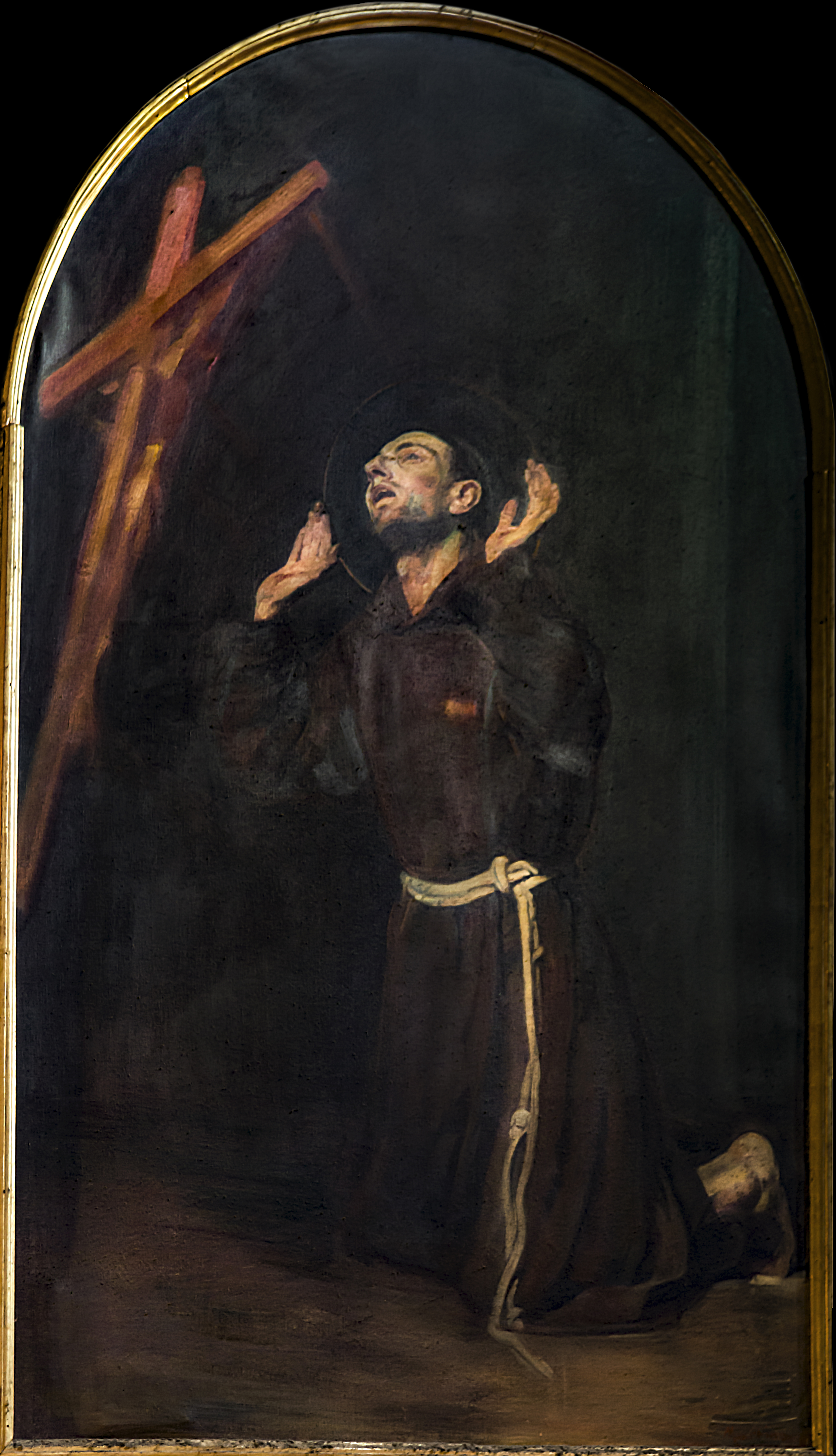
Saint François d'Assise en prière par Umberto Martina.
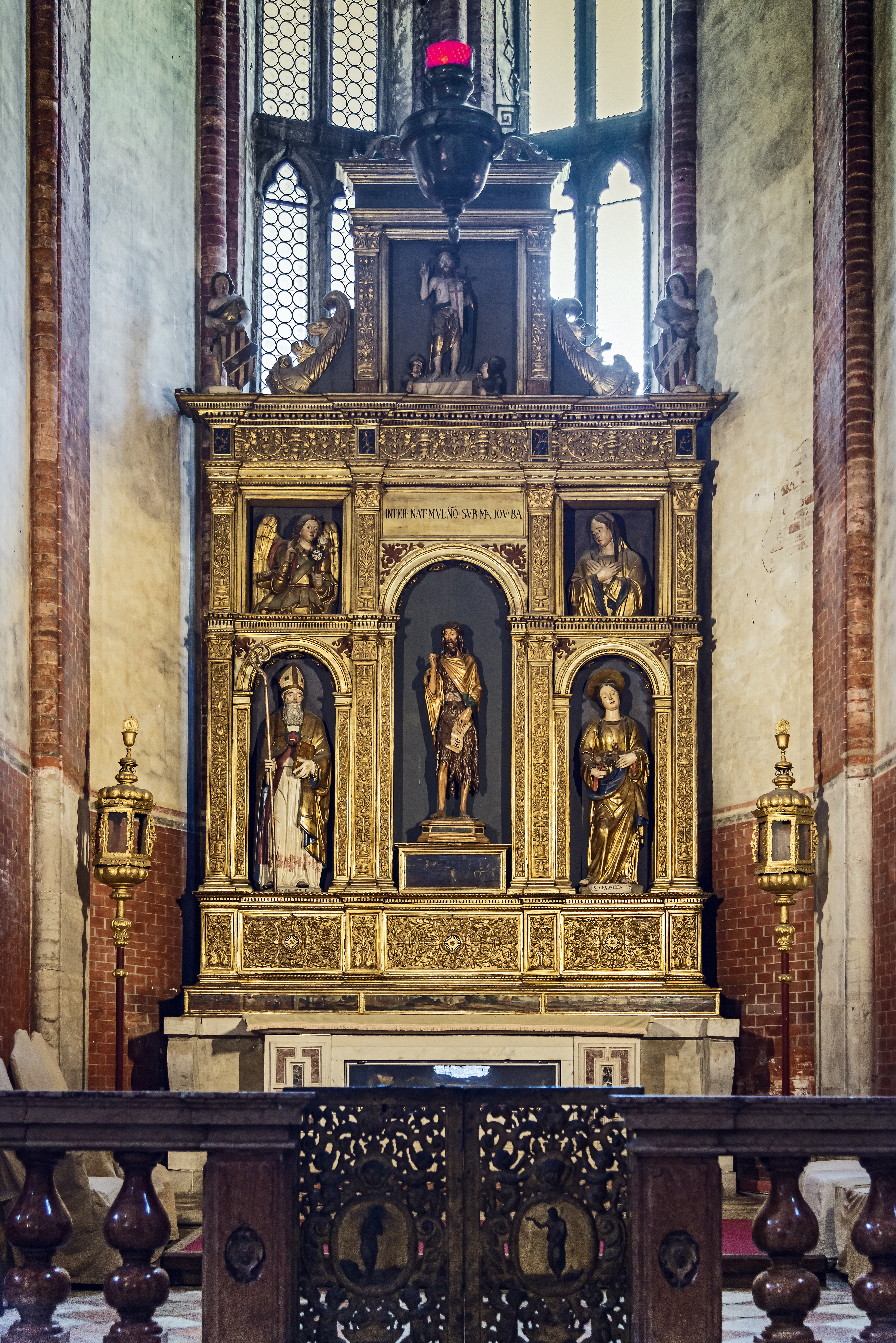
La chapelle de saint Jean Baptiste.
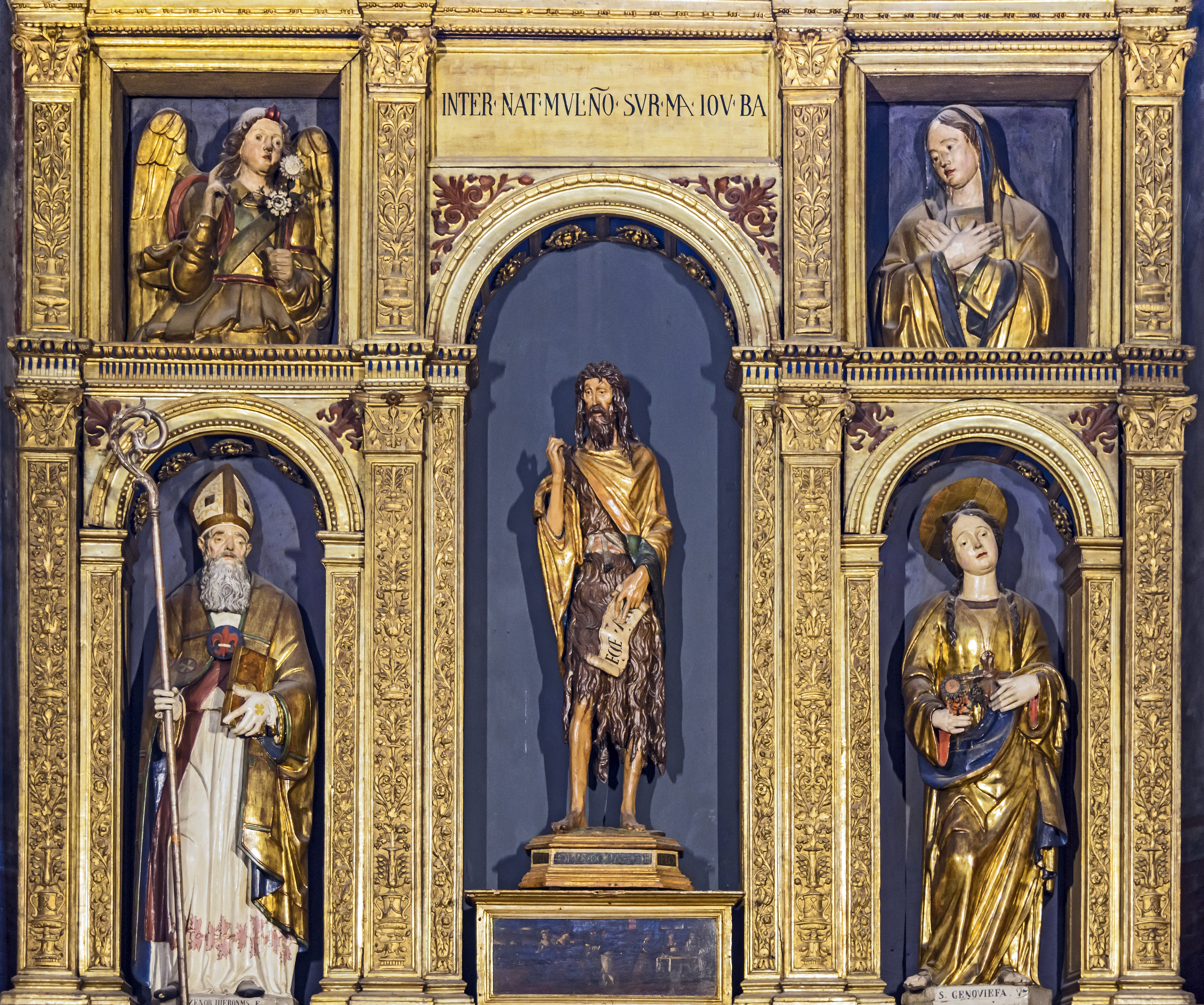
Retable.
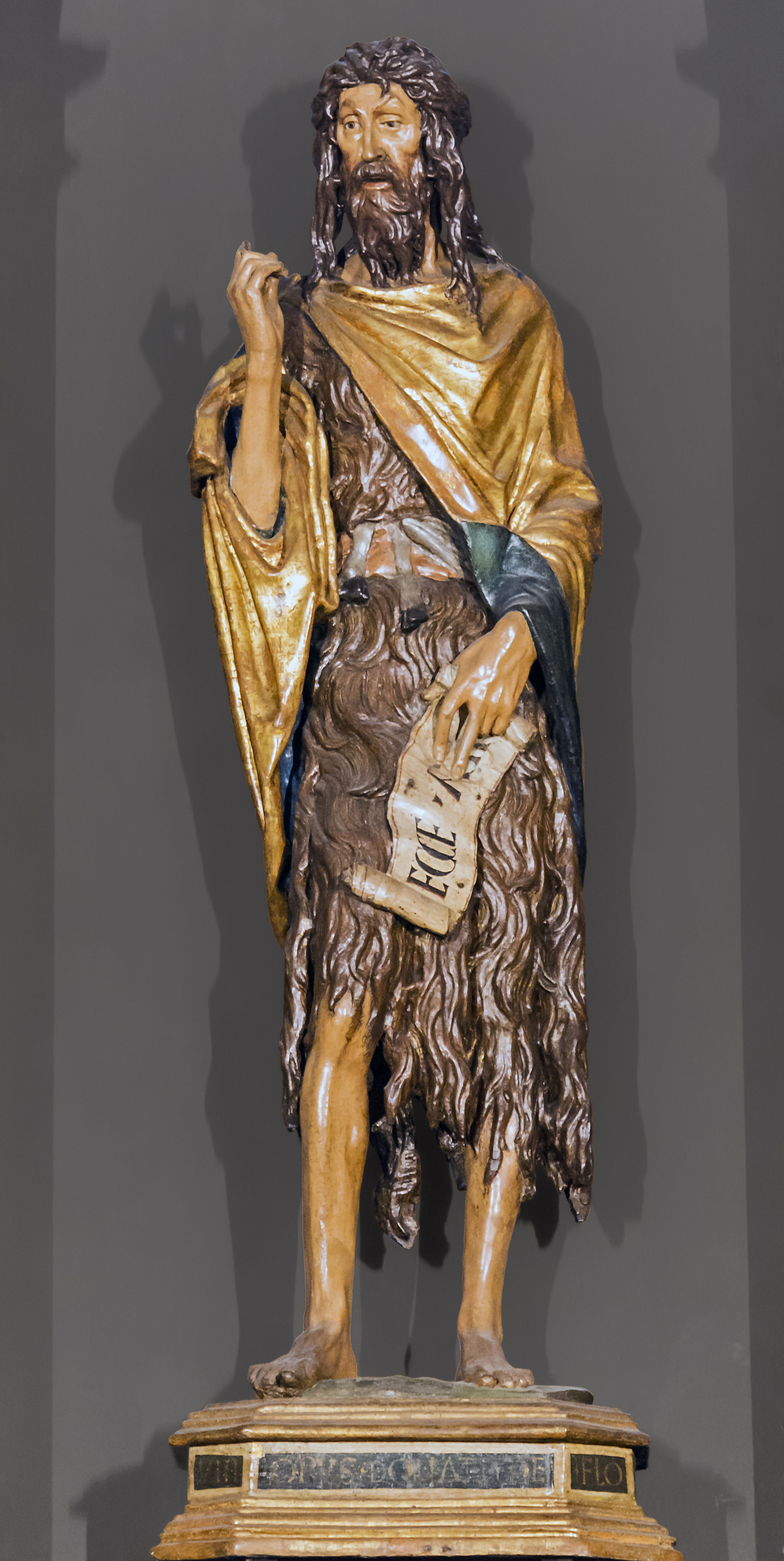
Le Saint Jean Baptiste de Donatello.
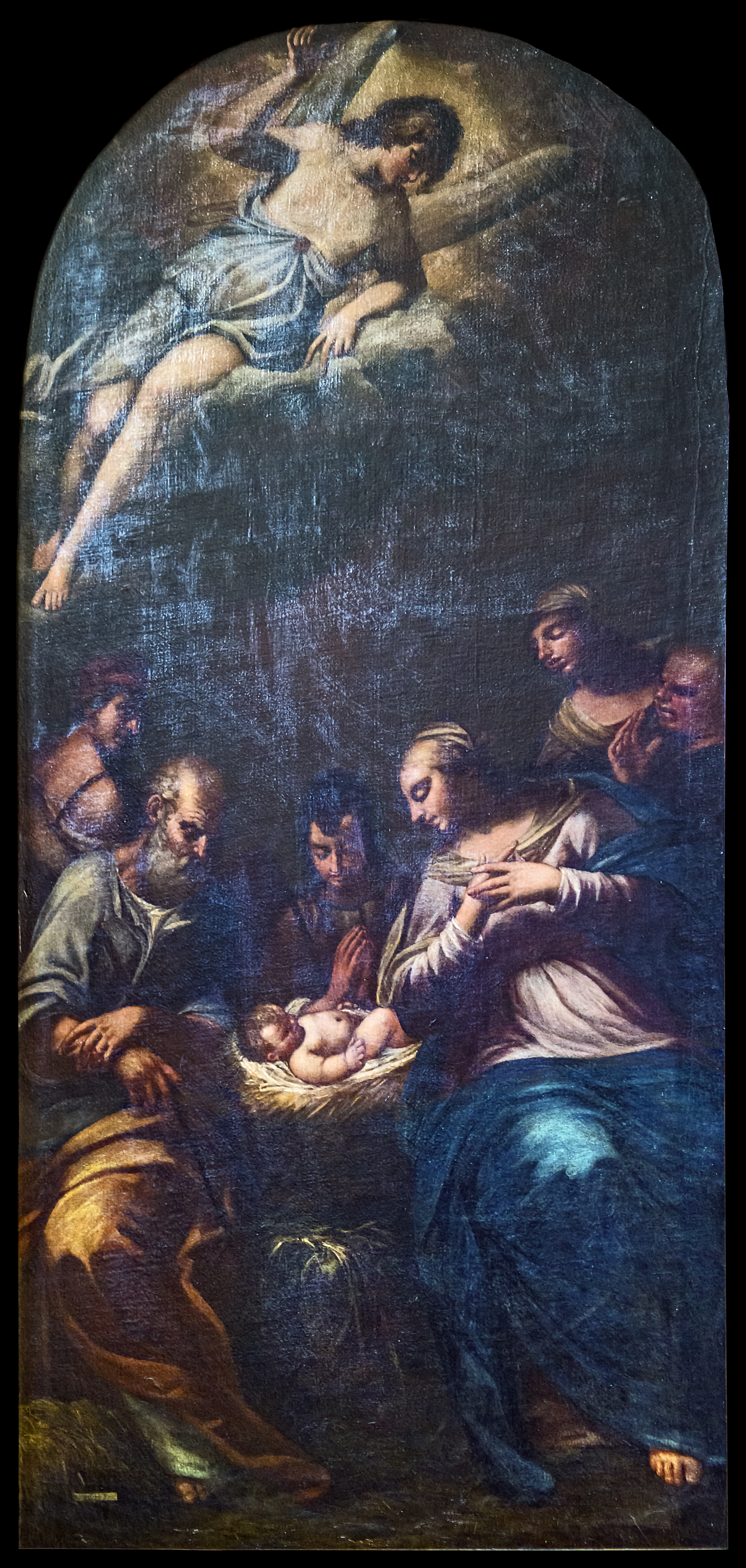
La Nativité par Ottavio Anggaran.

Chapelle du Saint-Sacrement (Cappella del Santissimo Sacramento) (18)
- Le retable date de 1910 exécuté par le sculpteur Vincenzo Cadorin (1854 – 1925), doré par les frères Michieli. La porte de bronze du tabernacle est de Renato Brozzi sur un dessin de Massimiliano Ongaro.
- Du côté gauche de la chapelle, le monument d'Arnolde d'Este mort en 1337.
- Du côté droit de la chapelle, le monument de Duccio Alberti, ambassadeur de Florence auprès de la Sérénissime mort en 1336.

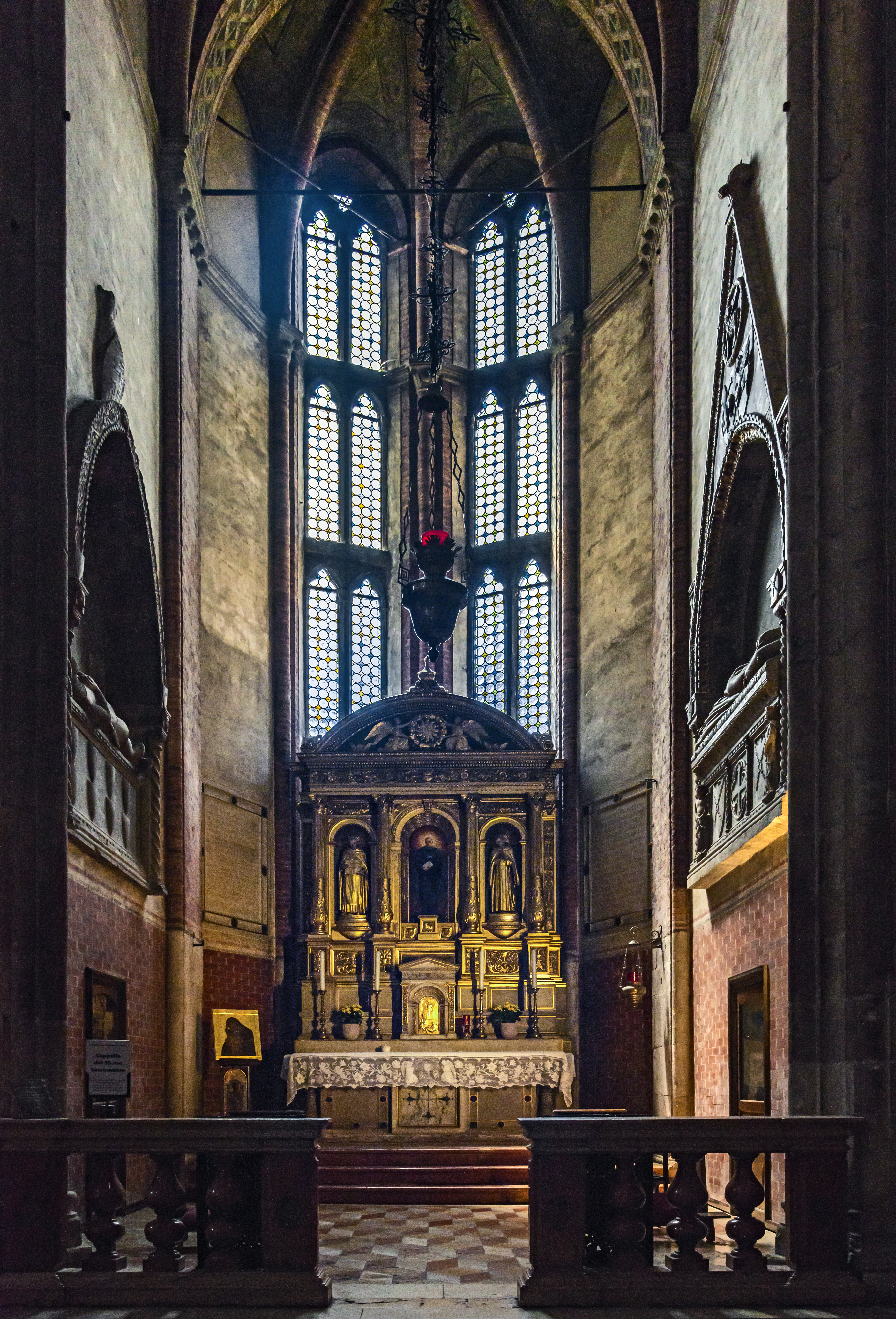
Chapelle du Saint-Sacrement.
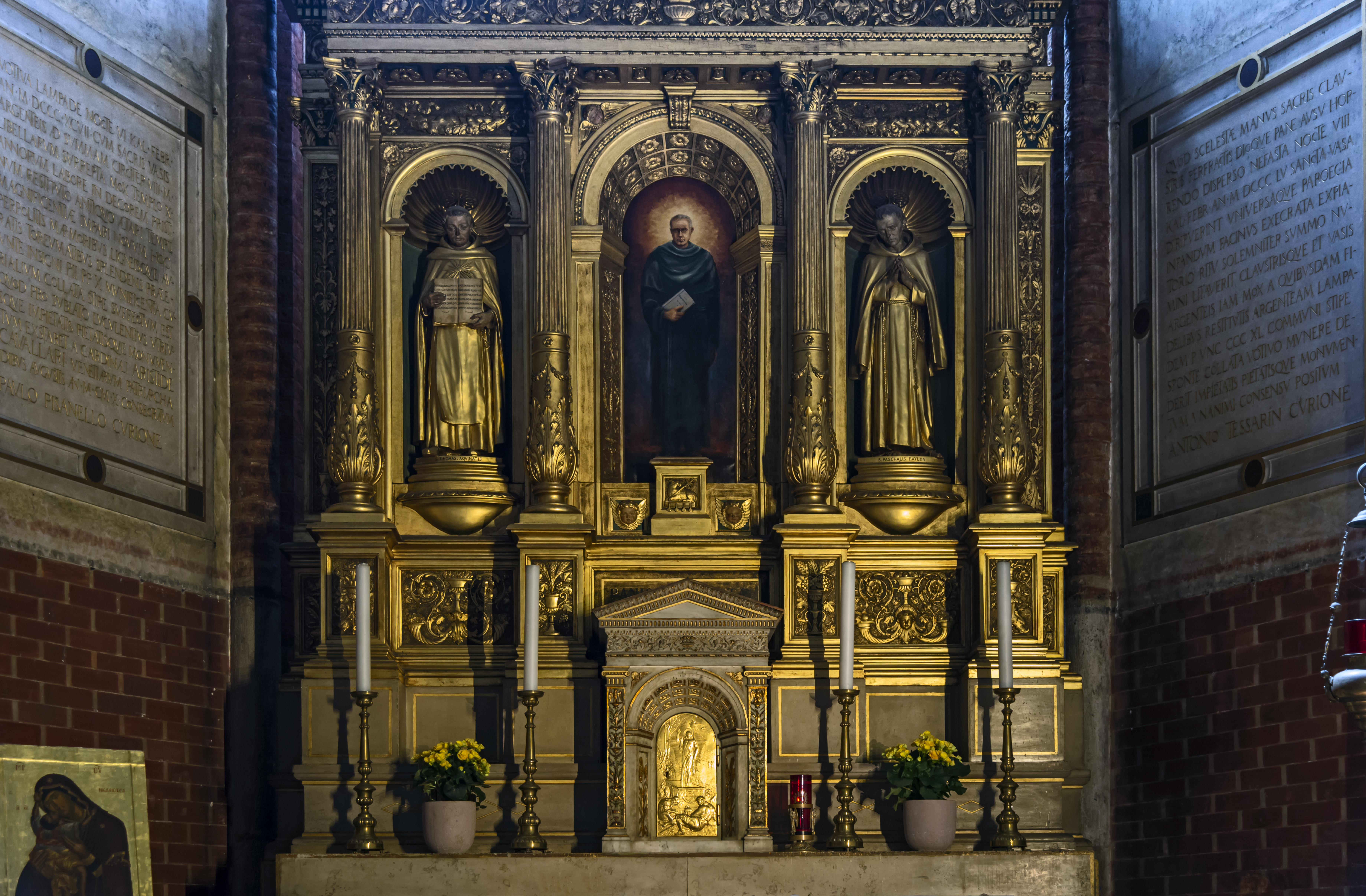
Le retable de 1910.
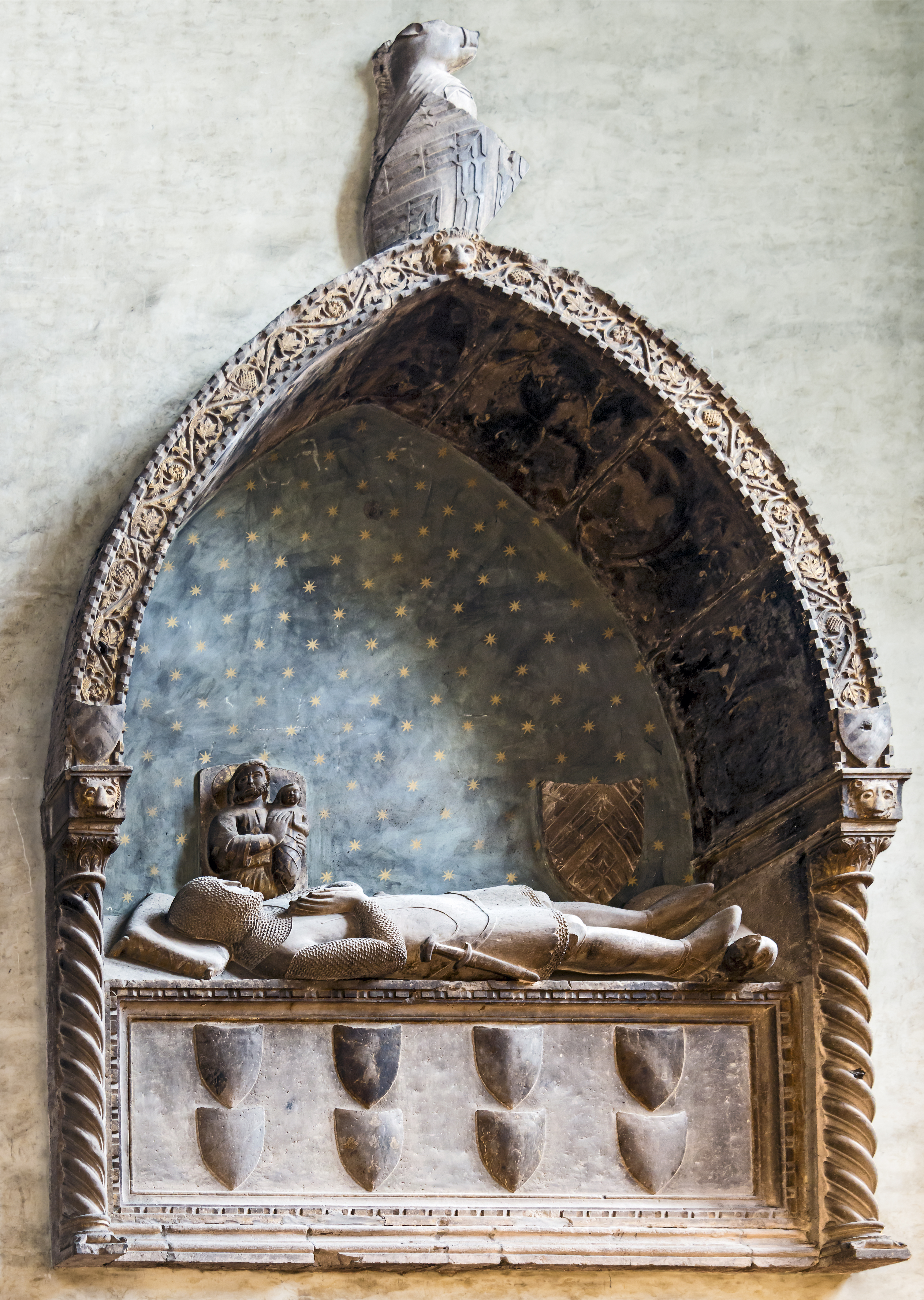
Monument d'Arnolde d'Este.
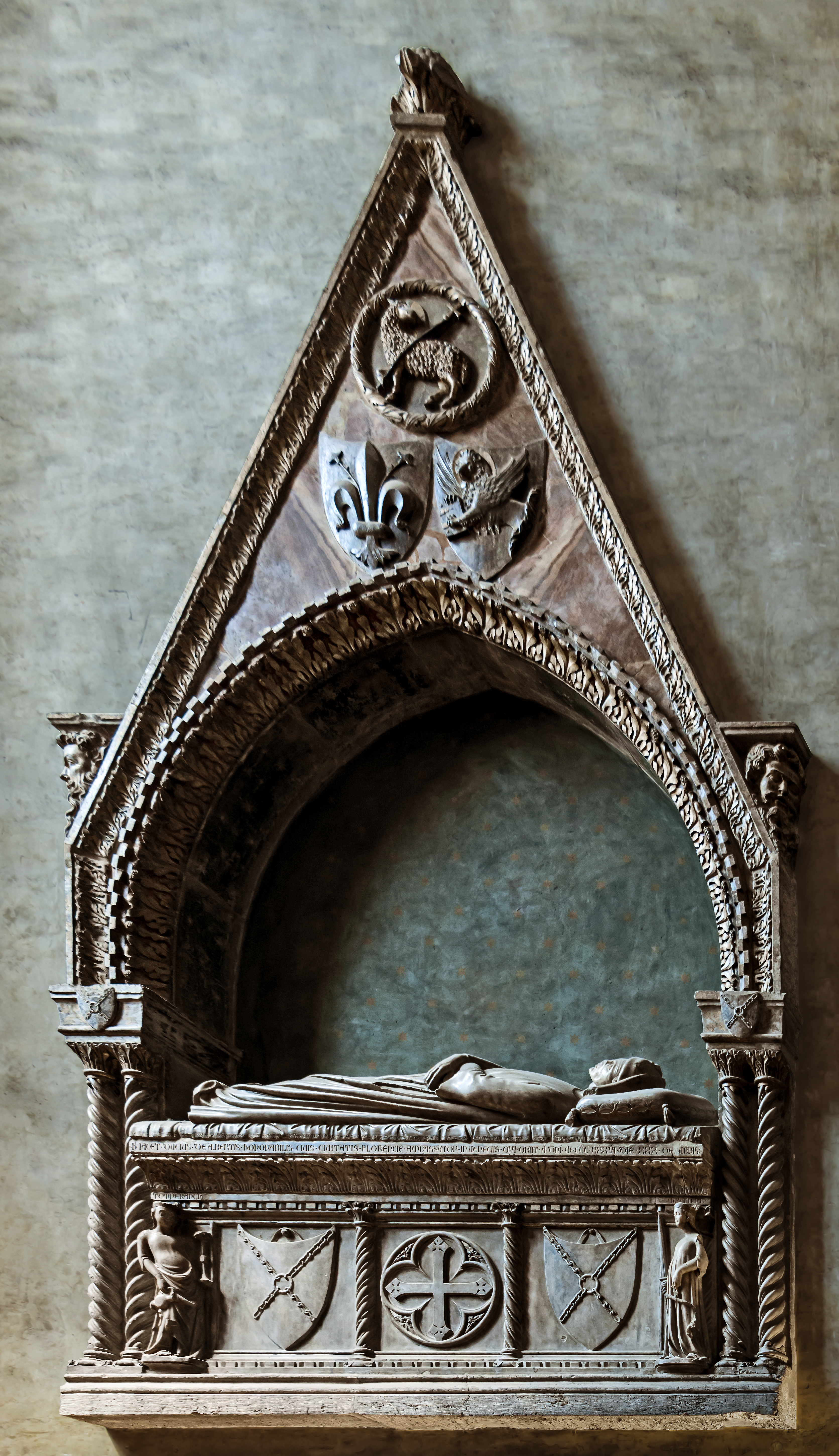
Monument à Duccio Alberti.

Chapelle Bernardo (Cappella Bernardo) (19)
La chapelle a été dévolue à la famille Bernardo en 1482. Elle est située à côté de la porte menant à la sacristie, elle est connue pour son retable polyptyque de Bartolomeo Vivarini de 1487. La peinture, qui est encore dans son cadre d'origine, représente la Vierge en majesté avec saint André et saint Nicolas à sa gauche, et saint Paul et saint Pierre à sa droite.
- Sous la table d'autel une statue reliquaire du bienheureux Gentile da Matelica, frère mineur mort en martyr en Perse le 5 septembre 1340. Son corps a été ramené à Venise par Marco Corner (avec le concours du navigateur et marchant Nicolo Querini). Le Frère lui avait prédit son dogat.
- Sur le mur de droite, le monument funéraire du XVe siècle, de Girolamo et Lorenzo Bernardo.

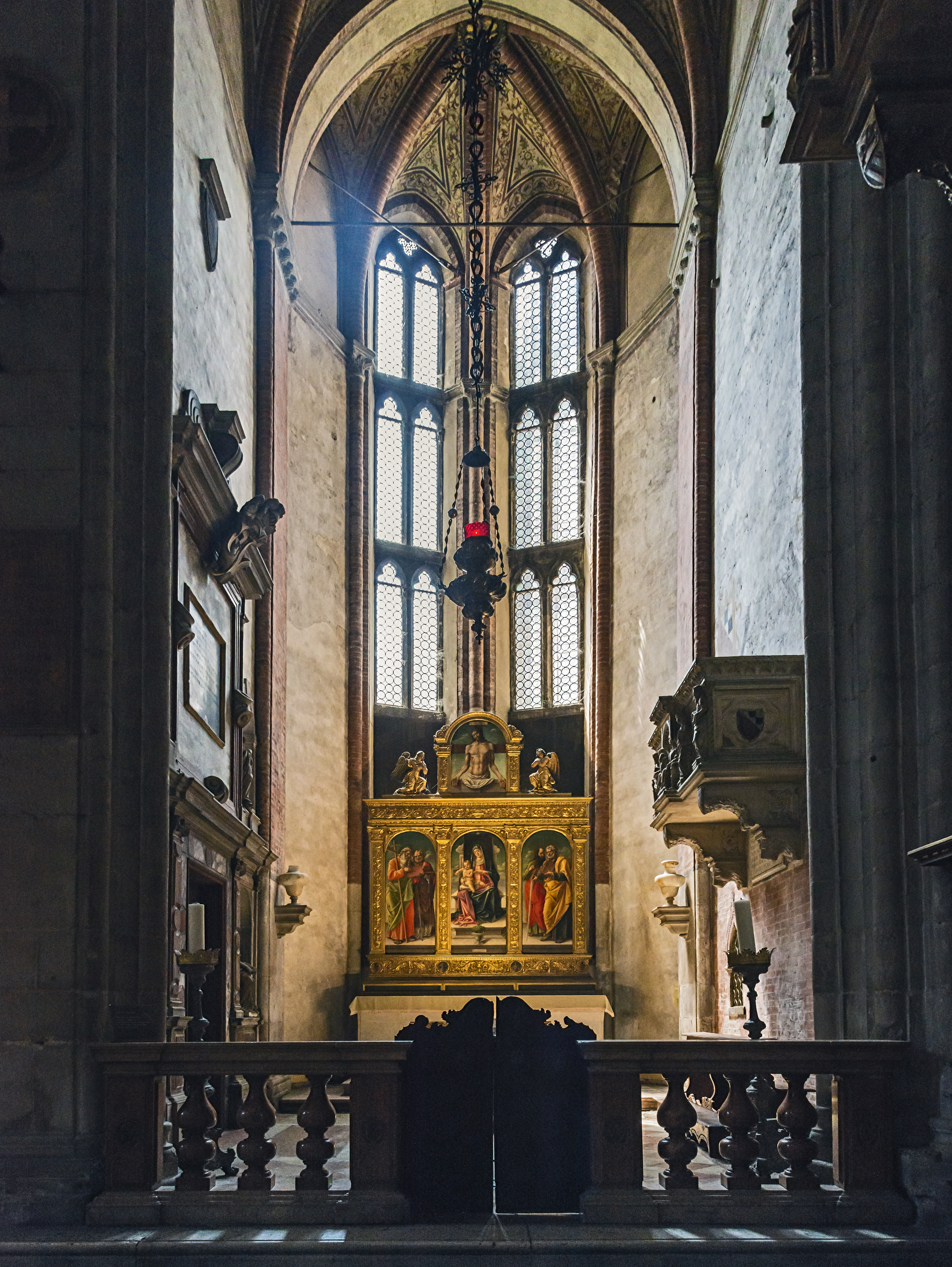
Chapelle Bernardo.
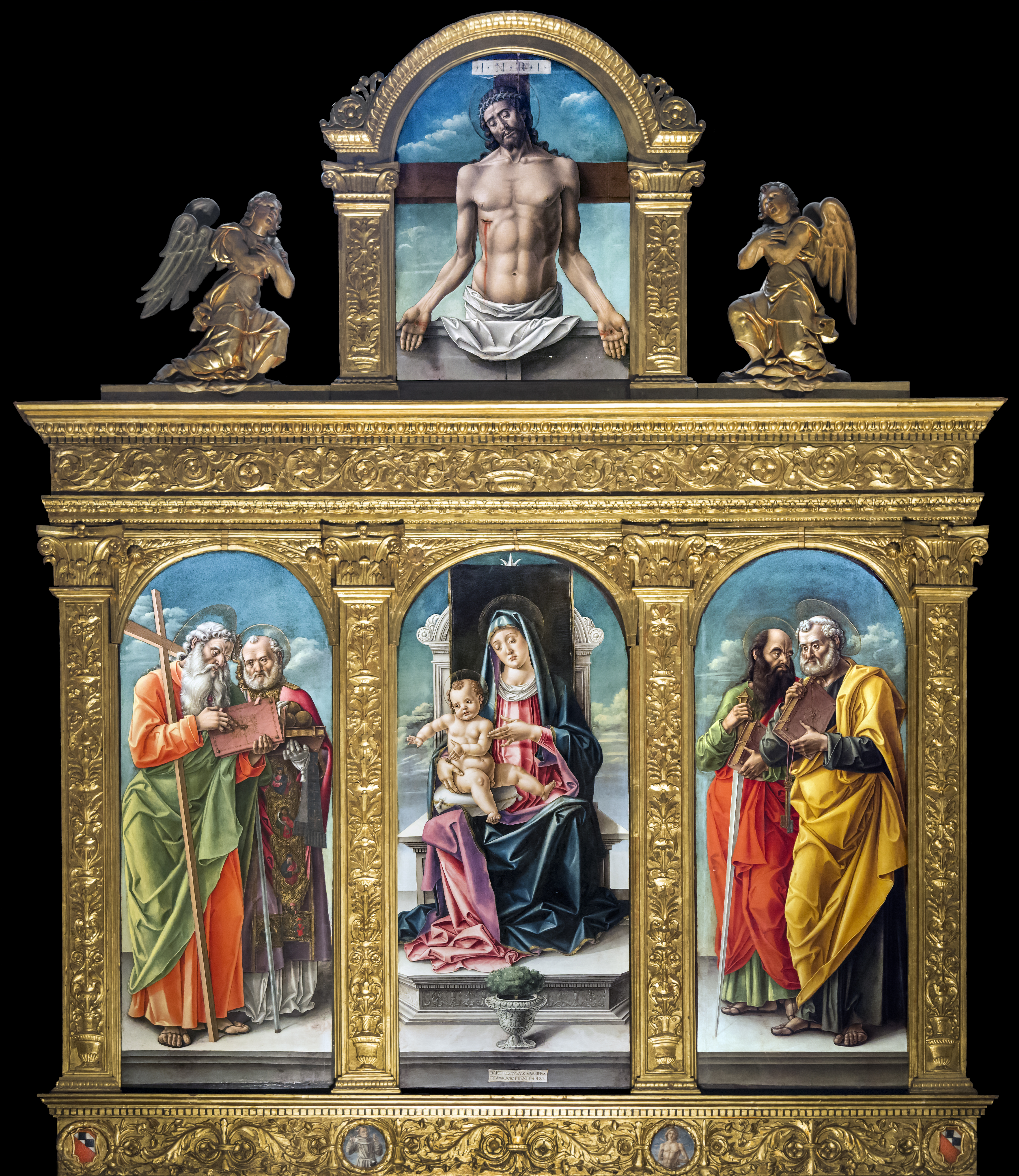
Polyptyque de Bartolomeo Vivarini.
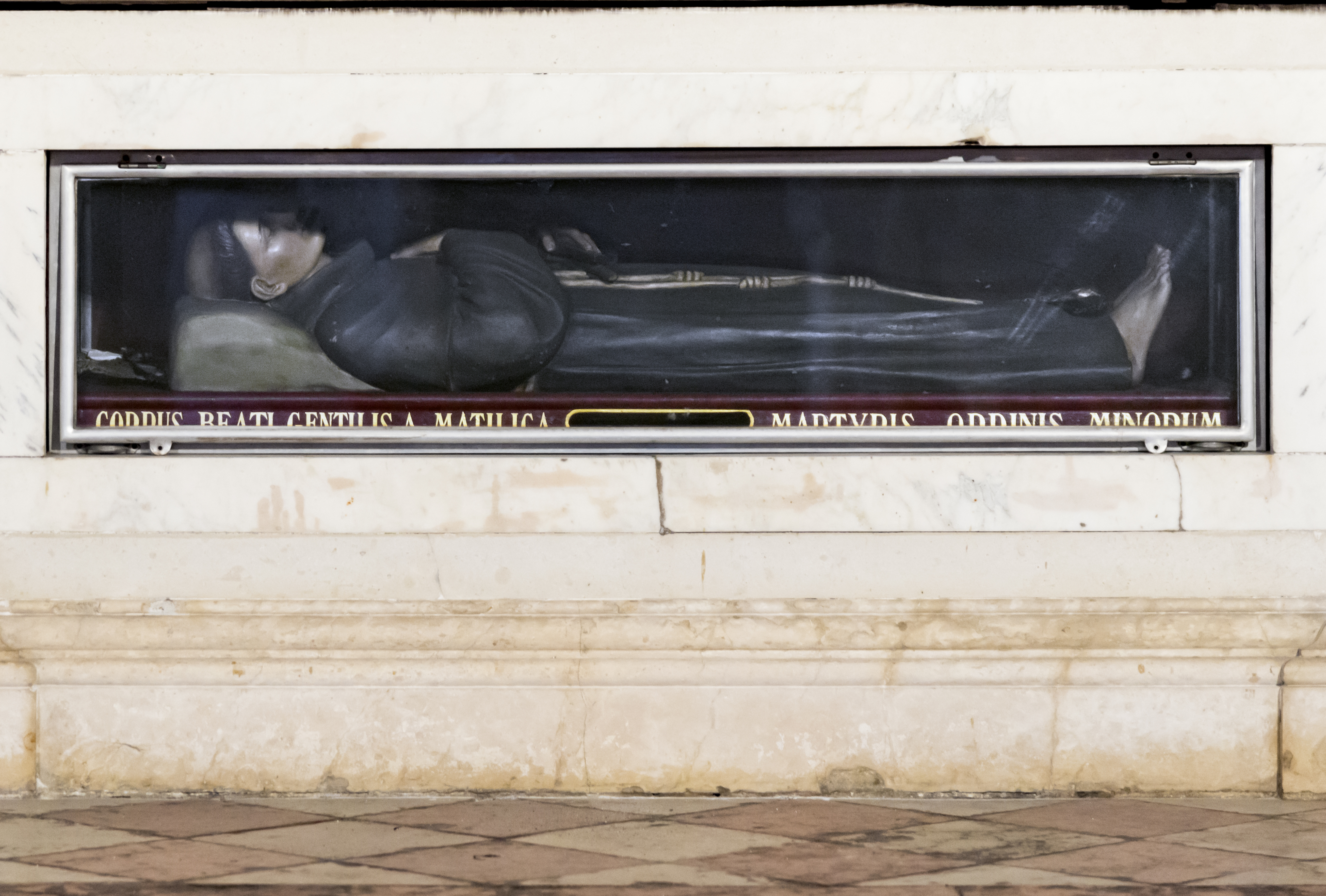
Reliquaire de Gentile da Matelica.
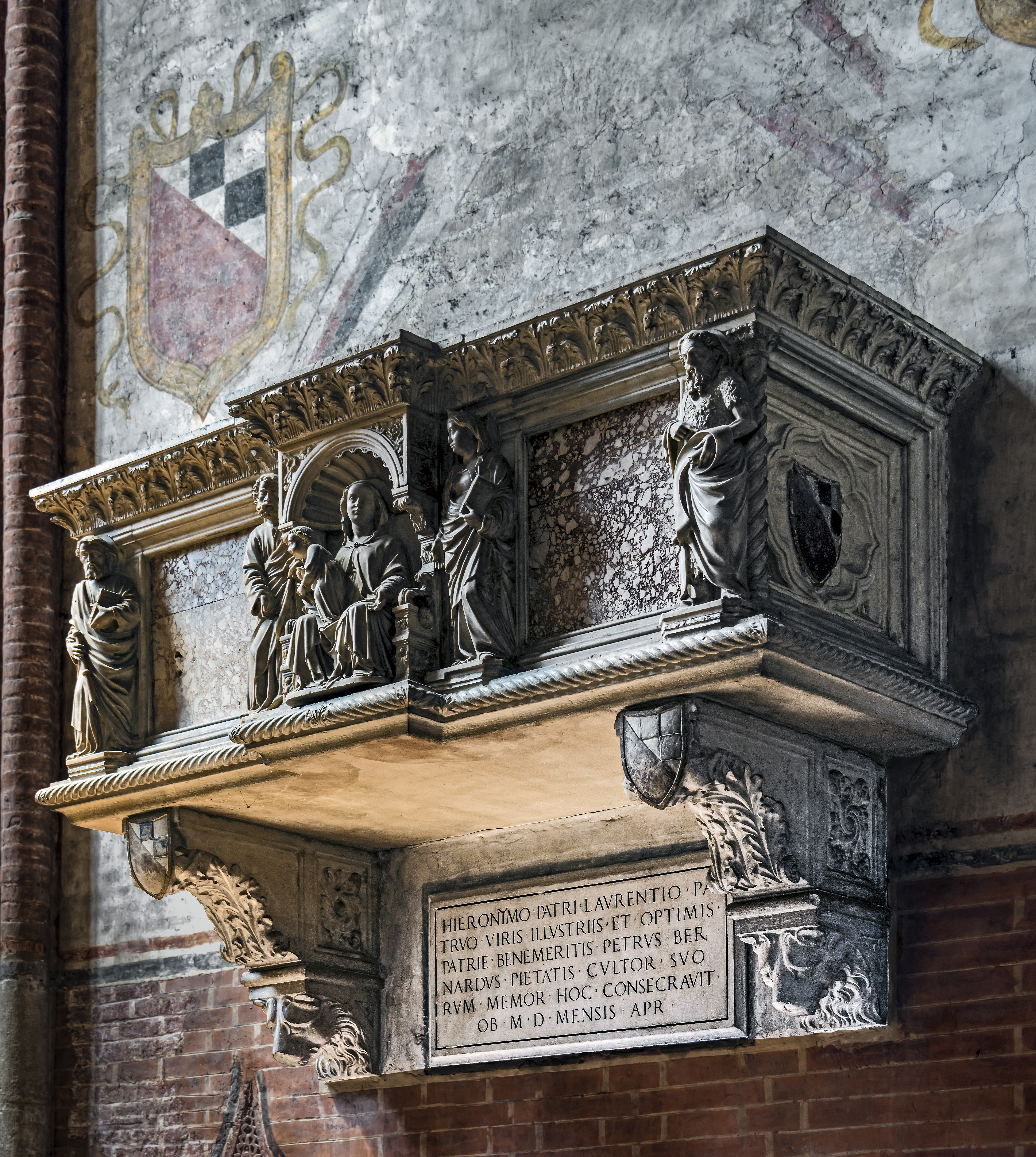
Monument à Girolamo et Lorenzo Bernardo.